# Trieste
Trieste (, AFI: /triˈɛste/; Trieste in dialetto triestino; in tedesco e in friulano Triest; in sloveno Trst) è un comune italiano di 198 753 abitanti, capoluogo della regione Friuli-Venezia Giulia, affacciato sull'omonimo golfo fra la penisola italiana e l'Istria.
Nella sua storia, Trieste è stata città imperiale e capoluogo prima del Litorale austriaco, poi della provincia di Trieste.
Rappresenta da secoli un ponte tra l'Europa centrale e quella meridionale, mescolando caratteri mediterranei, mitteleuropei e slavi ed è il comune più popoloso e densamente popolato della regione. Il porto di Trieste dal 2013 è il porto italiano con il maggior traffico merci ed è uno dei più importanti nel sud Europa.

## Geografia fisica

### Territorio
Il fiume Timavo è un fiume che scorre tra Croazia, Slovenia e Italia. È famoso per via del suo lungo percorso sotterraneo di circa 40 chilometri che, dalle grotte di San Canziano in Slovenia, passando per l'Abisso di Trebiciano, raggiunge il paese di San Giovanni di Duino. Qui ricompare in superficie per poi sfociare nel Golfo di Trieste dopo un paio di chilometri. Tale percorso viene considerato come uno dei più interessanti fenomeni carsici. Con i suoi 2 km di percorso in superficie in territorio italiano, il Timavo può essere considerato il fiume più corto della penisola che sfoci in mare.
Trieste, affacciata sull'omonimo golfo nella parte più settentrionale dell'Alto Adriatico, si colloca fra la penisola italiana e l'Istria, distante qualche chilometro dal confine con la Slovenia nella regione storica della Venezia Giulia.

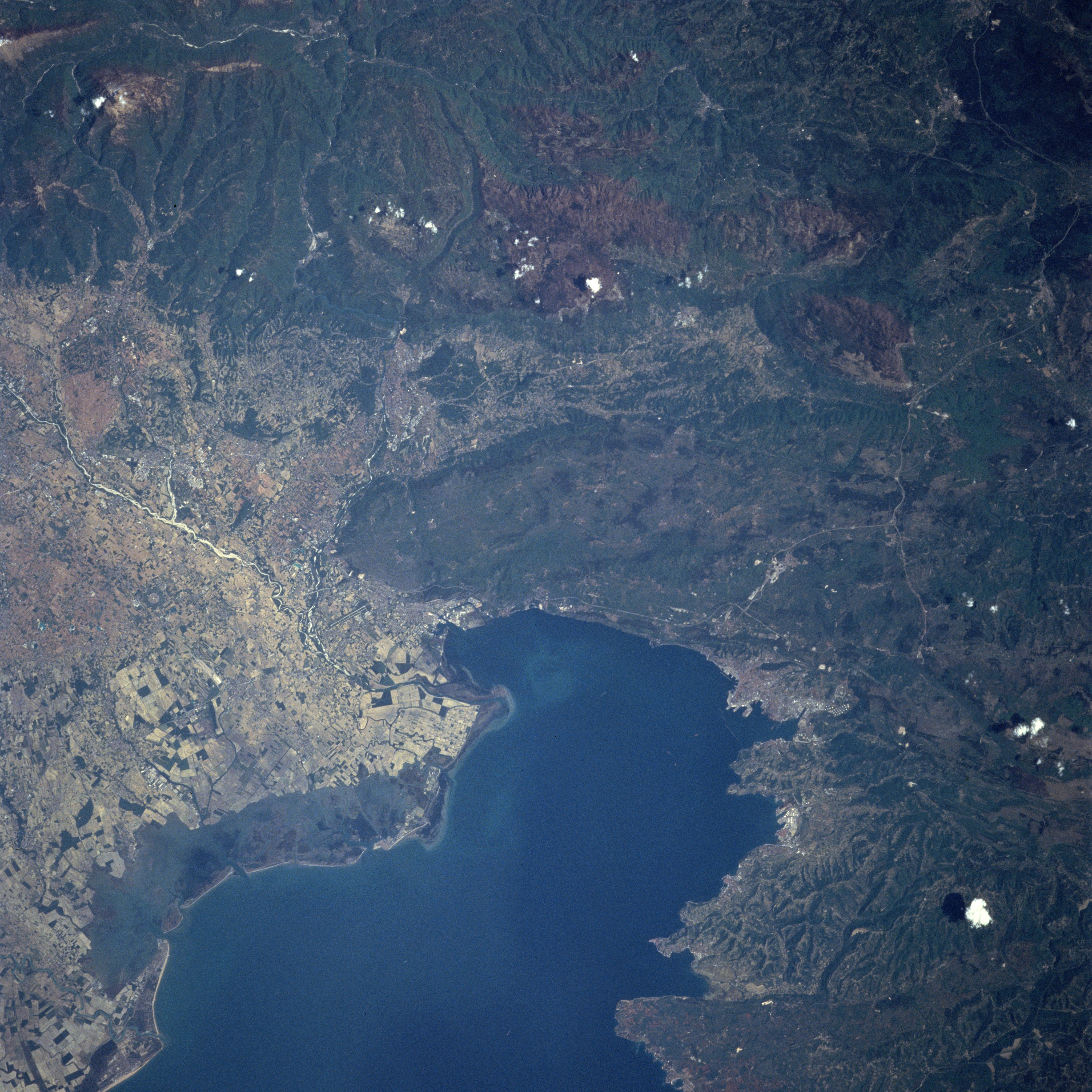
Il golfo di Trieste

Il territorio cittadino di Trieste è occupato prevalentemente da un pendio collinare che cresce di altitudine fino a terreno montagnoso anche nelle zone limitrofe all'abitato. Geologicamente possiamo suddividere il territorio in due zone. La prima, comprende l'altopiano carsico, detto appunto Carso, noto per le sue grotte e le sue doline, che digrada bruscamente verso il mare con un'imponente scarpata. Il punto più elevato del territorio comunale raggiunge i 674 metri (Monte Cocusso). La seconda zona geologica comprende il centro città e larga parte delle periferie più popolose, che poggia sul cosiddetto "Flysch di Trieste".
Il comune di Trieste è diviso in varie zone climatiche, a seconda della distanza della zona dal mare e della sua altitudine. Caratteristica di questa zona è l'abbondanza di terra rossa, terreno con una presenza accentuata di frazione argillosa rossa derivante dall'erosione del calcare, particolarmente adatta alla coltivazione dell'uva da vino.

### Idrografia
Nel circondario della città di Trieste sono presenti numerosi corsi d'acqua, alcuni importanti - fiume Timavo, torrente Rosandra, rio Ospo - ed altri meno noti ma non per questo meno rilevanti dal punto di vista idrogeologico, storico e naturalistico. Molti di essi scorrono nel sottosuolo della città giuliana coperti dal manto stradale.
Le sorgenti di questi corsi minori, che hanno generalmente lunghezze di pochi chilometri (in qualche caso, anche meno), sono dovute alla fuoriuscita delle acque meteoriche che precipitano sull'altipiano carsico. Liberi un tempo di scorrere all'aperto, essi sono stati incanalati da quando la città si è sviluppata urbanisticamente, evento che è iniziato nella seconda metà del Settecento, in apposite condutture. Ancora oggi questi corsi d'acqua percorrono i sotterranei delle odierne via Carducci (precedentemente chiamata via del Torrente), via Battisti (ex Corsia Stadion), viale XX Settembre (ex viale dell'Acquedotto), via delle Sette fontane o piazza tra i Rivi.
A sud della città scorre il Rio Ospo, che segna il confine geografico con l'Istria. Inoltre la moderna zona cittadina compresa tra la stazione ferroviaria, il mare, via Carducci e Piazza della Borsa, il Borgo Teresiano, venne edificata nel XVIII secolo dopo l'interramento delle precedenti saline per ordine dell'imperatrice Maria Teresa d'Austria.

### Clima
La stazione meteorologica Osmer di Trieste, che è situata sul molo Fratelli Bandiera, venerdì 10 febbraio 2011 ha segnato una raffica di bora avente un picco di 168 km/h. Si tratta del dato ufficiale più elevato di sempre tra quelli registrati secondo le norme internazionali dell'Organizzazione meteorologica mondiale.

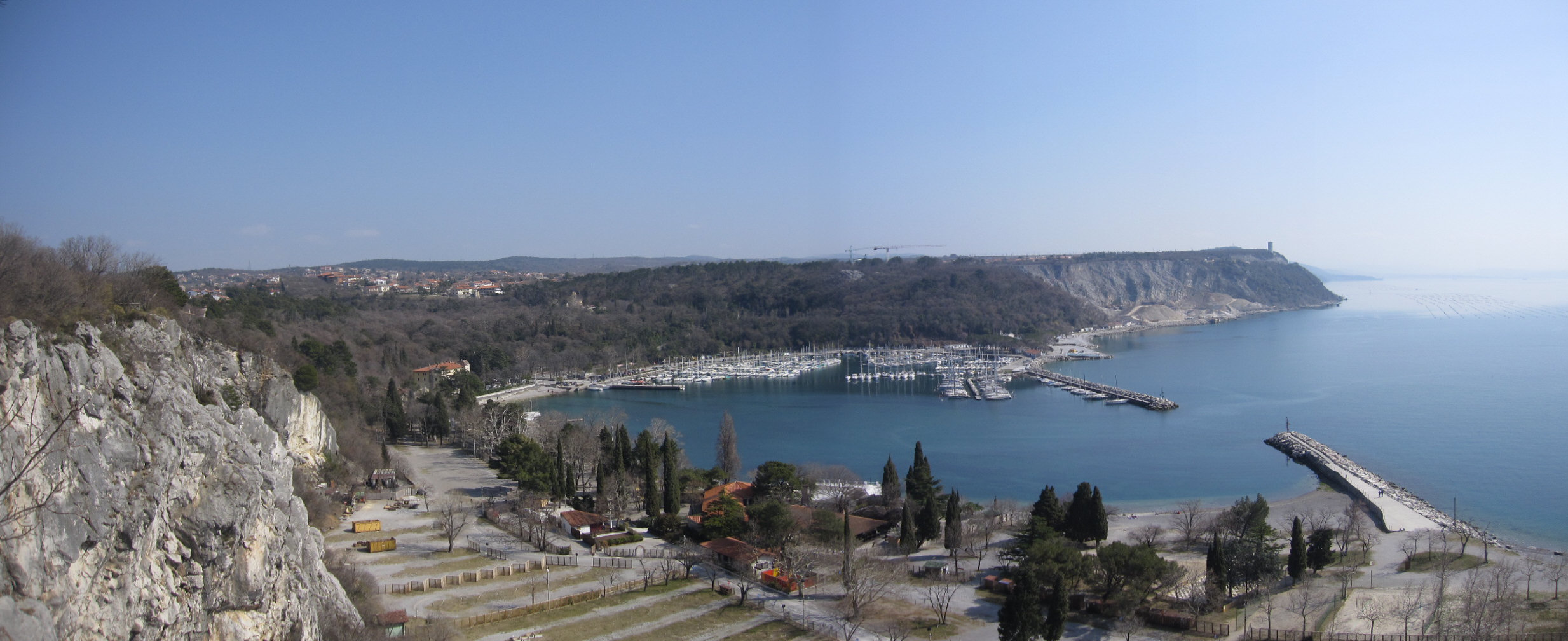
Scorcio della baia di Sistiana

Il clima della città di Trieste, secondo la classificazione di Köppen, rientra nel tipo subtropicale umido, anche se presenta marcati caratteri mediterranei. Grazie a una latitudine intermedia tra il Polo nord e l'equatore, e alla sua posizione costiera, la città di Trieste gode di un clima mite d'inverno e piuttosto caldo, ma non torrido, d'estate.
Relativamente al trentennio ufficiale di riferimento della climatologia mondiale (IPCC/WMO) 1971-2000 la media annuale delle temperature presso le varie stazioni meteorologiche di Trieste è stata di 15 °C, mentre le temperature medie del mese più freddo (gennaio) si sono attestate attorno ai 5,8 °C e quelle del mese più caldo (luglio) leggermente al di sopra dei 24 °C.
Nei mesi invernali raramente le temperature, almeno sulla costa, scendono al di sotto dello zero; viceversa, nelle frazioni carsiche, spesso si registrano minime notturne negative. Scarse sono anche, lungo la fascia costiera, le giornate con neve, nebbia o grandine. L'umidità media annuale è del 64%, mentre l'escursione termica giornaliera è 4,5 °C: entrambe risultano tra le più basse d'Italia.
Data la peculiarità del territorio cittadino si può affermare che il centro di Trieste, sviluppatosi lungo la costa, presenta delle temperature relativamente miti e una discreta insolazione, mentre le frazioni e le località carsiche sviluppatesi sul retrostante altipiano a un'altezza tra i 200 e i 500 m hanno un clima decisamente più continentale: a Basovizza, situata a circa 370 metri s.l.m., la temperatura media annua si aggira attorno agli 11 °C con una media del mese più freddo (gennaio) di 1,5 °C e di quello più caldo (luglio) di 20,6 °C.

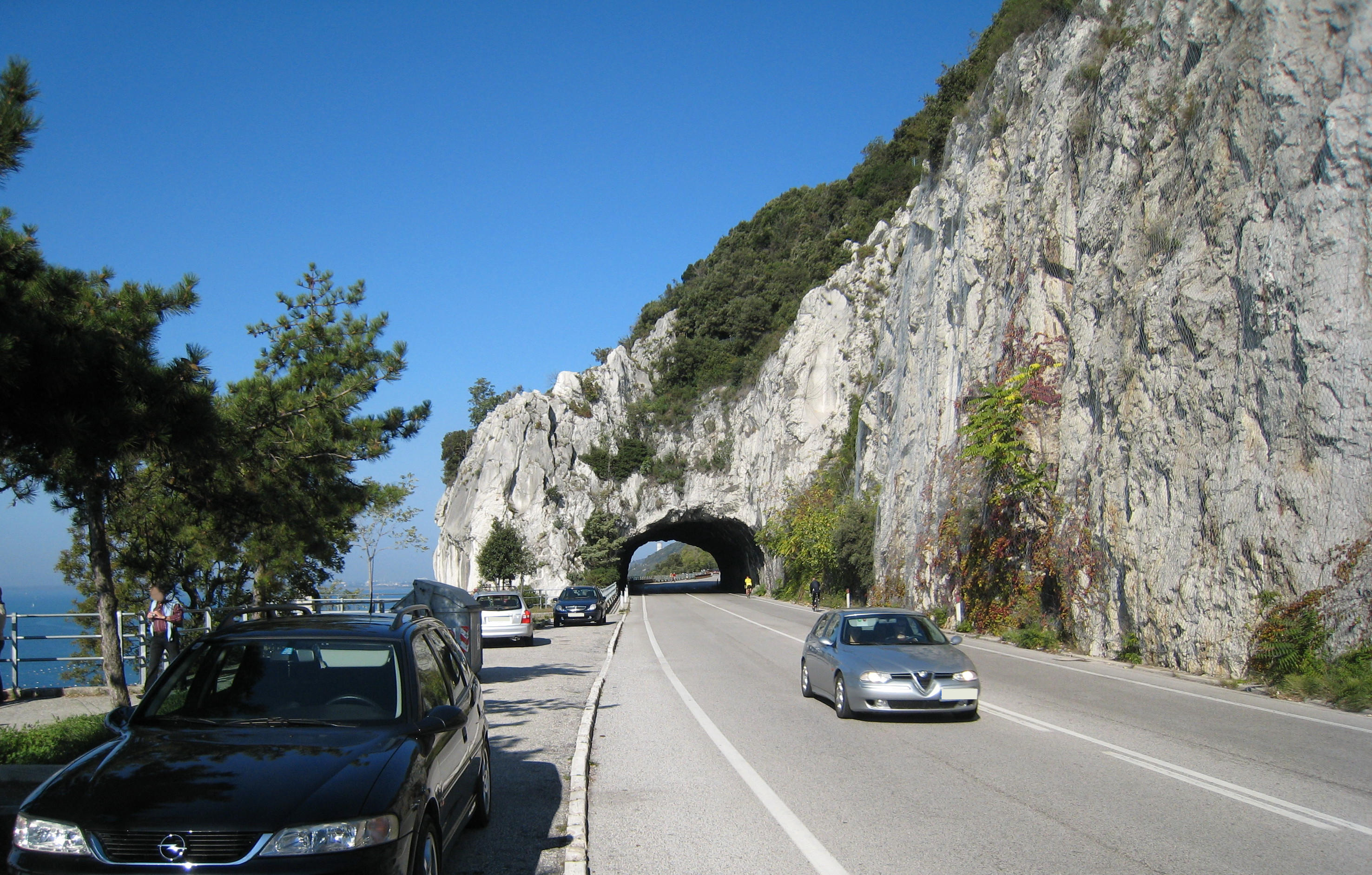
La strada costiera di Trieste

Al clima generalmente mite fanno eccezione i giorni, in alcuni anni rari, in altri più frequenti, in cui soffia la Bora, vento catabatico di provenienza est/nord-est, che soffia con particolare intensità specialmente verso l'Alto e Medio Adriatico che a Trieste si incunea dal retroterra incanalandosi lungo i bassi valichi che si aprono tra i monti alle spalle della città, per scendere sul centro abitato e sull'omonimo golfo. Sebbene per compressione adiabatica la temperatura dell'aria, scendendo sulla città, si riscaldi comunque di tre o quattro gradi, le raffiche aumentano notevolmente la percezione del freddo anche con temperature relativamente miti.
Eccezionalmente la bora soffia per brevissimi periodi anche d'estate, questa volta molto calda, provenendo sempre da est nord est, quindi dal continente, che è più caldo, verso il mare innalzando talvolta le temperature anche al di sopra dei 35 °C. Le raffiche di aria di origine continentale provenienti da est-nord-est, che si dirigono verso lo sbocco in Adriatico, acquistano ulteriore velocità, e in casi eccezionali, in mare aperto, si possono raggiungere i 50 nodi, come registrato nel dicembre 1996. In alcune zone la bora è più forte e frequente che in altre, e solamente la zona della costa triestina che va da Miramare a Sistiana, è riparata dall'effetto di tale vento.
Molto interessante per l'andamento del clima è la variazione avvenuta negli ultimi cento anni nella frequenza della bora e genericamente dei venti orientali, diminuiti di 28 giorni annui, mentre lo scirocco e i venti meridionali, nello stesso periodo, sono aumentati in frequenza di 26 giorni annui.
Vista la vicinanza dei rilievi, brevi piogge possono presentarsi durante tutto l'anno (questo è la principale incoerenza rispetto al tipico clima mediterraneo), mentre durante i mesi estivi le precipitazioni sono comunque rare e prevalentemente a carattere temporalesco (luglio in genere è il mese più secco). Le precipitazioni raggiungono l'apice della frequenza e dell'intensità a novembre e ad aprile, quando di norma scende di latitudine il flusso delle correnti perturbate atlantiche.
I dati climatologici base di Trieste sono:
| Trieste                                              | Mesi  | Mesi  | Mesi  | Mesi  | Mesi  | Mesi  | Mesi  | Mesi  | Mesi  | Mesi  | Mesi  | Mesi  | Stagioni | Stagioni | Stagioni | Stagioni | Anno    |
| Trieste                                              | Gen   | Feb   | Mar   | Apr   | Mag   | Giu   | Lug   | Ago   | Set   | Ott   | Nov   | Dic   | Inv      | Pri      | Est      | Aut      | Anno    |
| ---------------------------------------------------- | ----- | ----- | ----- | ----- | ----- | ----- | ----- | ----- | ----- | ----- | ----- | ----- | -------- | -------- | -------- | -------- | ------- |
| T. max. media (°C)                                   | 7,6   | 9,0   | 12,2  | 16,5  | 21,6  | 25,0  | 27,9  | 27,7  | 23,3  | 17,8  | 12,3  | 8,8   | 8,5      | 16,8     | 26,9     | 17,8     | 17,5    |
| T. media (°C)                                        | 5,7   | 6,6   | 9,4   | 13,2  | 18,1  | 21,4  | 24,1  | 24,5  | 20,1  | 15,2  | 10,1  | 6,9   | 6,4      | 13,6     | 23,3     | 15,1     | 14,6    |
| T. min. media (°C)                                   | 3,8   | 4,3   | 6,6   | 10,0  | 14,5  | 17,8  | 20,3  | 20,4  | 16,8  | 12,7  | 8,1   | 5,0   | 4,4      | 10,4     | 19,5     | 12,5     | 11,7    |
| T. max. assoluta (°C)                                | 18,2  | 21,2  | 23,9  | 29,8  | 32,2  | 36,2  | 37,6  | 38,0  | 34,4  | 30,8  | 24,4  | 18,4  | 21,2     | 32,2     | 38,0     | 34,4     | 38,0    |
| T. min. assoluta (°C)                                | −7,5  | −7,1  | −6,3  | 3,2   | 6,0   | 10,1  | 12,3  | 11,0  | 7,0   | 3,7   | −1,5  | −7,9  | −7,9     | −6,3     | 10,1     | −1,5     | −7,9    |
| Giorni di gelo (Tmin ≤ 0 °C)                         | 5     | 3     | 1     | 0     | 0     | 0     | 0     | 0     | 0     | 0     | 0     | 3     | 11       | 1        | 0        | 0        | 12      |
| Nuvolosità (okta al giorno)                          | 4,8   | 4,3   | 4,7   | 4,6   | 4,3   | 3,9   | 3,0   | 3,0   | 3,2   | 3,9   | 4,8   | 4,8   | 4,6      | 4,5      | 3,3      | 4,0      | 4,1     |
| Precipitazioni (mm)                                  | 58,0  | 56,9  | 63,4  | 82,8  | 84,2  | 100,4 | 62,1  | 84,5  | 103,4 | 111,4 | 107,4 | 88,5  | 203,4    | 230,4    | 247,0    | 322,2    | 1 003,0 |
| Giorni di pioggia                                    | 7,8   | 6,2   | 7,8   | 8,5   | 8,7   | 9,3   | 6,5   | 7,3   | 7,1   | 7,9   | 9,1   | 8,4   | 22,4     | 25,0     | 23,1     | 24,1     | 94,6    |
| Giorni di neve                                       | 0,7   | 0,5   | 0,2   | 0,0   | 0,0   | 0,0   | 0,0   | 0,0   | 0,0   | 0,0   | 0,1   | 0,5   | 1,7      | 0,2      | 0,0      | 0,1      | 2,0     |
| Umidità relativa media (%)                           | 67    | 64    | 62    | 64    | 64    | 65    | 62    | 62    | 66    | 68    | 67    | 68    | 66,3     | 63,3     | 63       | 67       | 64,9    |
| Eliofania assoluta (ore al giorno)                   | 3,1   | 4,2   | 4,6   | 5,9   | 7,3   | 8,1   | 9,3   | 8,4   | 7,0   | 5,4   | 3,3   | 2,7   | 3,3      | 5,9      | 8,6      | 5,2      | 5,8     |
| Radiazione solare globale media (centesimi di MJ/m²) | 429   | 712   | 1 101 | 1 575 | 1 994 | 2 214 | 2 311 | 2 002 | 1 507 | 972   | 529   | 374   | 1 515    | 4 670    | 6 527    | 3 008    | 15 720  |
| Ore di soleggiamento mensili                         | 96,1  | 118,7 | 142,6 | 177,0 | 226,3 | 243,0 | 288,3 | 260,4 | 210,0 | 167,4 | 99,0  | 83,7  | 298,5    | 545,9    | 791,7    | 476,4    | 2 112,5 |
| Pressione a 0 metri s.l.m. (hPa)                     | 1 017 | 1 015 | 1 015 | 1 013 | 1 014 | 1 014 | 1 014 | 1 014 | 1 017 | 1 018 | 1 017 | 1 016 | 1 016    | 1 014    | 1 014    | 1 017,3  | 1 015,3 |
| Vento (direzione-m/s)                                | E 5,0 | E 4,7 | E 4,6 | E 4,1 | E 3,7 | E 3,5 | E 3,7 | E 3,7 | E 3,8 | E 4,4 | E 4,5 | E 4,8 | 4,8      | 4,1      | 3,6      | 4,2      | 4,2     |

### Botanica

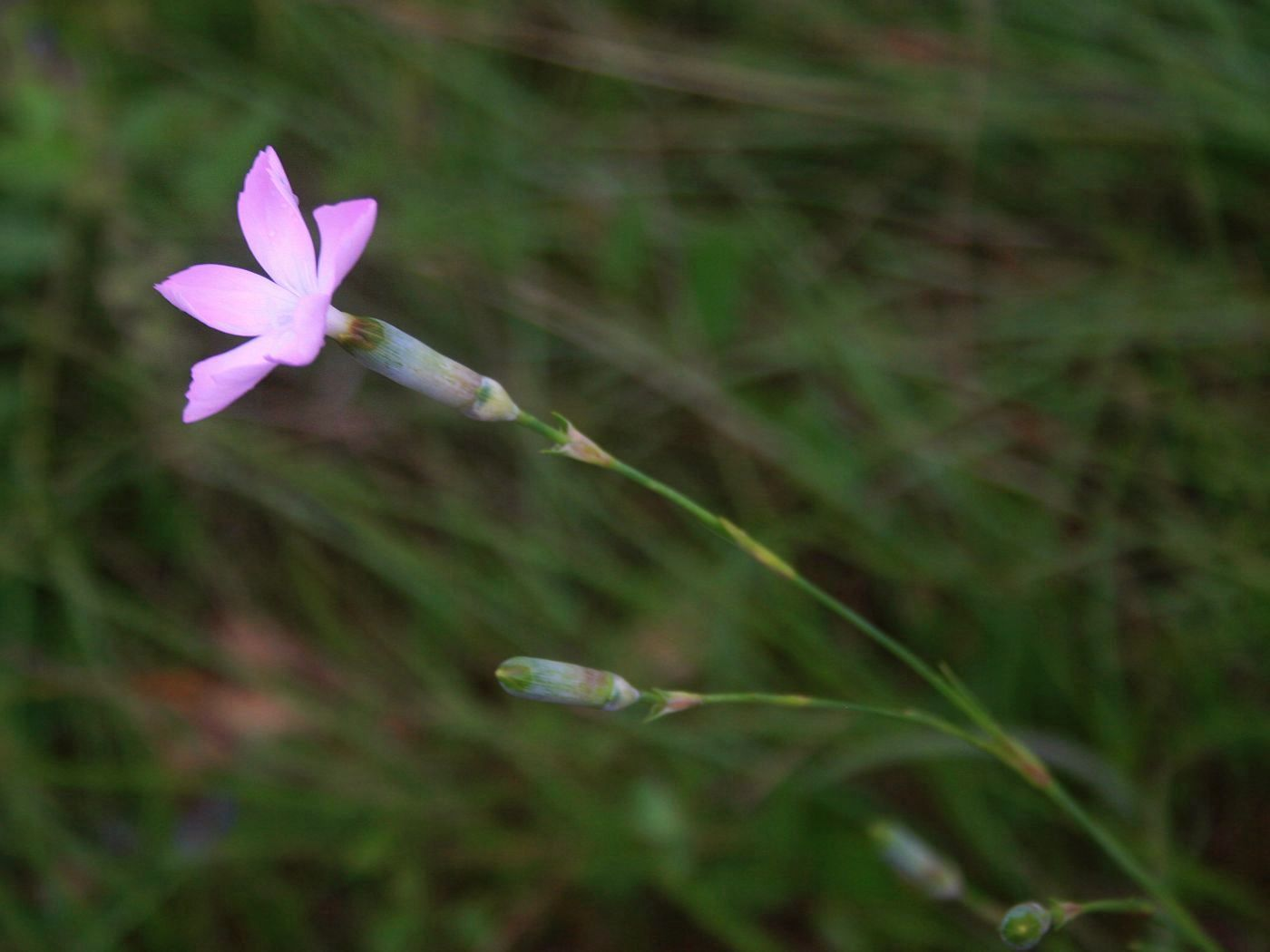
Il garofanino di Trieste, un endemismo illirico presente anche in città

La città di Trieste è una delle meglio note d'Italia dal punto di vista botanico. La flora urbana, oggetto di studio a partire dalla seconda metà del XIX secolo, è stata oggetto di un censimento approfondito da parte di Fabrizio Martini, che ha mappato la distribuzione di ben 1024 tra specie e sottospecie. La grande ricchezza floristica è dovuta a diversi fattori, tra cui i principali sono:
1. La penetrazione nel tessuto urbano di aree con vegetazione naturale, come ad esempio il Bosco del Farneto o il Parco di Villa Giulia.
2. Le caratteristiche transizionali del territorio cittadino dal punto di vista climatico, con un forte gradiente di temperatura e precipitazioni dalla costa verso l'altopiano.
3. La compresenza nel territorio cittadino di substrati sia arenacei sia calcarei.
4. La presenza di importanti aree commerciali, industriali e portuali che favoriscono la presenza di neofite aliene. La flora urbana di Trieste è consultabile attraverso un portale interattivo che permette anche a non-esperti di Botanica di identificarne le specie.[19]

I giardini storici rilevanti da un punto di vista botanico presenti a Trieste sono lo storico Giardino pubblico Muzio de Tommasini, il Giardino storico di Villa Revoltella, il Giardino storico di Villa Engelmann, il Giardino storico di Villa Sartorio, il Giardino storico di Villa Cosulich, il Giardino storico Skabar, il Giardino storico di piazza Libertà, il Giardino storico di via Catullo, il Giardino storico di piazza Hortis, il Passeggio Sant'Andrea, il Giardino storico di piazza Carlo Alberto, il Giardino storico Basevi, mentre tra i parchi urbani degni di menzione sono il Parco Farneto e il Parco di Villa Giulia.
Nel territorio di Trieste cresce il garofanino di Trieste, un endemismo illirico presente anche nella città giuliana.

## Origine del nome

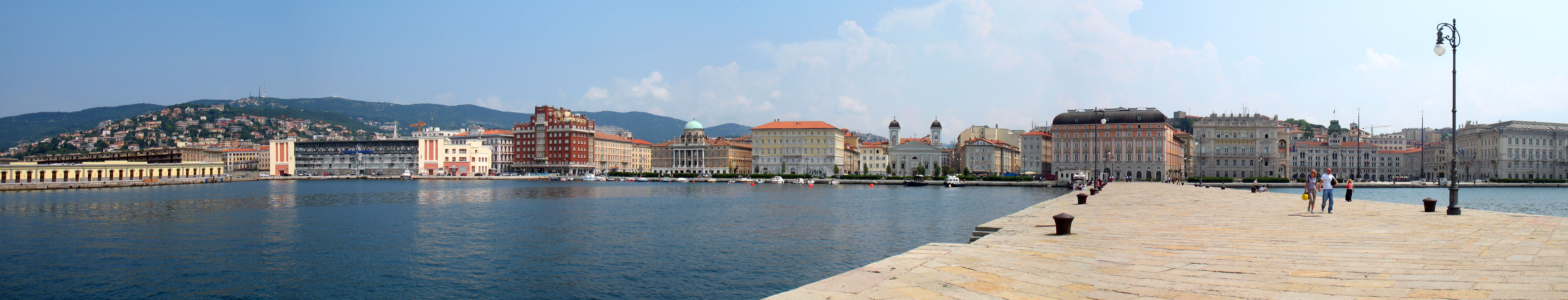
Panorama di Trieste visto dal Molo Audace (spicca il "falso storico" della copertura del teatro Verdi, allineato alla linea di fuga sinistra del molo, risalente alla ristrutturazione degli anni '90 del 1900, che ha sostituito il tetto originale costituito da falde piane ricoperte da coppi rossi)

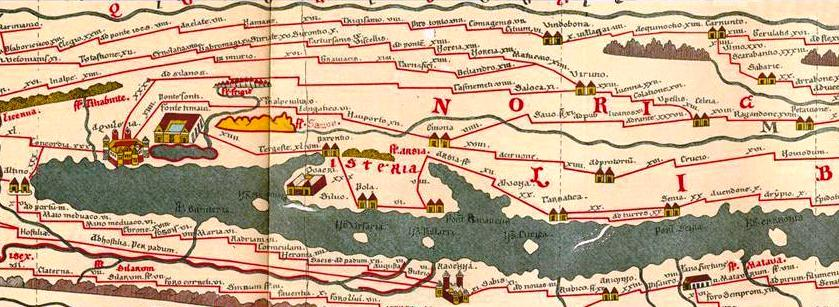
La città di Tergeste risulta chiaramente indicata anche sulla Tavola Peutingeriana, che raffigura l'Impero romano in epoca augustea. In particolare, l'ipotesi più probabile vuole che il nome della città giuliana sia di origine preromana

L'etimologia del nome Tergeste è di origine preromana con base preindoeuropea: terg in antico illirico significa "mercato", mentre il suffisso -este è tipico della lingua venetica (da non confondersi con la moderna lingua veneta), idioma parlato dagli antichi Veneti, popolazione indoeuropea stanziata nell'Italia nordorientale. Il termine terg si ritrova anche nella lingua slava ecclesiastica antica nella forma tьrgъ con il medesimo significato, ovvero "mercato" (in sloveno, serbo e croato "mercato" si traduce invece trg oppure tržnica, mentre in polacco targ e in scandinavo antico torg).
Un'ipotesi alternativa, tuttavia rigettata dalla recente storiografia, che tenta di spiegare l'origine del nome Tergeste, riportata per la prima volta dal geografo di età augustea Strabone, vorrebbe che questo toponimo derivi dal latino Tergestum, poi traslitterato in Tergeste. Le vicende storiche che giustificherebbero l'etimologia latina di Tergeste sono legate al fatto che i legionari romani avrebbero dovuto combattere tre battaglie per avere ragione delle popolazioni indigene abitanti l'antico insediamento preromano: Tergestum sarebbe infatti la contrazione di Ter-gestum bellum (dal latino ter = "tre volte" e gerere bellum = "far guerra", da cui il participio passato gestum bellum).
I nomi moderni di Trieste, nelle lingue storicamente parlate nella città giuliana, sono Trieste in italiano, Tergestum o Tergeste in latino, Trst in sloveno e in croato, Triest in tedesco, Trieszt in ungherese e Трст/Trst in serbo. Per quanto riguarda gli idiomi locali, le denominazioni della città giuliana sono Trièst in dialetto tergestino e Trieste in dialetto triestino e in lingua veneta.
Il nome sloveno della città, Trst, significa anche "canneto".

## Storia

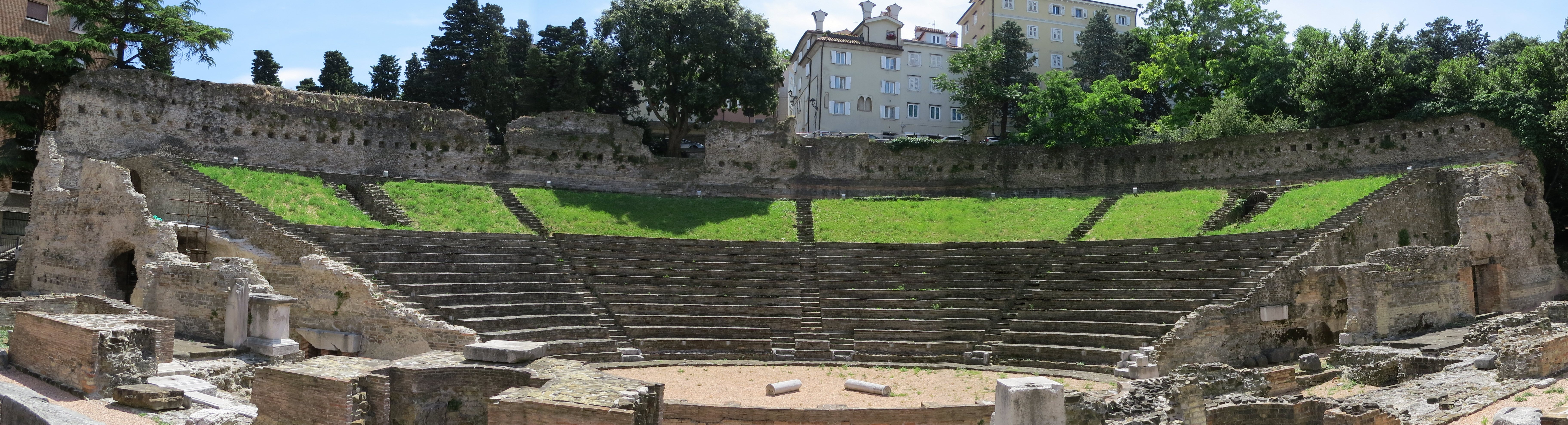
Il Teatro romano di Trieste, che si trova sotto la collina di San Giusto

### Dalla preistoria all'epoca romana

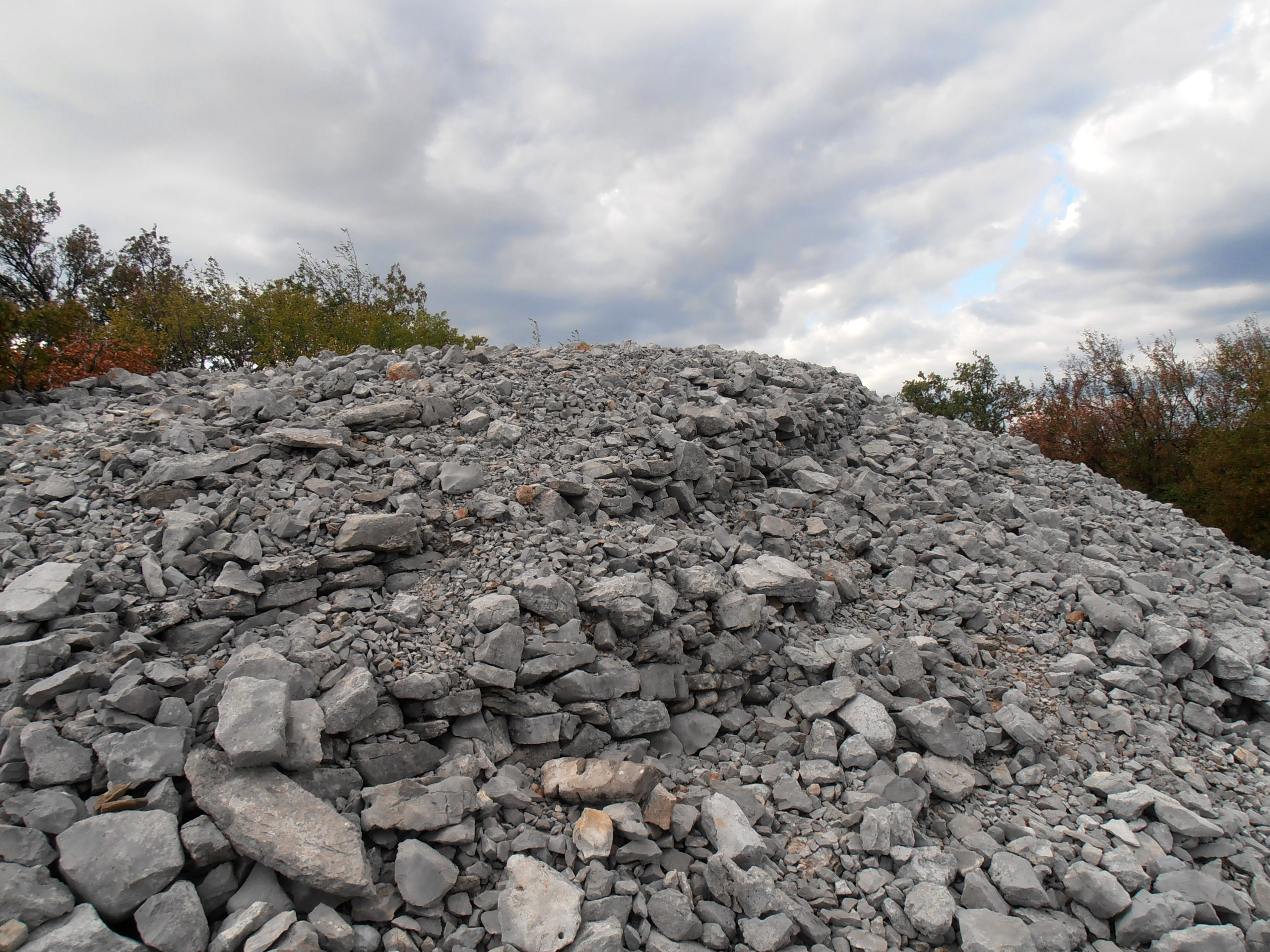
Slivia, resti dell'antico castelliere

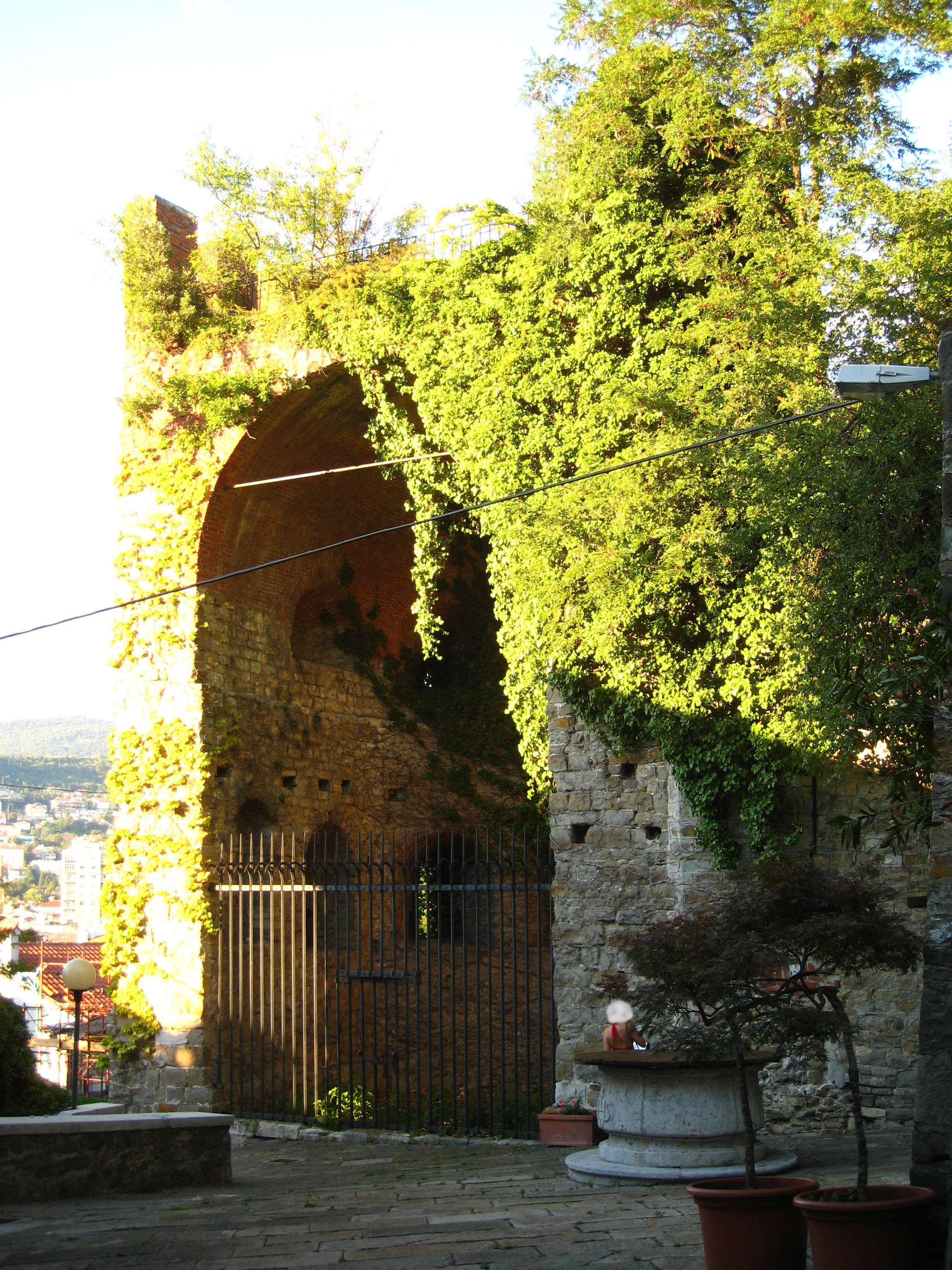
Salendo lungo il pendio del colle di San Giusto si incontra Tor Chucherna, l'unica torre di osservazione rimasta della cinta delle antiche mura romane di Trieste

Il territorio dove attualmente sorge la città di Trieste e il suo retroterra carsico divennero sede stabile dell'uomo durante il Neolitico, periodo della Preistoria che corrisponde all'ultimo dei tre che costituiscono l'Età della pietra. A partire dalla tarda Età del bronzo, intorno al II millennio a.C., iniziò a svilupparsi nella zona la Cultura dei castellieri, gruppo etnico di incerta origine ma probabilmente pre-indoeuropeo e sicuramente proveniente dal mare.
Forse i castellieri erano di origine illirica, popolazione indoeuropea stanziata nell'antichità nella penisola balcanica nord-occidentale (Illiria e Pannonia) e lungo una parte della costa sud-orientale della penisola italiana (Messapia).
Dopo il X secolo a.C. è documentata la presenza sul Carso dei primi nuclei di indoeuropei, costituiti da comunità di Istri, che tuttavia, con ogni probabilità, non furono i primi abitatori della futura Trieste. Fra il X e il IX secolo a.C. essi entrarono in contatto con un'altra etnia indoeuropea, gli antichi Veneti, da cui Trieste venne poi notevolmente influenzata culturalmente.
La fondazione del primo nucleo della moderna Trieste nell'area del moderno centro storico sembrerebbe imputabile al popolo dei Veneti, come testimoniato dalle radici venetiche di parte del nome (in particolare il suffisso -este, mentre il prefisso terg- deriva, come già accennato, dall'antico illirico) e soprattutto da importanti reperti scoperti all'interno del perimetro del centro storico della città.

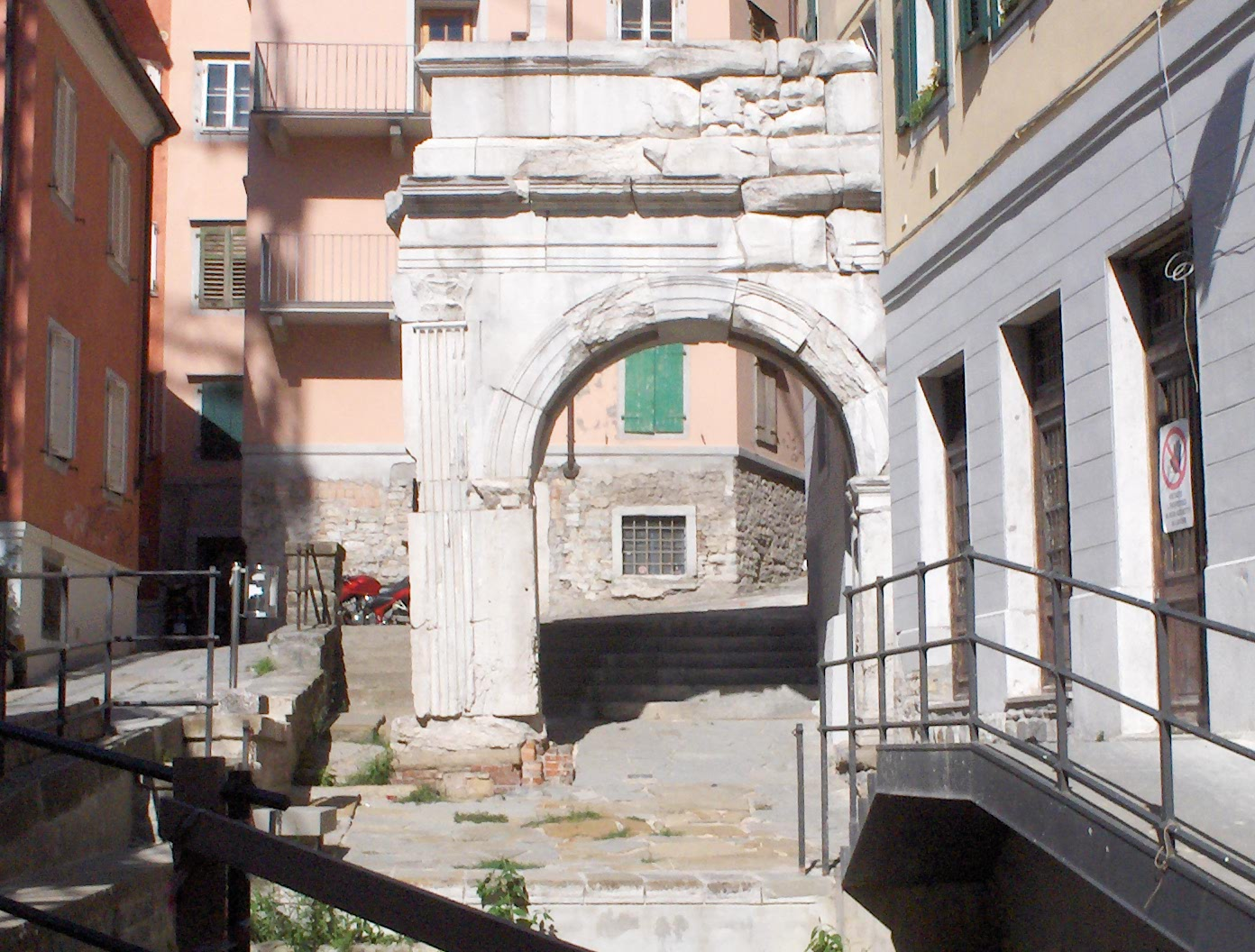
L'Arco di Riccardo

Tuttavia Strabone, importante geografo dell'età augustea, nella sua Geografia fece risalire la fondazione di Tergeste alla tribù celtica dei Carni, popolo storicamente stanziato nella regione alpina orientale, e la definisce phrourion, ossia un avamposto militare con funzioni di difesa e di snodo commerciale.

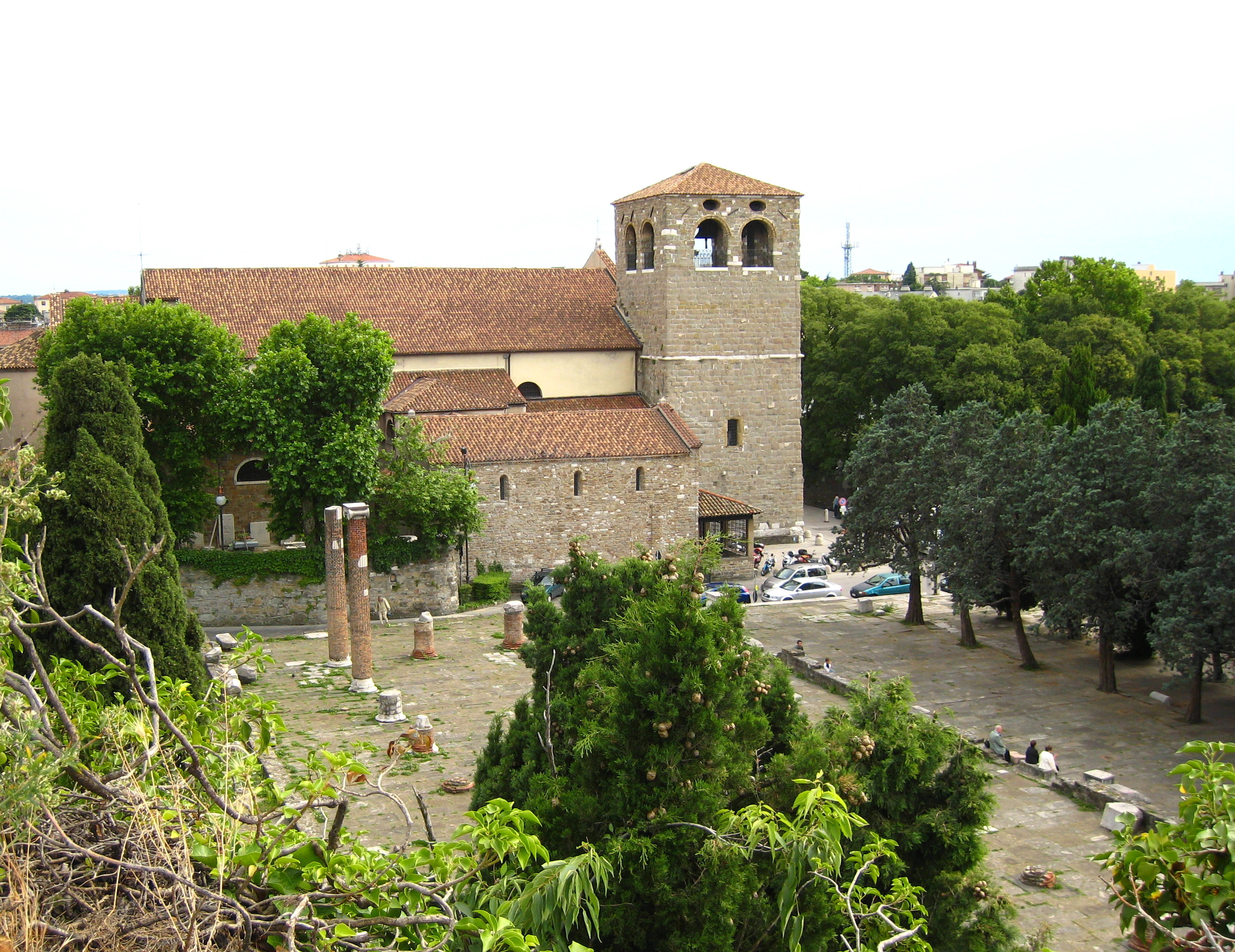
Resti della basilica forense romana presso la cattedrale di San Giusto

Gli storici sono concordi sul fatto che successivamente la romana Tergeste divenne un castrum, ossia un accampamento nel quale risiedevano stabilmente truppe dell'esercito romano: per tale motivo diventò anche un importante porto militare.
Con la conquista militare dell'Illiria da parte degli antichi Romani (i cui episodi più salienti furono la guerra contro la pirateria degli Istri, che avvenne nel 221 a.C., la fondazione di Aquileia nel 181 a.C. e la guerra istrica del 178-177 a.C.) ebbe inizio un processo di romanizzazione e assimilazione delle popolazioni preesistenti.
Tergeste fu colonizzata durante la metà del I secolo a.C., verso la fine dell'età repubblicana, entrando poi a far parte della Regio X Venetia et Histria, una delle regiones in cui Augusto divise l'Italia nel 7 d.C.
Tergeste si affacciava sull'omonimo golfo nella parte più settentrionale dell'Alto Adriatico. Il territorio cittadino era occupato prevalentemente da un pendio collinare che diventava montagna anche nelle zone limitrofe all'abitato, che si trovava infatti ai piedi di un'imponente scarpata che dall'altopiano del Carso digradava bruscamente verso il mare. È probabile che la fortezza principale fosse situata sulle pendici del colle di San Giusto.
In seguito alla conquista romana di Tergeste, avvenuta intorno al II secolo a.C., la località divenne mūnǐcǐpǐum di diritto latino con il nome di Tergeste, sviluppandosi e acquisendo una netta fisionomia urbana già in epoca augustea. Ottenne lo status di colonia della tribus Pupinia probabilmente dopo la battaglia di Filippi (42-41 a.C.).

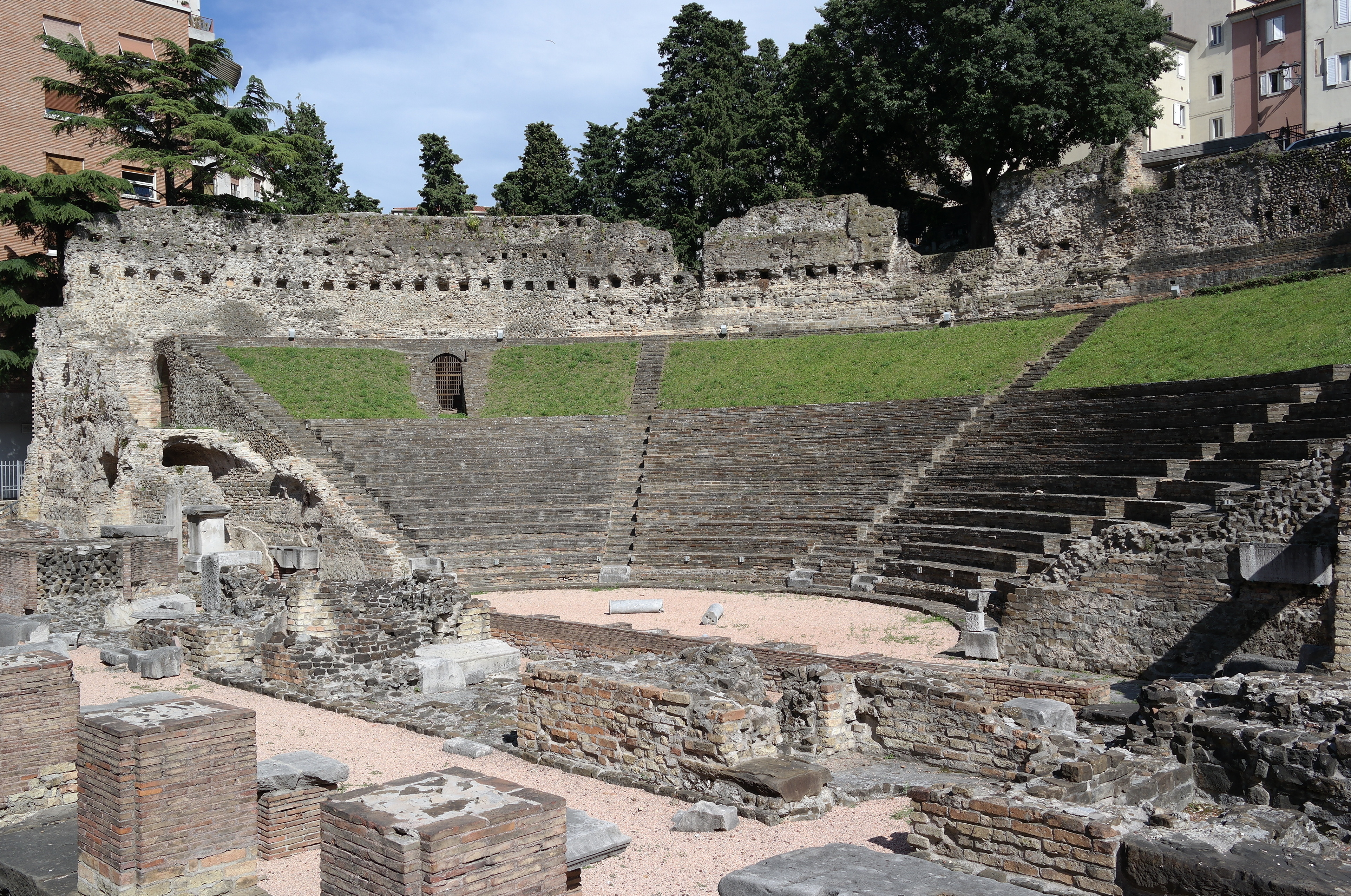
I resti del teatro romano di Trieste

Tergeste ottenne, durante il principato di Vespasiano, lo status di civitas, raggiungendo poi la sua massima espansione durante il principato di Traiano arrivando ad avere una popolazione, secondo Pietro Kandler, di 12,000–12,500 abitanti, consistenza demografica che Trieste raggiungerà nuovamente solo negli anni sessanta del XVIII secolo. Nella parte bassa del colle di san Giusto, verso il mare, è ancora oggi possibile osservare i resti dell'antica Tergeste romana, nonostante le numerose costruzioni moderne che ne coprono, in parte, la visuale.
Nel corso dell'inverno del 53-52 a.C., Giulio Cesare soggiornò ad Aquileia insieme alla legio XV, dopo che la città era stata attaccata, insieme a Tergeste, dagli Iapidi. Durante l'inverno successivo del 52-51 a.C., la legio XV venne inviata a svernare insieme alla legio VII e alla cavalleria con Tito Labieno e il suo luogotenente, Marco Sempronio Rutilo, tra i Sequani a Vesontio. Per tali fatti gli abitanti di Tergeste sono citati nel De bello Gallico di Giulio Cesare:
(De bello Gallico, Giulio Cesare, 8.24)
Tergeste si sviluppò e prosperò in piena età imperiale. Il nucleo abitativo, nel 33 a.C., venne cinto da alte mura (murum turresque fecit, "vennero innalzate mura e torri": oggi è ancora visibile la porta meridionale, il cosiddetto Arco di Riccardo) da Ottaviano Augusto, e arricchito di importanti costruzioni quali il foro e il teatro.

### Il Medioevo

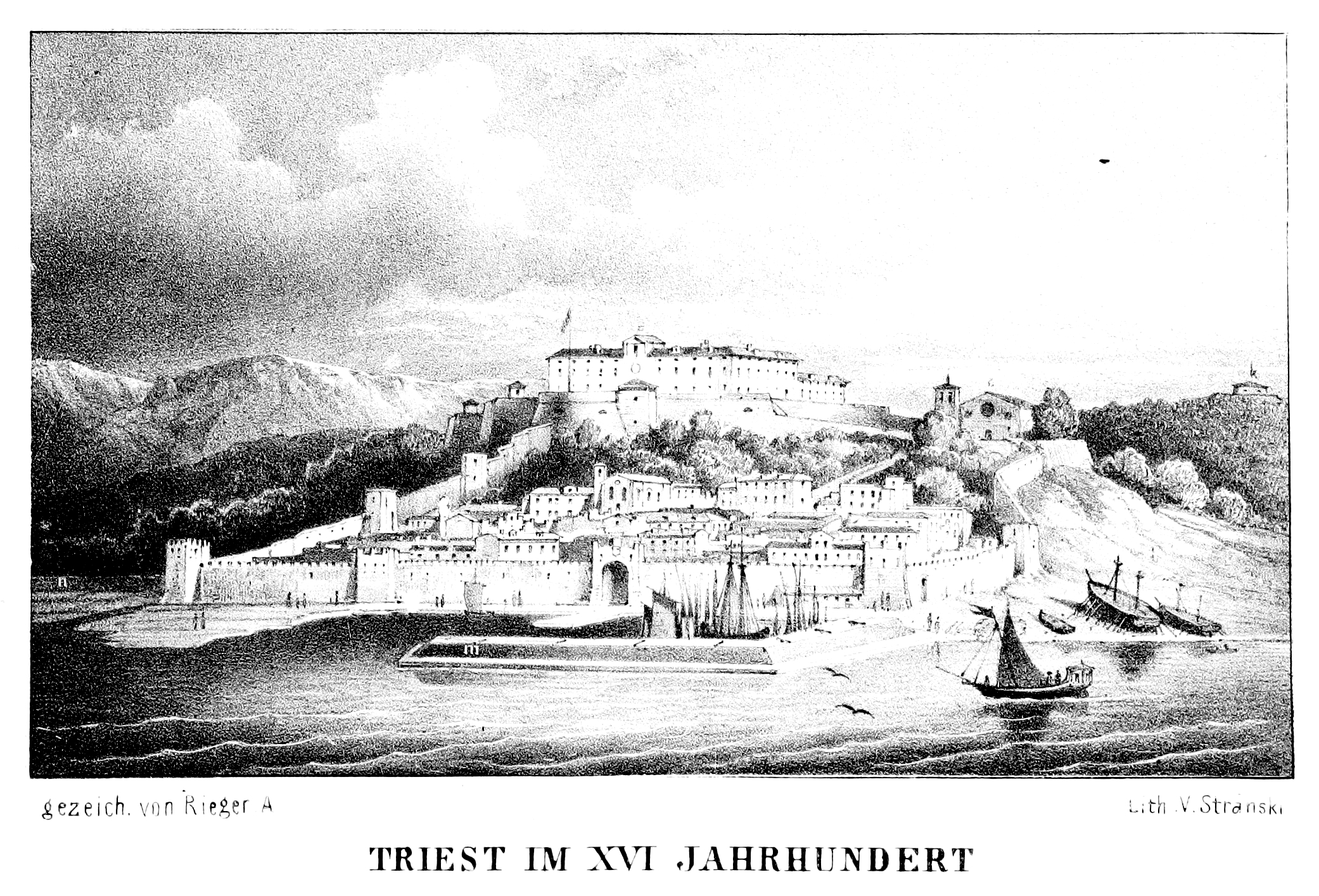
Trieste nel XVI secolo

Con la caduta dell'Impero romano d'Occidente Trieste conobbe un periodo di forte decadimento, riducendosi a un piccolo villaggio di pescatori. Passò sotto il controllo dell'Impero bizantino fino al 788 (in questo periodo nacque la traslitterazione del suo nome in greco bizantino, Τεργέστη), quando venne occupata dai Franchi. Risale a quall'epoca la redazione del Placito del Risano, un documento che riassume, in qualità di verbale di arbitrato o accordo, un'assemblea giudiziaria svoltasi nell'anno 804 in una località lungo il fiume Risano, nei pressi di Capodistria. È la più antica testimonianza scritta riguardante la presenza di popolazioni slave in Istria nelle immediate vicinanze di Trieste. La diocesi di Trieste, fondata nel VI secolo, ottenne, nel 948, anche il pieno potere temporale sul proprio territorio. Tale periodo, il dominio vescovile di Trieste, durò fino al 1295. In seguito alla soppressione del patriarcato di Aquileia del 1751, divenne suffraganea dell'arcidiocesi di Gorizia.
Nel 1098 Trieste risultava già diocesi vescovile con il nome latino di Tergestum. Nel XII secolo la città divenne un Libero Comune, e per i successivi tre secoli si alternarono al controllo della città la Repubblica di Venezia, la contea di Gorizia e il Patriarcato di Aquileia.
Nel 1368 entra in conflitto con Venezia in seguito a un grave episodio di violenza perpetrato contro una galea della Serenissima ormeggiata nel porto della città, e a causa di questo deve prima accettare la sottomissione all'Austria, per poi essere venduta dalla stessa alla Repubblica marinara.
Nel 1380, durante la Guerra di Chioggia, viene occupata dalla Patria del Friuli, e con il trattato di Torino viene costretta a prestare atto di dedizione ad Aquileia. Con la morte del patriarca di Aquileia Marquardo di Randeck nel 1381, il Capitano del castello di Duino Ugo VI detto Ugone, al servizio del Duca d'Austria, riesce a influenzare il Consiglio Cittadino convincendolo a sottomettersi per la seconda volta al dominio di Leopoldo III d'Asburgo (seconda dedizione). La resa della città viene firmata a Graz nel 1382: viene mantenuta l’autonomia comunale, non più però sotto un podestà elettivo, ma sotto un capitano nominato dallo stesso Duca d'Austria, ruolo questo che sarà ricoperto proprio da Ugone. Altre fonti citano invece l'atto di "dedizione" al duca d'Austria voluto da parte del Consiglio Comunale nel 1382, per mantenere la propria autonomia rispetto a una posizione di sottomissione rispetto a Venezia.
La nuova situazione politica della città, di relativa tranquillità, permise a Trieste, nella prima metà del Quattrocento, un buono sviluppo commerciale, che la condusse però nel 1463 a scontrarsi con la Repubblica di Venezia. La città richiese il supporto degli Asburgo contro la Serenissima, ma l'Imperatore Federico III d'Asburgo non solo non intervenne, ma fece ritirare il suo capitano e la guarnigione, lasciando che l'esercito veneziano mettesse a ferro e fuoco la città, distruggesse le saline e devastasse le campagne.
La ribellione nei confronti della Casa d'Austria, che non aveva mantenuto il rispetto dei patti stipulati con il Libero Comune, non si fece attendere. Il capo della fazione imperiale Giannantonio Bonomo e i suoi accoliti vennero banditi dalla città; il Consiglio Cittadino elesse al suo posto Cristoforo Cancellieri, un valoroso soldato.
I fuoriusciti si radunarono nel castello di Duino pianificando la reazione, trovando appoggio in Nikla Luogar della Jama, capitano di Vipacco e uomo fidato di Federico III. Nella notte di Capodanno del 1468 le porte fortificate di Trieste furono aperte dal traditore Nicolò Massaro, permettendo loro di cogliere di sorpresa i corpi di guardia e di occupare la città senza possibilità di opposizione. Cristoforo Cancellieri riuscì a fuggire, ma molti furono raggiunti nella fuga o arrestati nei loro letti.
I prigionieri vennero rinchiusi nella torre del castello di Duino e le loro case furono saccheggiate. Nikla Luogar fece incarcerare i tre giudici Rettori imponendone altri a sua scelta, e cominciò a sovvertire completamente gli ordinamenti cittadini. Il 9 febbraio 1468 venne nominato da Federico III Capitano imperiale.
Nikla Luogar della Jama assoggettò il Consiglio Cittadino ai suoi voleri, abolì ogni forma dell'antico statuto e applicò di persona la giustizia punitiva. Il 28 maggio del 1468 fece votare al Consiglio la totale abolizione degli antichi diritti cittadini. Il nuovo patto di sottomissione venne fatto recare a Graz all'Imperatore, che accettò compiaciuto la nuova dedizione.
Trieste fu risparmiata dagli attacchi dell'Impero ottomano, la cui azione militare più importante fu un'incursione diretta in Friuli nel 1470, durante la quale fu incendiata Prosecco, oggi quartiere periferico triestino, che dista 8 km dal centro cittadino.

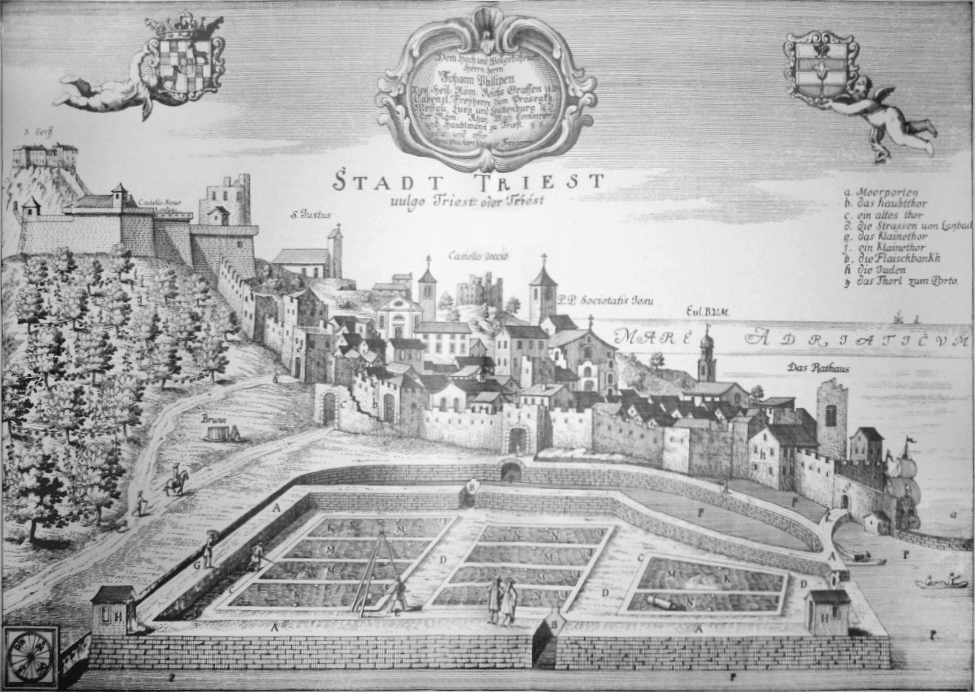
Trieste nel XVII secolo. Si nota la coltura alta della vite di Prosecco ad arbustum gallicum, ossia accoppiata ad alberi

La presenza di numerosi documenti dedicati alla viticoltura nella Trieste medievale testimonia l'importanza che questa attività aveva nell'economia cittadina. Infatti, sino allo sviluppo dell'attività mercantile marittima che seguì alla proclamazione del porto franco di Trieste, buona parte degli abitanti del piccolo borgo fortificato si dedicava alla viticoltura, che era praticata su tutto il territorio comunale, in particolare sul terreno marnoso-arenaceo che si trova a ridosso della città, soprattutto nelle zone più soleggiate.
Trieste era quindi un borgo fortificato circondato da vigneti, caratteristica riprodotta in numerose stampe d'epoca e descritta da molti viaggiatori stranieri. Il ruolo assolutamente centrale che il vino aveva nell'economia triestina è comprovato dalla presenza, sia in ambito ecclesiastico che civile, di decime e di altri sistemi basati sul computo della redditività delle vigne.
Il più importante prodotto della secolare viticoltura triestina è il vino Prosecco, che ha preso il nome dal castello di Prosecco. Sul documento più antico che lo cita viene menzionato come castellum nobile vino Pucinum. La produzione di questo vino si allargò ben presto oltre i confini comunali triestini, diffondendosi nel goriziano, in Friuli, in Dalmazia e soprattutto in Veneto, dove si sviluppò sino a diventare uno dei vini più famosi al mondo.
Contemporaneamente la sua produzione cessò sia a Trieste che nel Carso triestino, per riprendere a partire dall'inizio del XXI secolo grazie alla riorganizzazione del comparto vinicolo della regione Friuli-Venezia Giulia.

### Epoca austriaca

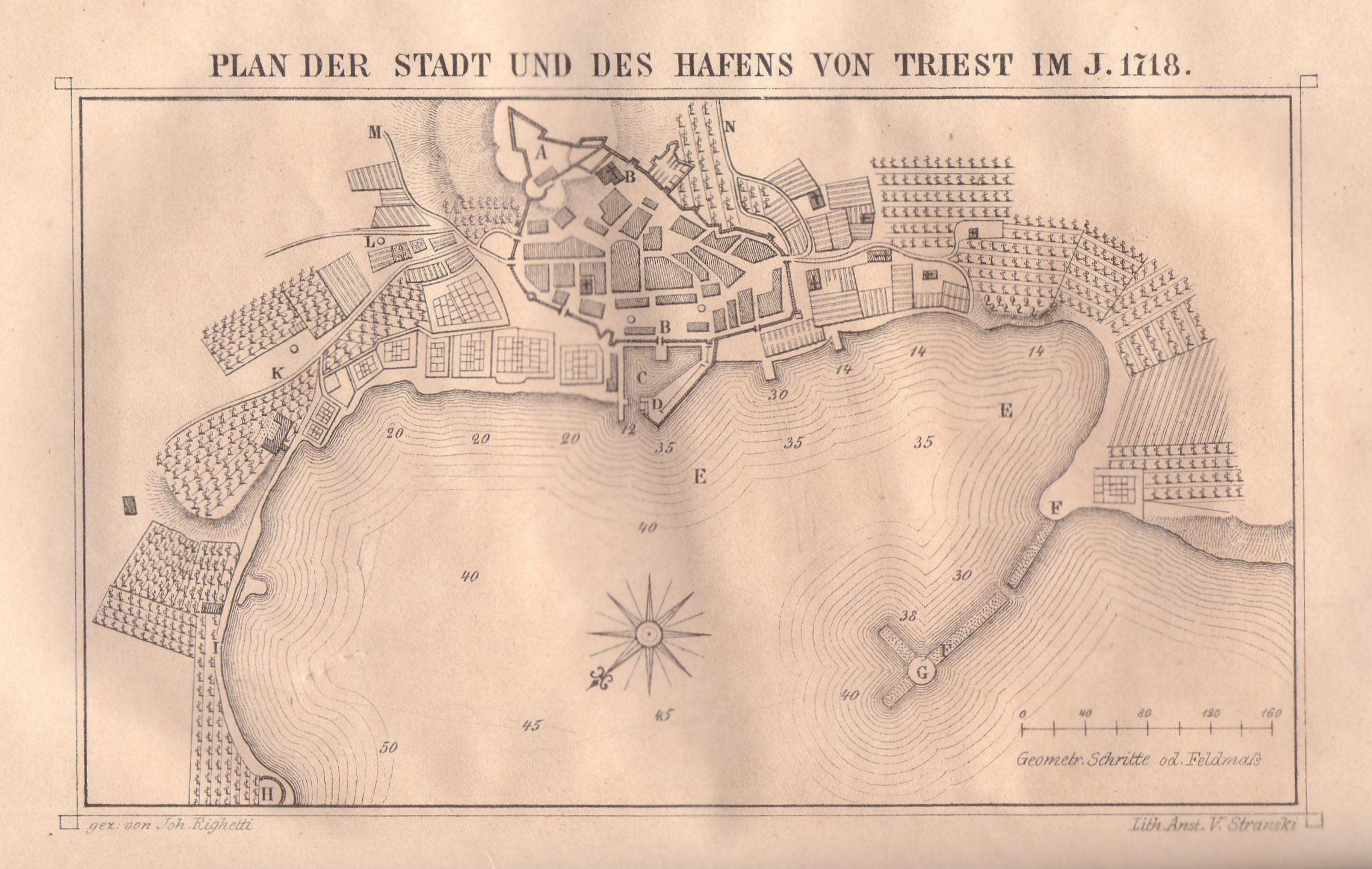
Trieste prima dell'istituzione del porto franco. Il Borgo Teresiano è ancora costituito da saline, mentre attorno alla Cittavecchia vi sono solo aree agricole

Nel 1719 Carlo VI d'Austria potenziò l'allora piccolo villaggio di Trieste istituendo il porto franco, i cui diritti vennero estesi durante il regno di Maria Teresa d'Austria, sua succeditrice, prima al Distretto Camerale (1747) e poi a tutto il territorio cittadino (1769).
Maria Teresa d'Austria, che salì al trono nel 1740, grazie a un'attenta politica economica tracciò la via che permise a Trieste di divenire nel corso del tempo uno dei principali porti europei e il più importante dell'Impero austriaco. In età teresiana il governo austriaco investì capitali ingenti nell'ampliamento e nel potenziamento dello scalo.

Fra il 1758 e il 1769 furono approntate opere a difesa del molo e venne eretto un forte. Nelle immediate vicinanze del porto sorsero la Borsa valori (all'interno del Palazzo municipale, attorno al 1755), a cui fu poi dedicata una piazza, il Palazzo della Luogotenenza (1764), oltreché un grande magazzino e il primo cantiere navale di Trieste, noto come lo Squero di san Nicolò. 

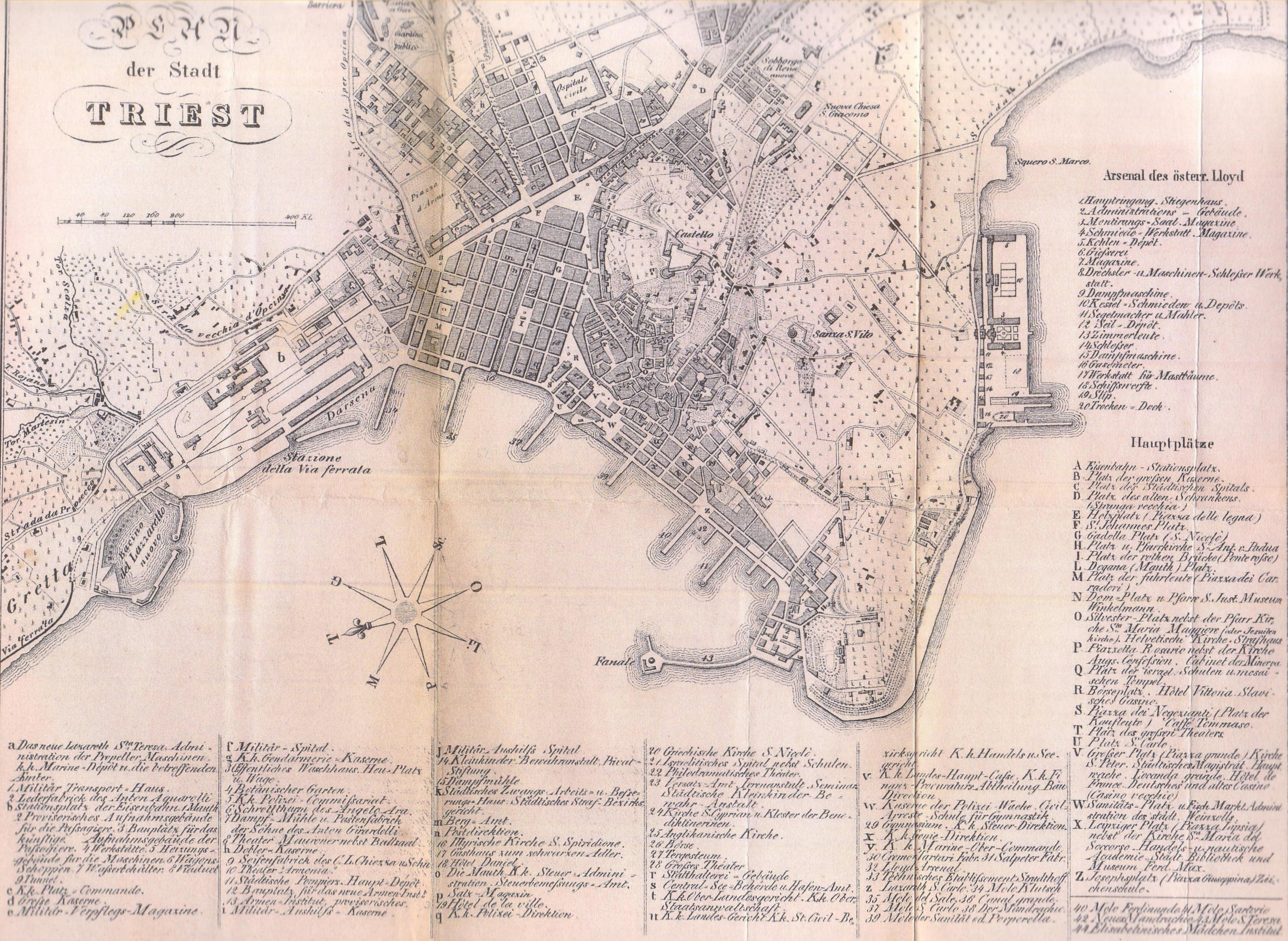
Trieste nel 1857, 138 anni dopo la proclamazione del porto franco, al momento dell'arrivo della ferrovia

In quegli anni iniziò a essere edificato il Borgo Teresiano, che dell'imperatrice porta ancora il nome, per ospitare una popolazione che in città era in crescente aumento e che alla fine del secolo avrebbe raggiunto i 30.000 abitanti circa, sei volte superiore a quella presente un centinaio di anni prima. Il notevole sviluppo demografico della città fu dovuto, in massima parte, all'arrivo di numerosi immigrati provenienti per lo più dal bacino adriatico (istriani, veneti, dalmati, friulani, sloveni) e – in minor misura – dall'Europa continentale (austriaci, ungheresi) e balcanica (serbi, greci, ecc.).
In un rapporto inviato all'imperatrice Maria Teresa, il conte Nikolaus von Hamilton, che ricoprì la carica di Presidente dell'Intendenza della città di Trieste dal 1750 al 1764, descrisse nel seguente modo l'uso delle lingue parlate dagli abitanti di Trieste:

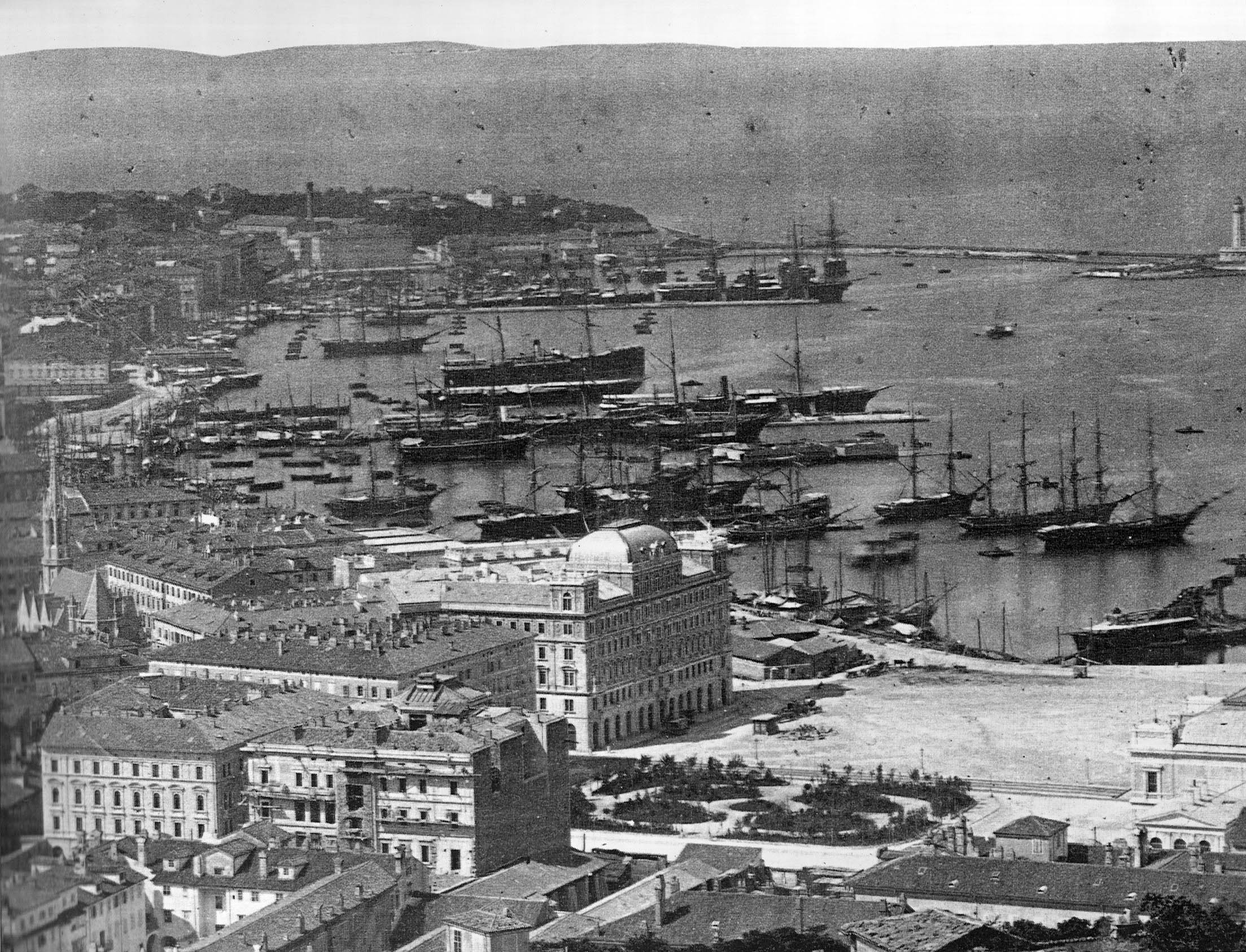
Trieste nel 1885

Trieste fu occupata per tre volte dalle truppe di Napoleone: nel 1797, nel 1805 e nel 1809. In questi brevi periodi la città perse definitivamente l'antica autonomia, con la conseguente sospensione dello status di porto franco.
La prima occupazione francese fu molto breve, in quanto iniziò nel marzo 1797 concludendosi dopo due mesi, nel maggio successivo. Spaventata dall'imminente arrivo delle truppe napoleoniche, parte della popolazione abbandonò la città. Chi era rimasto era pronto a sollevarsi contro i soldati francesi. Calmierata la situazione, Napoleone visitò Trieste il 29 aprile successivo.
A maggio 1797 le truppe francesi lasciarono la città in virtù del trattato di Leoben.
La seconda occupazione francese iniziò a dicembre 1805 concludendosi a marzo 1806. Nonostante la brevità delle prime due occupazioni, le idee democratiche portate dalle truppe napoleoniche iniziarono a diffondersi anche a Trieste, dove cominciò a maturare la coscienza di una identità nazionale italiana.

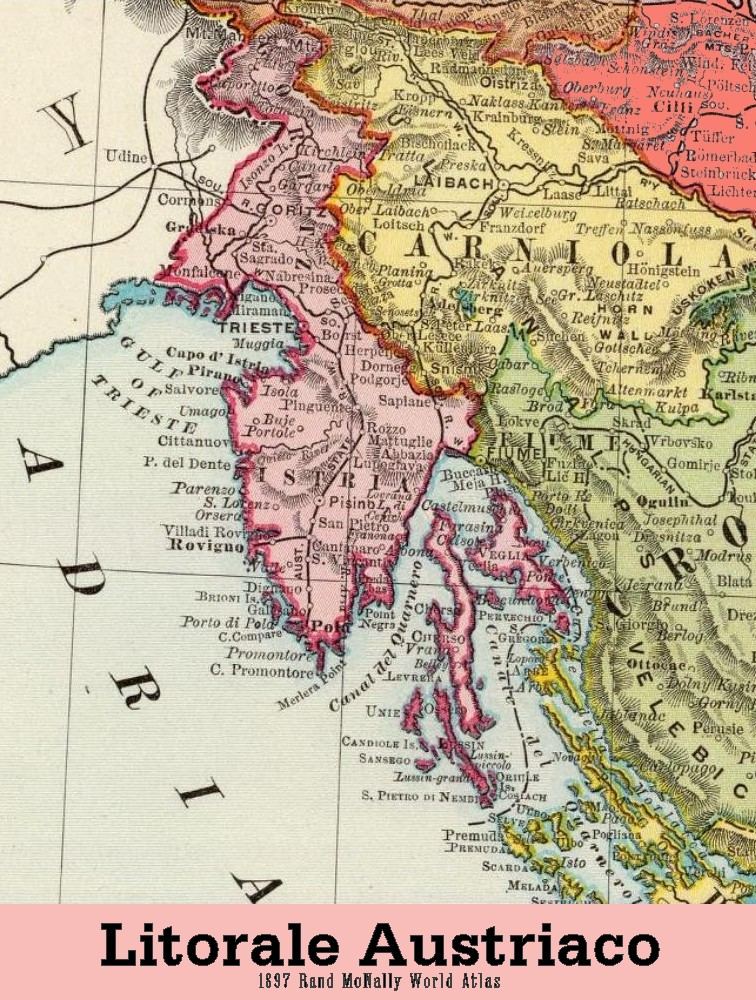
Mappa del 1897 del Litorale austriaco, di cui Trieste era capoluogo

La terza occupazione francese ebbe inizio il 17 maggio 1809. A partire dal 15 ottobre Trieste venne inglobata nelle Province illiriche, governatorato francese costituente un'exclave della Francia metropolitana, che comprendevano anche la Carinzia, la Carniola, il Goriziano, l'Istria veneta, l'Istria asburgica, parte della Croazia e la Dalmazia. L'occupazione francese si concluse l'8 novembre 1813 in seguito alla battaglia di Lipsia.
Ritornata agli Asburgo nel 1813, Trieste continuò a svilupparsi, anche grazie all'apertura della ferrovia con Vienna nel 1857. Negli anni sessanta dell'Ottocento Trieste fu elevata al rango di capoluogo di Land della regione del Litorale austriaco (Oesterreichisches Küstenland). Successivamente la città divenne, negli ultimi decenni dell'Ottocento, la quarta realtà urbana dell'Impero austro-ungarico, dopo Vienna, Budapest e Praga.
Grazie al suo status privilegiato di unico porto commerciale della Cisleitania, denominazione non ufficiale della metà occidentale dell'Impero austro-ungarico, un tempo facente parte del Sacro Romano Impero, Trieste divenne il primo porto dell'Impero austro-ungarico. La città giuliana diventò un centro fortemente cosmopolita, plurilingue e plurireligioso, come dimostra il censimento ufficiale austriaco del 31 dicembre 1910: il 51,83% della popolazione del comune (e il 59,46% del centro storico) era italofono, a cui si aggiungevano gli italiani immigrati dal Regno d'Italia, che erano considerati stranieri (il 12,9% degli abitanti del centro storico), il 24,79% degli abitanti era di lingua slovena (il 12,64% degli abitanti del centro storico), l'1,04% di lingua tedesca (il 1,34% degli abitanti del centro storico), mentre si contavano molte comunità minori: serbi, croati, armeni, ebrei, greci, ungheresi, inglesi e svizzeri.
| Anno | Totale | %italiani | %sloveni | %tedeschi |
| ---- | ------ | --------- | -------- | --------- |
| 1880 | 120515 | 73,76%    | 21,79%   | 4,27%     |
| 1910 | 229510 | 51,83%    | 24,79%   | 5,04%     |
| 1921 | 238655 | 84,80%    | 7,61%    | ignoto    |

Nel XVIII secolo in città il dialetto triestino, dialetto veneto coloniale parlato anche in buona parte della moderna provincia di Trieste e nell'attuale provincia di Gorizia, sostituì il dialetto tergestino, antico dialetto locale retoromanzo con una forte correlazione con la lingua friulana.

### L'irredentismo italiano

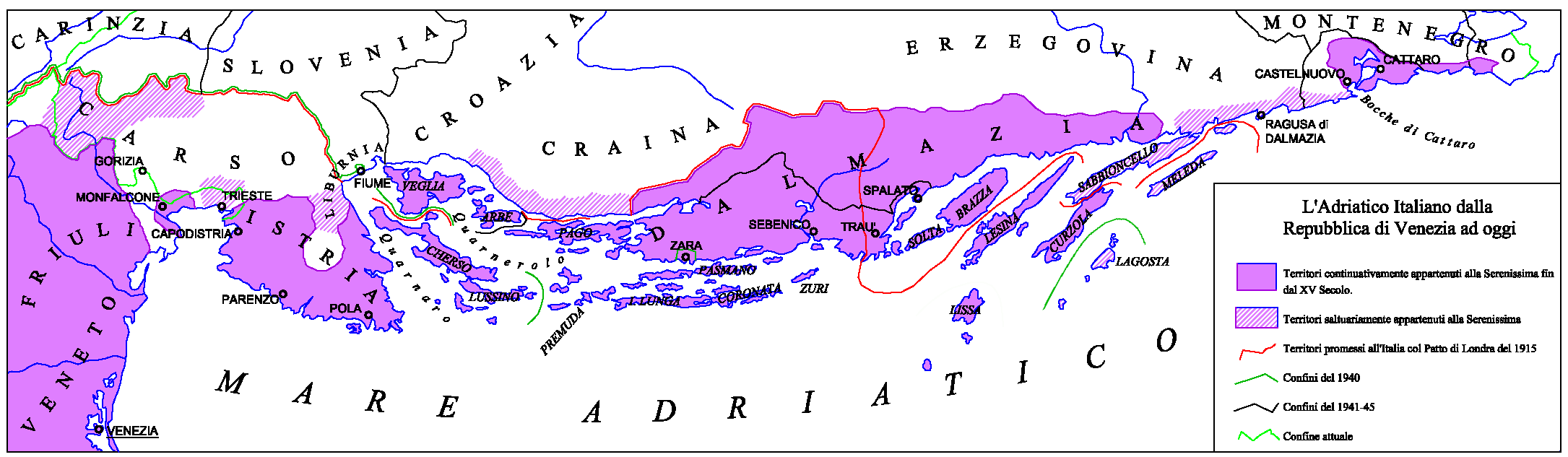
Cartina della Dalmazia e della Venezia Giulia con i confini previsti dal Patto di Londra (linea rossa) e quelli invece effettivamente ottenuti dall'Italia (linea verde). In fucsia sono invece indicati gli antichi domini della Repubblica di Venezia

Trieste fu – insieme a Trento – uno dei maggiori centri dell'irredentismo italiano, movimento d'opinione, espressione dell'aspirazione italiana a perfezionare territorialmente la propria unità nazionale, liberando le terre soggette al dominio straniero, che fu particolarmente attivo tra gli ultimi decenni del XIX secolo e i primi del XX secolo in tutti i territori compresi nella regione geografica italiana o popolati da italofoni, oppure collegati all'Italia da secolari legami storici, linguistici e culturali.

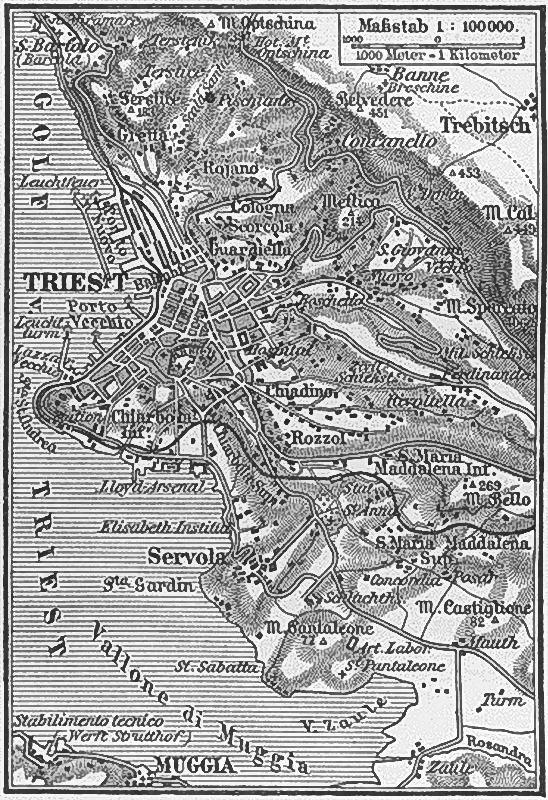
Mappa austriaca di Trieste (1888)

Come conseguenza della terza guerra d'indipendenza italiana (1866), che portò all'annessione del Veneto al Regno d'Italia, l'amministrazione imperiale austriaca, per tutta la seconda metà del XIX secolo, aumentò le ingerenze sulla gestione politica del territorio per attenuare l'influenza del gruppo etnico italiano temendone le già citate correnti irredentiste, arrivando anche a scontri. In particolare, durante la riunione del Consiglio dei ministri del 12 novembre 1866, l'imperatore Francesco Giuseppe I d'Austria tracciò un progetto di ampio respiro mirante alla germanizzazione o alla slavizzazione delle aree dell'Impero, con l'obiettivo di sradicare l'etnia italiana:
(Francesco Giuseppe I d'Austria, consiglio della Corona del 12 novembre 1866)
I prodromi a questa decisione si ebbero dopo la seconda guerra d'indipendenza italiana, da cui conseguì l'incorporazione della Lombardia al nascituro Stato italiano (1859). In seguito a questo evento, il governo austriaco favorì il formarsi di una coscienza nazionale slovena allo scopo di contrastare l'irredentismo italiano. La presa di coscienza dell'identità slovena fece aumentare la regressione dell'uso della lingua italiana, che pur conservò un notevole prestigio per tutto il periodo austriaco, cosa che terminò alla fine della prima guerra mondiale con l'annessione di Trieste all'Italia, dopo della quale l'italiano diventò l'unica lingua ufficiale.
|  |  |  | Aree del Litorale austriaco, della Carinzia e della Carniola assegnate all'Italia nel 1920 con il trattato di Rapallo (con ritocchi del suo confine nel 1924 dopo il trattato di Roma): |

     Aree annesse definitivamente all'Italia nel 1920
     Aree annesse al Regno d'Italia nel 1920, passate al Territorio Libero di Trieste nel 1947 con i trattati di Parigi e assegnate all'Italia nel 1975 con il trattato di Osimo
     Aree annesse al Regno d'Italia nel 1920, passate al Territorio Libero di Trieste nel 1947 con i trattati di Parigi e assegnate alla Jugoslavia nel 1975 con il trattato di Osimo
     Aree annesse al Regno d'Italia nel 1920 e poi assegnate alla Jugoslavia nel 1947 con i trattati di Parigi

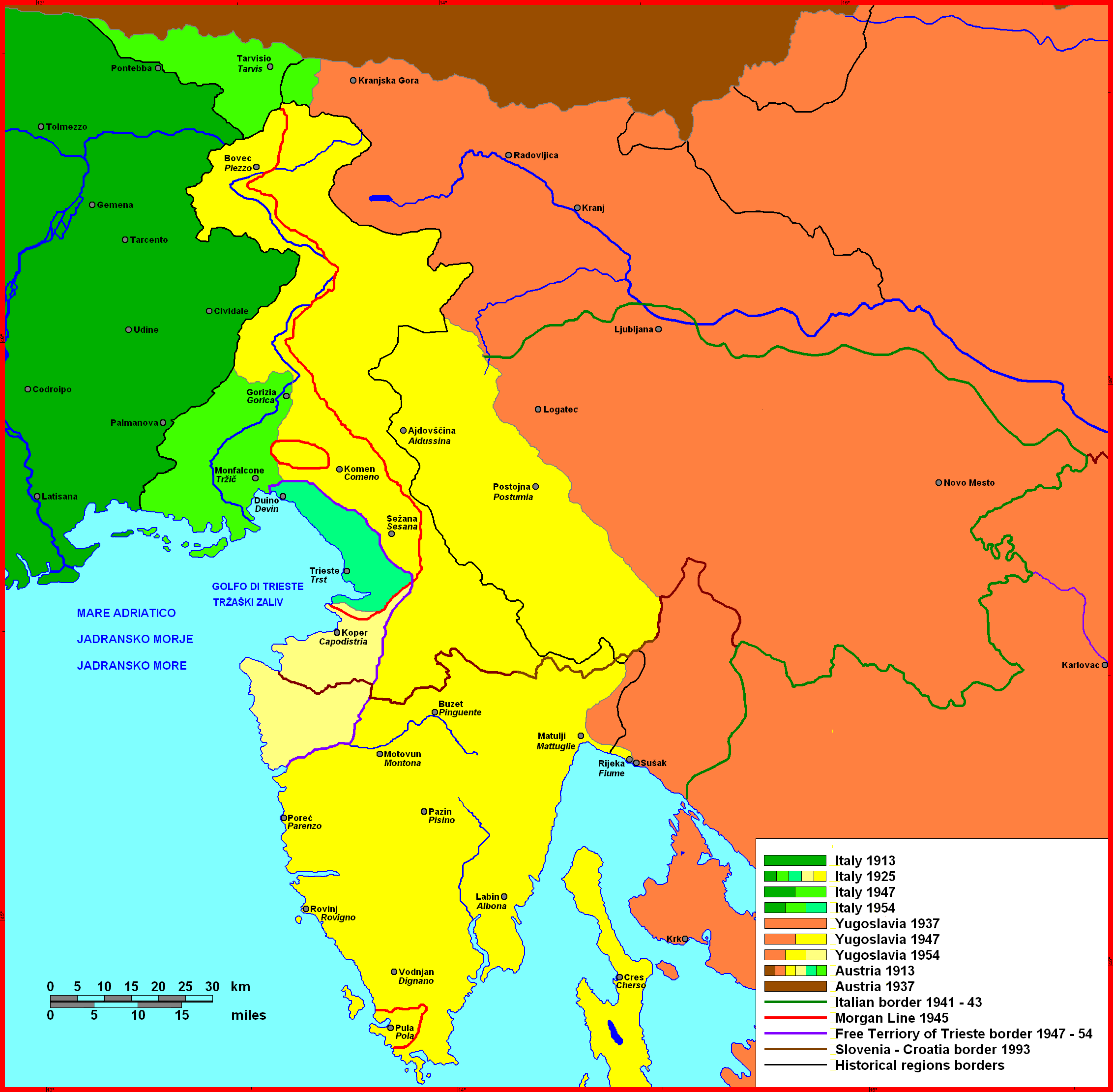
Modifiche al confine orientale italiano dal 1920 al 1975.
Aree annesse definitivamente all'Italia nel 1920
Aree annesse al Regno d'Italia nel 1920, passate al Territorio Libero di Trieste nel 1947 con i trattati di Parigi e assegnate all'Italia nel 1975 con il trattato di Osimo
Aree annesse al Regno d'Italia nel 1920, passate al Territorio Libero di Trieste nel 1947 con i trattati di Parigi e assegnate alla Jugoslavia nel 1975 con il trattato di Osimo
Aree annesse al Regno d'Italia nel 1920 e poi assegnate alla Jugoslavia nel 1947 con i trattati di Parigi

Nella città, durante le manifestazioni pro-Italia che seguirono a una petizione firmata da 5,858 cittadini verso l'Inclito Consiglio della città che richiedeva il diritto di insegnamento della lingua italiana nelle scuole statali, avvenute tra il 10 e il 12 luglio 1868, scoppiarono scontri e violenze nelle strade principali cittadine, con gli sloveni locali arruolati fra i soldati asburgici, che provocarono la morte dello studente Rodolfo Parisi, ucciso con 26 colpi di baionetta, e di due operai, Francesco Sussa e Niccolò Zecchia.
Il 13 febbraio del 1902 iniziò uno sciopero generale a favore dei fuochisti del Lloyd. Il governo austriaco, in accordo con il governatore di Trieste Leopold von Goess, temendo una saldatura tra il partito socialista triestino prevalentemente di etnia italiana ed elementi irredentisti, proclamò il 14 febbraio lo stato d'assedio e la legge marziale.
Durante lo svolgersi della manifestazione, intervenne la 55ª brigata di fanteria agli ordini del generale Franz Conrad von Hötzendorf, che procedette a una violenta repressione, ordinando ai suoi uomini di caricare la folla con le baionette e concludendo l'azione con varie scariche di fucile ad altezza d'uomo. Quattordici persone rimasero uccise nell'azione e oltre 200 ferite.
Nel 1909 il governatore austriaco Konrad zu Hohenlohe-Schillingsfürst proibì l'uso della lingua italiana in tutti gli edifici pubblici e con un altro decreto del 1913 l'Austria estromise ufficialmente gli italiani dalle amministrazioni comunali e dalle aziende municipalizzate. Anche Trieste fu coinvolta nel processo di croatizzazione della Venezia Giulia, che avvenne durante la dominazione austro-ungarica. Queste ingerenze, insieme ad altre azioni di favoreggiamento al gruppo etnico slavo ritenuto dall'Impero più fedele alla Corona, esasperarono la situazione andando ad alimentare le correnti più estremiste e rivoluzionarie.
|                                      |                                      |  |       |       |
| ------------------------------------ | ------------------------------------ |  | ----- | ----- |
| lingua italiana (118.959)            | lingua italiana (118.959)            |  | 51,8% | 51,8% |
| lingua slovena (56.916)              | lingua slovena (56.916)              |  | 24,8% | 24,8% |
| lingua tedesca (11.856)              | lingua tedesca (11.856)              |  | 5,2%  | 5,2%  |
| serbo-croato (2.403)                 | serbo-croato (2.403)                 |  | 1,1%  | 1,1%  |
| altre lingue (779)                   | altre lingue (779)                   |  | 0,3%  | 0,3%  |
| cittadini del Regno d'Italia(29.639) | cittadini del Regno d'Italia(29.639) |  | 12,9% | 12,9% |
| altri stranieri (8.958)              | altri stranieri (8.958)              |  | 3,9%  | 3,9%  |

Agli inizi del Novecento il gruppo etnico sloveno di Trieste conobbe una fase di ascesa demografica, sociale ed economica. Ciò spiega come l'irredentismo assunse spesso, nella città giuliana, dei caratteri marcatamente anti-slavi, che vennero perfettamente incarnati dalla figura di Ruggero Timeus. Allo scoppio della prima guerra mondiale 128 triestini si rifiutarono di combattere sotto le bandiere austro-ungariche e – subito dopo l'entrata in guerra dell'Italia contro gli Imperi centrali – si arruolarono nel Regio Esercito italiano.
Fra i volontari che persero la vita nel corso del conflitto si ricordano gli scrittori e gli intellettuali Scipio Slataper, Ruggero Timeus e Carlo Stuparich, fratello del più noto Giani Stuparich. Primo esponente di tale movimento è considerato il triestino Wilhelm Oberdank, successivamente italianizzato in Guglielmo Oberdan, che, per aver ordito un complotto per uccidere l'imperatore d'Austria Francesco Giuseppe e trovato in possesso di due bombe Orsini, fu processato ed impiccato nella sua città natale il 20 dicembre 1882.
Particolarmente attivi sul fronte delle idee e della propaganda furono i fuoriusciti triestini in Italia e in Francia, dove ebbero un ruolo di primaria importanza nella fondazione, a Roma, di un Comitato centrale di propaganda dell'Alto Adriatico (1916) e, a Parigi, dell'associazione Italia irredenta. Tutti i membri degli organi direttivi del Comitato erano triestini, ad eccezione del dalmata italiano Alessandro Dudan.

### La prima guerra mondiale e la prima annessione all'Italia
Tra il 1915 e il 1917, durante la prima guerra mondiale, il Servizio Aeronautico italiano bombardò Trieste in diverse occasioni, causando numerose vittime tra la popolazione civile. Il 4 novembre del 1918, al termine del conflitto, che vide l'Italia vittoriosa, il Regio Esercito italiano entrò a Trieste al comando del generale Carlo Petitti di Roreto, acclamato da quella parte della popolazione che era di sentimenti italiani, il quale dichiarò lo stato di occupazione e il coprifuoco.

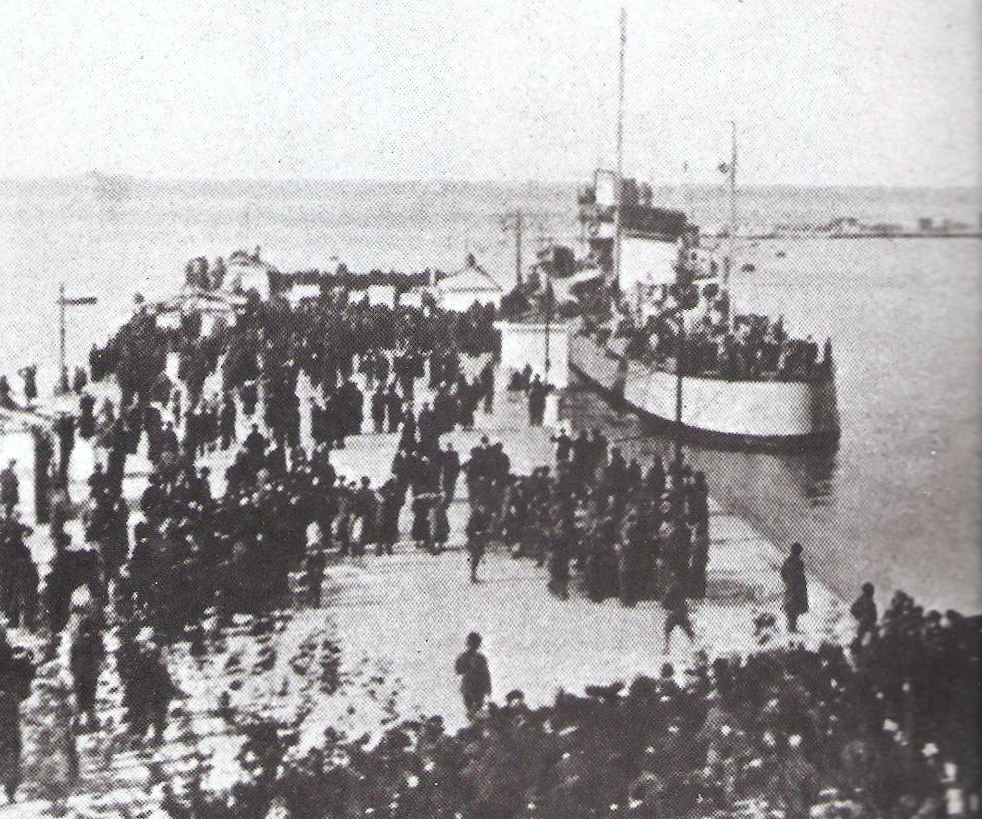
Sbarco delle truppe italiane a Trieste il 3 novembre 1918, a prima guerra mondiale appena conclusa

La sicura e imminente annessione della città e dell'intera Venezia Giulia all'Italia, invano contrastata al tavolo della pace dai rappresentanti del neonato Regno dei Serbi, Croati e Sloveni, che reclamarono invece l'annessione della città e del suo entroterra al regno slavo, fu accompagnata da un forte inasprimento dei rapporti tra il gruppo etnico italiano e quello sloveno, traducendosi talvolta anche in scontri armati.
Dopo la prima guerra mondiale le truppe italiane occuparono militarmente la parte della Dalmazia promessa all'Italia dal Patto di Londra, accordo segreto firmato il 26 aprile 1915, stipulato tra il governo italiano e i rappresentanti della Triplice Intesa, con cui l'Italia si era impegnata a scendere in guerra contro gli Imperi centrali in cambio di cospicui compensi territoriali poi non completamente riconosciuti nel successivo trattato di Versailles (1919), che fu invece firmato alla fine del conflitto.
Lo sviluppo del fascismo a Trieste fu precoce e rapido. Nel maggio 1920 si costituirono in città le prime Squadre volontarie di difesa cittadina, nuclei di squadristi fascisti al comando dell'ufficiale di Marina Ettore Benvenuti. Nel giugno successivo veniva aperta la sede dell'Avanguardia studentesca triestina, anch'essa di chiara ispirazione fascista. L'11 luglio 1920 a Spalato scoppiarono i cosiddetti "incidenti", nel corso dei quali un cittadino croato e due militari italiani vennero uccisi.

L'Hotel Balkan sede del Narodni Dom dopo l'incendio (1920)

Due giorni dopo i fascisti di Trieste organizzarono una manifestazione in città, durante la quale fu ucciso in circostanze mai chiarite un giovane italiano di nome Giovanni Nini. La folla, incitata dagli squadristi capitanati da Francesco Giunta, circondò in massa il Narodni dom, il massimo centro culturale cittadino degli sloveni e delle altre nazionalità slave locali, che venne incendiato: lo sloveno Hugo Roblek, ivi ospitato, morì gettandosi dalla finestra per sfuggire alle fiamme. Nella medesima manifestazione venne anche ferito in circostanze non chiare Luigi Casciana, un ufficiale italiano in licenza a Trieste, che morirà in ospedale qualche giorno dopo.
Lo stesso giorno alcuni squadristi devastarono gli uffici della "Jadranska banka", la filiale della "Ljubljanska kreditna banka", la tipografia del settimanale "Edinost", la Cassa di Risparmio Croata, la scuola serba e numerosi altri luoghi di aggregazione delle comunità etniche presenti a Trieste, oltre a quelli del Partito socialista, che aveva idee politiche differenti rispetto a quelle degli squadristi.
Con la firma del trattato di Rapallo del novembre 1920, Trieste passò definitivamente all'Italia, inglobando nel proprio territorio provinciale zone dell'ex Contea Principesca di Gorizia e Gradisca, dell'Istria e della Carniola.

### Il primo dopoguerra e il periodo interbellico
Provincia di Gorizia
     Provincia di Trieste
     Provincia di Fiume
     Provincia di Pola
     Provincia di Trieste dal 1924 al 1943
 Il periodo tra la prima e la seconda guerra mondiale fu segnato da numerose difficoltà per Trieste. La città fu colpita infatti da una pesante crisi economica, causata dalla perdita di importanza del porto, un tempo il maggiore dell'Impero austro-ungarico. Ne soffrì soprattutto l'attività commerciale, ma anche il settore finanziario. Trieste perse la sua secolare autonomia comunale, resa molto ampia dalla Corona austriaca, cambiando gradualmente anche la propria ripartizione linguistica e culturale. Quasi la totalità della comunità germanofona lasciò infatti la città dopo l'annessione all'Italia, con l'elemento italiano che acquisì gradualmente importanza.
Con l'avvento del fascismo al governo nazionale, fu inaugurata a Trieste e in Venezia Giulia una politica di "snazionalizzazione" delle minoranze cosiddette allogene. A partire dalla metà degli anni venti si diede avvio all'italianizzazione dei toponimi e dei cognomi slavi, mentre nel 1929 l'insegnamento in sloveno e in tedesco fu definitivamente bandito da tutte le scuole pubbliche cittadine di ogni ordine e grado e – poco più tardi – furono chiuse le scuole, i circoli culturali e la stampa della comunità slovena.
Nonostante i problemi economici e il teso clima politico, la popolazione della città crebbe negli anni venti del Novecento, grazie soprattutto all'immigrazione da altre zone dell'Italia. La prima metà degli anni trenta fu invece un periodo di ristagno demografico, con una leggera flessione della popolazione dell'ordine di circa l'1% su base quinquennale (nel 1936 si contarono quasi duemila abitanti in meno rispetto al 1931). Nello stesso periodo e, successivamente, fino allo scoppio della seconda guerra mondiale, furono portate avanti alcune importanti opere urbanistiche. Tra gli edifici più rilevanti vanno ricordati il palazzo dell'Università e il Faro della Vittoria.

Trieste, piazza Unità, il 18 settembre 1938,
in occasione del discorso di Benito Mussolini
in cui vennero annunciate le leggi razziali

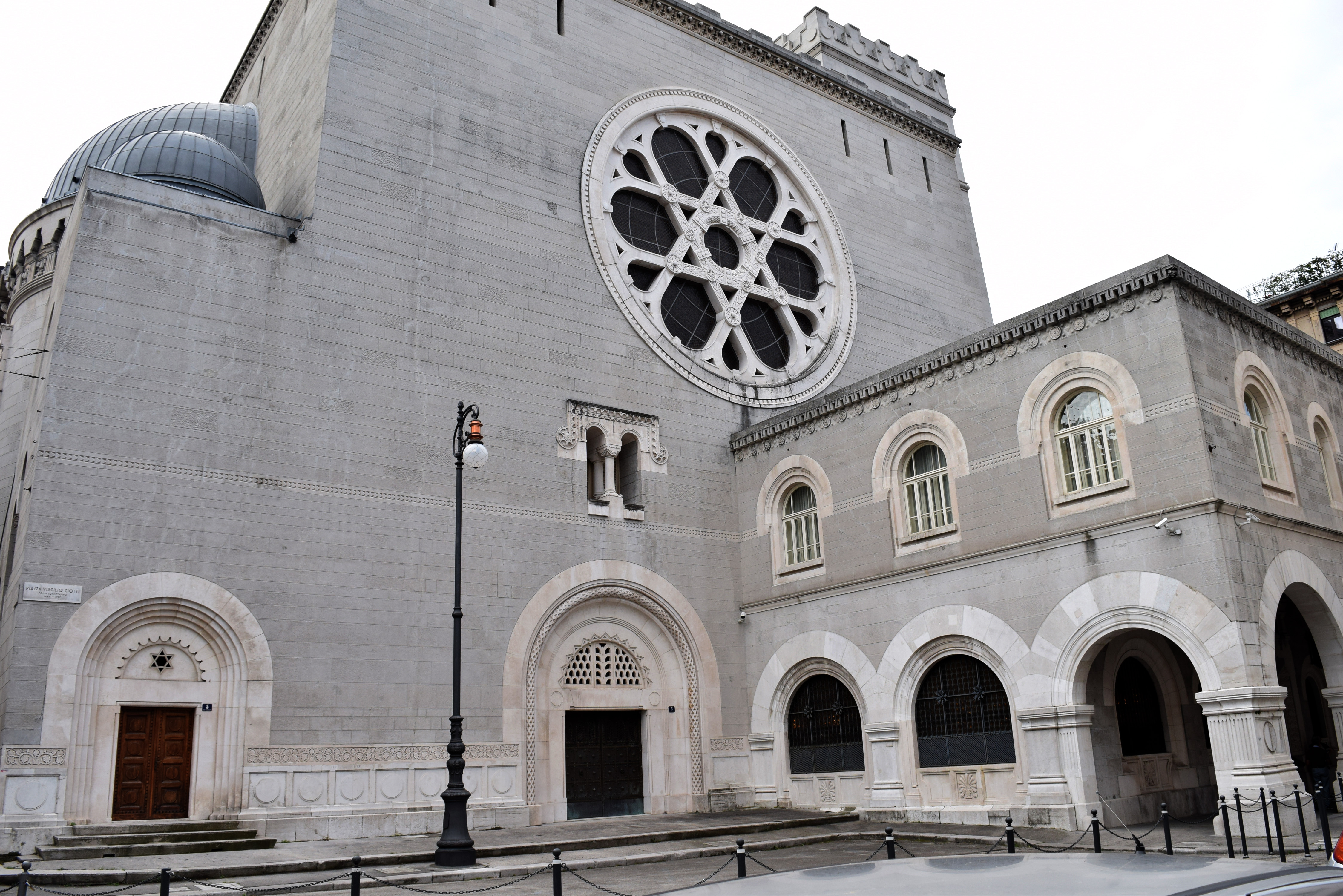
La sinagoga di Trieste, che fu assalita e danneggiata gravemente due volte durante la seconda guerra mondiale

Ispettorato Speciale di Pubblica Sicurezza per la Venezia Giulia, con al centro Gaetano Collotti, suo capo

L'obiettivo era quello di assimilare forzosamente i gruppi etnici minoritari. Tale politica – unitamente alle azioni anti-slave degli squadristi fascisti, a volte costellate da incidenti con morti e feriti – ebbe gravissime ripercussioni sui delicati rapporti interetnici. A causa della persecuzione etnica, circa il 10% degli sloveni residenti in città scelse di emigrare nel vicino Regno di Jugoslavia. Dalla fine degli anni venti si sviluppò l'attività sovversiva dell'organizzazione antifascista e irredentista sloveno-croata TIGR, con alcuni attentati dinamitardi anche nel centro cittadino.
Le organizzazioni indipendentiste e terroriste slovene, fra cui il TIGR e la Borba, reagirono agli assassini perpetrati dai fascisti con altrettanta brutalità: si moltiplicarono gli atti di resistenza armata e si verificarono azioni violente contro gli esponenti del regime fascista e i membri delle Forze dell'Ordine o – in alcuni casi – anche contro semplici cittadini.
Nel 1930 a Trieste furono organizzati due attentati ad opera del TIGR: quello al Faro della Vittoria e, ben più grave, quello alla redazione de Il Popolo di Trieste, che causò la morte dello stenografo Guido Neri e il ferimento di tre persone. Le autorità di polizia procedettero a una vasta azione investigativa, debellando le cellule di resistenza: gli accusati (tutti sloveni) di vari crimini comprendenti – oltre agli attentati dinamitardi – anche una serie di omicidi, tentati omicidi e incendi, vennero processati dal Tribunale speciale per la difesa dello Stato, traslato per l'occasione da Roma a Trieste per eseguire il primo processo di questo tipo nella città giuliana.
Il processo si concluse con una condanna esemplare: a quattro imputati fu inflitta la pena di morte (Ferdo Bidovec, Fran Marušič, Zvonimir Miloš e Alojzij Valenčič), venendo fucilati a Basovizza il 6 settembre 1930, mentre ad altri dodici vennero inflitte varie pene detentive fra i due anni e sei mesi e i trent'anni. Due vennero invece assolti.

### La seconda guerra mondiale
Nel dicembre 1941 – a seconda guerra mondiale già iniziata – fu celebrato, sempre a Trieste, un secondo processo dal Tribunale speciale per la Difesa dello Stato contro nove membri del TIGR (sloveni e croati) che furono accusati di terrorismo e spionaggio. Cinque di loro (Pinko Tomažič, Viktor Bobek, Ivan Ivančič, Simon Kos e Ivan Vadnal) furono giustiziati a Opicina, gli altri imprigionati. Con questo secondo processo l'organizzazione terrorista antifascista venne annientata.
L'entrata in guerra dell'Italia al fianco della Germania nazista – nel giugno 1940 – comportò per Trieste, come per il resto d'Italia, lutti e disagi di ogni tipo, che si acuirono negli anni successivi, con il protrarsi del conflitto. L'invasione della Jugoslavia, nella primavera del 1941, riaccese la resistenza slovena e croata nella Venezia Giulia, soprattutto a partire dal 1942.
Gli eventi bellici e, in taluni casi, una deliberata politica terroristica delle truppe di occupazione tedesche e italiane nei confronti delle popolazioni slovene e croate soggette al loro dominio (villaggi bruciati, decimazioni, uccisioni indiscriminate di civili), unitamente all'apertura di campi di concentramento per slavi sul territorio italiano dove persero la vita migliaia di innocenti, approfondirono ulteriormente il solco d'odio interetnico che il fascismo aveva contribuito ampiamente a creare. Tale odio non fu estraneo alla tragedia che sarebbe stata vissuta dalla città di Trieste e dall'intera Venezia Giulia durante e dopo la seconda guerra mondiale.
Fin dall'estate del 1942 si ebbe una recrudescenza della violenza squadrista nella città giuliana che si protrasse fino alla caduta del fascismo (25 luglio 1943). Il 30 giugno 1942 si costituì a Trieste un Centro per lo studio del problema ebraico – su imitazione di quello romano – e il 18 luglio successivo fu assalita e danneggiata gravemente la sinagoga di Trieste, già presa di mira un anno prima.
Nei mesi che seguirono i fascisti devastarono anche molti negozi di ebrei e slavi, senza però riuscire mai a coinvolgere in tali azioni di "teppismo politico" la cittadinanza triestina, stanca delle violenze squadriste. Nel 1942 iniziò a funzionare anche l'Ispettorato Speciale di Pubblica Sicurezza per la Venezia Giulia con sede in una palazzina di via Bellosguardo, che ben presto si convertì in un luogo di torture e di morte per antifascisti o supposti tali. Conosciuta come Villa Triste, fu l'antesignana di tante altre Ville Tristi italiane che da essa presero il nome.

### L'occupazione tedesca

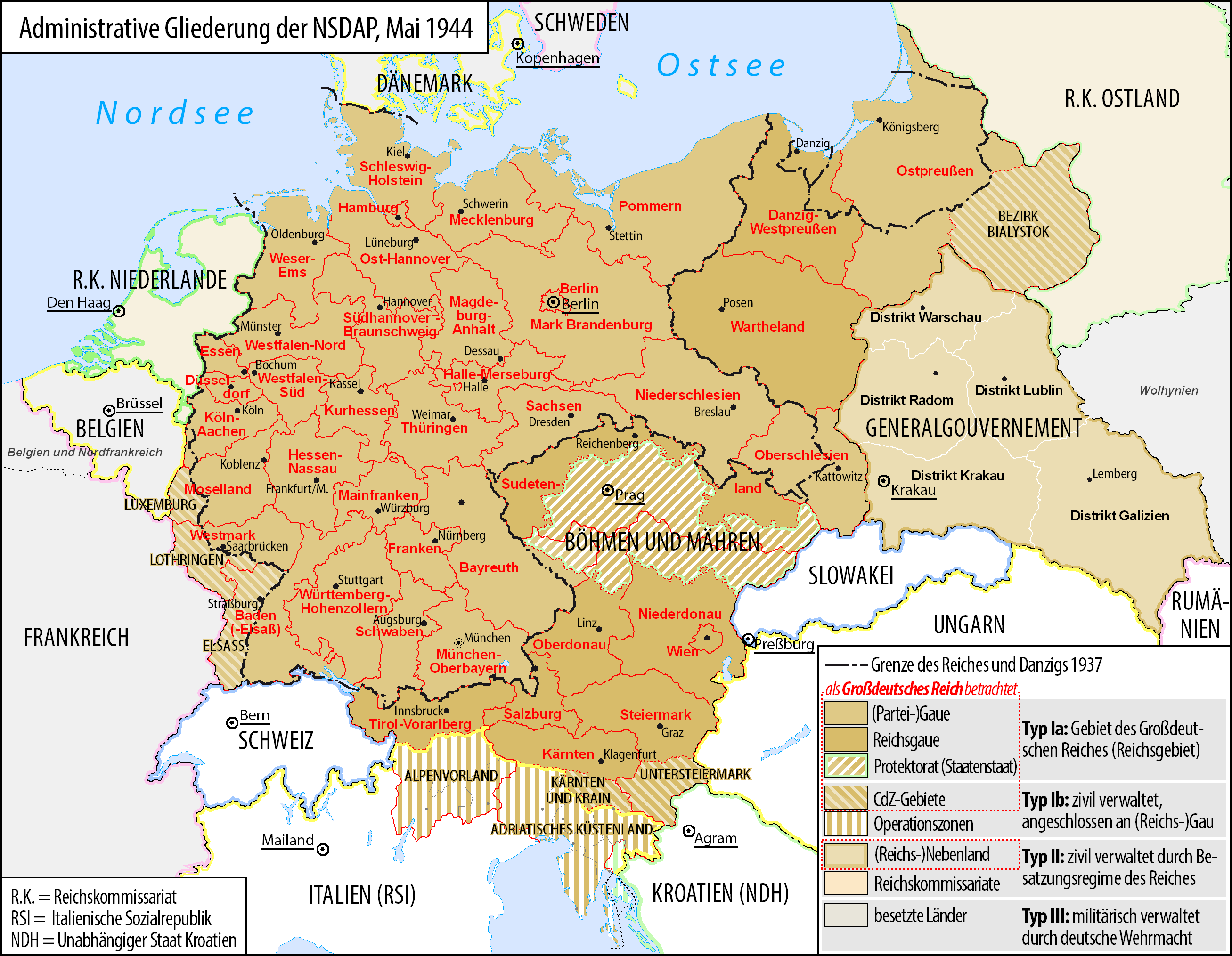
Il Grande Reich Tedesco nel 1944, comprendente le zone di operazione militare sottoposte a diretto controllo tedesco, tra cui il Litorale adriatico

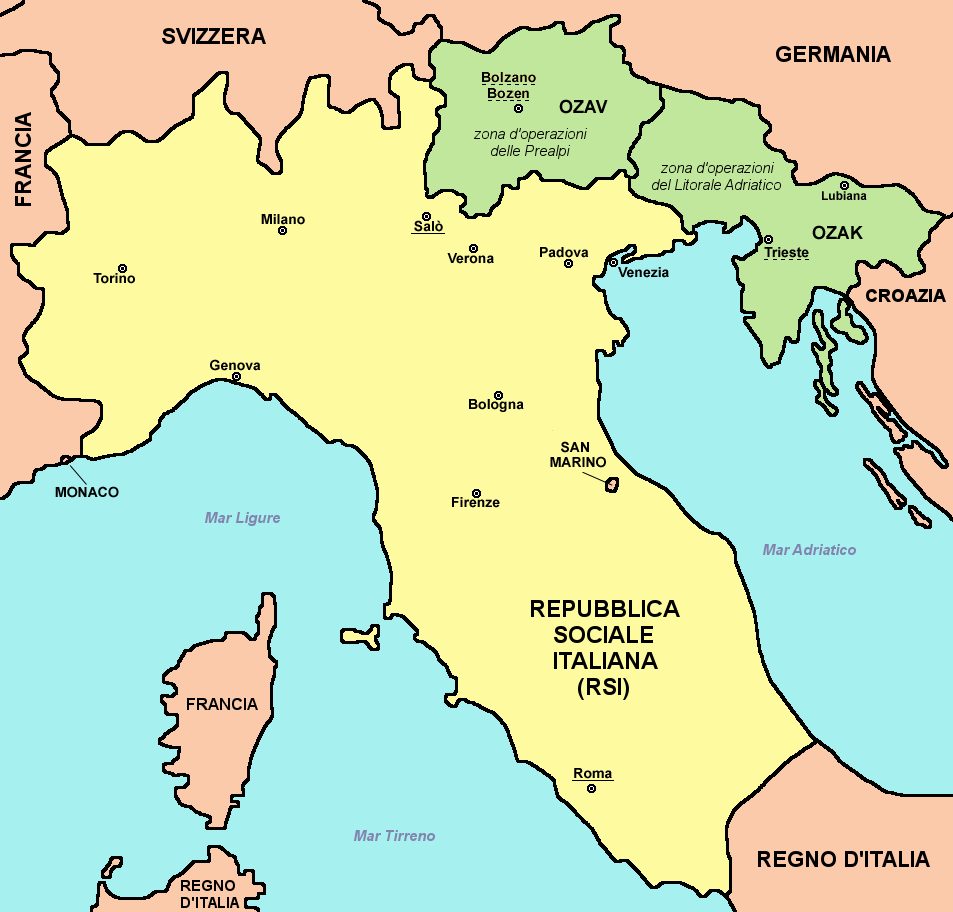
La Zona d'operazioni del Litorale adriatico

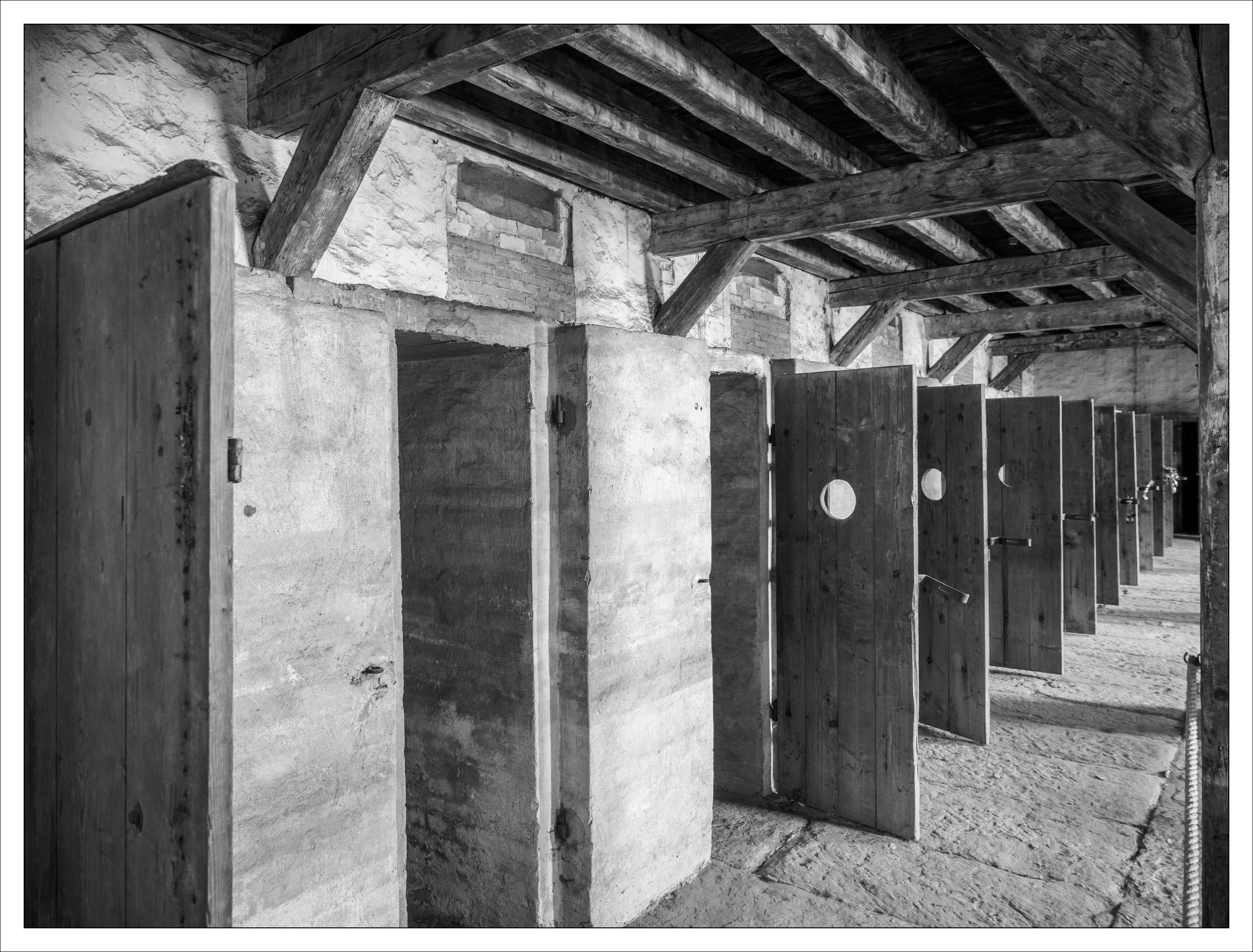
La Risiera di San Sabba fu un campo di concentramento istituito dagli occupatori tedeschi a Trieste, ufficialmente come campo di detenzione di polizia (Polizeihaftlager); fu l’unico campo di concentramento nazista su suolo italiano ad essere dotato di un forno crematorio.
Nell'immagine: Le celle di detenzione all'interno della "Risiera"

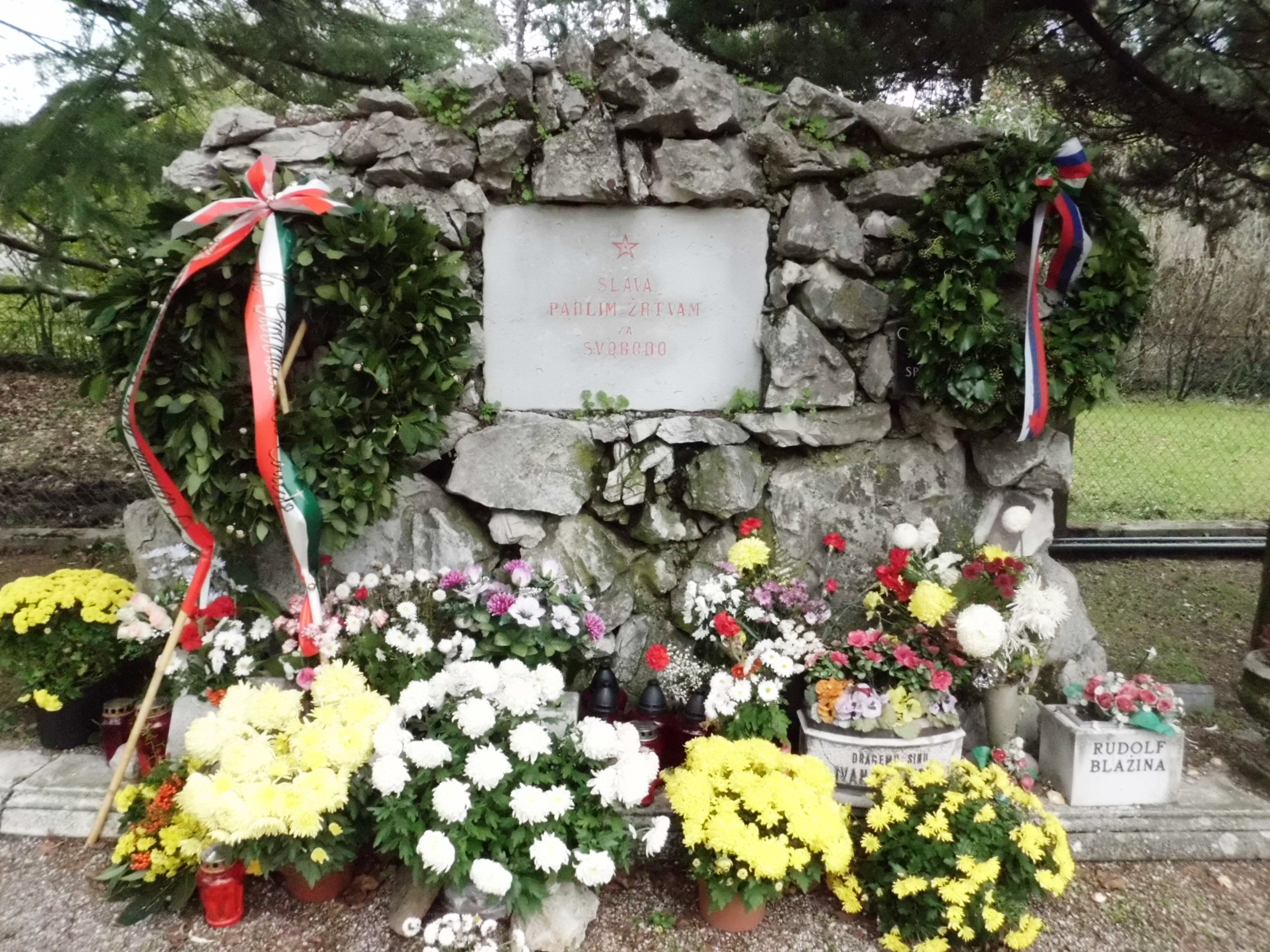
Monumento ai 71 ostaggi fucilati a Trieste per rappresaglia dai nazisti il 3 aprile 1944

Dal proclama Badoglio dell'8 settembre 1943, che annunciò l'entrata in vigore dell'armistizio di Cassibile con il quale il Regno d'Italia cessò le ostilità verso gli Alleati, decretando l'inizio di fatto della Resistenza italiana contro il nazifascismo, Trieste fu al centro di una serie di vicende che hanno segnato profondamente la storia del capoluogo giuliano e della regione circostante e che suscitano tuttora accesi dibattiti.
Nel settembre del 1943 la Germania nazista occupò senza alcuna resistenza la città, che venne a costituire, insieme a tutta la Venezia Giulia, la Zona d'operazioni del Litorale adriatico (Operationszone Adriatisches Küstenland), zona d'operazioni di guerra, alle dirette dipendenze del Gauleiter di Carinzia Friedrich Rainer.
Friedrich Rainer tollerò in città la ricostituzione di una sede del Partito Fascista Repubblicano, diretta dal federale Bruno Sambo, la presenza di un'esigua forza di militari italiani al comando del generale della Guardia Nazionale Repubblicana Giovanni Esposito e l'insediamento di un reparto della Guardia di Finanza repubblichina.
Rainer si riservò la nomina del podestà di Trieste, scelto poi nella persona di Cesare Pagnini, e del prefetto della provincia di Trieste, che diventò Bruno Coceani, entrambi ben accetti ai fascisti locali, alle autorità della Repubblica Sociale Italiana e allo stesso Benito Mussolini, che conosceva personalmente Coceani. Durante l'occupazione nazista, la Risiera di San Sabba – oggi Monumento Nazionale e museo – venne destinata a campo di prigionia e di sterminio per detenuti politici, ebrei, partigiani italiani e slavi, con forni crematori che funzionavano a pieno regime. In seguito – nei primi anni cinquanta – la Risiera di San Sabba fu usata come campo profughi per gli esuli giuliani, fiumani e dalmati in fuga dai territori passati sotto la sovranità jugoslava.
Nonostante la dura repressione attuata dalle autorità naziste e fasciste, centinaia di abitanti del comune di Trieste si aggregarono alle unità partigiane slovene operanti in Venezia Giulia per contrastare le truppe degli occupanti tedeschi. Molti di essi morirono nelle azioni di guerriglia partigiana o nei lager tedeschi, oltre che nella Risiera. I loro nomi risultano scolpiti sui monumenti eretti in loro ricordo in quasi tutte le frazioni della città.
Le autorità tedesche e italiane commisero nei confronti della popolazione civile numerosi crimini; la maggior parte di questi furono compiuti nella stessa Trieste. Il 3 aprile 1944 i nazi-fascisti fucilarono al poligono di Opicina 71 persone, scelti a caso tra i detenuti delle carceri triestine per rappresaglia allo scoppio di una bomba ad orologeria che il giorno precedente, in un cinema di Opicina, aveva provocato la morte di 7 militari tedeschi. I corpi dei prigionieri fucilati a Opicina furono portati il giorno seguente alla Risiera di San Sabba; si trattò delle prime vittime bruciate nel forno crematorio costruito dai nazisti.

La Risiera di San Sabba, oltre ad essere stata usata come campo di smistamento di oltre 8,000 deportati provenienti dal fronte di guerra orientale che furono poi destinati agli altri campi di concentramento nazisti, fu adoperata in parte anche come luogo di detenzione, tortura ed eliminazione di prigionieri sospettati di attività sovversiva nei confronti del regime nazista. In questo campo di concentramento operarono vari criminali di guerra fra cui Ernst Lerch, Christian Wirth, Dietrich Allers, Franz Stangl, Kurt Franz, Otto Stadie, Joseph Oberhauser.
(Sito web della Comunità Ebraica di Trieste)
Finita la guerra, la Risiera, durante l'occupazione alleata di Trieste, fu utilizzata come centro di accoglienza dei rifugiati italiani dell'esodo giuliano-dalmata. Con il D.P.R. n. 510 del 15 aprile 1965, il Presidente Giuseppe Saragat dichiarò la Risiera di San Sabba monumento nazionale quale "unico esempio di lager nazista in Italia".
Il 23 aprile 1944 si consuma l'eccidio di via Ghega. Come rappresaglia per un attentato dinamitardo al circolo "Soldatenheim" in cui erano morti 4 militari tedeschi, furono prelevati 51 prigionieri politici dal carcere triestino del Coroneo i quali, dopo essere stati portati sul luogo dell'attentato, furono impiccati ad ogni angolo e finestra del palazzo Rittmeyer di via Ghega lasciando poi i cadaveri esposti alla pubblica vista per cinque giorni, prima di seppellirli in una fossa comune.

### La corsa per Trieste e l'occupazione jugoslava
Il ritiro dei tedeschi da Trieste a causa dell’avanzamento delle truppe jugoslave, consentì a queste ultime di conquistare la città ed assumerne il pieno controllo. Da parte degli abitanti di lingua italiana, che costituivano la maggior parte della popolazione, l’arrivo degli jugoslavi venne considerato come una nuova occupazione. Da parte degli oltre 30.000 abitanti di lingua slovena l’arrivo dei militari jugoslavi veniva considerata invece come una liberazione, non solo dall’occupazione tedesca, ma anche dalla liberazione dal fascismo ed anche dalla invisa sovranità del Regno d’Italia. Dopo assegnazione di Trieste al Regno d’Italia, in base al trattato di Rapallo (1920) gli sloveni triestini furono infatti separati dal resto della popolazione slovena, assegnata al regno jugoslavo, ed inoltre persero i loro diritti linguistici precedentemente concessi dall’Impero austriaco, come ad esempio quello dell’istruzione obbligatoria nella propria lingua madre, senza considerare le persecuzioni attuate nei loro confronti dal regime fascista avallato dalla monarchia italiana.

2 maggio 1945: militari jugoslavi a Trieste

L'insurrezione dei partigiani antifascisti italiani e jugoslavi a Trieste fu contraddistinta da uno svolgimento anomalo. Il 30 aprile 1945 il Comitato di Liberazione Nazionale del quale era presidente don Edoardo Marzari, composto da tutte le forze politiche italiane antifasciste con l'eccezione dei comunisti, proclamò l'insurrezione generale. Al tempo stesso le brigate dei partigiani jugoslavi, con l'appoggio del Partito Comunista Italiano, attaccarono dall'altipiano carsico appena fuori della città giuliana. Si noti che esse non contenevano nessuna unità partigiana italiana inserita nell'Esercito jugoslavo, mandate invece a operare altrove, benché molti triestini (italiani e sloveni) vi fossero compresi. Gli scontri si registrarono principalmente nelle zone di Opicina, che si trova sull'altipiano, del Porto Vecchio, del castello di San Giusto e dall'interno del Palazzo di Giustizia, in pieno centro cittadino. La restante parte della città fu liberata.
Il comando nazista si arrese solo il 2 maggio alle avanguardie neozelandesi, che precedettero di un giorno l'arrivo del generale Bernard Freyberg. Le brigate partigiane jugoslave di Tito erano però già giunte a Trieste il 1º maggio. I loro dirigenti convocarono in breve tempo un'assemblea cittadina composta in maggioranza da cittadini jugoslavi, con solo due italiani. Tale occupazione avvenne in seguito alla cosiddetta "corsa per Trieste", ossia l'avanzata verso la città giuliana compiuta, per fini di politica post-bellica e in maniera concorrenziale, nella primavera del 1945 da parte della Quarta armata jugoslava e dell'Ottava armata britannica e che fu vinta dagli jugoslavi, come testimoniato dall'arrivo delle già citate brigate jugoslave di Tito, che anticiparono i neozelandesi.
L'assemblea cittadina precedentemente citata proclamò la liberazione di Trieste. In questo modo i partigiani di Tito furono politicamente presentati come i veri liberatori della città giuliana agli occhi degli alleati, spingendo i partigiani non comunisti del Comitato di Liberazione Nazionale italiano a rientrare nella clandestinità. Gli jugoslavi esposero sui palazzi la Bandiera della Repubblica Socialista Federale di Jugoslavia, oltre che la bandiera d'Italia con la stella rossa al centro e le bandiere rosse comuniste con falce e martello. La Seconda divisione neozelandese riconobbe che la liberazione della città era stata compiuta dai partigiani di Tito. In cambio gli angloamericani chiesero e ottennero la gestione diretta del porto e delle vie di comunicazione con l'Austria: non essendo ancora a conoscenza del suicidio di Hitler, stavano infatti preparando un'invasione dell'Austria e quindi della Germania.

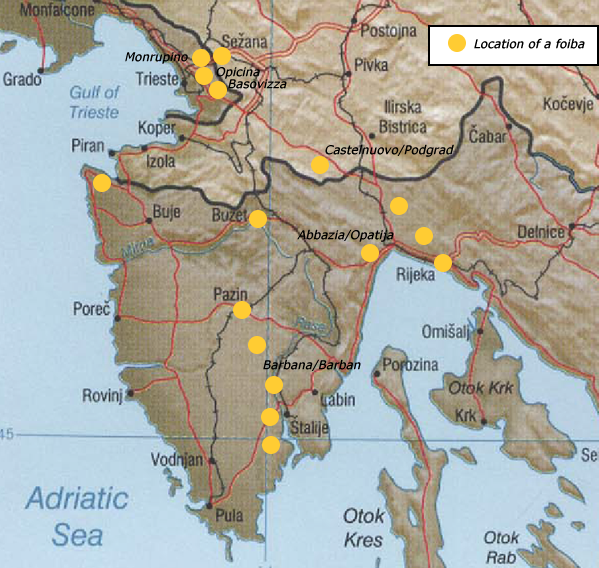
Cartina dei luoghi principali dove avvennero i massacri delle foibe, segnati in giallo, in Venezia Giulia e Istria

L'esercito jugoslavo approfittò della situazione assumendo i pieni poteri. Esso nominò poi un Commissario Politico, Franc Štoka, membro del partito comunista jugoslavo. Il 4 maggio vennero emanati dall'autorità jugoslava presente a Trieste, chiamata Comando Città di Trieste (Komanda Mesta Trst), gli ordini 1, 2, 3 e 4, che proclamarono lo stato di guerra imponendo il coprifuoco a combattimenti terminati e uniformarono il fuso orario triestino a quello jugoslavo.

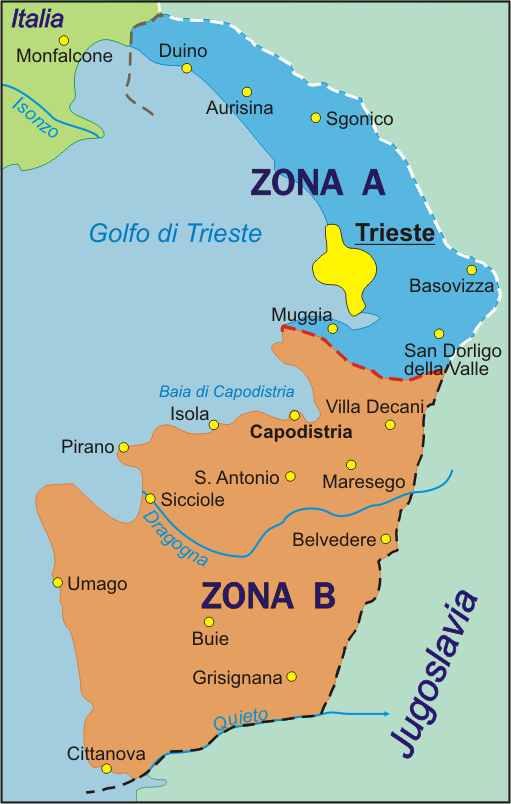
Territorio Libero di Trieste

Questi provvedimenti limitarono anche la circolazione dei veicoli e decretarono al contempo il prelevamento dalle proprie case di centinaia di cittadini, sospettati di nutrire scarse simpatie nei confronti della ideologia comunista che guidava le brigate jugoslave.
Fra questi non vi furono solo fascisti o collaborazionisti, ma anche combattenti non comunisti della Guerra di Liberazione italiana o anche stessi comunisti che si opponevano all'annessione di Trieste alla Jugoslavia, che vennero deportati in massa in vari campi di prigionia, quali il campo di concentramento di Borovnica o quello di Goli Otok da cui non fecero più ritorno. Molti di essi furono uccisi direttamente e gettati nelle foibe triestine.
A Basovizza, frazione del comune di Trieste, nel maggio del 1945 venne occultato all'interno del pozzo (Foiba di Basovizza) un numero imprecisato di cadaveri di prigionieri, militari e civili trucidati dall'esercito e dai partigiani jugoslavi. Un memorandum statunitense dell'8 maggio recitava:
(Il memorandum stilato dal Dipartimento di Stato USA in data 8 maggio 1945)
L'otto maggio proclamarono Trieste città autonoma in seno alla Repubblica Federativa di Jugoslavia. Sugli edifici pubblici fecero sventolare la bandiera Jugoslava affiancata dal Tricolore italiano con la stella rossa al centro.

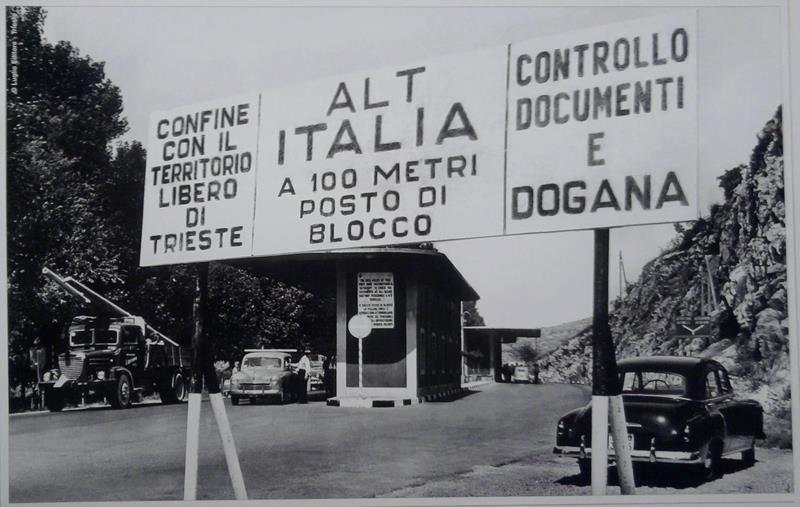
Il confine tra Italia e Territorio Libero di Trieste sulla Strada statale 14 della Venezia Giulia tra Monfalcone e Duino-Aurisina

La città visse momenti difficili, di gran timore, con le persone dibattute tra idee profondamente diverse: l'annessione alla Jugoslavia o il ritorno all'Italia. In questo clima si verificarono confische, requisizioni e arresti sommari. Vi furono anche casi di vendette personali, in una popolazione esasperata dagli eventi bellici e dalle contrapposizioni del periodo fascista. Invano i triestini sollecitarono l'intervento degli Alleati.
Il comando alleato e quello jugoslavo raggiunsero infine un accordo provvisorio sull'occupazione di Trieste. Il 9 giugno 1945 a Belgrado, Josip Broz Tito, verificato che Stalin non era disposto a sostenerlo, concluse l'accordo con il generale Alexander. Furono create una zona A, affidata all'amministrazione alleata, che comprendeva Trieste e Gorizia e saliva lungo l'Isonzo a Tolmino e Caporetto fino al confine di Tarvisio per scendere giù fino all'enclave di Pola, e una zona B, affidata all'amministrazione della Repubblica Federale di Jugoslavia, che comprendeva l'Istria, Fiume e le Isole del Quarnaro.

### Il ritorno di Trieste all'Italia

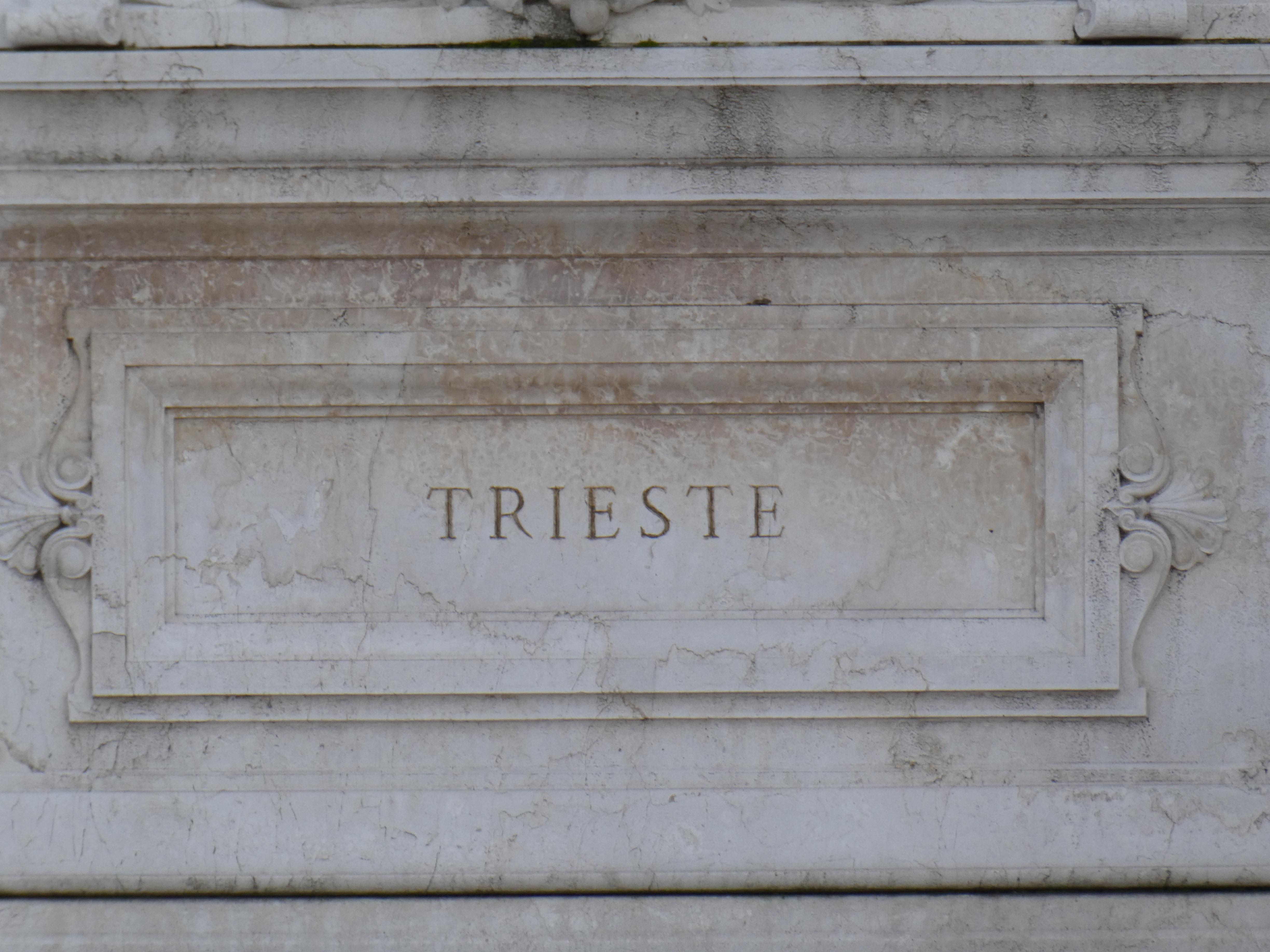
Altare dedicato a Trieste, che è affiancato dagli altari delle altre città redente (Trento, Gorizia, Pola, Fiume e Zara), che si trova al Vittoriano a Roma

Il 10 febbraio 1947 fu firmato il Trattato di Parigi fra l'Italia e le potenze alleate, che istituì il Territorio Libero di Trieste (TLT), costituito dal litorale triestino lungo la parte nordoccidentale dell'Istria, provvisoriamente diviso da un confine passante a sud della cittadina di Muggia ed amministrato dal Governo Militare Alleato (zona A) e dall'esercito jugoslavo (zona B), in attesa della creazione degli organi costituzionali del nuovo Stato.

Piazza Unità a Trieste nel giorno del ritorno della città all'Italia

La situazione si chiarì solo il 5 ottobre 1954, quando con il Memorandum di Londra la Zona A con la città di Trieste e il suo porto franco internazionale passarono dall'amministrazione militare alleata all'amministrazione civile italiana, mentre la Zona B passò dall'amministrazione militare a quella civile jugoslava. Passarono quindi all'amministrazione italiana i seguenti comuni della zona A: Duino-Aurisina, Sgonico, Monrupino, Trieste, Muggia e San Dorligo della Valle. Il passaggio dei poteri nella Zona A avvenne ufficialmente il 25 ottobre 1954.
Gli accordi prevedevano inoltre alcune rettifiche territoriali a favore della Jugoslavia (la cosiddetta "operazione Giardinaggio"), che cambiarono lievemente i confini della zona A con la cessione di alcune aree appartenenti al comune di Muggia; complessivamente il mutamento di confini interessò una decina di km². Il 4 novembre 1954, durante le celebrazioni della Giornata dell'Unità Nazionale e delle Forze Armate, Festa nazionale che commemora la vittoria italiana nella prima guerra mondiale, considerata il completamento del processo di unificazione risorgimentale grazie all'annessione di Trento e Trieste, il Presidente della Repubblica Luigi Einaudi si recò nella città giuliana in visita ufficiale. Nel corso del suo breve discorso affermò:

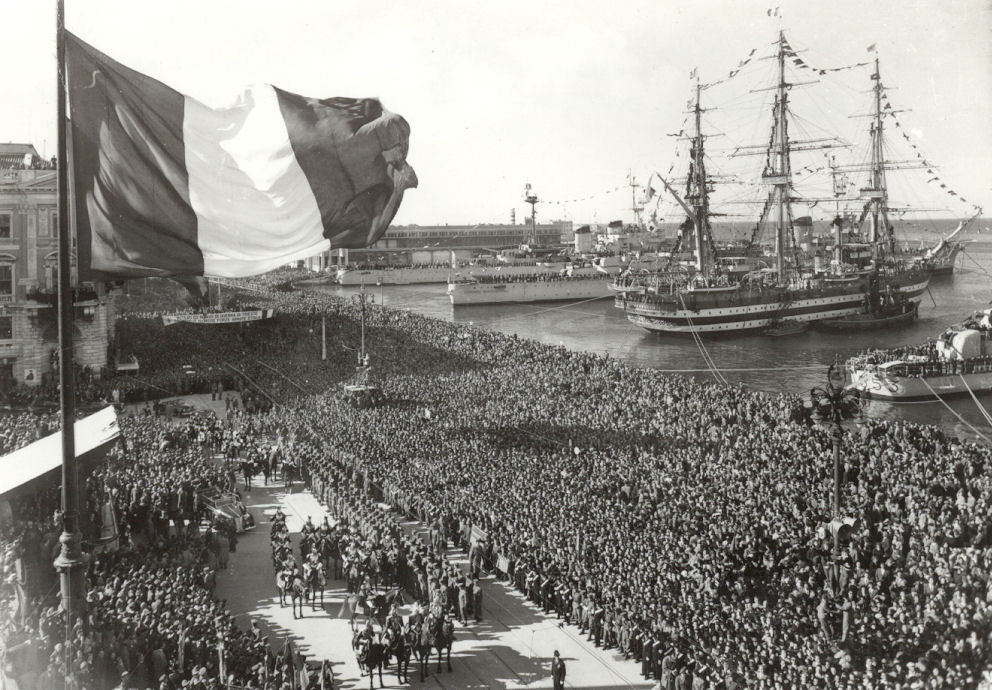
La folla festante per il ritorno di Trieste all'Italia: parata delle forze armate sulle Rive, 4 novembre 1954

Nella zona A erano presenti 5,000 soldati americani della TRUST (TRieste United States Troops) e 5,000 soldati britannici della BETFOR (British Element Trieste FORce). La presa di possesso della zona A da parte dell'Italia avviene il 26 ottobre 1954; gli alleati si ritirarono tra il 25 e il 27. Con legge costituzionale del 31 gennaio 1963, entrata in vigore il 16 febbraio, viene poi formata la regione Friuli-Venezia Giulia, di cui Trieste diviene capoluogo.
Fu necessario attendere il Trattato di Osimo del 10 novembre 1975 per un regolamento definitivo tra Italia e Jugoslavia, con la conseguente fine delle rivendicazioni territoriali tra i due Paesi, il quale sancì de jure la separazione territoriale che già si era venuta a creare de facto in seguito al Memorandum di Londra (1954), rendendo definitive le frontiere fra l'Italia e l'allora Repubblica Socialista Federale di Jugoslavia.
Il Trattato di Osimo concluse quindi la fase storica iniziata nel 1947 con il trattato di pace di Parigi, con il quale era stata decretata la cessione alla Jugoslavia di gran parte della Venezia Giulia e dell'intero Quarnaro (ossia Fiume e le isole Quarnerine, la quasi totalità dell'Istria e gli altopiani carsici a est e nord-est di Gorizia) e la creazione del Territorio Libero di Trieste comprendente l'attuale provincia di Trieste e i territori costieri istriani da Ancarano a Cittanova (oggi, rispettivamente, in Slovenia e in Croazia).

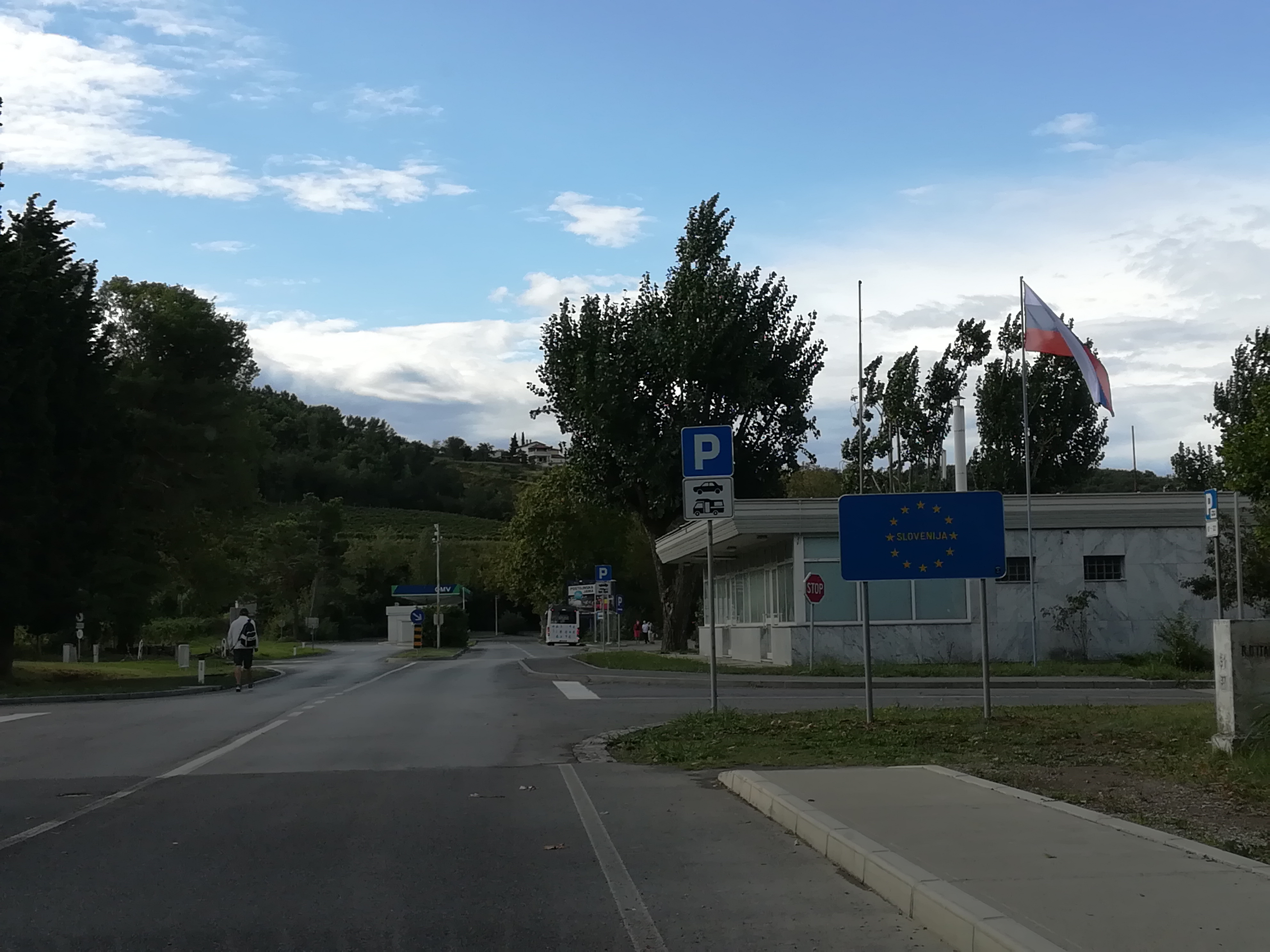
Il valico di confine tra Italia e Slovenia che si trova nel comune di Muggia, lungo la strada che costeggia il mare

La mancata attivazione delle procedure per la costituzione degli organi costituzionali del Territorio Libero di Trieste impedì di fatto a questo di costituirsi ufficialmente. La successiva cessione del potere di amministrazione civile del Territorio Libero di Trieste all'Italia (zona A) e Jugoslavia (zona B) creò le condizioni per gli sviluppi successivi che portarono infine al Trattato di Osimo.

### Trieste nell'Unione Europea
Nel 2004, insieme ad altri Paesi europei, la Slovenia è entrata a far parte dell'Unione europea, e nel 2007, ha aderito alla convenzione di Schengen, facendo così venir meno la figura di Trieste come città di confine. In particolare, la convenzione regola l'apertura delle frontiere tra i Paesi aderenti; dal 2007, quindi, i confini italo-sloveni hanno cessato di esser da impedimento al libero passaggio di merci e persone.
Firmata inizialmente il 19 giugno 1990, in una prima versione, dai Paesi del Benelux, dalla Germania Ovest e dalla Francia, alla successiva e omonima convenzione hanno poi aderito anche altri Paesi dell'Unione europea, tra cui Italia (1990) e, appunto, Slovenia (2004).

### Simboli
Lo stemma della città di Trieste è costituito da uno scudo francese antico di color rosso con una alabarda argento (identificata con la lancia di San Sergio) il tutto timbrato da una corona muraria da città.

L'antico stemma di Trieste, che risale almeno al Trecento

Lo stemma, approvato con decreto del Capo del governo del 3 luglio 1930 (trascritto nel Libro Araldico degli enti morali al vol. I, p. 216), ha la seguente blasonatura:
Il gonfalone è stato concesso con regio decreto del 30 giugno 1932.
Secondo la leggenda, lo stemma di Trieste ebbe origine dalla storia legata al martirio di san Sergio. Il santo, alla sua partenza dalla città, presentendo prossima la propria morte, aveva promesso ai cittadini suoi compagni di fede che nel caso in cui egli fosse stato ucciso per la sua fede, essi avrebbero ricevuto un segno celeste. La sua lancia cadde dal cielo sulla piazza maggiore di Trieste, il giorno in cui san Sergio soffriva il martirio in Persia, nel 336.
L'arma è attualmente conservata nel tesoro della cattedrale di San Giusto e viene ritenuta inattaccabile dalla ruggine. Questo tipo d'arma viene definito come lo spiedo alla furlana. Così chiamata perché arma tipica della fanteria friulana ai tempi del Patriarcato di Aquileia. Di essa comunque non è possibile definire né un'origine certa né l'esatta epoca di forgia. Le prime testimonianze scritte dell'uso della lancia di San Sergio quale stemma cittadino risalgono invece al XIII secolo.

### Onorificenze
Trieste figura tra le Città decorate al valor militare per la guerra di liberazione, insignita della medaglia d'oro al valor militare per i sacrifici delle sue popolazioni nell'arco di tempo compreso tra la prima guerra mondiale e la lotta partigiana durante la seconda guerra mondiale:

## Monumenti e luoghi d'interesse

### Architetture religiose
La Cattedrale di San GiustoLa basilica cattedrale di San Giusto è il principale edificio religioso cattolico della città di Trieste. Si trova sulla sommità dell'omonimo colle che domina la città. Come viene riferito dalla maggior parte degli storici triestini, l'aspetto attuale della basilica deriva dall'unificazione delle due preesistenti chiese di Santa Maria e di quella dedicata al martire san Giusto, che vennero inglobate in un unico edificio dal vescovo Rodolfo Pedrazzani da Robecco tra gli anni 1302 e 1320 per provvedere la città di una cattedrale imponente.
La prima notizia riguardante la cattedrale risale all'anno 1337, quando il campanile dell'ex chiesa di Santa Maria venne rivestito con uno spesso muro per poter sostenere il nuovo edificio. I lavori al campanile si conclusero nel 1343, ma quelli alla chiesa si protrassero fino alla fine del XIV secolo. Il campanile in origine era più elevato, ma nel 1422 venne colpito da un fulmine venendo ridotto all'altezza attuale. Dopo la definitiva dedizione della città all'Austria (1382), l'allora imperatore Leopoldo III d'Asburgo nominò il primo vescovo tedesco di Trieste, Enrico de Wildenstein, che in data 27 novembre 1385 consacrò l'altare maggiore della cattedrale ponendo fine ai lavori. Nel novembre del 1899 papa Leone XIII elevò l'edificio sacro triestino alla dignità di basilica minore.
Chiesa serbo-ortodossa della Santissima Trinità e di San SpiridioneIl tempio serbo-ortodosso della Santissima Trinità e di San Spiridione è la chiesa della comunità serbo-ortodossa di Trieste. Opera dell'architetto Carlo Maciachini (1869), sorge nel luogo della preesistente chiesa di San Spiridione, che venne innalzata nel 1753. Il complesso architettonico, posto nel Borgo Teresiano nei pressi del canal Grande di Trieste, riflette un gusto bizantino che si caratterizza per una cupola più alta dei quattro campanili, per le calotte emisferiche azzurre e per le ampie decorazioni a mosaico che abbelliscono le pareti esterne. Ornano la facciata nove grandi statue opera dello scultore milanese Emilio Bisi.
Sinagoga di TriesteLa sinagoga di Trieste, inaugurata nel 1912, situata tra via San Francesco, via Donizetti e via Zanetti a Trieste è considerata tra i maggiori edifici di culto ebraici in Europa, seconda per dimensione solo alla Grande Sinagoga di Budapest, a testimonianza dell'importanza economica, culturale e sociale delle Comunità ebraiche in seno all'Impero austroungarico. Con la prima annessione di Trieste all'Italia, che avvenne nel 1920 al termine della prima guerra mondiale, la città giuliana diventò, insieme alle sinagoghe di Roma, Genova e Livorno, una delle quattro grandi sinagoghe del Novecento presenti sul suolo italiano.
Chiesa di Santa Maria MaggioreLa chiesa dell'Immacolata Concezione della Beata Vergine Maria, meglio conosciuta chiesa di Santa Maria Maggiore, nota anche come chiesa barocca dei gesuiti, ha stile barocco. Costruita nel XVII secolo dai compagnia dei gesuiti, dal 1922 è gestita dai frati francescani. La chiesa si trova in via del Collegio, ai piedi del colle di San Giusto e vicino alla basilica del Cristo Salvatore (precedentemente denominata basilica di San Silvestro), nelle immediate vicinanze del centro storico di Trieste.

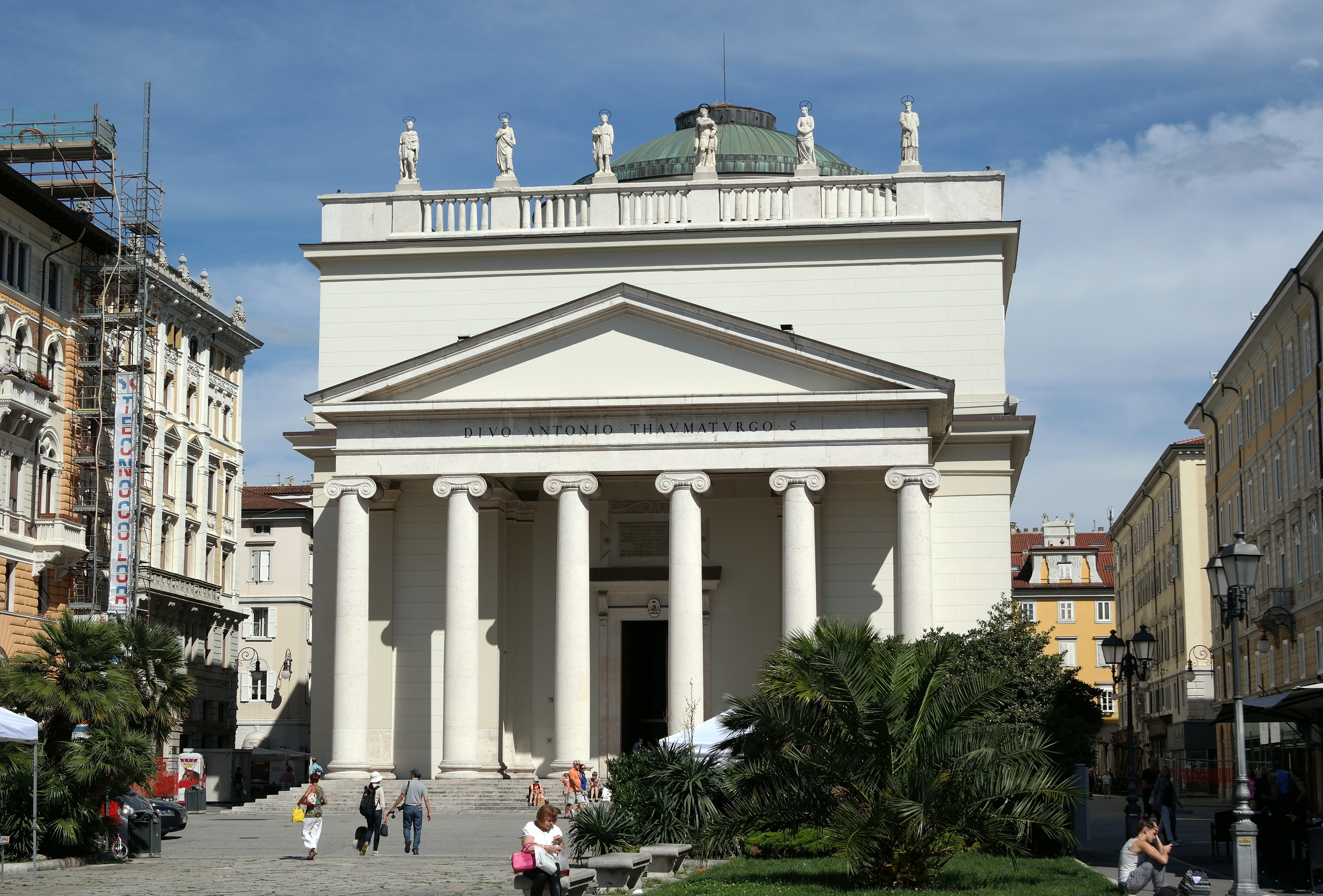
Chiesa di Sant'Antonio Taumaturgo

Chiesa di Sant'Antonio TaumaturgoLa chiesa di Sant'Antonio Taumaturgo, chiamata comunemente chiesa di Sant'Antonio Nuovo, è il principale edificio religioso del Borgo Teresiano e del centro di Trieste. Il progetto della chiesa risale al 1808, ma i lavori cominciarono solo nel 1825. La facciata dell'edificio è caratterizzata da sei colonne ioniche. Sempre sulla facciata principale, nell'attico, sono presenti sei statue scolpite da Francesco Bosa nel 1842, che raffigurano san Giusto, san Sergio, san Servolo, san Mauro, sant'Eufemia e santa Tecla. La chiesa è situata nell'omonima piazza, a ridosso del Canale Grande.
Santuario mariano di Monte GrisaIl tempio nazionale a Maria Madre e Regina (in sloveno Svetišče na Vejni), nome originale dell'edificio religioso che poi è stato elevato a santuario, è una chiesa cattolica a nord della città di Trieste, posta all'altitudine di 330 metri sul monte Grisa (in sloveno Vejna), da dove si ha una vista spettacolare della città e del golfo. Fu progettato dall'architetto Antonio Guacci su schizzo del vescovo di Trieste e Capodistria Antonio Santin: la struttura triangolare evoca la lettera M come simbolo della Vergine Maria. La costruzione avvenne tra il 1963 e il 1965, mentre l'inaugurazione, ad opera dello stesso vescovo, avvenne il 22 maggio 1966. Il santuario è caratterizzato da un'imponente struttura in cemento armato, con la presenza di due chiese sovrapposte.
Chiesa di San Pasquale BaylonLa chiesa di San Pasquale Baylón è un luogo di culto cattolico di Trieste. Si trova nel rione di Chiadino, all'interno del grande parco della villa gentilizia del barone Pasquale Revoltella, in via Carlo de Marchesetti 37. La chiesa, in stile neoromanico con pianta a croce greca, è stata costruita tra il 1863 e il 1866 su progetto dell'architetto Giuseppe Josef Andreas Kranner di Praga ed è stata consacrata il 17 maggio 1867 dal vescovo Bartolomeo Legat.
La chiesa di San Pasquale Baylón si eleva su un basamento sotto il quale si trova una cripta dove sono sepolti due sarcofagi che conservano le salme del barone Pasquale Revoltella e di sua madre Domenica. Una disposizione testamentaria del 13 ottobre 1866 del barone Pasquale Revoltella costituiva una Pia Fondazione con obbligo, per il cappellano, dell'istruzione scolare e dell'assistenza spirituale dei villici del luogo nonché la celebrazione ogni anno di due messe in suffragio suo e della madre (una il 17 maggio, ricorrenza di san Pasquale Baylón, ed una il 15 agosto, ricorrenza dell'Assunta).
Cimitero serbo-ortodosso di Trieste
Cimitero monumentale di Sant'Anna

### Architetture civili

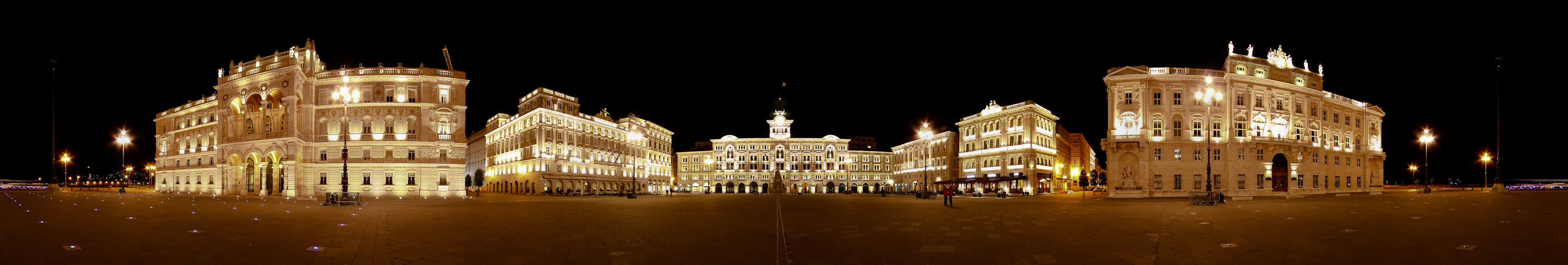
Piazza Unità d'Italia a Trieste di notte

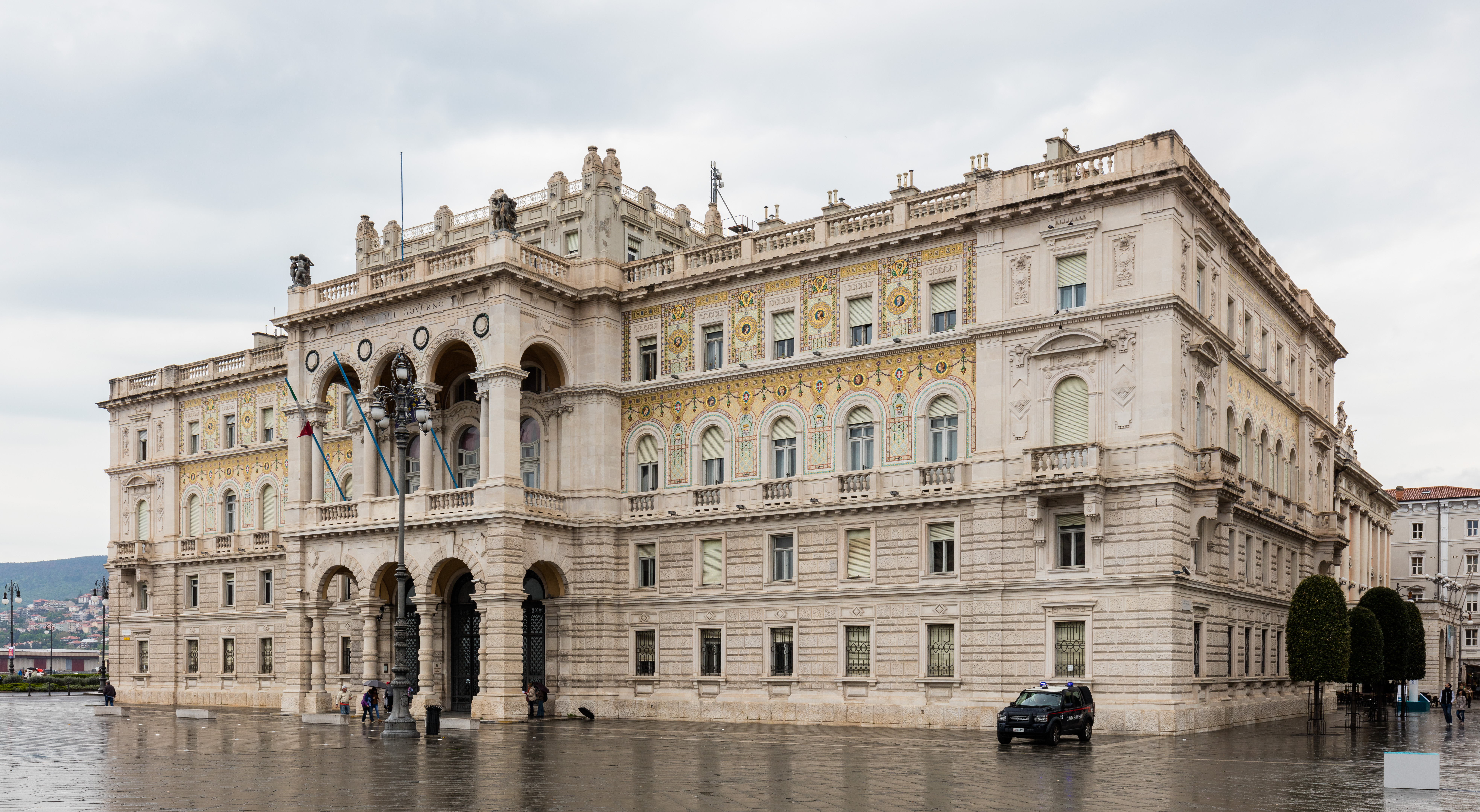
Palazzo della Luogotenenza austriaca, che ora ospita la prefettura di Trieste

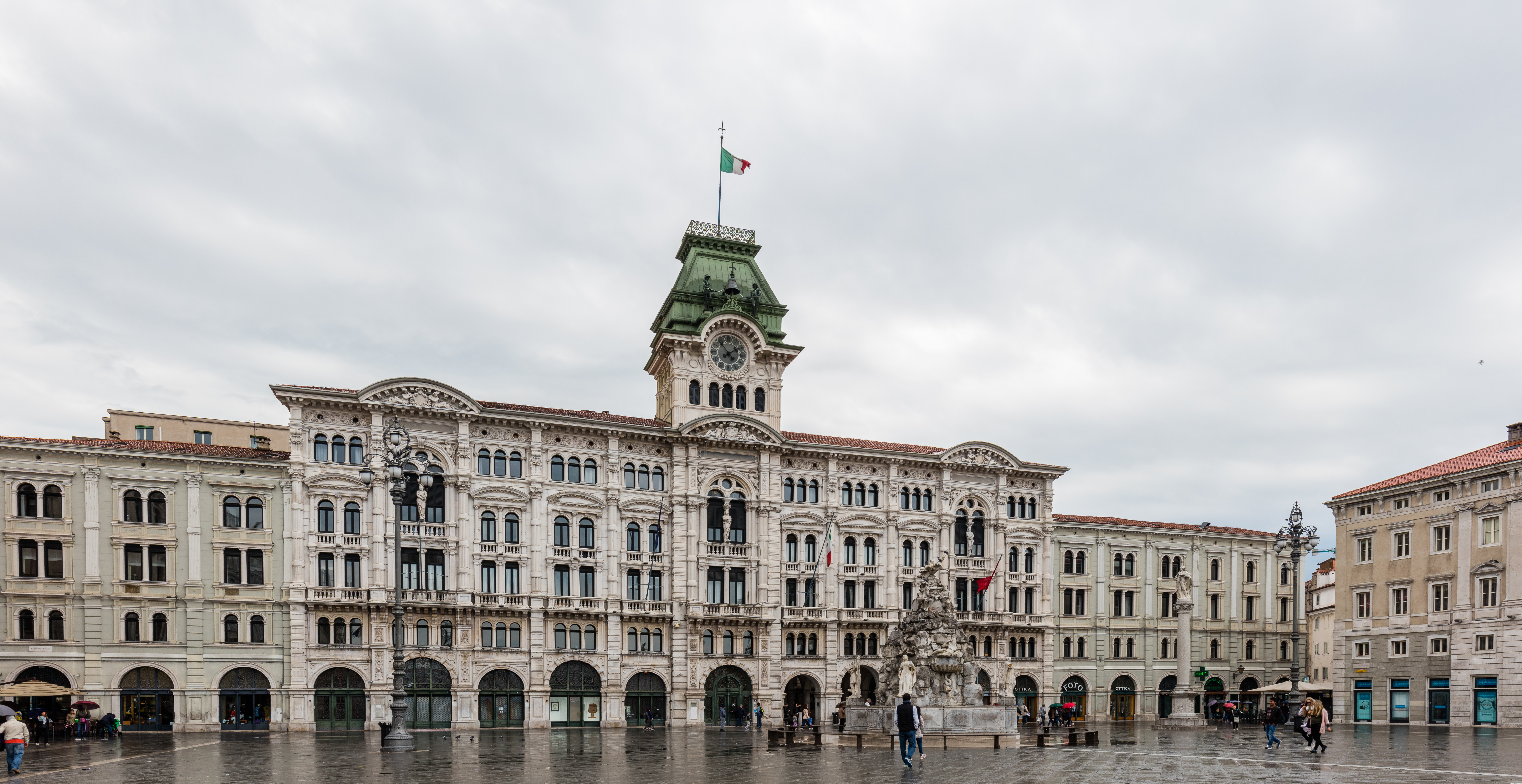
Palazzo del Municipio

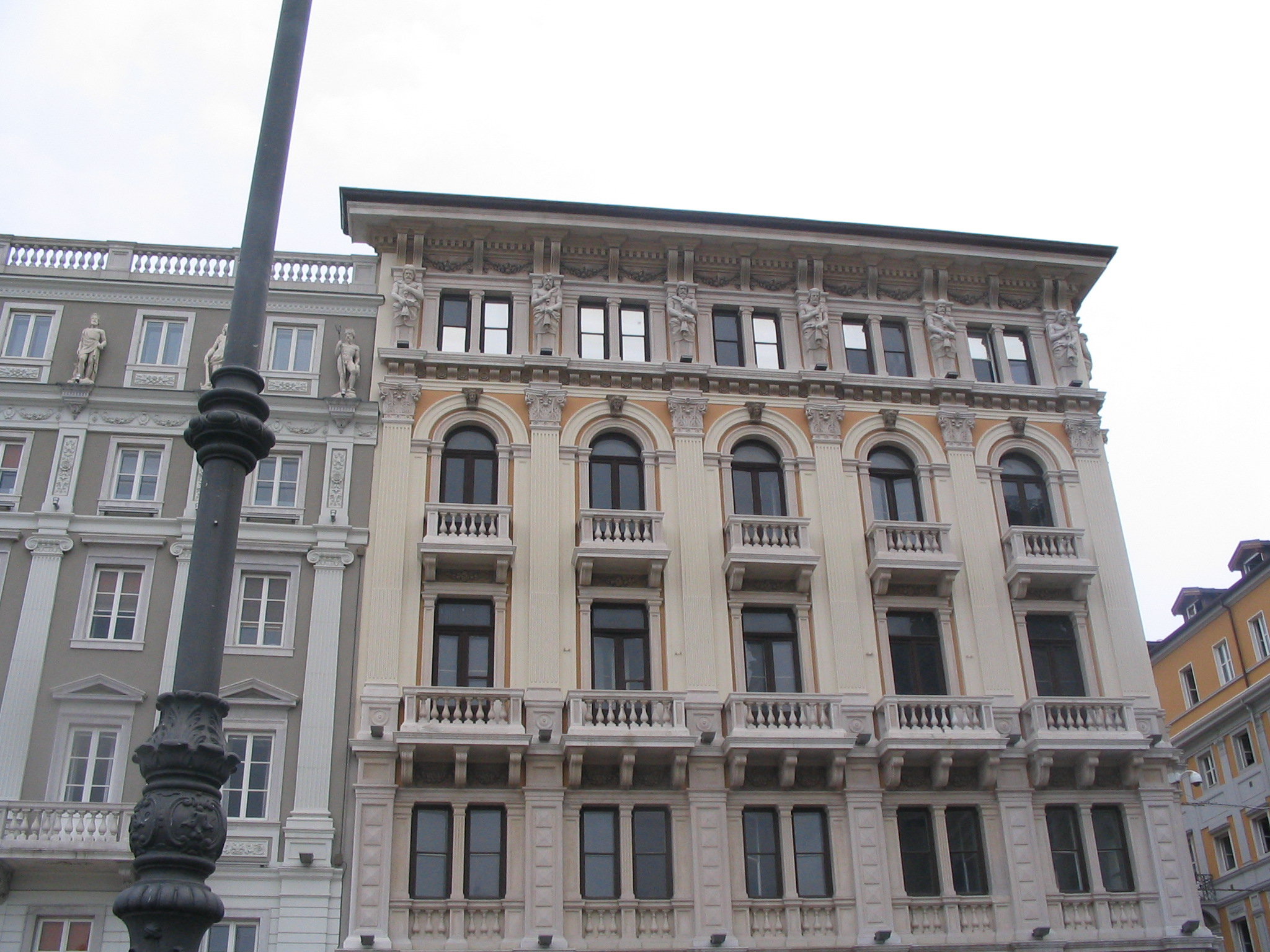
Palazzo Modello

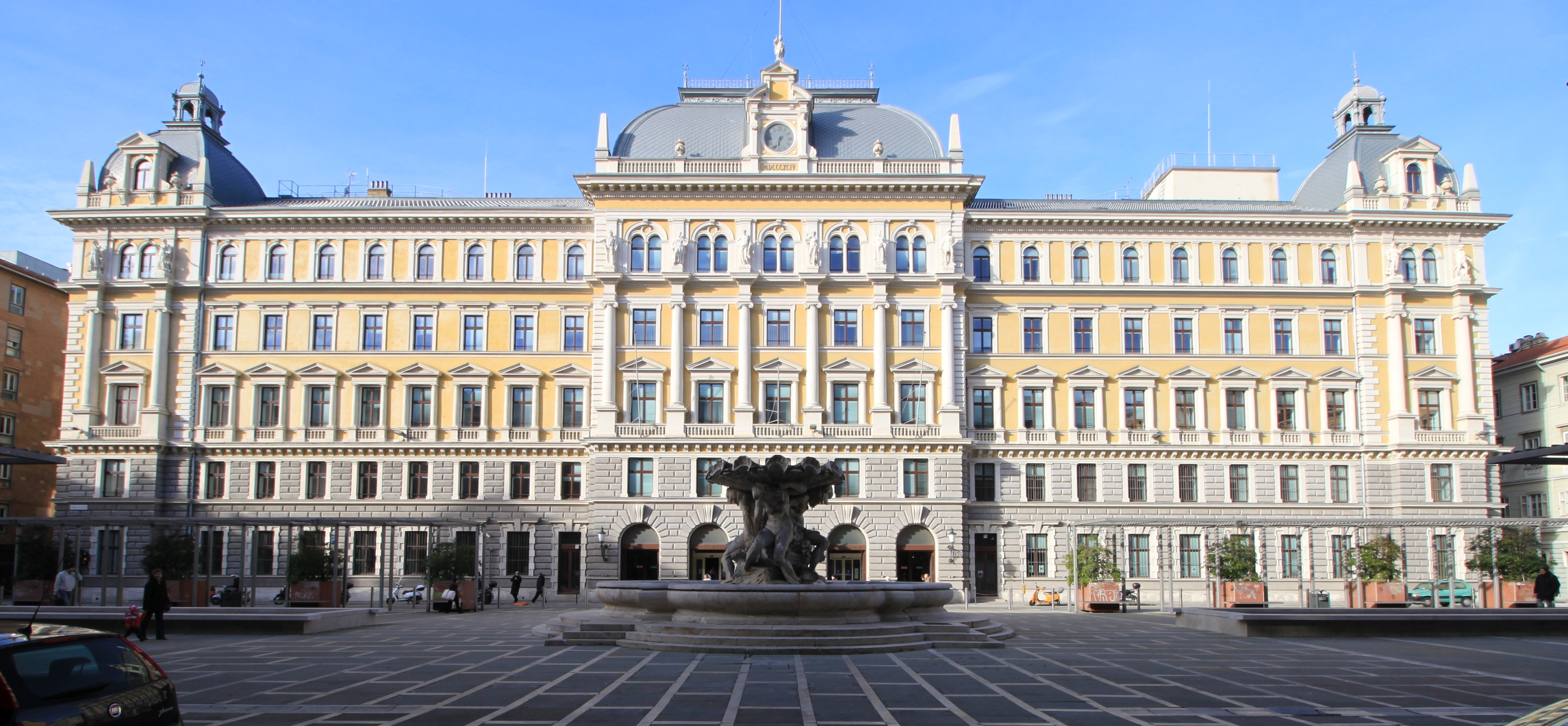
Palazzo delle Poste

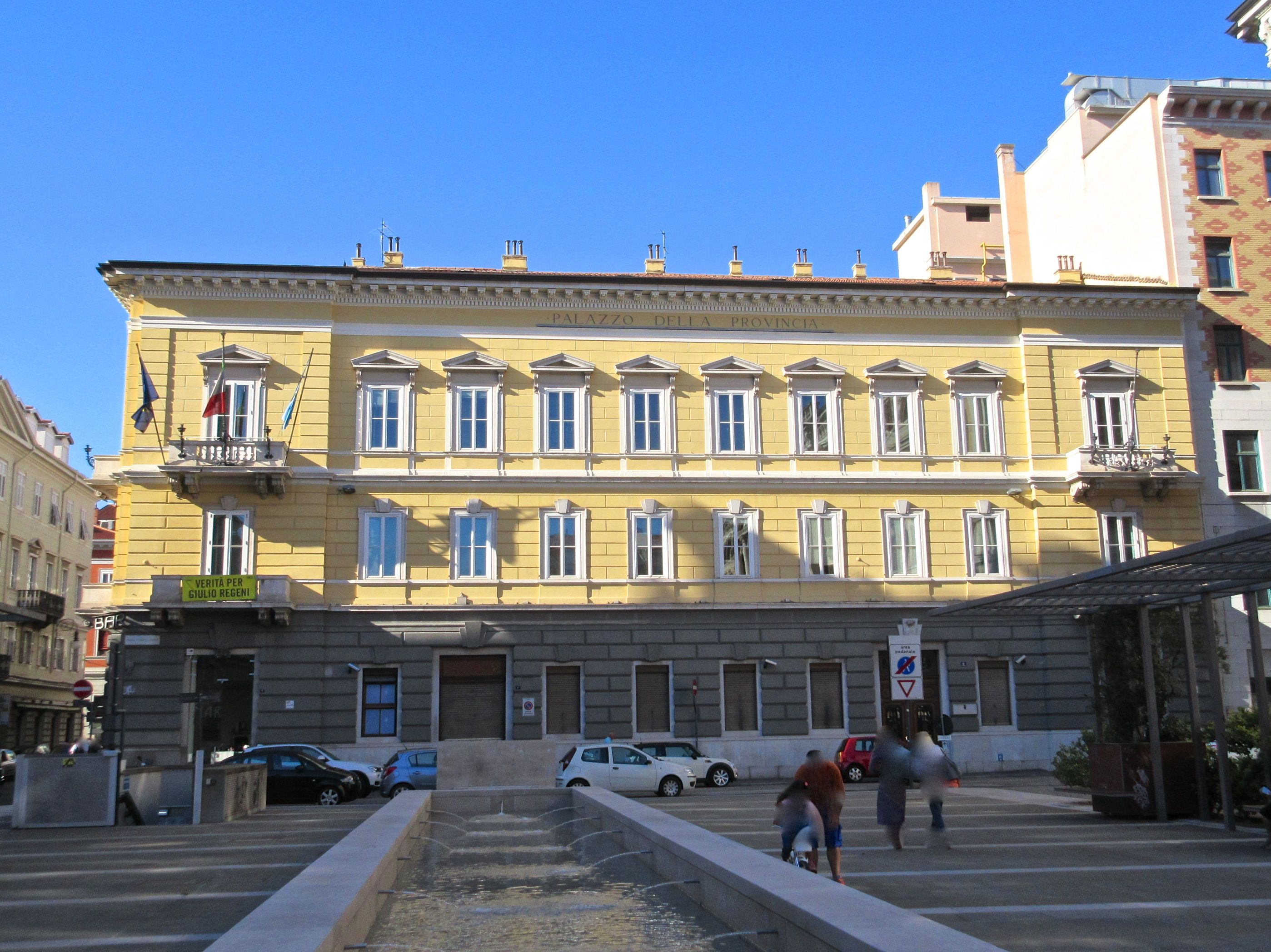
Palazzo Galatti

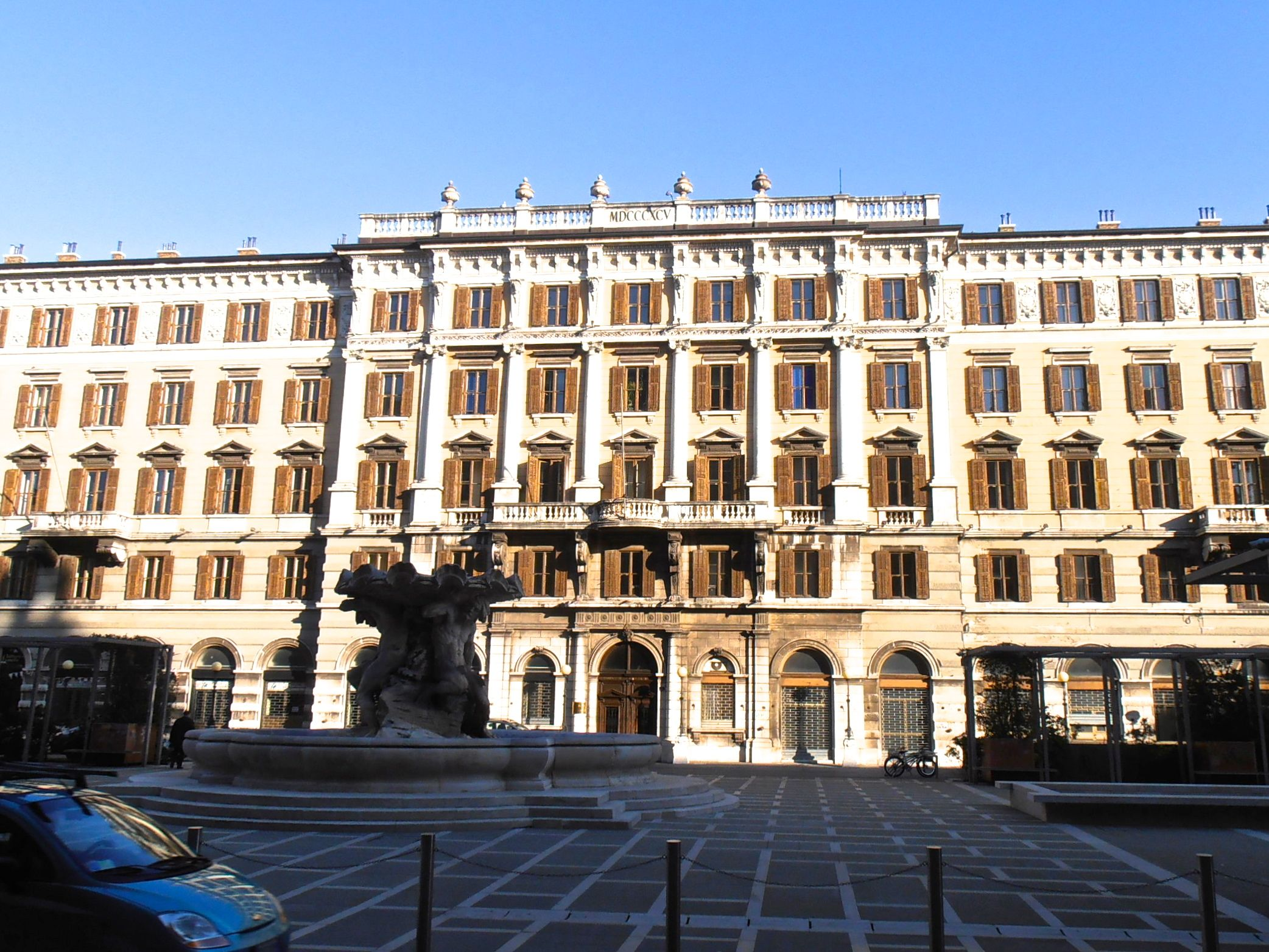
Palazzo delle Ferrovie dello Stato

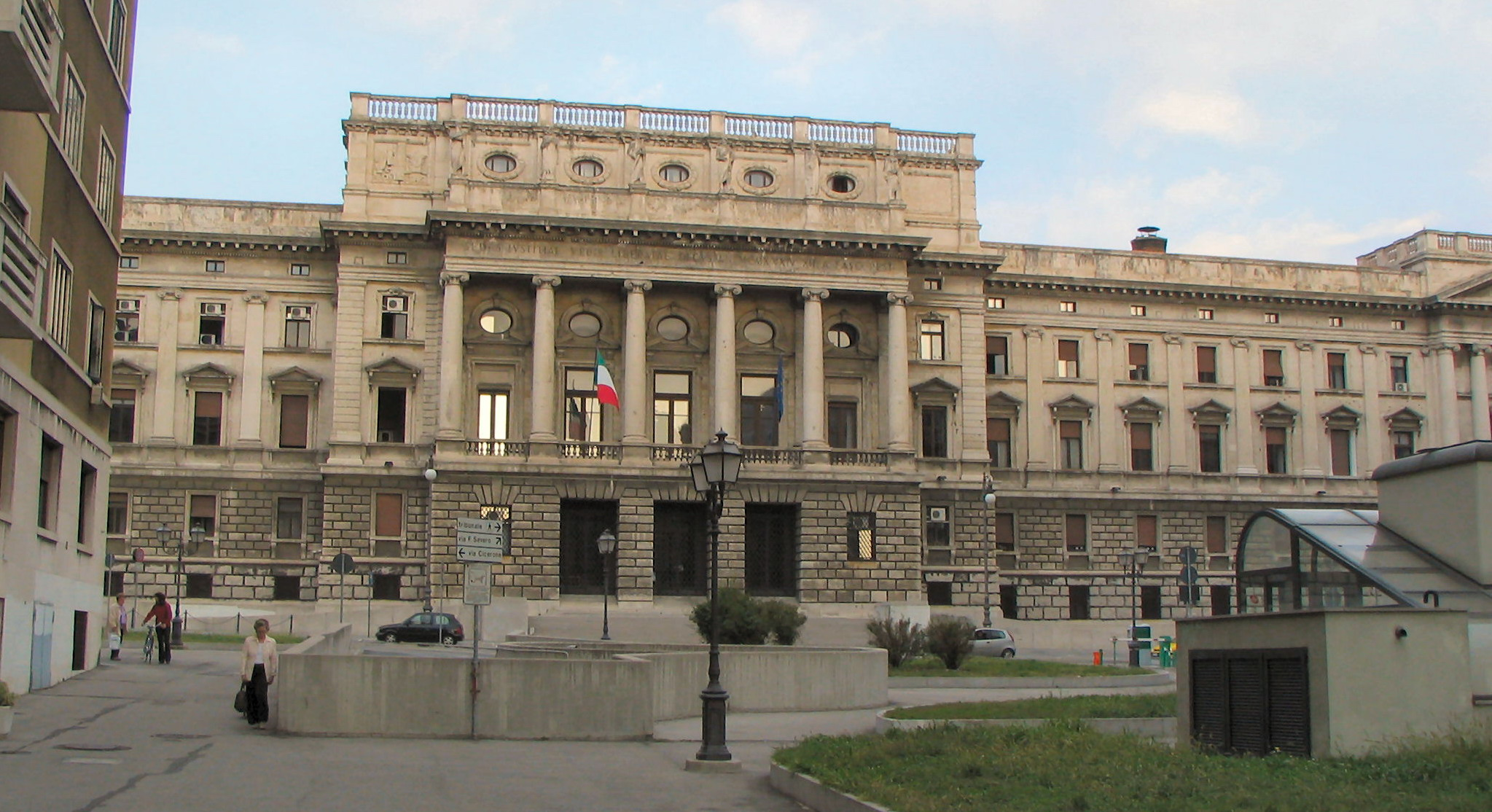
Palazzo di Giustizia

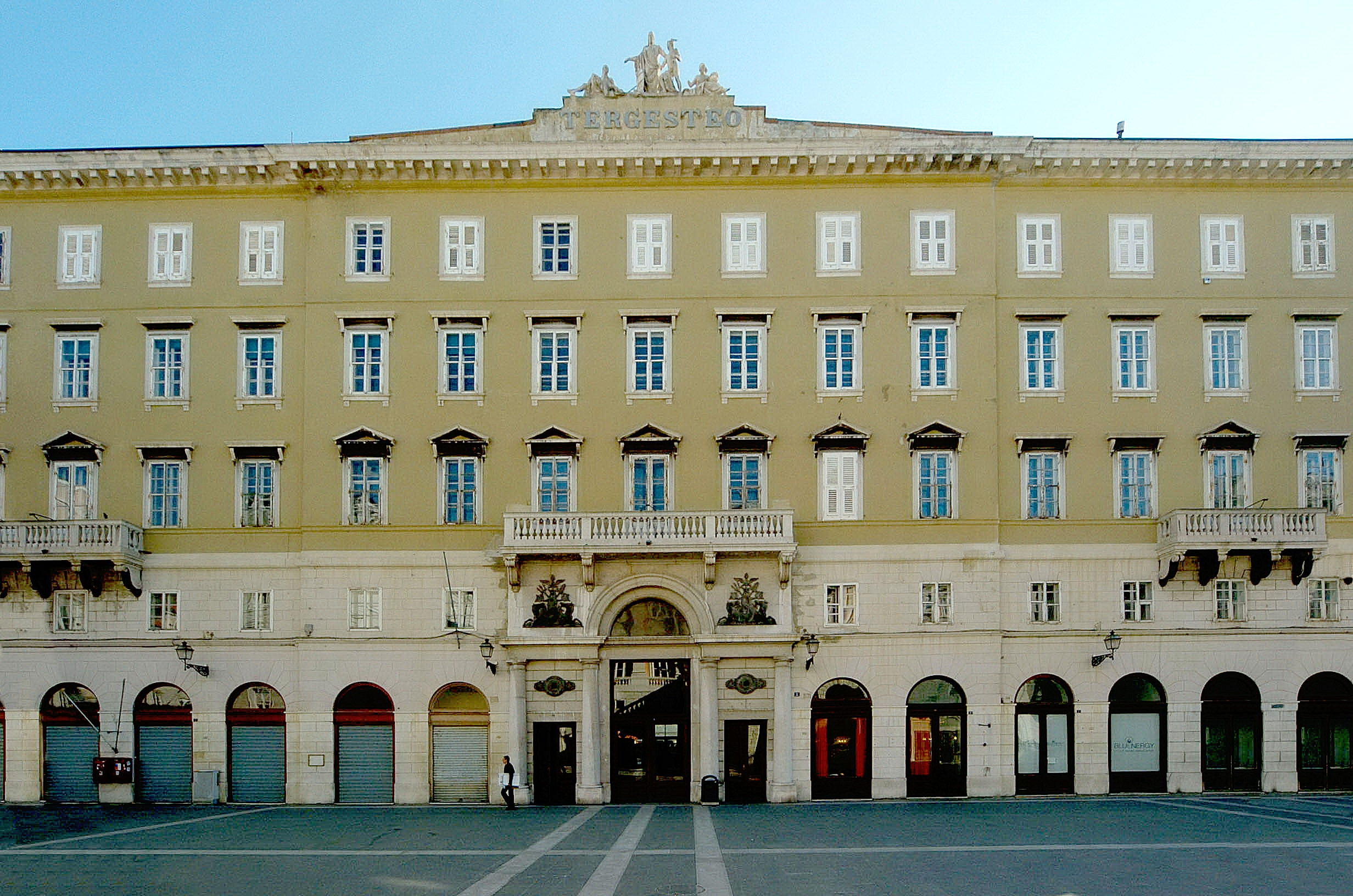
Palazzo del Tergesteo

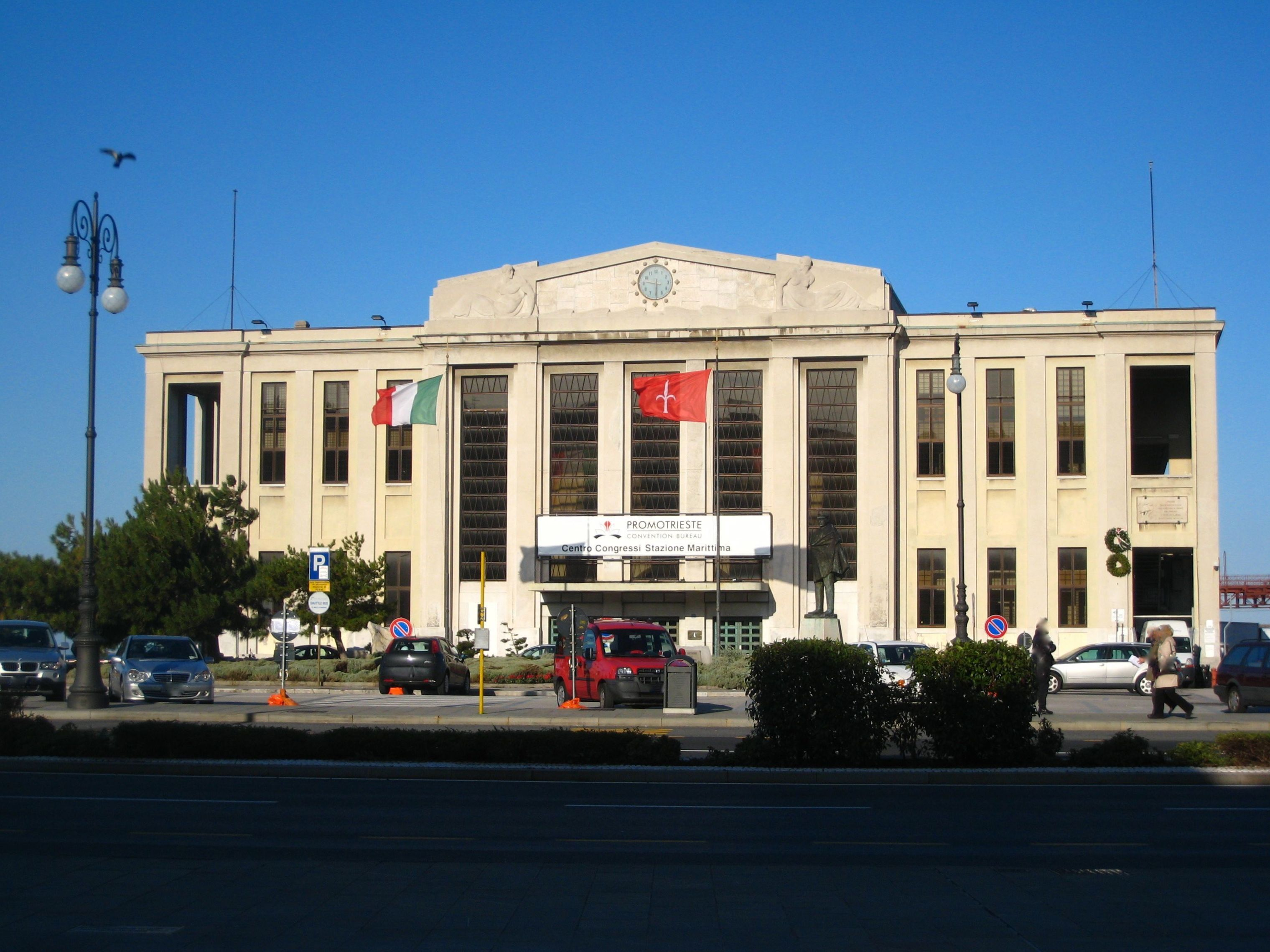
Stazione marittima di Trieste

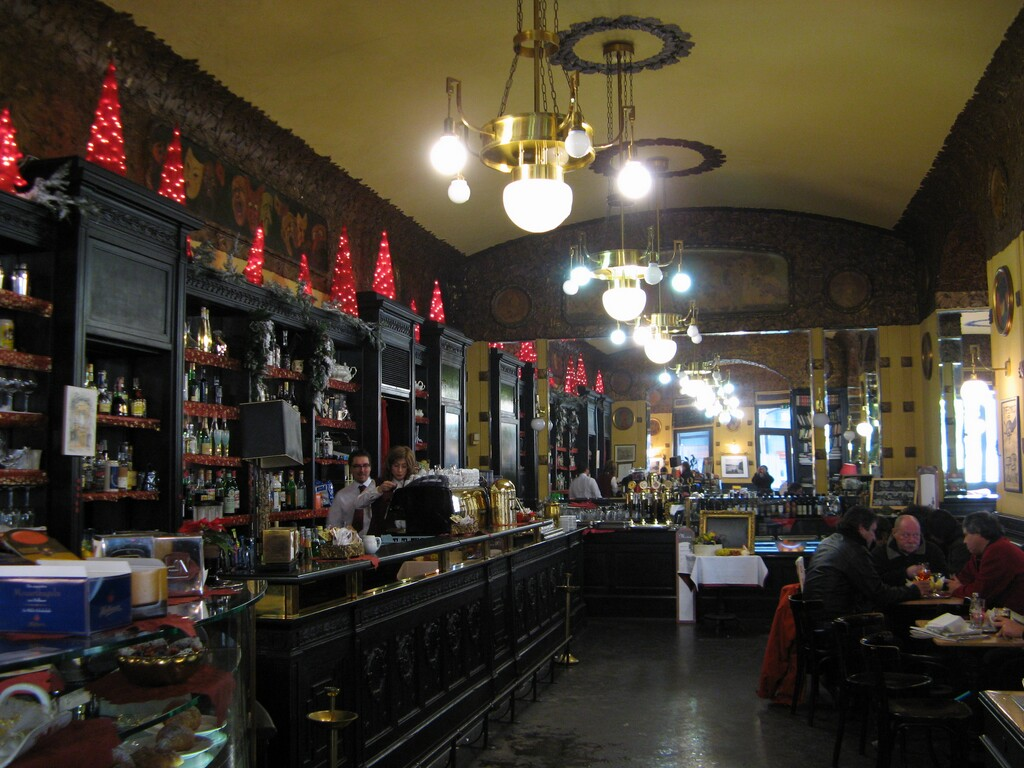
L'interno del Caffè San Marco

Palazzo della Luogotenenza austriacaIl palazzo della Luogotenenza austriaca, o palazzo della Prefettura di Trieste, è uno dei palazzi più importanti risalenti al dominio asburgico presenti a Trieste. L'entrata principale e monumentale è in piazza dell'Unità d'Italia, ma il palazzo si affaccia anche su piazza Verdi e via San Carlo. Già sede della Luogotenenza austriaca, oggi ospita la sede della Prefettura di Trieste. Il palazzo sorge sul sito del vecchio Palazzo Governiale, costruito nel 1764 per ordine di Maria Teresa d'Austria secondo il disegno di Giovanni Fusconi, dove un tempo si trovavano gli uffici dell'Arsenale imperiale di Trieste. In origine la struttura era costituita da due soli piani, a cui ne venne aggiunto un terzo nel 1825. Demolito nel 1899, l'antico palazzo lasciò il posto alla nuova costruzione realizzata tra il 1901 ed il 1905 su progetto di Emil Artmann.
Palazzo del MunicipioSubito dopo la decisione di interrare il vecchio mandracchio, specchio d'acqua riservato all'ormeggio di piccole imbarcazioni presente anche nel porto di Trieste (i relativi lavori avvennero poi tra il 1858 e il 1863), la piazza fu oggetto di una riprogettazione totale. Prevalse infatti l'idea di uno spazio completamente aperto sul mare, attorniato da edifici e con il municipio posto come base frontale, con il conseguente abbattimento delle mura e degli edifici che allora chiudevano la piazza dal lato mare. Sul luogo designato per far sorgere il moderno Palazzo del Municipio sorgevano diverse casette, una loggia ed alcuni edifici. Nel 1875 l'architetto triestino Giuseppe Bruni vinse la gara per la progettazione del nuovo palazzo. Il nuovo edificio era formato da un corpo unico monumentale sovrastato, nella parte centrale, da una torre. Il Palazzo del Municipio è sovrastato dalla torre campanaria sulla quale sono installati due mori, chiamati amichevolmente dai triestini Micheze e Jacheze (dallo sloveno Mihec e Jakec), anche questi progettati da Bruni, che dal 1876 scandiscono il trascorrere del tempo ogni quarto d'ora, nonché la campana civica con l'alabarda cittadina.
Palazzo ModelloL'edificio, si trova tra il Palazzo del Municipio e Palazzo Stratti, fu costruito sempre dall'architetto Giuseppe Bruni tra il 1871 e il 1873, prendendo il posto delle vecchie chiese di San Pietro e San Rocco che si trovavano nello stesso luogo. Il palazzo fu progettato su indicazioni del comune di Trieste venendo soprannominato "Palazzo Modello" perché doveva servire come esempio architettonico per la ristrutturazione che stava avvenendo nell'allora piazza Grande. All'inizio Palazzo Modello fu adibito ad albergo, poi denominato Hotel Delorme, che smise di operare verso il 1912. In luogo dell'attività alberghiera trovarono spazio parte degli uffici del comune. Nel 2007, in seguito alla devastazione che fu causata da un incendio, il comune di Trieste lo ha venduto all'allora azienda municipalizzata AcegasApsAmga con l'obiettivo di realizzare la sua nuova sede direzionale. Nell'ultimo piano dell'edificio si notano dei telamoni, ovvero statue maschili intente a reggersi la tunica.
Palazzo del Lloyd TriestinoIl palazzo del Lloyd Triestino di Trieste è un'importante costruzione della città. L'entrata principale è in piazza dell'Unità d'Italia, ma il palazzo si affaccia anche in via dell'Orologio, lungo riva del Mandracchio e in via del Mercato Vecchio. Già sede della compagnia di navigazione Lloyd Triestino di Navigazione, poi Lloyd Triestino, è stato ristrutturato più volte, e ora ospita gli uffici della presidenza e della giunta della regione autonoma Friuli-Venezia Giulia. Il Lloyd Triestino, costituito nel 1833, ebbe la prima sede in piazza Tommaseo, poi spostata in piazza della Borsa.
Palazzo delle PosteIl palazzo delle Poste di Trieste è un importante edificio storico della città giuliana. L'entrata principale è in piazza Vittorio Veneto. Al suo interno si trova la sede triestina delle Poste Italiane e del Museo Postale e Telegrafico della Mitteleuropa. Il palazzo delle Poste di Trieste fu costruito fra il 1890 e il 1894 ad opera dell'architetto Friedrich Setz.
Al nuovo palazzo venne destinata l'area occupata dalla Dogana (sorta sulle antiche saline che un tempo occupavano la zona su cui sorge attualmente il Borgo Teresiano). Il palazzo, disposto su un'area rettangolare di quasi 7 100 metri quadrati, venne concepito fin dall'inizio per ospitare sia gli uffici postali e telegrafici, che quelli della finanza, per cui l'interno è strutturato in due corpi distinti di 3 500 metri quadrati ciascuno. Attualmente il palazzo ospita sul lato di piazza Vittorio Veneto la filiale di Trieste delle Poste Italiane e al piano terra il Museo Postale e Telegrafico della Mitteleuropa.
Palazzo GalattiPalazzo Galatti, comunemente chiamato palazzo della Provincia, è un palazzo Ottocentesco di Trieste, situato nel centro della città, in piazza Vittorio Veneto ma con accessi anche dalle vie Roma, Galatti e della Geppa. L'edificio è costituito da tre piani fuori terra.
Fino al 30 settembre 2017, data di soppressione dell'ente, è stato la sede legale e la più importante sede operativa della provincia di Trieste. In seguito all'attuazione della L.R. 26/2014 Riordino del sistema Regione – Autonomie Locali nel Friuli-Venezia Giulia. Ordinamento delle Unioni territoriali intercomunali e riallocazione di funzioni amministrative, l'immobile è passato alla regione autonoma Friuli Venezia-Giulia per la quale ospita gli uffici della Presidenza, dei Servizi e Politiche Sociali e dell'Edilizia Scolastica Superiore dell'EDR di Trieste.
Palazzo delle Ferrovie dello StatoIl Palazzo delle Ferrovie dello Stato è un palazzo ottocentesco di Trieste, situato nel centro della città, in piazza Vittorio Veneto ma con accessi anche dalle vie Milano, Galatti e Filzi. L'edificio è costituito da cinque piani fuori terra. Attualmente, in seguito all'attuazione di un piano di spostamento degli uffici delle Ferrovie in altre strutture, il palazzo è vuoto ed è stato messo in vendita. L'edificio della Direzione compartimentale delle Ferrovie dello Stato venne realizzato tra il 1894 ed il 1895 su progetto dell'architetto Raimondo Sagors. Lo stabile ospitava al pianterreno alcune attività commerciali tra cui il negozio di Ignazio de Brull, mentre nella parte posteriore del complesso edilizio, in epoca fascista, si trovava il Teatro del Dopolavoro Ferroviario, diventato Cinema Vittorio Veneto, inaugurato nel 1949.
Palazzo EconomoIl Palazzo Economo, ampio edificio in stile ecclettico, fu edificato a fine ottocento con la duplice funzione di residenza di pregio e magazzino mercantile su commissione dell'imprenditore e commerciante di origine greca Giovanni Economo. Acquistato dal Ministero della cultura negli anni 70 del secolo scorso, è oggi sede degli uffici della Soprintendenza del Friuli-Venezia Giulia.
Palazzo della Banca di Pragail Palazzo della Banca di Praga, eretto tra il 1911 e il 1914, si distingue per il suo stile di stampo secessionista boemo con influenze razionaliste.
Palazzo di GiustiziaIl Palazzo di Giustizia è un edificio giudiziario di Trieste che si trova nei pressi del Foro Ulpiano. Nel febbraio 1895, durante l'epoca austroungarica, la Dieta Provinciale di Trieste e Magistrato Civico decisero l'edificazione di un unico complesso architettonico che contenesse tutti gli uffici giudiziari, le carceri e l'archivio dei Libri Tavolari, all'epoca dislocati in diverse zone della città, tra cui in via Santi Martiri (attuale via Duca d'Aosta), in via della Sanità (ora via Armando Diaz) e nel palazzo Bordeaux.
Il governo austriaco chiese l'aiuto economico del comune di Trieste il quale, dopo un iniziale rifiuto per mancanza di fondi, si accordò per vendere all'erario un terreno di 37 214 m3 al prezzo agevolato di 324 919 fiorino austro-ungarico, con contratto stipulato in data 25 luglio 1898.
Palazzo del TergesteoPalazzo del Tergesteo di Trieste è un importante edificio della città. L'entrata principale è in piazza della Borsa, ma il palazzo si affaccia anche in piazza Verdi. Già sede della borsa di Trieste, è stato ristrutturato più volte, l'ultima delle quali tra il 2009 e il 2011. Nel 1838 il terreno dove ora sorge Palazzo del Tergesteo venne venduto da Giuseppe Brambilla alla società Tergesteo, costituita con lo scopo di erigere un maestoso palazzo polifunzionale nel centro di Trieste. La compagine societaria è suddivisa in 1 500 azioni, tra i cui azionisti si ricordano il ministro austriaco Karl Ludwig von Bruck e il barone Pasquale Revoltella. Nel 1840 cominciano i lavori di edificazione, che terminano nel 1842.
Casa Terni-SmolarsOpera dell'architetto Romeo Depaoli, venne progetta nel 1906. È considerata come uno dei migliori esempi di liberty triestino.
Palazzo AedesPalazzo Aedes, comunemente chiamato grattacielo Rosso, è un palazzo novecentesco di Trieste, situato in piazza Luigi Amedeo Duca degli Abruzzi, ovvero nel punto d'incontro fra il canal Grande di Trieste e le rive. Fu costruito fra il 1926 e il 1928 a fianco di palazzo Gopcevich su progetto dell'architetto Arduino Berlam. L'edificio trae ispirazione dai nuovi grattacieli di New York in mattoni rossi, ed è noto come il primo vero grattacielo costruito a Trieste.
Palazzo CarciottiPalazzo Carciotti è un palazzo settecentesco di Trieste, situato nel centro della città, posto all'inizio del canal Grande di Trieste. Il palazzo fu realizzato sulla già citata area un tempo destinata a saline. Il committente fu il commerciante greco Demetrio Carciotti, stabilitosi a Trieste nel 1775. Arricchitosi con il commercio di panni dalla Boemia, alla fine del Settecento Demetrio Carciotti acquistò le cinque case che si trovavano sul lato destro dell'entrata del canale. Per la costruzione di questo palazzo, Demetrio Carciotti si affidò all'architetto Matteo Pertsch, che presentò il suo progetto nel 1798. Subito iniziarono i lavori di edificazione, ai quali sovrintendeva Giovanni Righetti, che si protrassero fino al 1805.
Stazione marittima di TriesteNel 1924 l'amministrazione dei Magazzini generali decide di costruire a Trieste una stazione marittima per passeggeri. Il governo fascista inserì questa costruzione tra le opere pubbliche di immediata esecuzione, vista la sua importanza. La stazione marittima di Trieste, che è stata progettata da Umberto Nordio e Giacomo Zammattio, è stata costruita fra il 1926 e il 1930. L'edificio, che si trova sul Molo dei Bersaglieri, è il risultato della trasformazione di un semplice magazzino del porto di Trieste, che durante la dominazione asburgica era principalmente destinato a deposito dei vini di importazione dall'Italia.
Palazzo GopcevichPalazzo Gopcevich ospita il Civico Museo Teatrale Carlo Schmidl. L'edificio, dal caratteristico intonaco bianco e rosso, si trova nel centro della città, nel Borgo Teresiano, sulla riva del canal Grande di Trieste e fu costruito nel 1850 su progetto dell'architetto Giovanni Andrea Berlam per conto dell'armatore serbo Spiridione Gopcevich, da cui il nome del palazzo. Il prospetto che si affaccia sul canale, dallo stile eclettico, composto da un disegno a greche rosso e gialle, è inoltre arricchito da statue, fregi e medaglioni che ricordano i protagonisti della battaglia della Piana dei Merli, combattuta il 15 giugno 1389, giorno di San Vito, dall'esercito dell'alleanza dei regni serbi contro l'esercito ottomano, nella Piana dei Merli, una pianura nell'odierno Kosovo. L'interno dell'edificio presenta ambienti di notevole ricercatezza, sia negli arredi che nei pavimenti intarsiati, oltre che nei soffitti decorati. L'ultimo radicale restauro di Palazzo Gopcevich risale al 1988.
Caffè San MarcoIl Caffè San Marco è un caffè storico situato in via Battisti 18. Fondato nel 1914, il locale è celebre per essere sempre stato uno dei principali ritrovi degli intellettuali della città. Il Caffè San Marco è ospitato un edificio innalzato nel 1912 dalle Assicurazioni Generali, che affittò il pianterreno a Marco Lovrinovich, originario di Parenzo, che inaugurò lo storico caffè il 3 gennaio 1914. Il locale diventò gradualmente il ritrovo principale di giovani studenti e degli intellettuali della città, ma non solo: il caffè, infatti, iniziò a ospitare giovani irredentisti italiani funzionando anche come laboratorio di produzione di passaporti falsi per permettere la fuga in Italia di patrioti antiaustriaci. Per tali motivi, in piena prima guerra mondiale, il 23 maggio 1915, un gruppo di soldati dell'esercito austroungarico irruppe all'interno del locale devastandolo e decretandone la chiusura permanente. Lovrinovich stesso fu cacciato brutalmente e trasferito nel carcere di Liebenau in Alta Austria, perché si era causato volontariamente il tracoma con una soluzione batterica allo scopo di non essere arruolato nell'imperiale e regio esercito austro-ungarico, appena mobilitato per il fronte italiano, vista la dichiarazione di guerra appena dichiarata dall'Italia, che fece così il suo ingresso nel conflitto mondiale.
Lanterna di TriesteIl faro della Lanterna di Trieste si trova in cima al Molo Fratelli Bandiera, all'estremità ovest della città, delimitando l'ingresso al porto vecchio. La costruzione del faro, che entrò in funzione l'11 febbraio 1833, fu voluta dal governatore della città Carlo Zinzendorf su progetto di Matteo Pertsch. Il gruppo ottico è sorretto da una colonna in pietra a base cilindrica che si erge da una Torre Massimiliana merlata con due ordini di troniere. Oltre alla funzione di faro, infatti, la costruzione doveva svolgere anche una funzione di difesa del porto. Le fondazioni del faro poggiano su quello che un tempo era lo Scoglio dello Zucco.
Faro della VittoriaIl faro della Vittoria è stato costruito tra il 15 gennaio 1923 e il 24 maggio 1927, ad opera dell'architetto italiano Arduino Berlam. Oltre che ad assolvere le funzioni di faro per la navigazione, illuminando il golfo di Trieste, il Faro della Vittoria svolge anche le funzioni di monumento commemorativo in onore dei caduti del mare durante la prima guerra mondiale, così come testimoniato dall'iscrizione posta alla sua base:
(Iscrizione presente sulla base del Faro della Vittoria dedicata ai caduti del mare durante la prima guerra mondiale)
In particolare, i numeri romani Mcmxv e Mcmxviii ricordano gli anni di inizio e termine della prima guerra mondiale per l'Italia, ovvero 1915 e 1918.
Villa NeckerVilla Necker è una dimora storica in stile neoclassico, situata in via dell'Università 2. Villa Necker sorge sull'area occupata in origine dai terreni di proprietà "dei Santi Martiri". Gran parte della critica attribuisce la realizzazione della villa all'architetto Giacomo Marchini, su progetto del francese Champion, giunto in città nel 1784 e al quale si deve anche il disegno di Villa Murat, oggi non più esistente. La struttura, inserita all'interno di un ampio parco, si presenta a tre piani fuori terra.
Villa EngelmannVilla Engelmann si trova in via di Chiadino 5 di fronte alla chiesa Beata Vergine delle Grazie. La villa e il parco adiacente furono progettati per volere di Francesco Ponti nel 1840 con i lavori di costruzione che durarono tre anni. Nel 1888 Villa Engelmann fu acquistata da Frida Engelmann, mentre nel 1938 passò in eredità a Guglielmo Engelmann. L'intera area fu ceduta alla città di Trieste da suo figlio Werner.
Villa SigmundtVilla Sigmundt si trova in Via Rossetti ai civici 44 e 46. Fu progettata da Giovanni Andrea Berlam nel 1861 su commissione di Edmund Sigmundt, ricco mercante triestino di spugne. Costruita nel rione di Chiadino, è rimasta immutata dalla sua inaugurazione.
Castelletto Geiringer
Il Castelletto o Villa Geiringer sorge in posizione dominante sul colle di Scorcola. Venne eretta quale residenza personale dell'architetto triestino Eugenio Geiringer nel 1896.

### Castelli e architetture militari

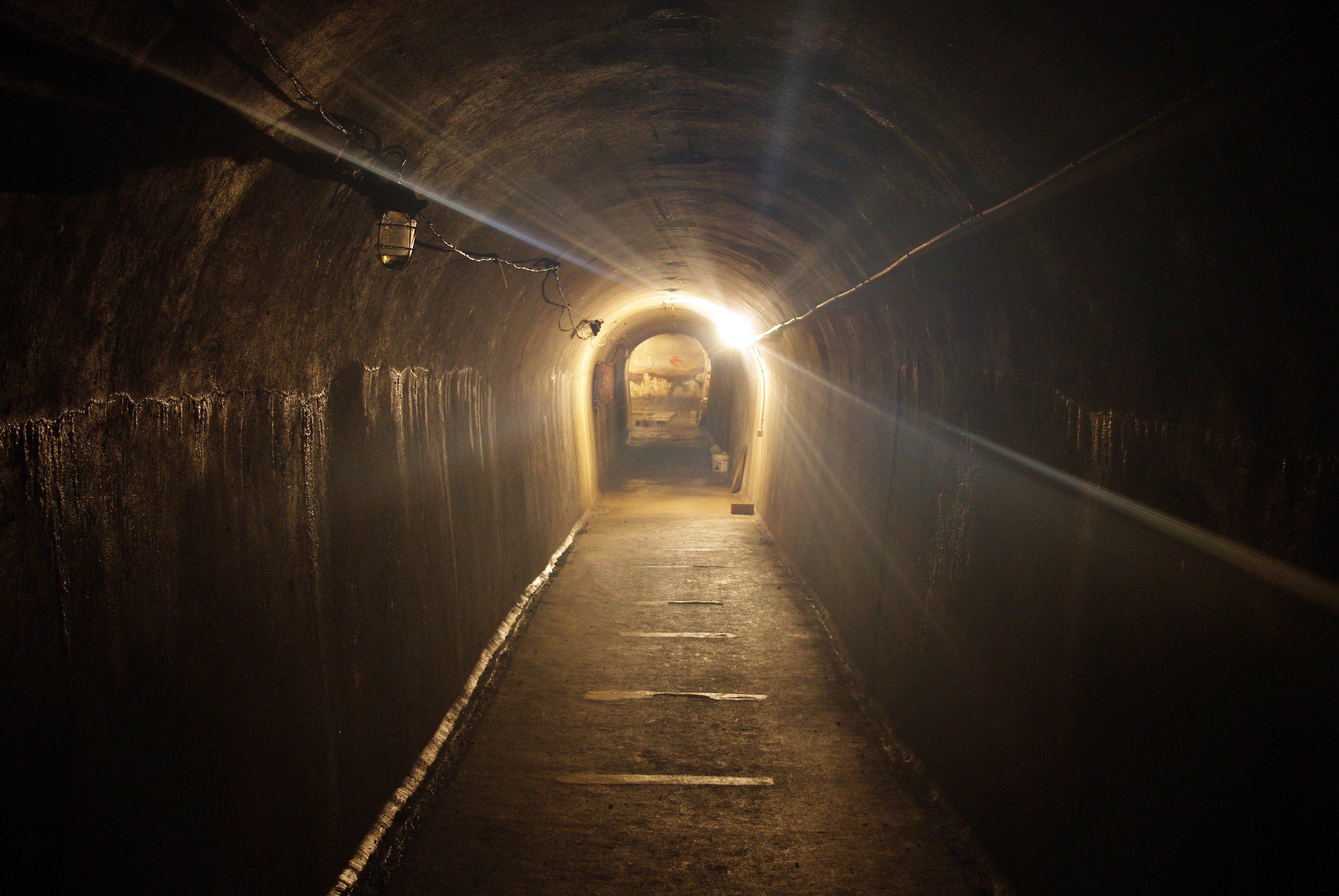
Una delle Gallerie antiaeree Kleine Berlin

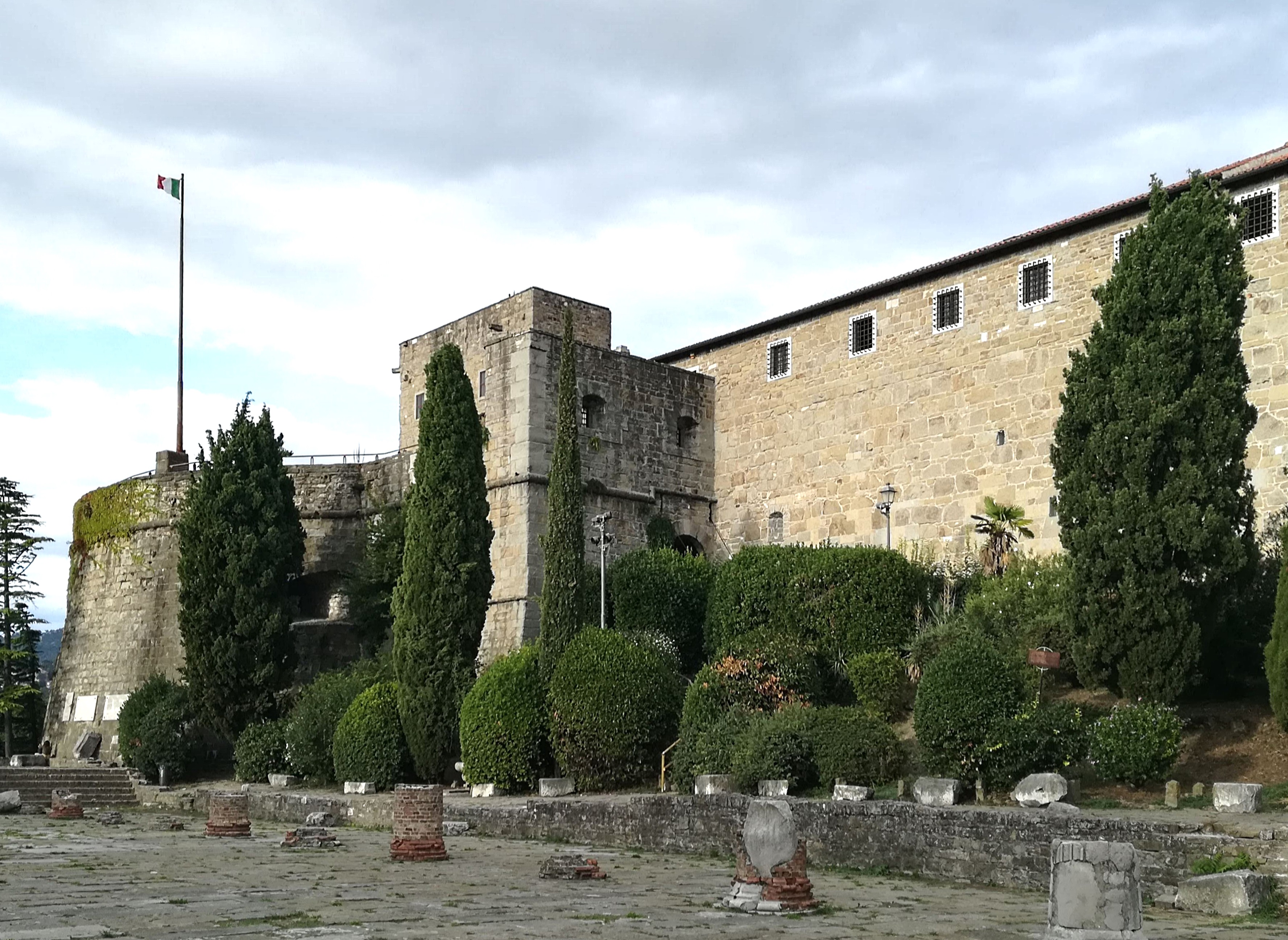
Castello di San Giusto
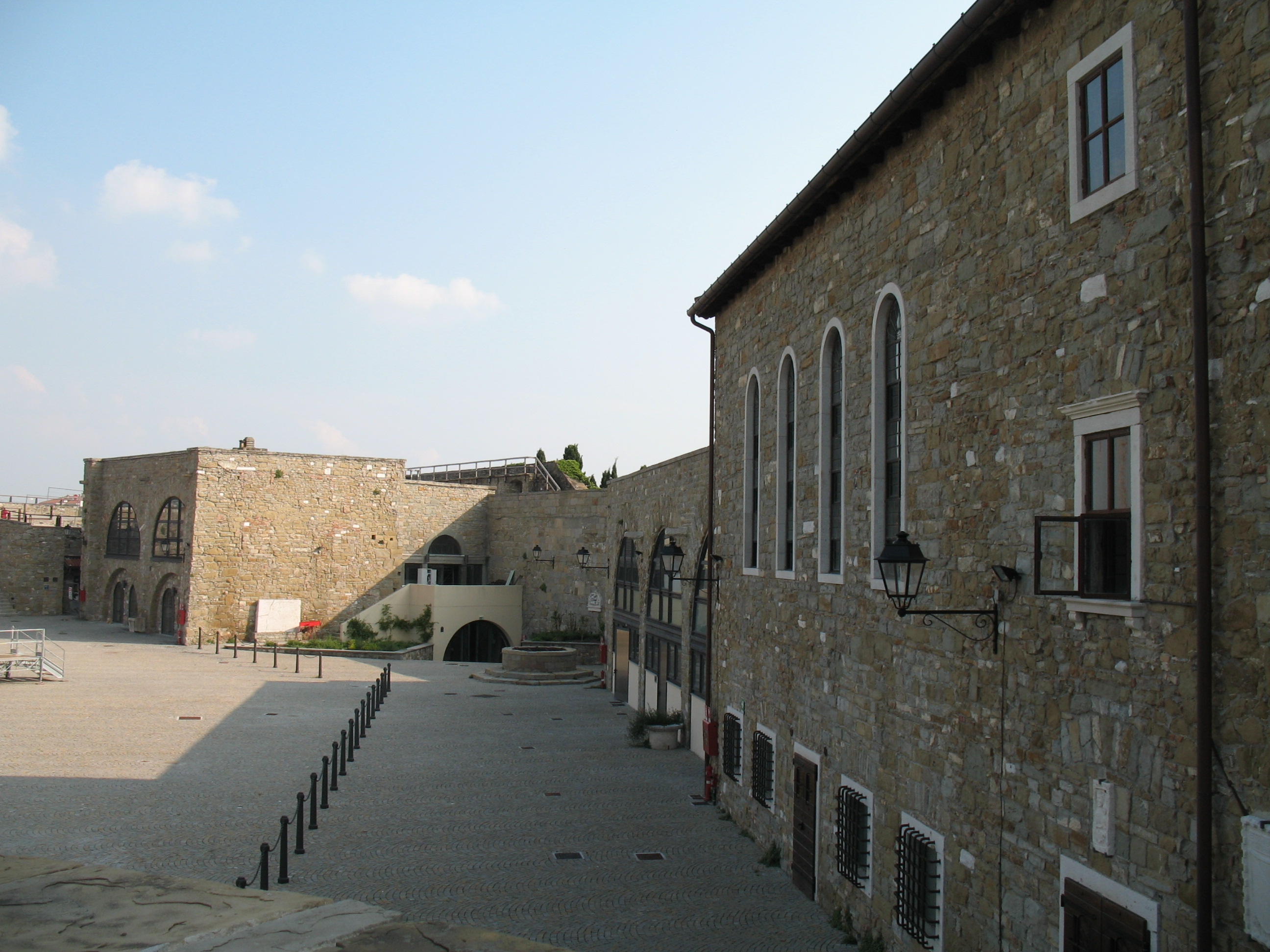
Castello di San Giusto
- cortile interno
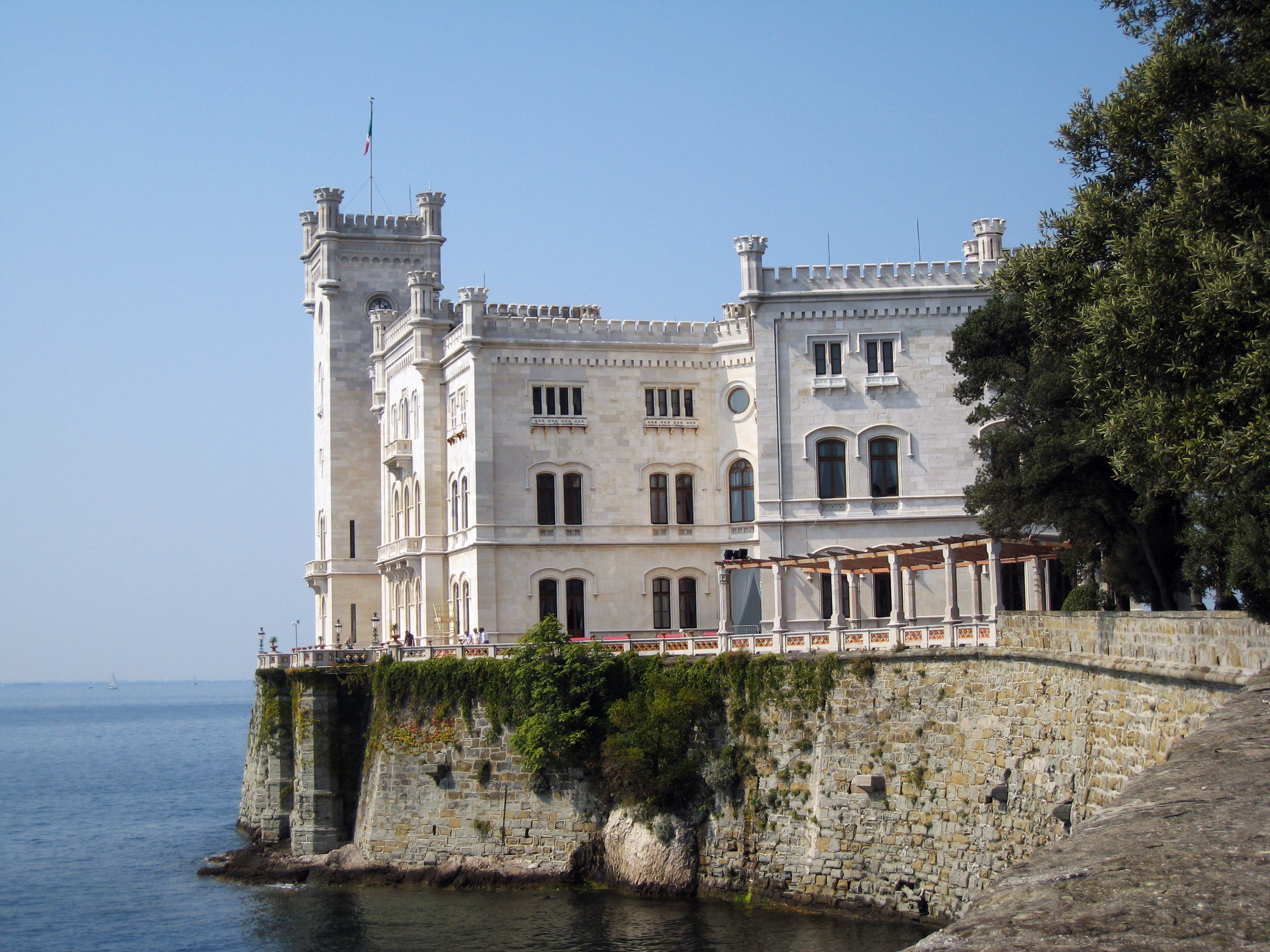
Castello di Miramare
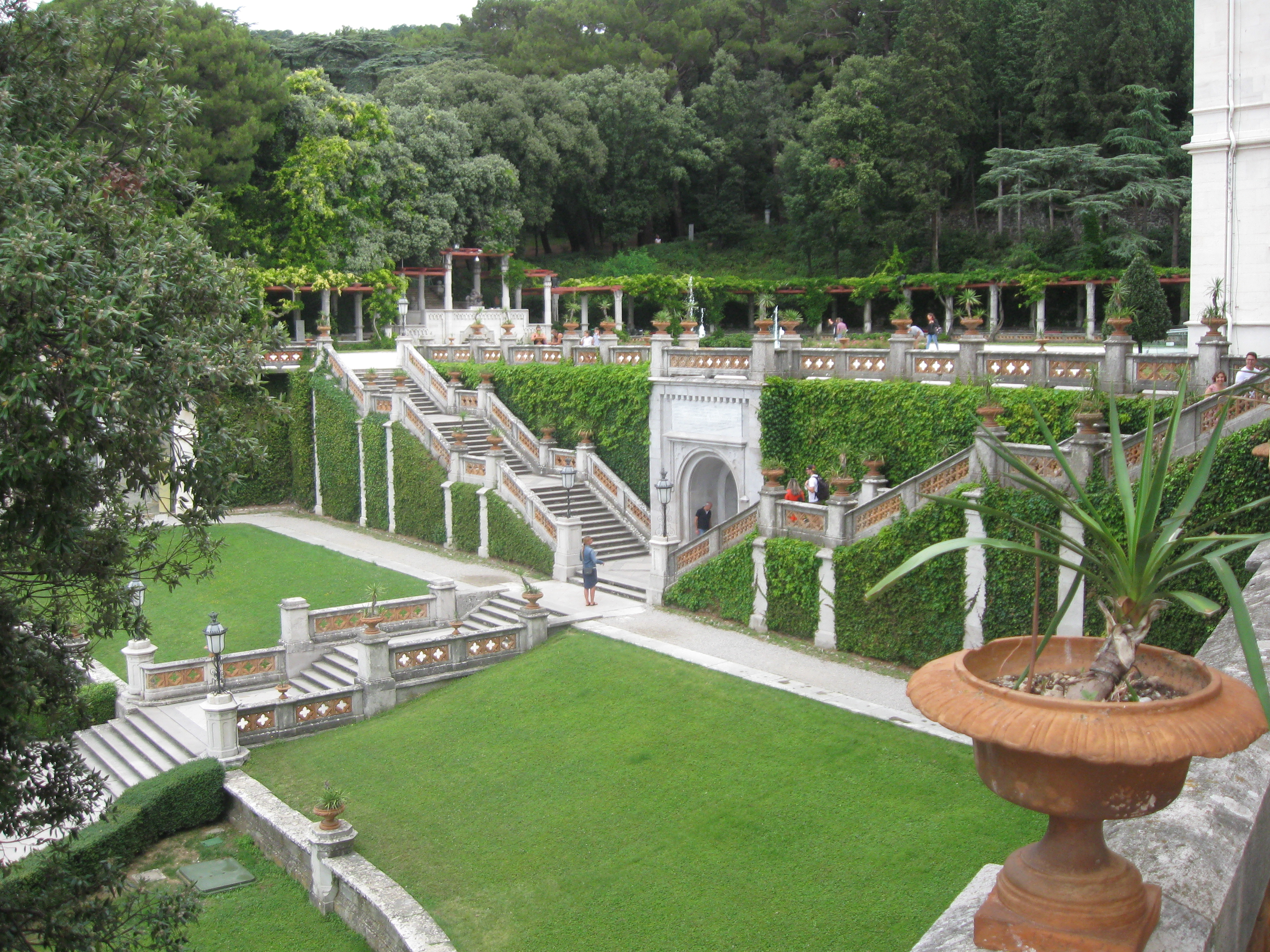
Castello di Miramare
- parco
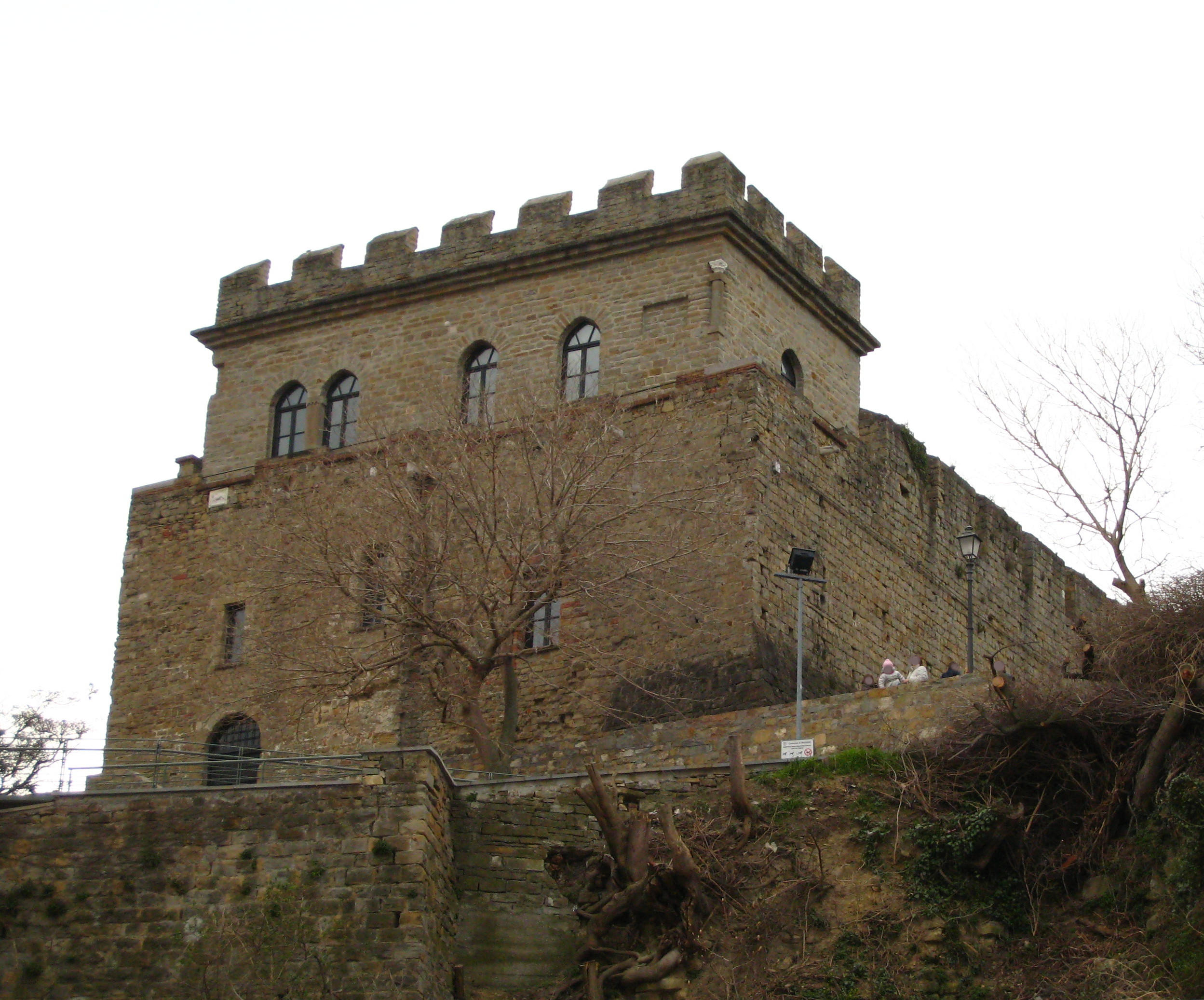
Castello di Muggia
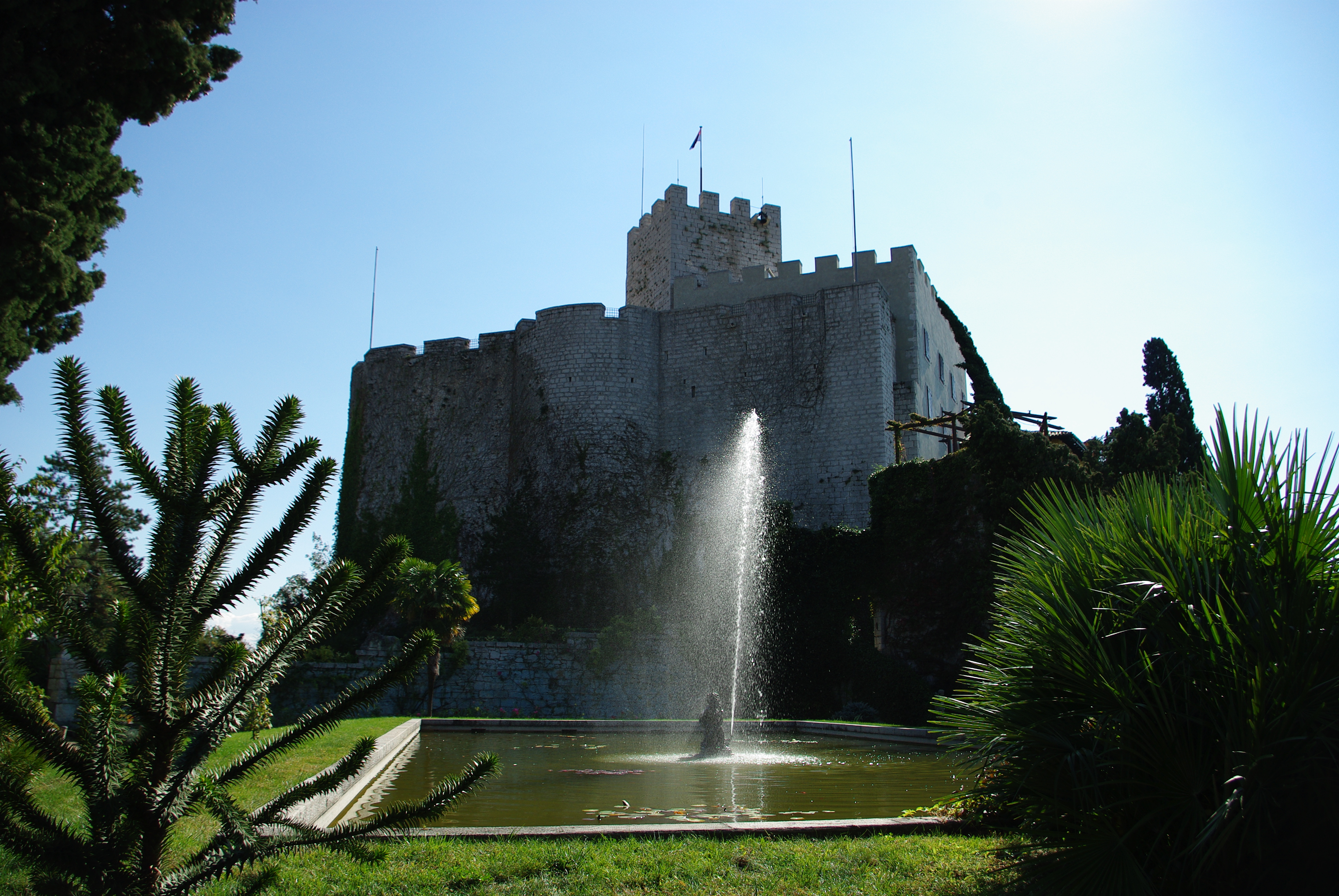
Castello di Duino

Castello di MiramareIl castello di Miramare fu eretto come residenza della corte Asburgica nell'attuale omonimo quartiere di Trieste per volere di Massimiliano d'Asburgo-Lorena, arciduca d'Austria e imperatore del Messico, per farne la propria dimora da condividere con la moglie Carlotta del Belgio. In tempi recenti il castello si è trasformato in Museo storico del castello di Miramare, che ha fatto registrare, nel 2016, 257 237 visitatori, mentre il parco del castello di Miramare ha fatto registrare 833 300 visitatori.
Castello di San GiustoIl castello di San Giusto è una fortezza-museo situata sul colle omonimo. Come dimora storica, è stato restaurato negli anni 2000 venendo adibito a museo civico dal Comune di Trieste, la cui struttura appartiene al demanio comunale dal 1930. Sul Bastione Lalio è stato inaugurato il 4 aprile 2001 il Lapidario Tergestino costituito da iscrizioni, sculture, bassorilievi e frammenti di architetture di epoca romana. È visitabile solo in parte: oltre al lapidario, sono infatti accessibili la Cappella, la Sala Caprin, l'ampio cortile interno – sede di manifestazioni nel periodo estivo - e gli spalti, da cui si gode un ampio panorama sulla città sottostante.
Castello di MuggiaIl castello, che si affaccia in posizione elevata sul porticciolo di Muggia, è di proprietà dello scultore Villi Bossi e di sua moglie Gabriella. Viene aperto al pubblico in particolari occasioni, in particolare per iniziative culturali e musicali. Il primo nucleo del castello fu una torre fatta erigere dal patriarca di Aquileia Marquardo di Randeck nel 1374 a Borgolauro, moderno quartiere centrale del confinante comune di Muggia, che si trova lungo il mare. La sua costruzione si protrasse sino al 1399.
Gallerie antiaereeKleine Berlin (piccola Berlino in tedesco. In realtà errato, perché in lingua tedesca Berlin non è femminile, visto che si dovrebbe dire Kleines Berlin) è il più esteso complesso di gallerie antiaeree sotterranee risalenti alla seconda guerra mondiale ancora esistente a Trieste. Data la sua conformazione collinare, Trieste è percorsa da numerose gallerie antiaeree, ma il complesso della Kleine Berlin è particolare per la sua ampiezza, la sua estensione, e per il fatto di essere visitabile dal pubblico.:Anche la galleria di Montebello fu un rifugio antiaereo, ma i due ingressi furono unificati per creare un rapido passaggio stradale tra i quartieri di Barriera Vecchia e la periferia meridionale della città.

### Architetture marittime

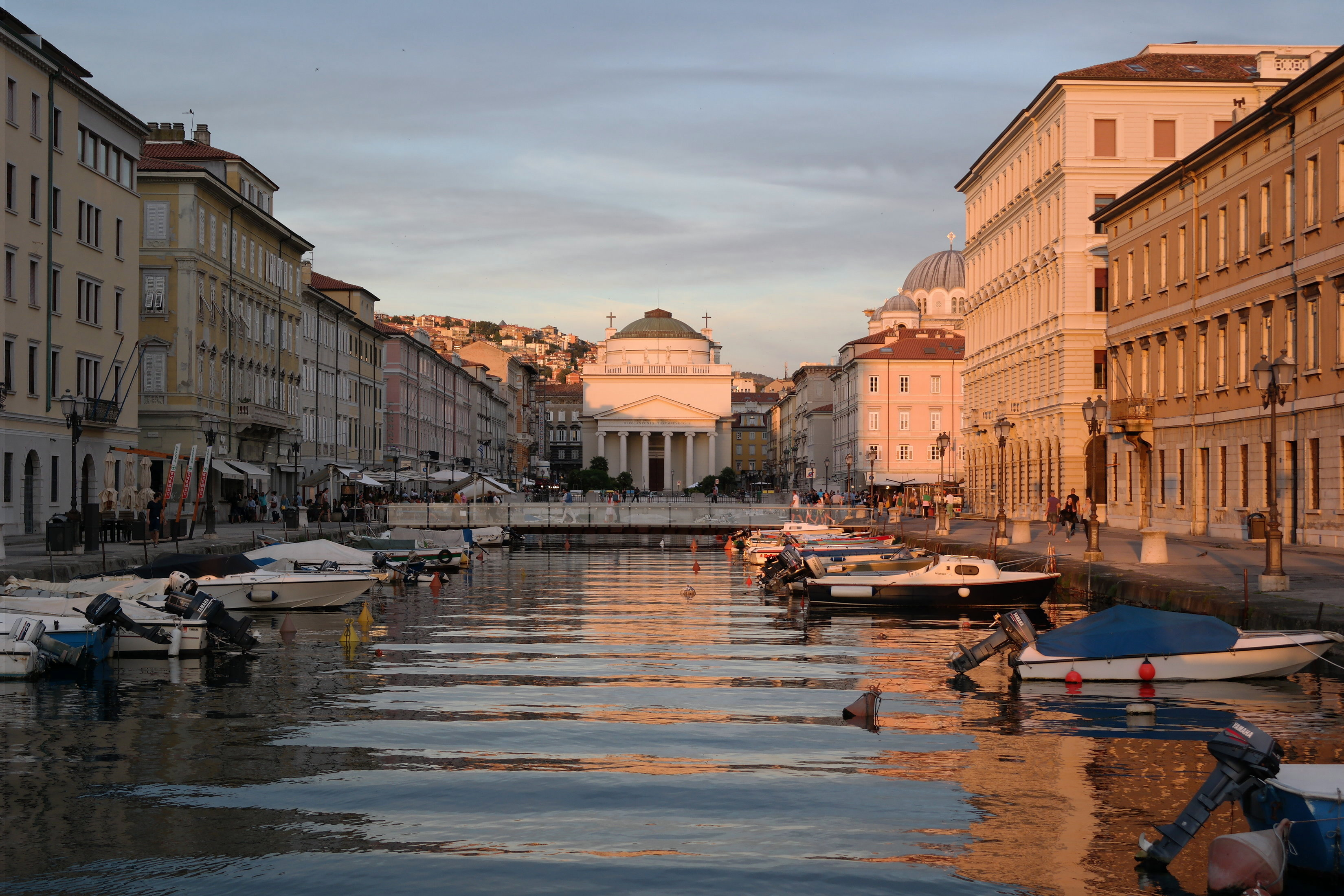
Canal Grande di Trieste

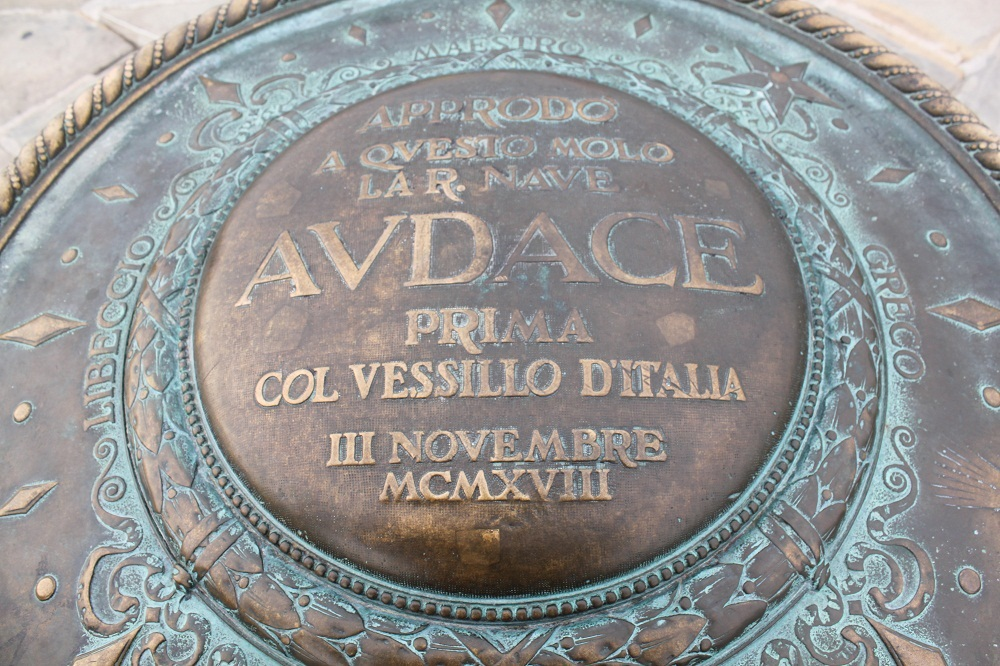
Targa commemorativa che ricorda lo sbarco delle truppe italiane a Trieste, che avvenne il 3 novembre 1918

Canal Grande di TriesteIl Canal Grande di Trieste è un canale navigabile che si trova nel cuore del Borgo Teresiano, in pieno centro storico, a metà strada tra la stazione di Trieste Centrale e piazza Unità d'Italia, con imboccatura dal bacino di San Giorgio del Porto Vecchio. Fu realizzato tra il 1754 e il 1756 dal veneziano Matteo Pirona, scavando ulteriormente il collettore principale delle saline, quando queste vennero interrate per permettere lo sviluppo urbanistico della città all'esterno delle mura. È stato costruito affinché le imbarcazioni potessero giungere direttamente fino al centro della città per scaricare e caricare le loro merci.
Molo AudaceIl Molo Audace si trova sulle rive di Trieste, in pieno centro della città, a pochi passi da piazza Unità d'Italia e dal Canal Grande di Trieste. Nel 1740 affondò nel porto di Trieste, vicino alla riva, la nave San Carlo. Invece di rimuovere il relitto, si decise di utilizzarlo come base per la costruzione di un nuovo molo, che venne costruito tra il 1743 ed il 1751 venendo intitolato a San Carlo. Il Molo Audace separa il bacino di San Giorgio dal bacino di San Giusto del Porto Vecchio. Il 3 novembre 1918, alla fine della prima guerra mondiale, la prima nave della Regia Marina italiana ad entrare nel porto di Trieste e ad attraccare al molo San Carlo fu il cacciatorpediniere Audace, la cui àncora è ora esposta alla base del Faro della Vittoria di Trieste. In ricordo di questo avvenimento, nel marzo del 1922, venne cambiato nome all'attracco da Molo San Carlo a Molo Audace. All'estremità del molo stesso, nel 1925, venne eretta una rosa dei venti in bronzo, con al centro un'epigrafe che ricorda lo storico approdo della nave Audace, e sul fianco la dicitura
(Iscrizione presente sul Molo Audace)
Il numero romano III novembre Mcmxxv (3 novembre 1925) ricorda la data della cerimonia che commemorò, sette anni dopo, l'attracco del cacciatorpediniere Audace, e con esso il seguente sbarco dei marinai italiani nella Trieste appena liberata dalle truppe austroungariche.

### Architetture ferroviarie

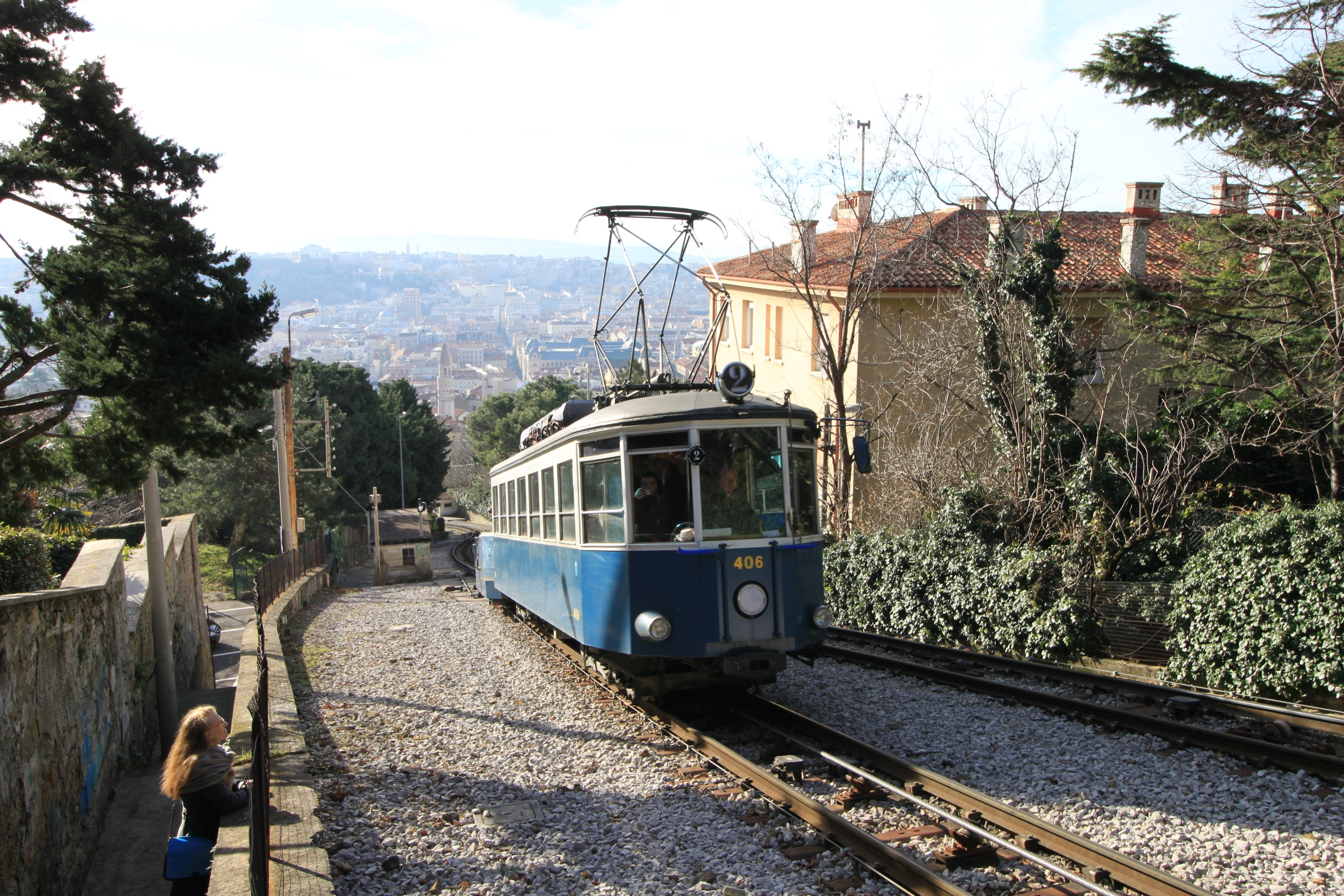
Trenovia di Opicina

Tranvia di OpicinaLa Tranvia di Opicina (tram de Opcina in dialetto triestino, Openski tramvaj in sloveno), nota anche come Trenovia di Opicina, una delle attrazioni turistiche della città di Trieste, è una linea tranviaria interurbana panoramica gestita dalla Trieste Trasporti. Sua caratteristica unica in Europa è quella di possedere un tratto di circa 800 m in forte pendenza (fino al 26%) lungo il quale le vetture vengono spinte (in salita) o trattenute (in discesa) da carri-scudo vincolati ad un impianto funicolare. Il servizio, classificato come linea 2, presenta un percorso urbano nel centro di Trieste (a livello del mare) e una tratta interurbana di collegamento con la frazione di Villa Opicina sull'altopiano del Carso, a 329 m s.l.m.. In funzione dal 9 settembre 1902, è lunga poco più di 5 km.

### Vie e piazze

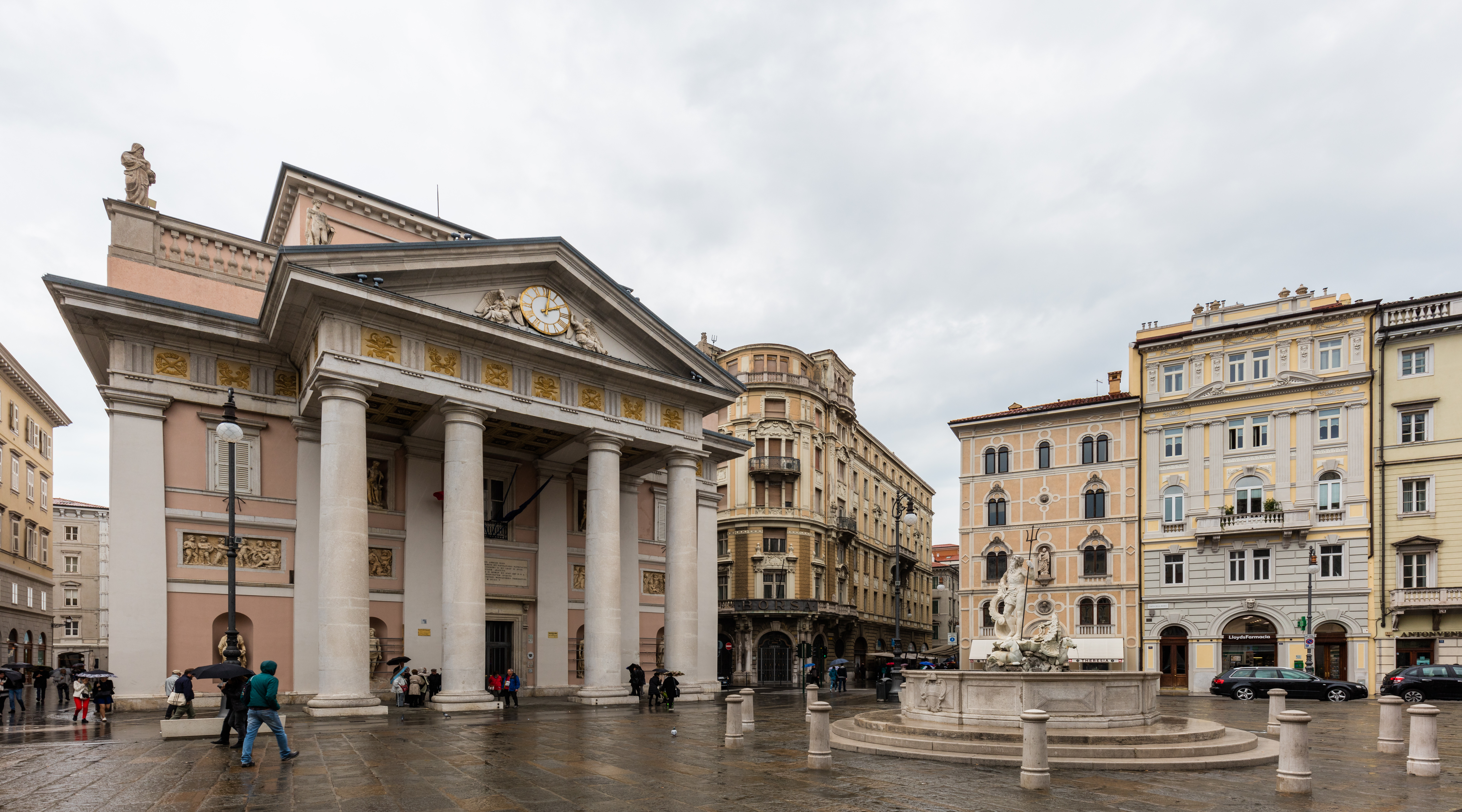
Piazza della Borsa

Piazza Unità d'ItaliaPiazza Unità d'Italia è la piazza principale di Trieste. Si trova ai piedi del colle di San Giusto, tra il Borgo Teresiano e il Borgo Giuseppino. Di pianta rettangolare, la piazza si apre da un lato sul Golfo di Trieste, mentre dall'altro è circondata da numerosi palazzi e da diversi edifici pubblici. Affacciate sulla piazza si trovano le sedi di diversi enti: il municipio di Trieste, il palazzo della Giunta regionale del Friuli-Venezia Giulia e la prefettura del capoluogo. La piazza ha un'area totale di 12 280 m². Anticamente era chiamata Piazza San Pietro, dal nome di una chiesetta ivi esistente, poi cambiò nome in Piazza Grande, mentre durante il periodo austriaco il nome fu mutato in Piazza Francesco Giuseppe, dal nome dell'imperatore Francesco Giuseppe d'Austria. Ha preso il nome attuale nel 1918, quando la città fu annessa all'Italia.

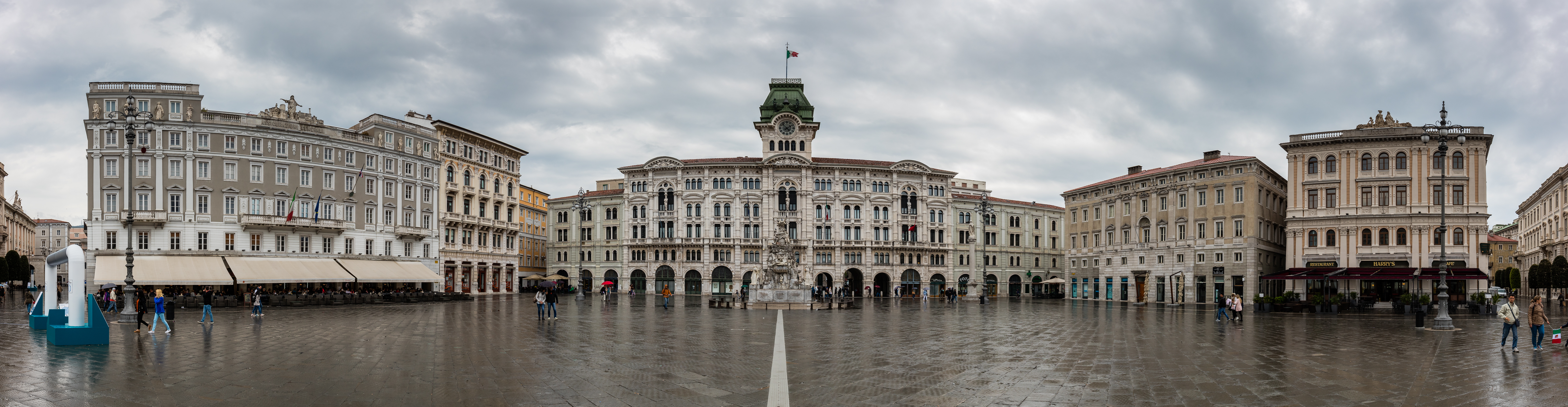
Piazza Unità d'Italia

Piazza della BorsaPiazza della Borsa è una delle piazze principali di Trieste. Conosciuta anche come il secondo salotto buono cittadino, la piazza è stata il centro economico della città per tutto il XIX secolo. È la piazza immediatamente adiacente a Piazza Unità d'Italia che prosegue, restringendosi, fino all'inizio di corso Italia, un'importante arteria cittadina. Il luogo dove sorge la piazza si trovava anticamente appena fuori dalle mura cittadine. Infatti, nel punto dove si trova il passaggio con Piazza Unità, era situata porta di Vienna. Le case che delimitano la piazza verso la periferia della città seguono invece la linea delle antiche mura verso la torre di Riborgo.

### Quartieri
Borgo TeresianoIl Borgo Teresiano è un quartiere di Trieste costruito attorno alla metà del XVIII secolo e voluto dall'allora imperatore d'Austria Carlo VI e – dopo la sua morte – da Maria Teresa d'Austria. Il quartiere fu progettato per dare un po' di respiro e sviluppo alla città che stava assistendo al fiorire del commercio portuale. Venne ricavato dall'interramento delle antiche saline di Trieste urbanizzando un'area al di fuori dalle mura. Con il suo asse viario a trama ortogonale, è uno dei primi esempi di piani regolatori cittadini moderni. Il Borgo Teresiano si sviluppa tra la via Carducci, corso Italia, la stazione di Trieste Centrale e le rive.
Borgo GiuseppinoIl Borgo Giuseppino è un quartiere di Trieste progettato e costruito a partire dalla fine del XVIII secolo. Il nome deriva dall'imperatore d'Austria Giuseppe II d'Austria, figlio dell'imperatrice Maria Teresa d'Austria, che continuò il periodo di riforme già avviato dalla madre. Il borgo si estende fuori dalle Mura dell'antica Porta Cavana raggiungendo il terreno del Lazzaretto di San Carlo. Dopo che la città si era espansa nel Borgo Teresiano, luogo occupato prima dalle antiche saline, aveva bisogno di nuovi e numerosi spazi, data la crescita vertiginosa a cui si stava assistendo. Il progetto per la costruzione del quartiere fu avviato a partire dal 1788 dall'architetto Domenico Corti. Nel Borgo Giuseppino si trova la piazza Venezia, un tempo nota come piazza Giuseppina. Un monumento raffigurante Massimiliano, opera di Johannes Schilling, si erge nel centro della piazza.

### Siti archeologici

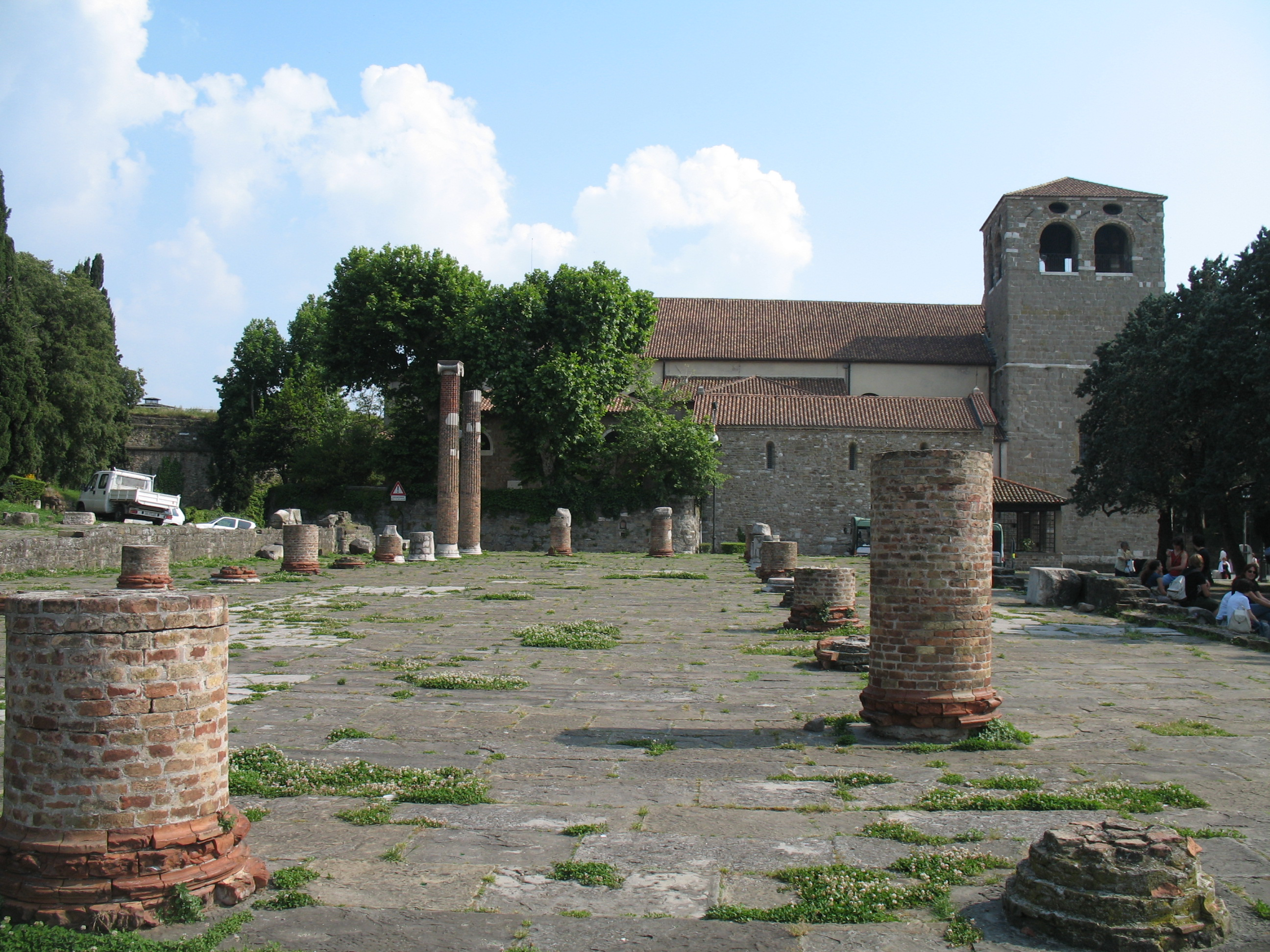
I resti del foro romano dell'antica Tergeste e la cattedrale di San Giusto sulla sommità dell'omonimo colle

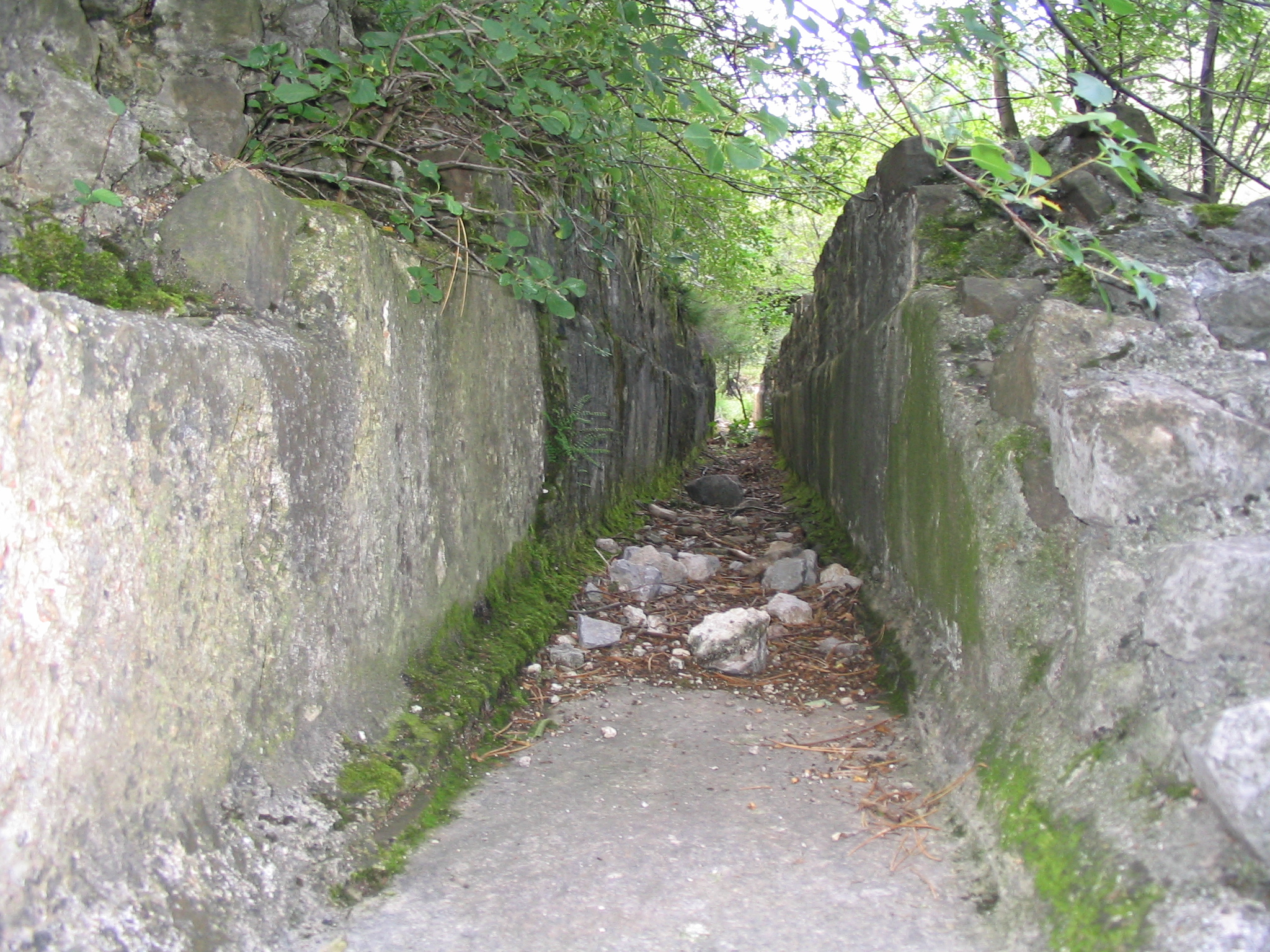
Resti dell'acquedotto romano della Val Rosandra

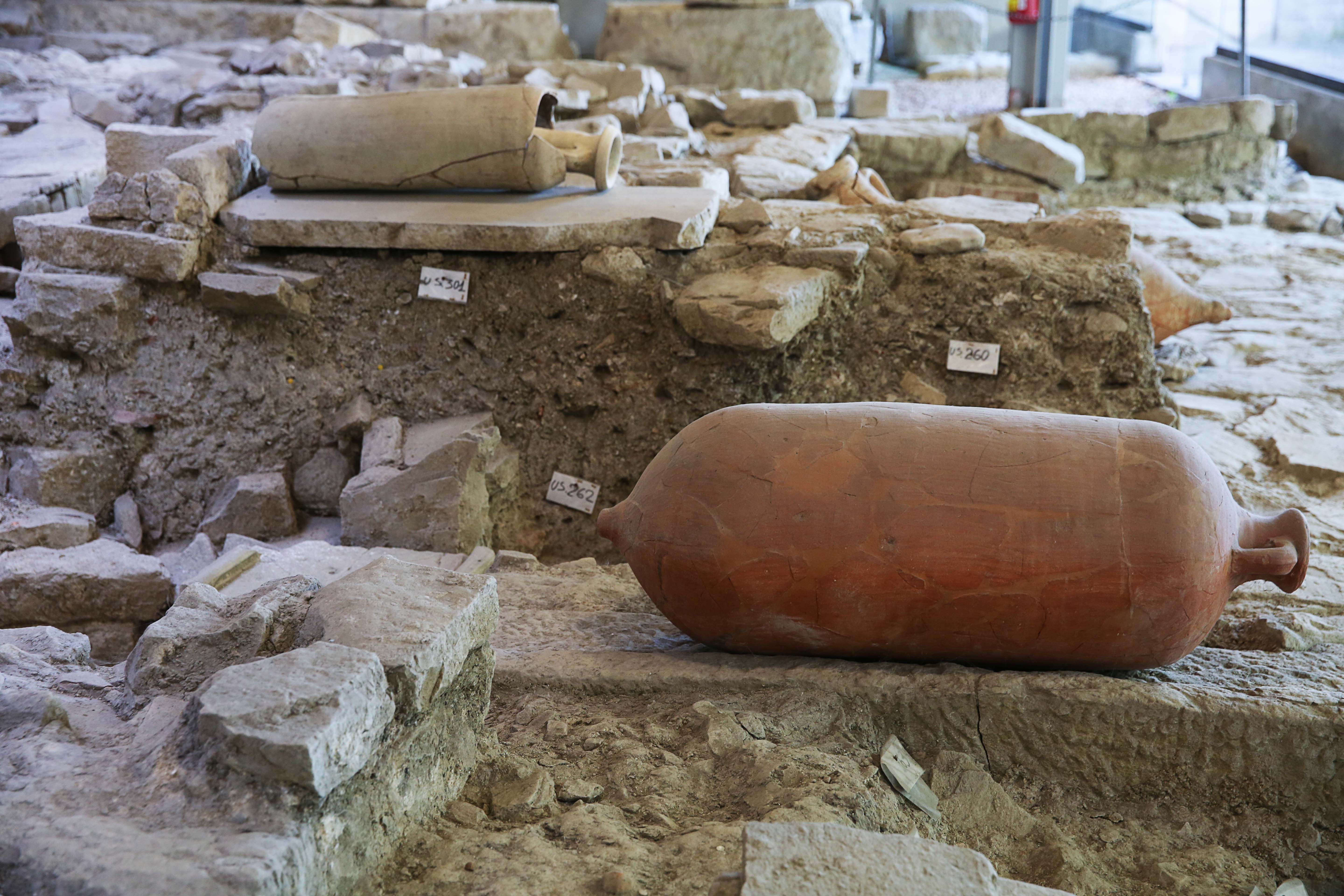
Scorcio dell'Antiquarium di via del Seminario

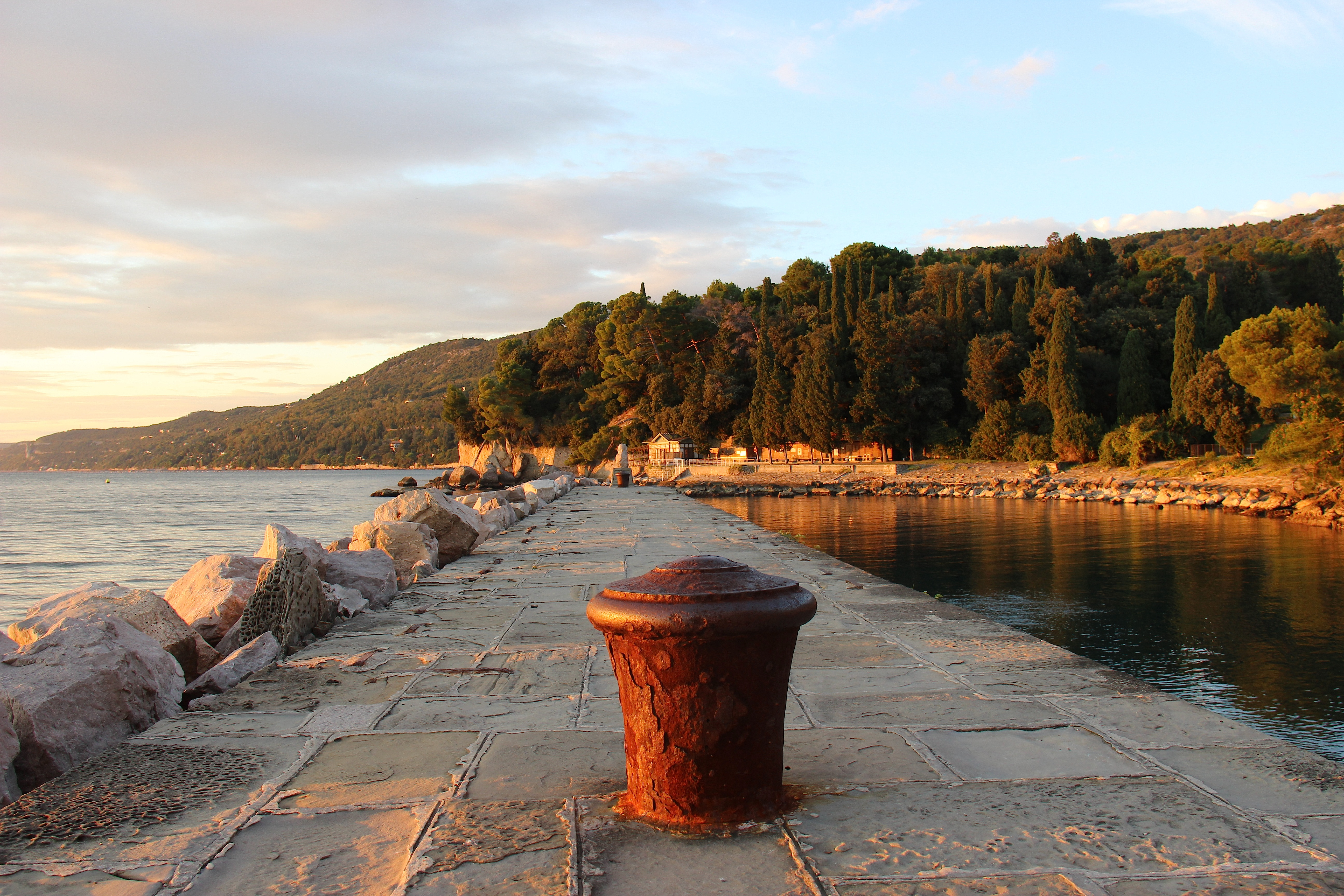
Scorcio della Riserva naturale marina di Miramare

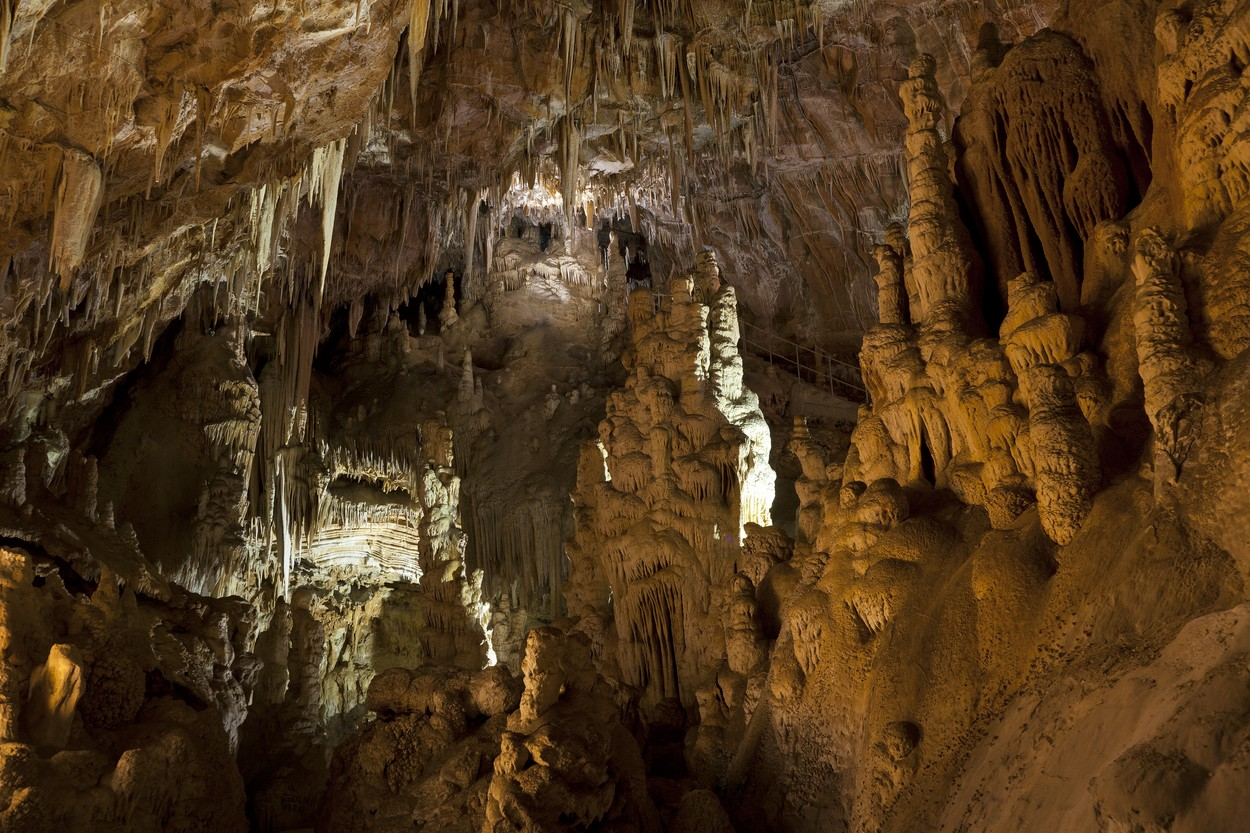
La Grotta Torri di Slivia

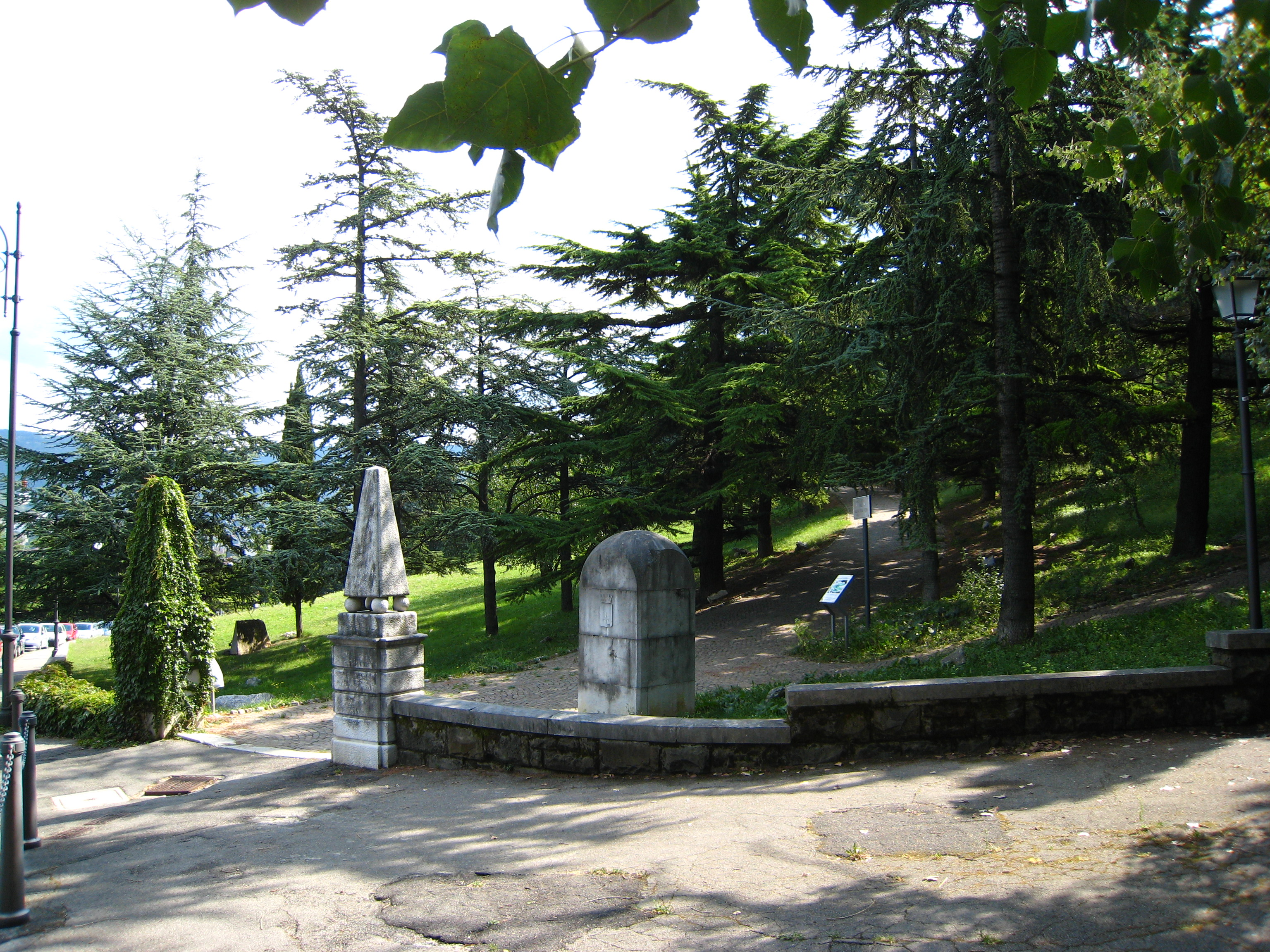
Il Parco della Rimembranza

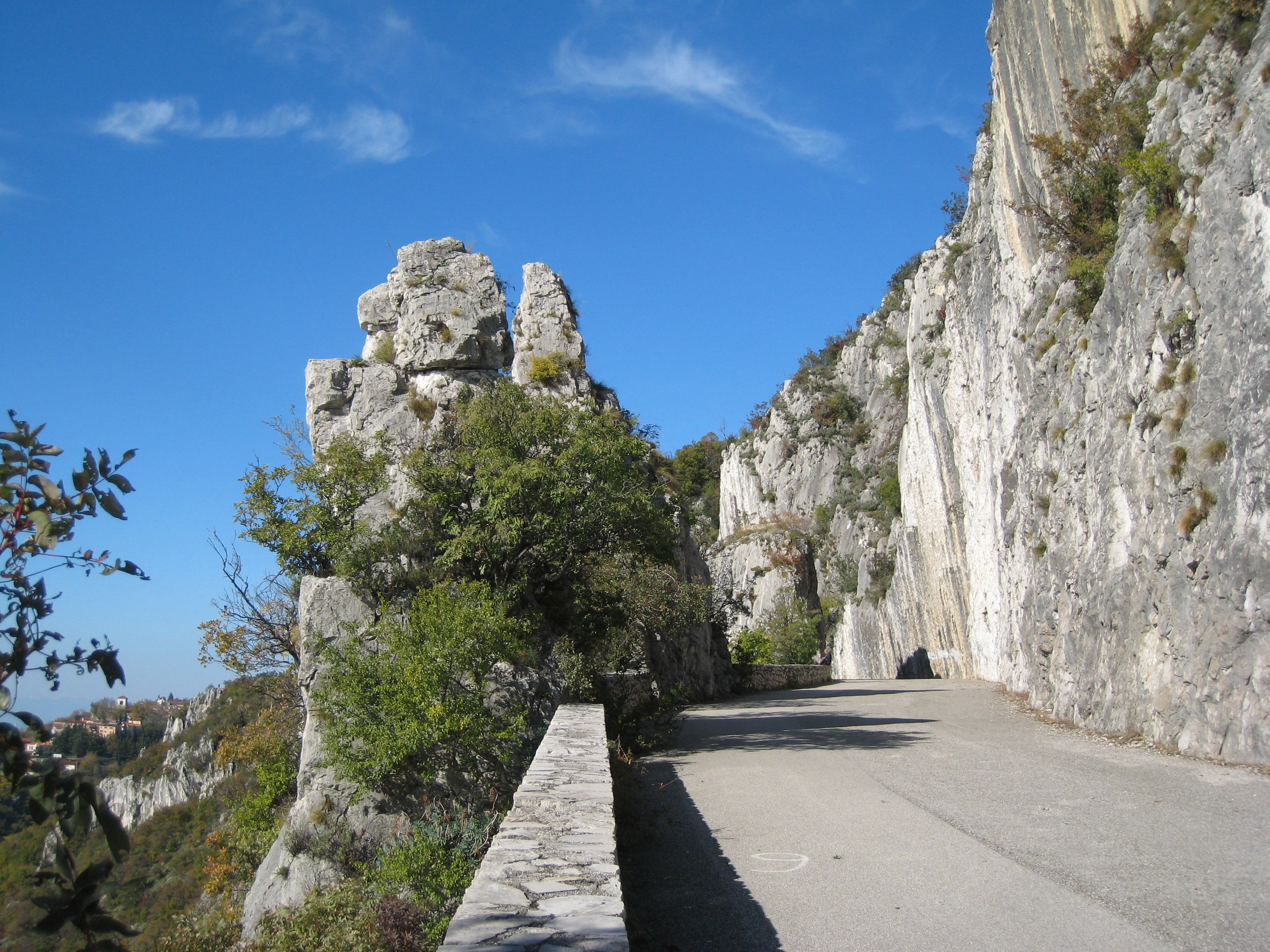
La parte iniziale della Strada Napoleonica

TergesteL'importanza strategica dell'antica città romana di Tergeste, che diede poi origine alla moderna Trieste, è anche indicata dalla sue possenti mura. Fatte di blocchi di pietra, circondavano la città partendo dalle zone collinari fino a scendere verso il mare. L'antica Trieste romana, infatti, possedeva un porto in zona Campo Marzio, dove ora è situata l'omonima stazione ferroviaria e il relativo museo ferroviario, dotato di scali di modeste dimensioni lungo il litorale, che si trovavano sotto il promontorio di San Vito e nei pressi della moderna località di Grignano, dove erano anche presenti alcune ville patrizie, estendendosi fino a Santa Croce. Il fabbisogno idrico della città era all'epoca soddisfatto da due acquedotti: quello di Bagnoli e quello di San Giovanni di Guardiella.
Fondamentale per lo sviluppo economico della città fu una strada romana realizzata dall'imperatore Flavio Vespasiano, denominata Via Flavia, che fu costruita tra il 78 e il 79, che diventò con il passare dei decenni la più importante strada della regione augustea Venetia et Histria. Il suo percorso si sviluppava da Tergeste costeggiando il litorale istriano passando poi per Pola e Fiume; giungeva infine in Dalmazia, ma si è supposto che dovesse originariamente prolungarsi sino alla Grecia. Era una delle vie più importanti fra quelle che non partivano direttamente da Roma.
Altra importante strada che passava attraverso la città antica era la Via Gemina,, che collegava Aquileia ad Emona (la moderna Lubiana) e che fu costruita dopo il 14 a.C. dalla legio XIII Gemina. La Via Gemina seguiva il primo tratto dell'antichissima via dell'ambra: quando si dividevano, quest'ultima proseguiva poi fino al Danubio verso Carnuntum.
Teatro romano di TriesteIl teatro romano di Trieste si trova ai piedi del colle di San Giusto, in pieno centro storico, al limitare della città vecchia, tra via Donota e via del Teatro Romano. All'epoca della sua costruzione, il teatro si trovava fuori dalle mura cittadine in riva al mare, che a quel tempo giungeva sino a quella zona. Sulle sue gradinate, costruite anche sfruttando la naturale pendenza del colle, potevano venir ospitati, a seconda delle varie fonti, dai 3 500 ai 6 000 spettatori. La costruzione del teatro viene datata alla fine del I secolo a.C., con il suo ampliamento che avvenne all'inizio del II secolo d.C. Probabilmente fu costruito per volere del triestino Quinto Petronio Modesto, procuratore e flamine dell'imperatore Traiano, citato in diverse iscrizioni, che secondo altre fonti ne curò invece solamente degli interventi di rinnovamento.
Basilica paleocristiana di Trieste e i templi a Giove e ad AtenaLa basilica paleocristiana di Trieste, edificata fra il IV e il V secolo, contiene alcuni pregevolissimi mosaici, segno tangibile della ricchezza della chiesa locale e della città di Tergeste fino a tarda età imperiale. I resti della basilica paleocristiana furono scoperti sotto l'attuale Cattedrale di San Giusto. Sul colle di San Giusto sono tuttora visibili alcuni resti dei templi a Giove e ad Atena. Di quest'ultimo si sono conservate alcune strutture architettoniche nelle fondamenta della cattedrale, identificabili dall'esterno grazie ad apposite aperture nelle pareti del campanile e nel sottosuolo (tramite accesso dal Museo civico di storia ed arte di Trieste).
Basilica civile di TriesteA nord dei templi a Giove e ad Atena si apriva il foro (avente funzione di piazza principale) che era divisa in tre navate con un'abside interna e che era completato da un portico con annessa la basilica civile. Il donatore fu Quinto Baieno Blassiano, procuratore di Traiano che esercitò la sua carica prima del 120-125.
Arco di RiccardoL'Arco di Riccardo è secondo alcune fonti una delle porte romane di Trieste risalenti al I secolo a.C., costruita probabilmente sotto l'imperatore Ottaviano Augusto negli anni 33-32 a.C. Le forme della decorazione architettonica permettono di datare la forma attuale dell'arco all'età claudio-neroniana o forse all'età flavia (50-75 d.C.). Secondo altre fonti invece si tratta di uno degli ingressi al santuario della Magna Mater. Si tratta di un arco a un solo fornice, alto 7,2 m, largo 5,3 m e profondo 2 m. Presenta anche un coronamento superiore, privo di decorazione.
Antiquarium di via del SeminarioL'Antiquarium di via del Seminario è un sito archeologico della città di Trieste, dove si conserva una sezione delle mura romane. I resti archeologici dell'Antiquarium di via del Seminario sono tra i più antichi presenti nella città giuliana. Risalgono, infatti, alla tarda Repubblica, ossia alla fine del I secolo a.C. Nell'Antiquarium si osserva un tratto delle mura, fatte costruire da Ottaviano (quando questi non aveva ancora assunto il titolo di Augusto) tra il 33 e il 32 a.C. per la difesa della colonia di Tergeste. Il tratto conservato è lungo 4 metri e largo 2,4 metri. Le facce esterne delle mura sono costituite da blocchi di arenaria, mentre il riempimento interno è di sabbia mista a roccia. Alla base delle mura è visibile un canale per lo scolo dell'acqua.
Antiquarium di via DonotaL'Antiquarium di via Donota è un sito archeologico della città di Trieste, collocato nella fascia più bassa del colle di San Giusto, dove è possibile visitare ciò che resta di una domus e di un sepolcreto di età romana. La domus fu costruita alla fine del I secolo a.C., periodo in cui l'intera parte del pendio del colle di San Giusto rivolto verso il mare fu soggetto a un'opera di sistemazione, grazie alla costruzione di terrazzamenti su cui poi fu edificato. Alla fine del I secolo d.C. la domus fu abbandonata, così a partire dal II secolo una parte di essa fu reimpiegata come necropoli pagana.
Castelliere di CattinaraIl castelliere di Cattinara, che si trova tra le valli di Longera e di Rozzol, fu abitato dall'epoca preistorica all'epoca romana. In epoca preistorica i suoi abitanti vivevano sulla sua vetta, poi spianata, mentre in epoca romana lungo il suo versante meridionale, che era meglio riparato dai venti. I reperti scoperti in questo castelliere sono numerosi e molto vari, come cocci, resti di animali e utensili. Degne di nota sono due fibule in bronzo, una delle quali appartenente alla Cultura di La Tène, fermo restando che non ne è stata ritrovata la necropoli, ritrovamento che ne permetterebbe forse la datazione.
Acquedotto romano della Val Rosandranella vicina Val Rosandra sono presenti resti di un acquedotto romano realizzato nel I secolo che originariamente era lungo 14 chilometri giungendo fino al centro di Tergeste. Forse lungo i suoi lati era presente una strada romana con piccole postazioni per vedette permanenti. L'acquedotto romano della Val Rosandra restò in uso fino al secolo sesto (oppure, secondo altre fonti, fino al settimo), quando venne danneggiato irreparabilmente. Nel XVIII secolo era ancora discretamente conservato, e quindi l'amministrazione comunale triestina prese in considerazione un suo eventuale restauro per rifornire d'acqua potabile la città, che era in pieno sviluppo. L'idea fu poi abbandonata quando si capì che era più conveniente sfruttare altre fonti di acqua. I resti dell'acquedotto romano giunti sino al XXI secolo hanno una lunghezza di circa cento metri.
Antiquarium di Borgo San SergioL'Antiquarium di Borgo San Sergio è costituito da due aree, una dove sono si trovano i reperti archeologici e l'altra dove i reperti sono esposti come in un classico museo. Nella prima sezione si trovano i resti di un'abitazione romana databile al I secolo, mentre nella parte espositiva sono conservati reperti rinvenuti durante i lavori di scavo effettuati presso il teatro romano di Trieste.

### Aree naturali
Grotta Torri di SliviaLa Grotta Torri di Slivia si trova nel comune di Duino-Aurisina, in provincia di Trieste, ai piedi del piccolo borgo di Slivia, centro agricolo abitato da una popolazione prevalentemente slovena che conta intorno ai 130 abitanti. È stata battezzata così dai primi esploratori che l'hanno mappata a fine Ottocento per le numerose torri stalagmitiche che la caratterizzano. Il rilievo della grotta, che risale al 6 gennaio 1885, fu opera dell'ing. Costantino Doria, della Società alpinisti triestini. La prima spedizione entrò dal pozzo principale, che è conosciuto fin dai tempi più antichi. I lavori per realizzare l'ingresso artificiale per la fruizione turistica vennero iniziati nel 1964. Nel 1967 vengono creati il sentiero interno e la scalinata in ferro, mentre nel 1968 furono staccati i primi biglietti turistici.
Parco della RimembranzaIl Parco della Rimembranza si trova in pieno centro storico a Trieste. Tra gli interventi urbanistici dell'epoca fascista spicca certamente la sistemazione dell'area che ha dato poi origine al parco, che si trova sul colle di San Giusto. I lavori vennero iniziati con la creazione della larga Via Capitolina, una strada panoramica che sale dolcemente attorno al colle fino a raggiungere la cattedrale. Tutto il versante del colle tra questa strada ed il castello vennero consacrati alla memoria dei "caduti in tutte le guerre" combattute dai soldati italiani dopo l'unità nazionale, che avvenne nel 1861. Per tale motivo il Parco della Rimembranza è disseminato da grezzi cippi di pietra carsica con i nomi di combattenti noti e ignoti. In cima si erge il Monumento ai Caduti, 1935, opera di Attilio Selva, dedicato ai volontari triestini caduti nella prima guerra mondiale. È presente pure una targa dedicata ai caduti triestini della prima guerra mondiale che combatterono per l'Imperiale e regio esercito austro-ungarico.
Riserva naturale marina di MiramareLa Riserva naturale marina di Miramare si trova nel Golfo di Trieste e si snoda tutt'attorno al promontorio di Miramare, dove sorge anche l'omonimo Castello di Miramare. La zona a protezione integrale, che è di 30 ettari per una larghezza di 200 km e una lunghezza di 1,8 km che si sviluppa lungo la costa, è circondata da un'area di rispetto (istituita con ordinanza della capitaneria di Porto di Trieste n. 76/95 e 28/98), di altri 90 ettari per una larghezza di ulteriori 400 metri a protezione parziale dove è vietata la pesca professionale. La profondità massima che si raggiunge nella riserva è di 18 metri. La costa è formata da una roccia calcarea tipica del Carso, territorio di cui il promontorio di Miramare rappresenta una piccola estensione del litorale.
Strada NapoleonicaLa strada Napoleonica è compresa dal parcheggio di Borgo San Nazario, situato nella periferia del quartiere di Prosecco, sino alla piazzola dell'Obelisco di Opicina. Tale strada si trova quindi interamente nel comune di Trieste. Il nome ufficiale del sentiero è strada Vicentina, dal nome dell'ingegner Giacomo Vicentini che ne progettò il tracciato e ne iniziò la costruzione nel 1821. La conformazione attuale è dovuta agli interventi di miglioramento effettuati nell'immediato secondo dopoguerra.

## Società

### Evoluzione demografica

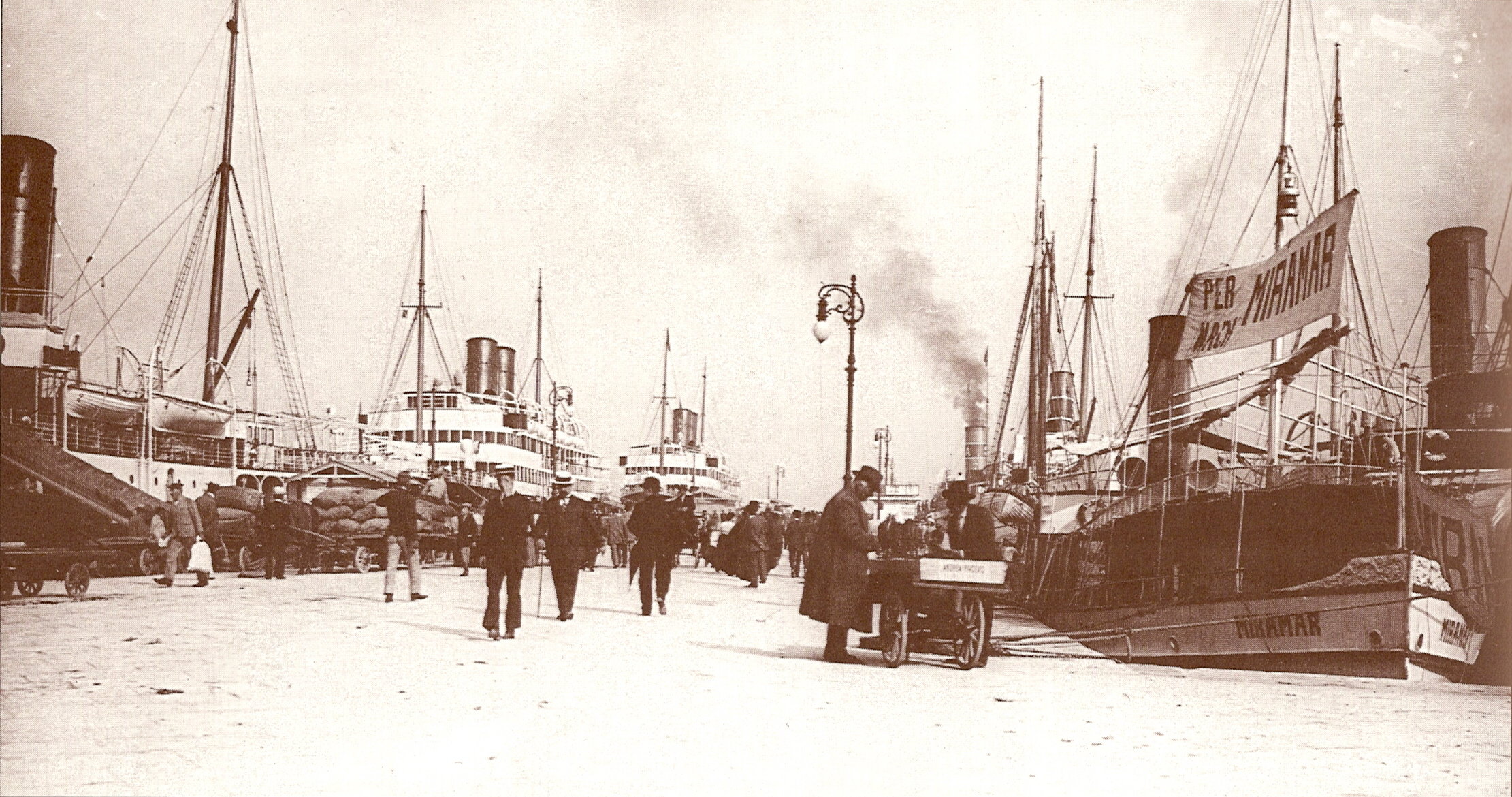
Traffico di navi attorno all'anno 1900 sul Molo San Carlo, oggi Molo Audace, di Trieste

Fra la metà del XVIII e gli inizi del XX secolo Trieste, quale principale porto dell'Impero austro-ungarico, conobbe un'epoca di straordinario sviluppo economico accompagnato da una crescita demografica molto sostenuta, che permise alla città di passare dai 4 000 residenti del 1735 ai quasi 230 000 del 1910.
Con la fine della prima guerra mondiale e l'annessione di Trieste all'Italia, il capoluogo giuliano assistette a un progressivo ristagno della propria popolazione a causa delle mutate condizioni geopolitiche. Da principale emporio marittimo dell'Impero austro-ungarico nonché fra i massimi del Mar Mediterraneo, la città e il suo porto iniziarono a declinare, passando ad occupare una posizione sempre più periferica nell'allora Regno d'Italia. 
All'indomani della seconda guerra mondiale in città si verificò un altro mutamento delle dinamiche demografiche che l'avevano caratterizzata fino ad allora: l'esodo giuliano dalmata, emigrazione forzata della maggioranza dei cittadini di etnia e di lingua italiana dalla Venezia Giulia e dalla Dalmazia, ebbe infatti come meta Trieste, che conobbe ancora una volta un'impennata della popolazione residente, oltre a profonde trasformazioni della propria composizione etnica e del tessuto sociale urbano.
In quegli stessi anni, in particolare a partire dal 1954, con la soppressione del Territorio Libero di Trieste, oltre 20 000 triestini, spinti da motivazioni di natura economica e sociale, ma anche di tendenza politica, scelsero l'emigrazione dirigendosi principalmente in Australia, Canada e Sudamerica. Durante gli anni cinquanta e sessanta gli abitanti si mantennero costantemente al di sopra delle 270 000 unità, raggiungendo un massimo di 285 529 persone (131 855 maschi e 153 674 femmine) nel dicembre 1956.

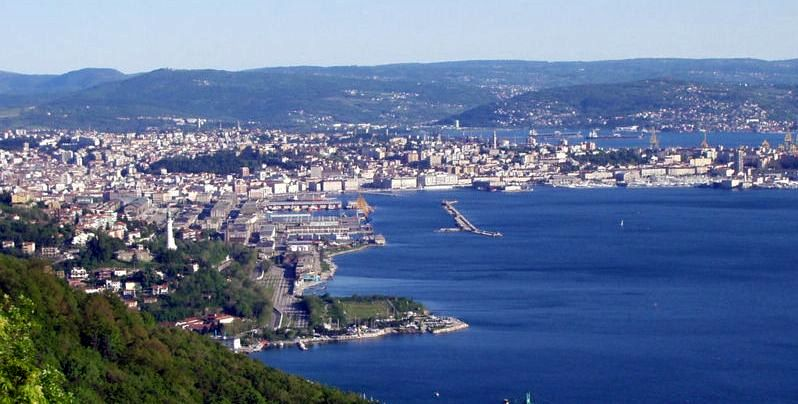
Vista della città e del golfo di Trieste dalle colline limitrofe

Da quel momento la città ha assistito a una progressiva diminuzione della propria popolazione. Le condizioni geo-politiche nuovamente mutate, la mancanza di un entroterra ampio che le desse respiro e la chiusura di molte attività economiche (come i cantieri navali San Marco e gli stabilimenti Dreher) hanno costretto una parte della popolazione a trasferirsi altrove alla ricerca di lavoro.
Ne è conseguito un decremento della natalità e un progressivo invecchiamento della popolazione residente con cali demografici che per lungo tempo hanno raggiunto e superato le 2 000 unità all'anno.
Nell'ultimo decennio il decremento demografico è stato meno marcato che in precedenza, stabilizzando poco sopra i 200 000 abitanti. Tale fenomeno è dovuto a una ripresa della natalità e ad un nuovo e lento processo di immigrazione, in massima parte proveniente dall'Europa orientale. Il territorio provinciale, che conta circa 240 000 abitanti, è il più piccolo d'Italia. Nei fatti è una sorta di conurbazione con un discreto movimento di popolazione, che è avvenuto negli ultimi anni dalla città verso i comuni limitrofi.
Trieste, insieme a Genova, Bologna e Venezia, continua ad essere in testa alle classifiche italiane per anzianità della popolazione. La città giuliana è il comune con la più alta densità demografica nel Triveneto (2 414 abitanti per km quadrato).
Abitanti censiti

Abitanti censiti

### Etnie e minoranze straniere
Trieste è un crocevia di culture e religioni, conseguenza sia della sua posizione geografica di "frontiera" sia delle vicissitudini storiche che ne hanno fatto un punto di incontro di molti popoli; infatti quasi ogni etnia e ogni comunità religiosa ha uno o più luoghi di aggregazione.
Nella città di Trieste attualmente sono presenti accanto alle popolazioni autoctone italiana e slovena, numerosi gruppi etnici minoritari storici tra cui croati, serbi, greci e tedeschi e gruppi di recente insediamento tra i quali rumeni, albanesi, cinesi, africani e sudamericani.
Al 31 dicembre 2023 gli stranieri residenti nel comune erano 23 882, ovvero il 12,01% della popolazione. Di seguito sono riportati i gruppi più consistenti:
- Serbia 3667
- Romania 3178
- Kosovo1889
- Pakistan 1272
- Ucraina 1199
- Croazia 1069
- Cina 961
- Albania 692
- Slovenia 556
- Afghanistan 523

### Lingue e dialetti

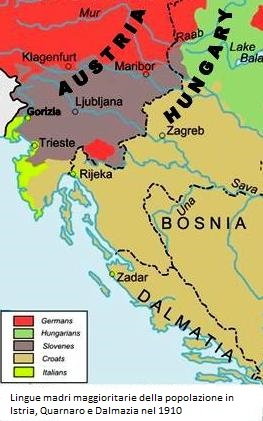
Lingue madri maggioritarie della popolazione in Istria, Quarnaro e Dalmazia nel 1910

Oltre alla lingua italiana a Trieste è diffuso lo sloveno, che è tutelato dalla legislazione statale e regionale per la tutela della minoranza linguistica slovena in Italia. Essa prevede, per Trieste, il bilinguismo funzionale, che è garantito da uffici comunali dedicati. Il bilinguismo completo italiano/sloveno si applica invece al di fuori dell'area centrale del comune di Trieste, nelle zone abitate prevalentemente da sloveni (Basovizza/Bazovica, Opicina/Opčine, Padriciano/Padriče, Trebiciano/Trebče, Prosecco/Prosek). La comunità slovena, presente in città fin dal Medioevo, raggiungeva nel 1910 (secondo il discusso censimento austriaco di quell'anno) il 25% della popolazione del comune. Durante il ventennio fascista le popolazioni slave della Venezia Giulia furono assoggettate ad una politica di italianizzazione forzata. Nel 1971 la comunità slovena era stimata in circa il 5,7% della popolazione del comune.
Altri idiomi diffusi a causa di migrazioni interne alla Venezia Giulia sono la lingua istriota, lingua romanza autoctona dell'Istria meridionale parlata (ormai quasi esclusivamente come seconda lingua o come lingua familiare) da 1 000-2 000 persone nell'Istria meridionale e da poche migliaia di profughi ed esuli istriani dispersi nella penisola italiana, tra cui a Trieste. A Trieste si parla anche, per i medesimi motivi, il dialetto istroveneto, uno degli idiomi definiti "veneti coloniali" per il fatto che è "veneziano d'importazione", ovvero originario dei domini marittimi della Repubblica di Venezia, che erano chiamati Stato da Mar, e che, adattandosi alla realtà locale istriana, ha finito per sostituire parzialmente la lingua istriota.
Da un punto di vista degli idiomi locali, a Trieste è diffuso il dialetto triestino, dialetto veneto coloniale parlato anche in buona parte della provincia di Trieste nonché nella provincia di Gorizia, dove si affianca allo sloveno e alla lingua friulana. Il dialetto triestino è considerato "veneto coloniale" perché veneziano d'importazione, visto che si è radicato nella zona solo in tempi relativamente recenti.
Un tempo a Trieste si parlava il dialetto tergestino, idioma romanzo parlato fino all'Ottocento, estintosi in favore dell'attuale dialetto triestino, che è invece di tipo veneto. Il tergestino era un idioma di tipo retoromanzo con una forte correlazione con la lingua friulana, specie con le varietà friulane occidentali, e ancor più con il vicino dialetto muglisano.
Il dialetto triestino, parlato anche da alcuni scrittori e filosofi, continua ad essere tuttora l'idioma più usato in ambito familiare e in molti contesti sociali di natura informale, talvolta anche formale, affiancandosi, in una situazione di diglossia, all'italiano, lingua amministrativa e principale veicolo di comunicazione nei rapporti di carattere pubblico dal 1920, anno dell'annessione di Trieste all'Italia.
Fino alla prima guerra mondiale esisteva anche una comunità di lingua tedesca che superava il 5% della popolazione del comune, ma che si ridusse drasticamente negli anni successivi.

### Religione

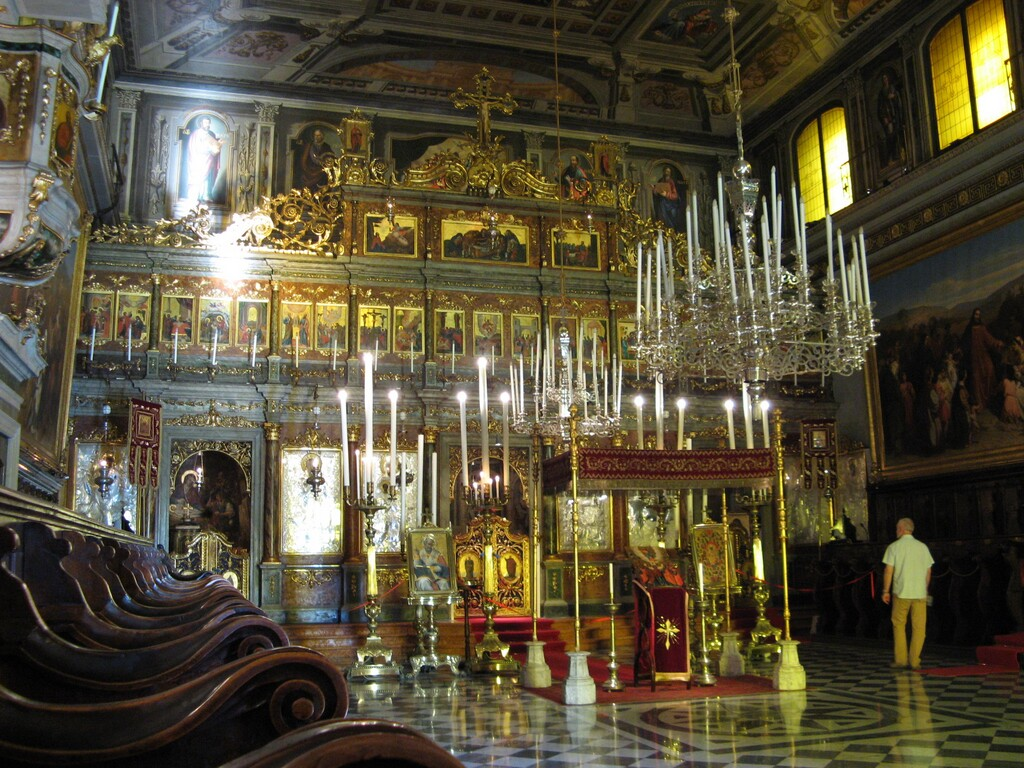
Interno della chiesa greco-ortodossa di San Nicolò

A Trieste è maggioritario il cristianesimo cattolico. La città giuliana è sede dalla Diocesi di Trieste, sede della Chiesa cattolica in Italia suffraganea dell'arcidiocesi di Gorizia appartenente alla regione ecclesiastica Triveneto. Fondata verso la fine del VI secolo, nel 2017 contava 230.000 battezzati su 241.800 abitanti. La Chiesa cattolica garantisce anche ai fedeli di lingua slovena l’uso della loro lingua madre in tutte le funzioni religiose: nelle chiese delle parrocchie in cui è presente un numero significativo di fedeli sloveni le funzioni religiose vengono svolte in lingua slovena; inoltre nelle diocesi viene nominato un vicario episcopale per i fedeli di lingua slovena.
A Trieste sono presenti in buon numero anche i testimoni di Geova, che hanno una sala del Regno, e i luterani, che si raccolgono nella chiesa evangelica luterana. Esiste inoltre una cospicua presenza di cristiani ortodossi, principalmente dovuta alla presenza di una consistente minoranza serba, come testimoniato anche dal Tempio serbo-ortodosso della Santissima Trinità e di San Spiridione. La comunità greco-ortodossa celebra le funzioni religiose nella chiesa greco-ortodossa di San Nicolò e della Santissima Trinità.
Prima della seconda guerra mondiale e della conseguente occupazione nazista, inoltre, esisteva anche una florida comunità ebraica (nel 1931 i residenti di religione ebraica erano 4 671, di cui 3 234 aventi la cittadinanza italiana). Questa si è progressivamente ridotta e attualmente conta circa 700 membri.

### Istituzioni, enti e associazioni

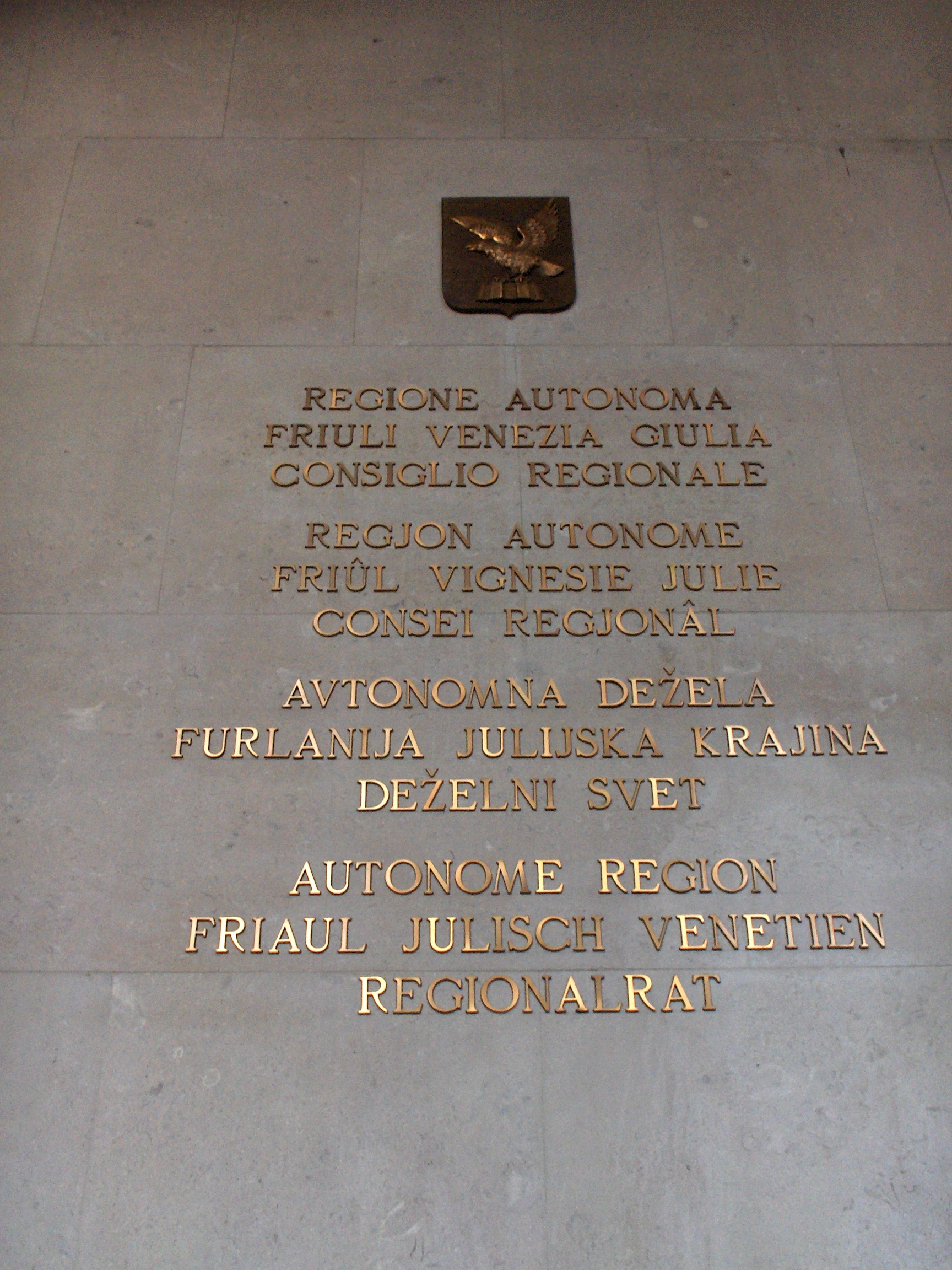
La targa in tutte le lingue della regione al Consiglio Regionale, che si trova a Trieste in piazza Oberdan

Stati membri dell'ente internazionale "Iniziativa centro europea"(ingl. Central European Initiative), che ha lo scopo di promuovere la cooperazione e lo sviluppo nell'Europa centrale; conta 18 Stati: Albania, Austria, Bielorussia, Bosnia ed Erzegovina, Bulgaria, Croazia, Italia, Macedonia del Nord, Moldavia, Montenegro, Polonia, Repubblica Ceca, Romania, Serbia, Slovacchia, Slovenia, Ucraina e Ungheria

Trieste ospita le sedi delle seguenti istituzioni:
- Giunta Regionale della Regione Autonoma Friuli-Venezia Giulia
- Consiglio regionale della Regione Autonoma Friuli-Venezia Giulia
- Iniziativa centro europea
- Università degli Studi di Trieste
- Conservatorio di Musica Giuseppe Tartini
- Centro di ricerca internazionale Elettra-Sincrotrone Trieste
- Scuola Internazionale Superiore di Studi Avanzati (SISSA)
- Centro internazionale di fisica teorica Abdus Salam
- Osservatorio astronomico di Trieste
- l'Istituto Nazionale di Oceanografia e di Geofisica Sperimentale - OGS

La città è anche sede del Segretariato permanente della Chamber investment forum, organismo di cui fanno parte le Camere di commercio dei paesi dei Balcani occidentali (Albania, Bosnia Erzegovina, Kosovo, Macedonia, Montenegro e Serbia) e quelle di Slovenia e Croazia, per un totale superiore a 350 000 imprese rappresentate.

### Qualità della vita
Nel 2021 la città è stata percepita tra le più sicure al mondo, e nel 2022 ha ottenuto il riconoscimento The Urbanism Award (premio indetto da The Academy of Urbanism) quale European City of the year 2022.
Nel Rapporto Ecosistema Urbano del 2022, edito da Legambiente, la città di Trieste è inserita nell'elenco delle migliori città per depurazione delle acque reflue. Con riguardo alla qualità dell'aria la situazione non è delle migliori: "Se da un lato la chiusura dell’area a caldo della Ferriera di Servola ha sicuramente dato una mano (sia ai dati che alla percezione dei triestini), dall’altro Legambiente non fa sconti a nessuno. Sulla concentrazione del biossido di azoto Trieste è sessantottesima, subito prima di Pordenone". Infine il dato relativo alla raccolta differenziata penalizza la città di Trieste, in quanto la raccolta si ferma al 45%, ben al di sotto della media nazionale del 61%.
Il traffico cittadino, collegato alla carenza di parcheggi, e l'aumento del costo degli immobili e degli affitti sono altri aspetti che incidono sulla qualità della vita di questa città.

## Cultura

### Istruzione

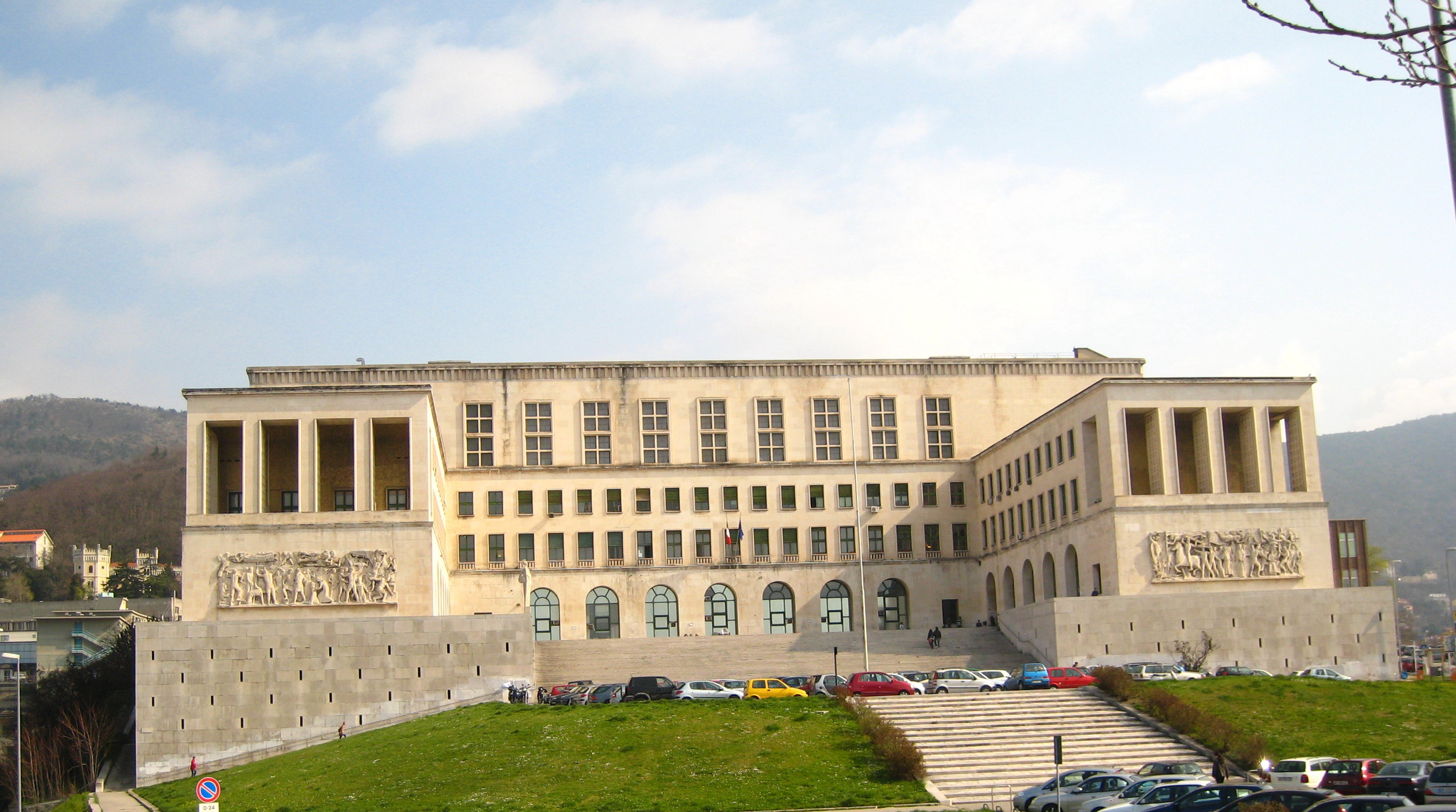
L'Università degli Studi di Trieste

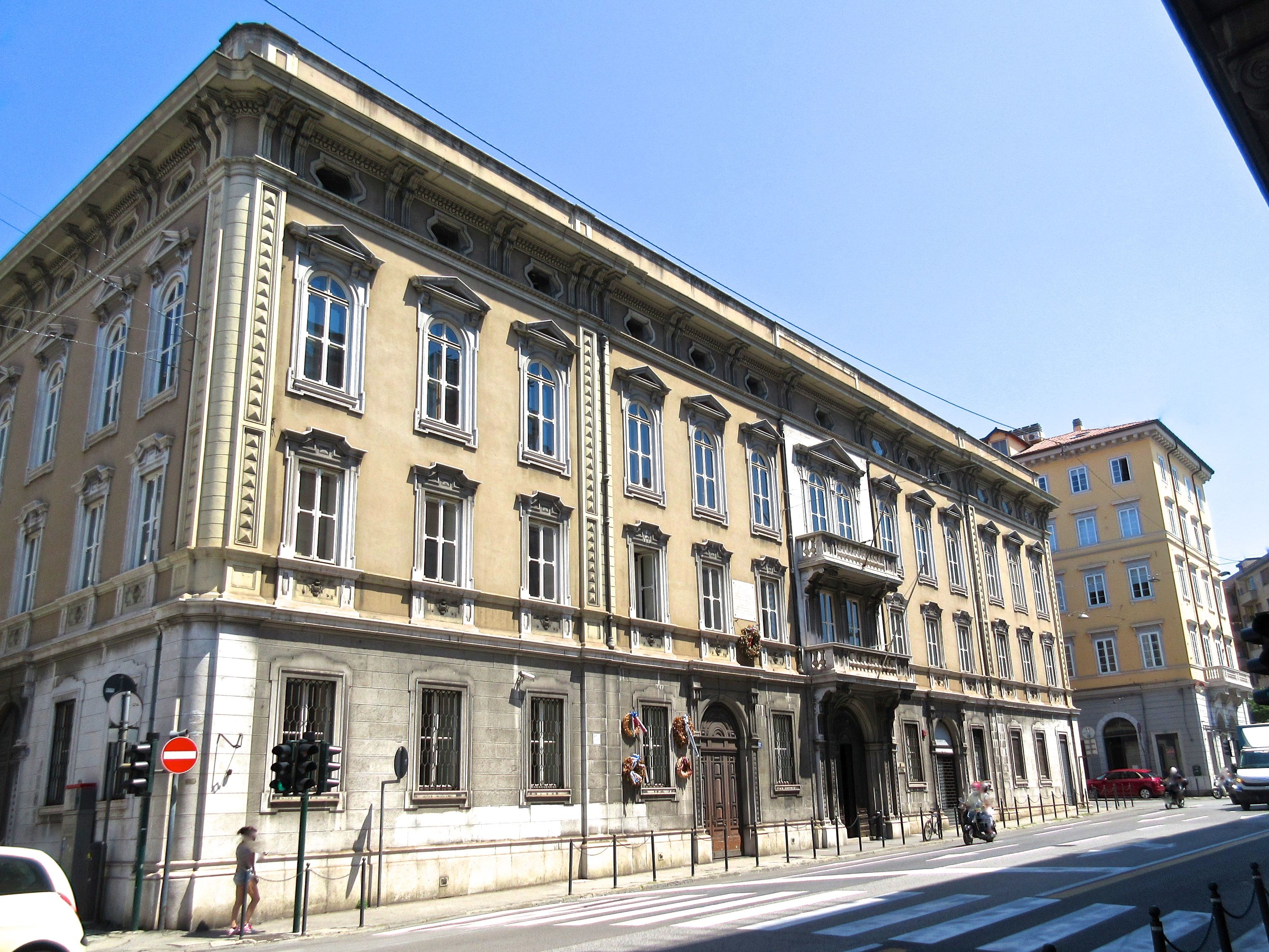
Conservatorio di Musica Giuseppe Tartini

Trieste era sede, fin dal 1877, di una reputata Scuola Superiore di Commercio. Nel 1924 la città si dotò di un'Università, che nei decenni successivi acquistò un notevole prestigio e che ospita da tempo numerose organizzazioni scientifiche internazionali e il principale parco scientifico italiano.
Trieste infatti è nota come Città della scienza e accoglie una comunità scientifica ed universitaria molto conosciuta e rinomata all'estero che richiama ogni anno migliaia di studenti da tutto il mondo e di tutte le culture. Da notare in campo scientifico sono il sincrotrone ELETTRA all'Area Science Park, la Scuola Internazionale Superiore di Studi Avanzati (SISSA), l'osservatorio astronomico di Trieste, il Centro Internazionale di Fisica Teorica e l'Istituto Nazionale di Oceanografia e di Geofisica Sperimentale - OGS.
Trieste nel 2017 è stata eletta Capitale europea della scienza 2020 La nomina riconosce una tradizione scientifica che nella città è presente sin dall'inizio dell'Ottocento. È stata ospite anche del Science in the City Festival, uno dei più grandi festival sulla scienza in Europa, dal 5 Luglio all'autunno 2020.
Una particolarità interessante del sistema educativo di Trieste è rappresentato dai ricreatori, strutture parascolastiche sorte nel 1908 per iniziativa comunale. Il fine era la creazione di luoghi di ricreazione di istituzione pubblica e di impostazione laica per allontanare dalla strada i ragazzi delle famiglie meno abbienti. Sono tredici strutture dislocate sul territorio, nei vari rioni, che offrono un servizio sociale educativo e ludico, preposto alla progettazione e all'organizzazione di un tempo libero qualificato per i ragazzi e i giovani della città. Ne sono destinatari tutti i bambini di età superiore ai cinque anni e i giovani, di norma, di età inferiore ai diciannove anni.

### Musica
A Trieste ha sede il Conservatorio di Musica Giuseppe Tartini: fondato nel 1903, è uno dei tredici Conservatori storici italiani. Il Conservatorio appartiene al sistema di Alta Formazione Artistica, Musicale e Coreutica e dipende dal Ministero dell'Istruzione, Università e Ricerca. Il Conservatorio Tartini ha sede nel prestigioso Palazzo Rittmeyer e offre quattro livelli di formazione: pre-accademico, di primo e secondo ciclo (laurea e master) e formazione degli insegnanti.
La più antica istituzione musicale della città è la Cappella Civica, fondata nel 1538 e tenuta in vita dal Comune. Canta ogni domenica la messa delle 10.30 in Cattedrale e svolge un'intensa attività concertistica. Attualmente è diretta dal Maestro Roberto Brisotto e si avvale della collaborazione all'organo del Maestro Riccardo Cossi.
La Società dei Concerti di Trieste è un'associazione che promuove la cultura musicale della città, con l'organizzazione di concerti e attività di educazione musicale.

### Musei
Trieste accoglie più di trenta musei, fra i quali troviamo i Civici musei di storia e arte, una rete - "museo multiplo" - di istituzioni museali triestine (Museo Revoltella - Galleria d'arte moderna, Museo di storia e arte, Museo d'arte orientale, Orto lapidario, Museo del castello e armeria, Lapidario tergestino, Museo teatrale Carlo Schmidl, Museo di guerra per la pace Diego de Henriquez, Museo della Risiera di San Sabba, Foiba di Basovizza, Museo di storia patria, Museo Morpurgo de Nilma, Museo Sartorio, Museo del Risorgimento e sacrario di Oberdan, Museo ferroviario di Campo Marzio, Museo postale e telegrafico della Mitteleuropa, quest'ultimo in collaborazione con Poste italiane) e i Civici musei scientifici, costituiti da quattro istituzioni (Civico museo di storia naturale, Acquario marino, Museo del mare, Orto botanico). Altri tre musei, di ambito letterario, fanno parte del Servizio Bibliotecario Urbano (Museo sveviano, Museo petrarchesco piccolomineo, Museo Joyce), a cui si aggiungono due biblioteche (Biblioteca civica Attilio Hortis e Biblioteca comunale del popolo Pier Antonio Quarantotti Gambini), l'Archivio diplomatico e l'Archivio storico.
Lo stadio Nereo Rocco, inaugurato nel 1992, ospita infine una serie di opere d'arte contemporanea, vincitrici di un apposito concorso (Nike, di Paolo Borghi primo classificato, ed opere di Nino Perizi, Marino Cassetti e Franco Chersicola, Livio Schiozzi, Claudio Sivini, Carlo Ciussi, Luciano Del Zotto, Gianni Borta, Enzo Mari e Francesco Scarpabolla. Per il "Polo natatorio" Davide Rivalta ha scolpito l'Ippopotamo in equilibrio sulla sfera.
- Museo Revoltella - Galleria d'arte moderna, fondato nel 1872 con lascito testamentario di Pasquale Revoltella (1795-1869) e ospitato inizialmente nel Palazzo Revoltella (1852-1858, architetto Friedrich Hitzig), fu ampliato nel 1907 con l'acquisto dell'attiguo palazzo Brunner (ristrutturato nel 1968 su progetto di Carlo Scarpa, con interventi fino al 1991). Conserva una pinacoteca con ampia raccolta di opere delle principali correnti pittoriche ottocentesche, in seguito ingrandita con opere novecentesche, nella sede di palazzo Brunner, mentre il palazzo Revoltella è stato allestito con gli arredi originali e la collezione raccolta dal donatore. La galleria e il museo si trovano in via Diaz 27.
- Galleria nazionale d'arte antica
- Civico Museo di storia e arte, nato nel 1843 come orto lapidario attorno al cenotafio di Johann Joachim Winckelmann, mentre il Museo di antichità presso la Biblioteca civica, conservava i materiali di minori dimensioni. Le due sedi furono riunificate nel 1925 sul colle di San Giusto. Raccoglie oggetti archeologici prevalentemente di origine locale. Ha sede in Piazza della Cattedrale 1.
- Civico museo d'arte orientale, inaugurato nel 2001 nel settecentesco "Palazzetto Leo", donato alla città dalla famiglia. Raccoglie materiali riguardanti oggetti provenienti dall'Estremo Oriente. La sede si trova in via San Sebastiano 1.
- Civico museo teatrale Carlo Schmidl, inaugurato nel 1924 dall'editore musicale Carlo Schmidl (1859-1943), fu inizialmente ospitato nello storico "Teatro Verdi". Nel 1991 fu spostato a Palazzo Morpurgo e quindi nella sede di Palazzo Gopcevic (1850, architetto Giovanni Andrea Berlam), lungo le rive del Canal Grande. Documenta la vita teatrale e musicale della città a partire dal XVIII secolo. È situato in via Rossini 4.

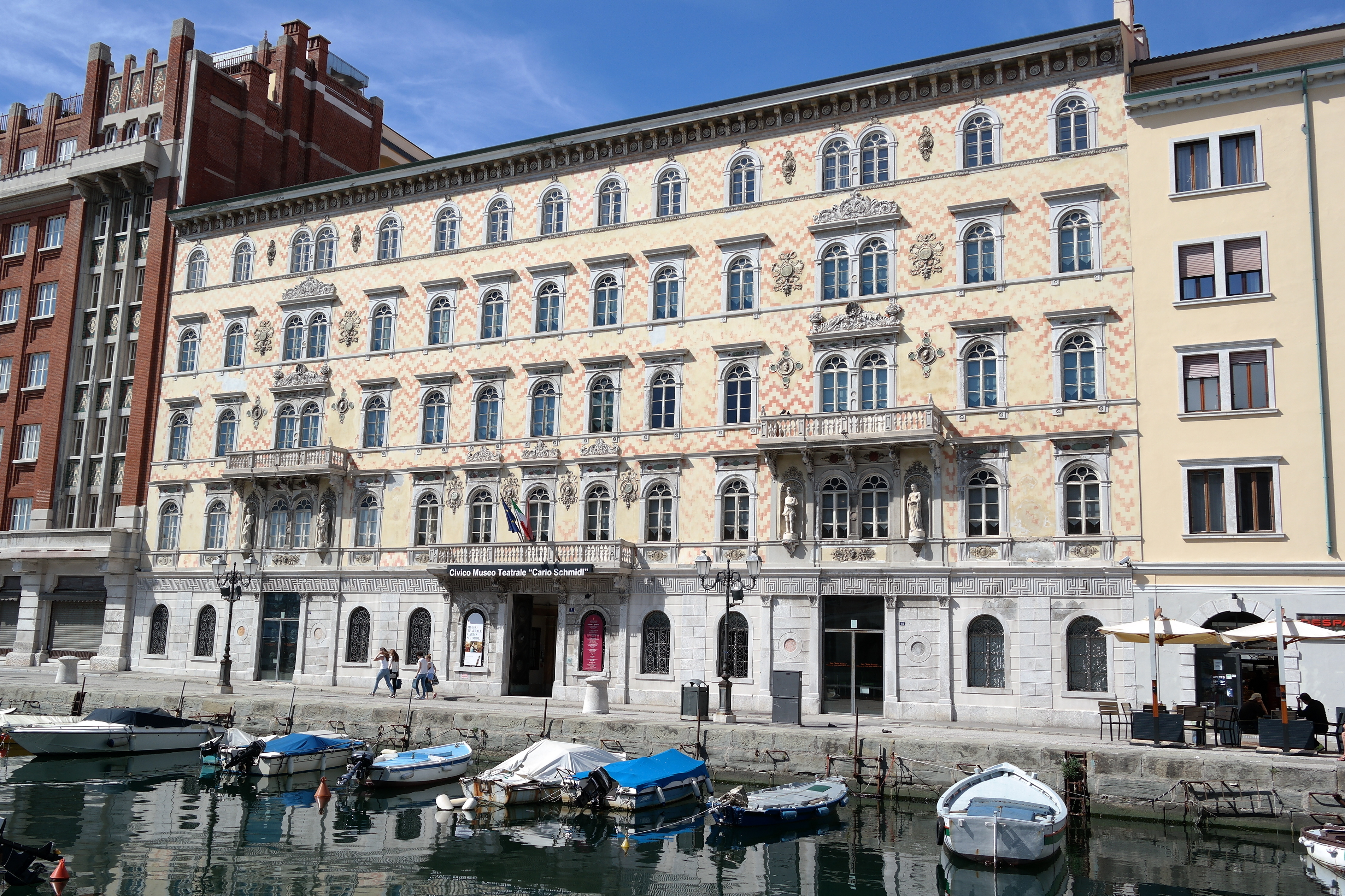
Civico museo teatrale Carlo Schmidl

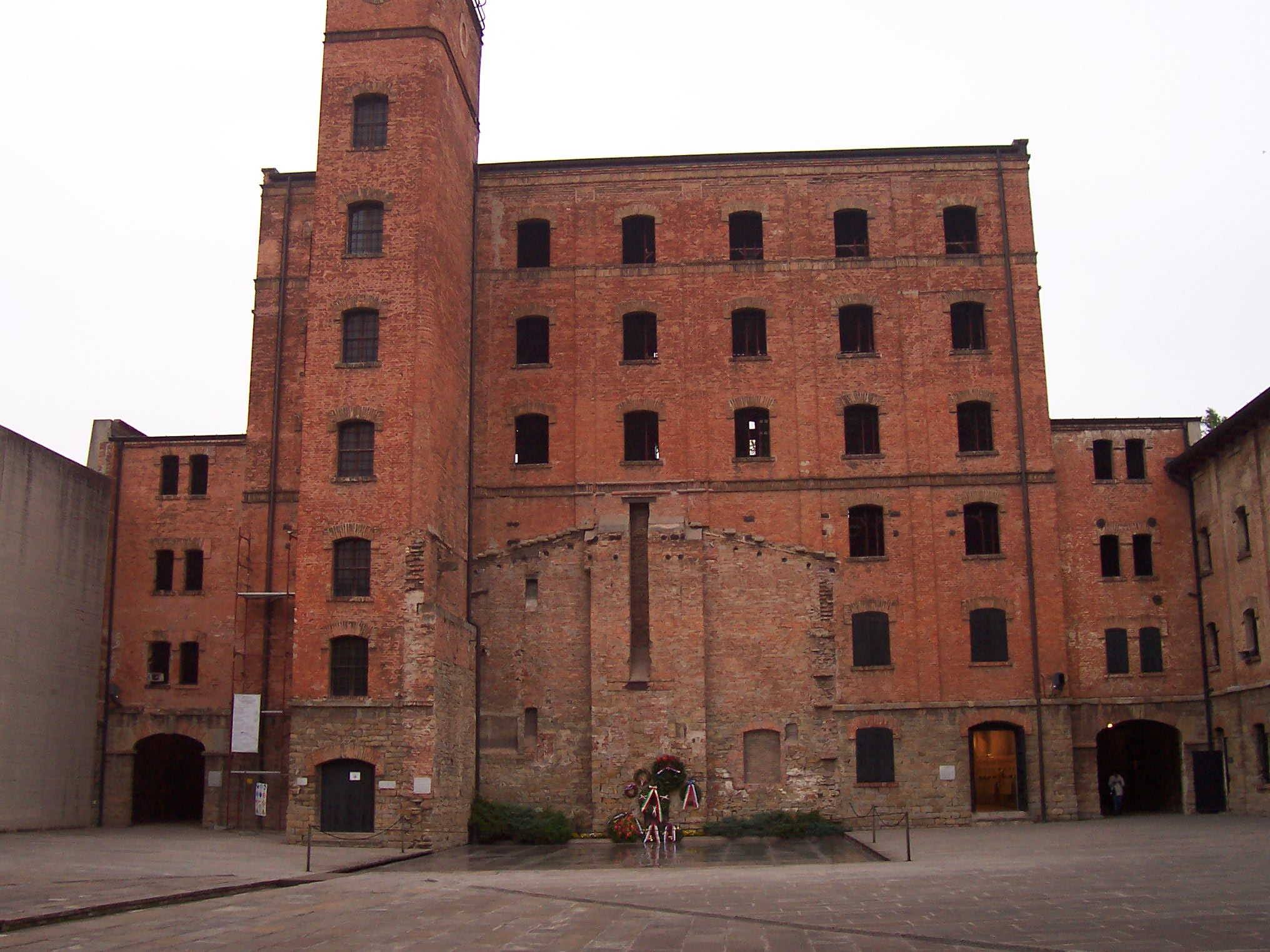
Risiera di San Sabba

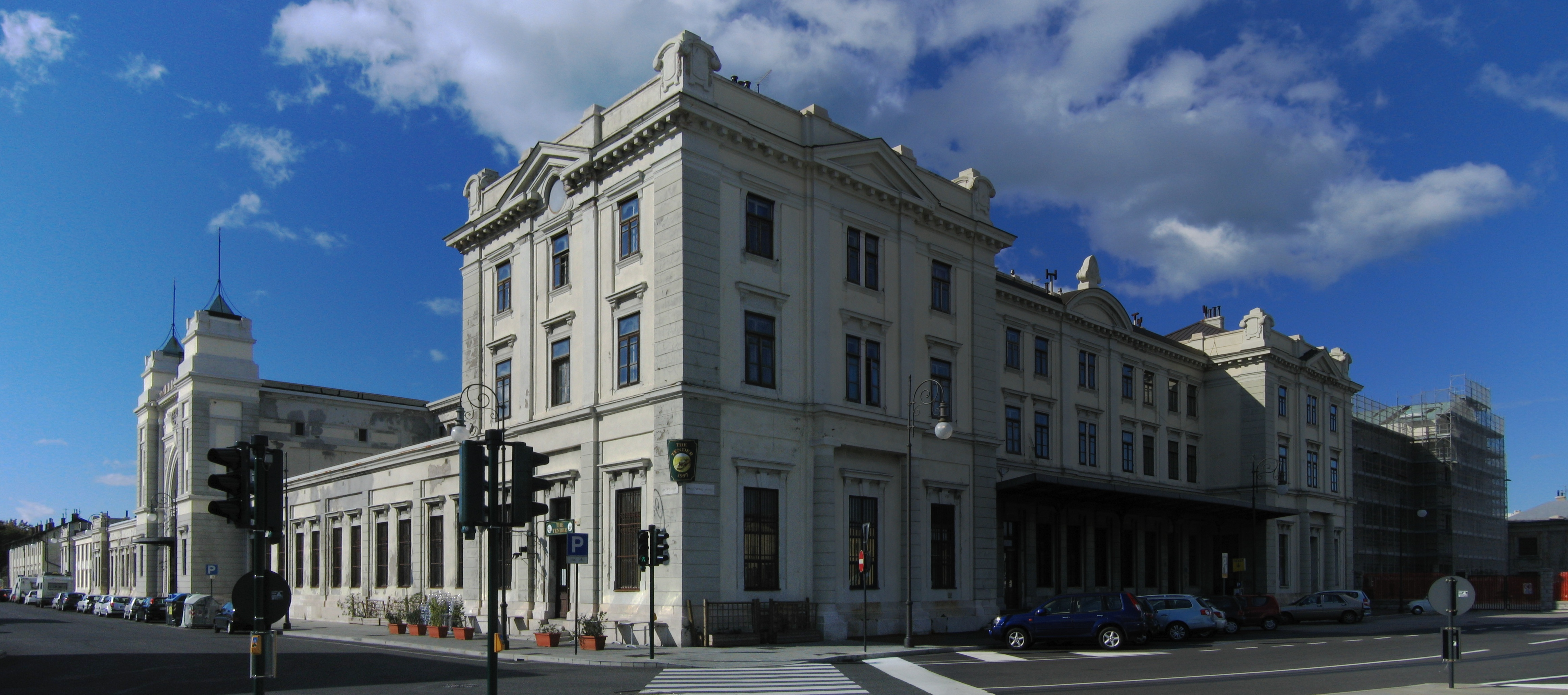
Museo ferroviario di Trieste

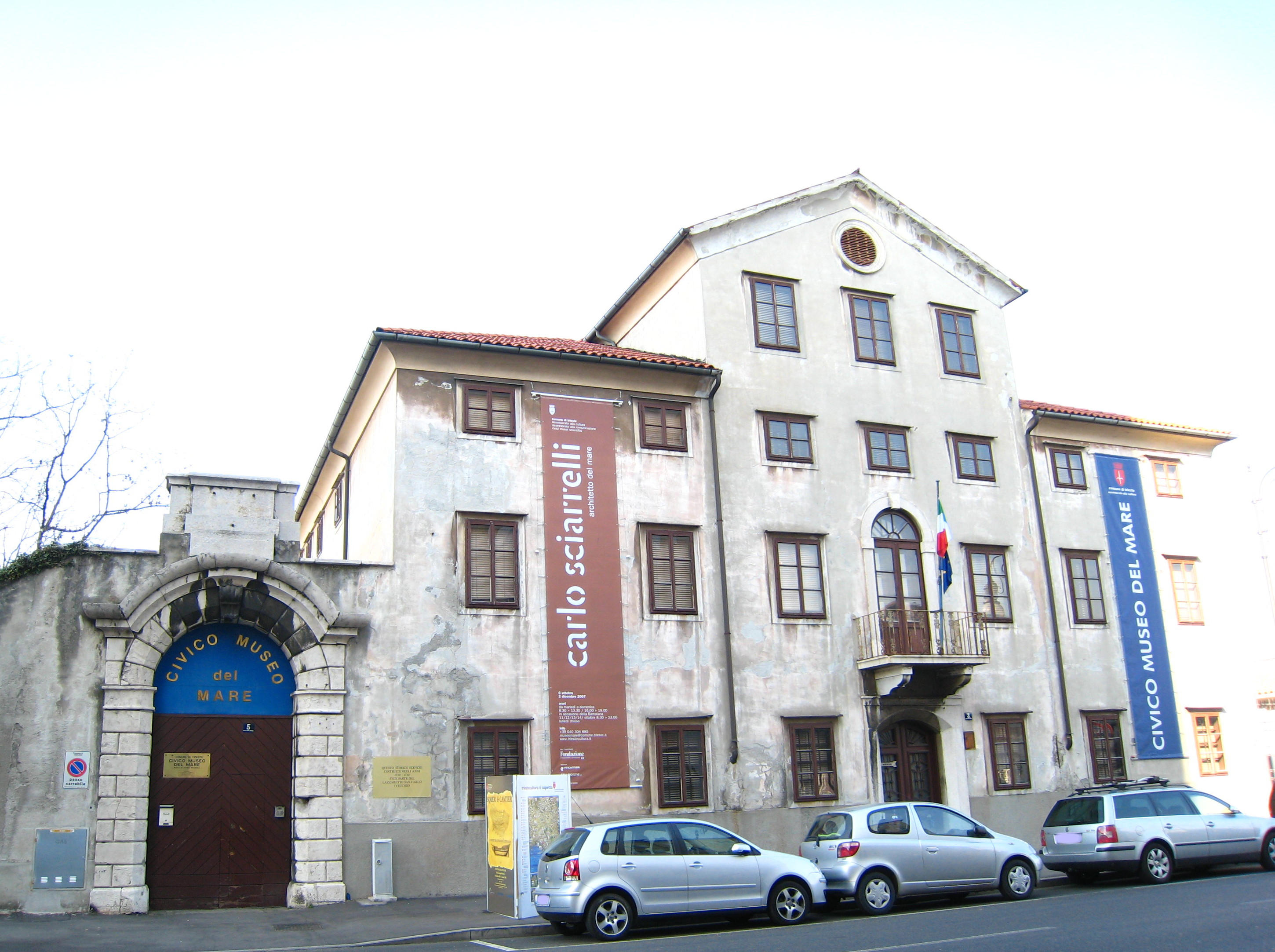
Museo del mare di Trieste

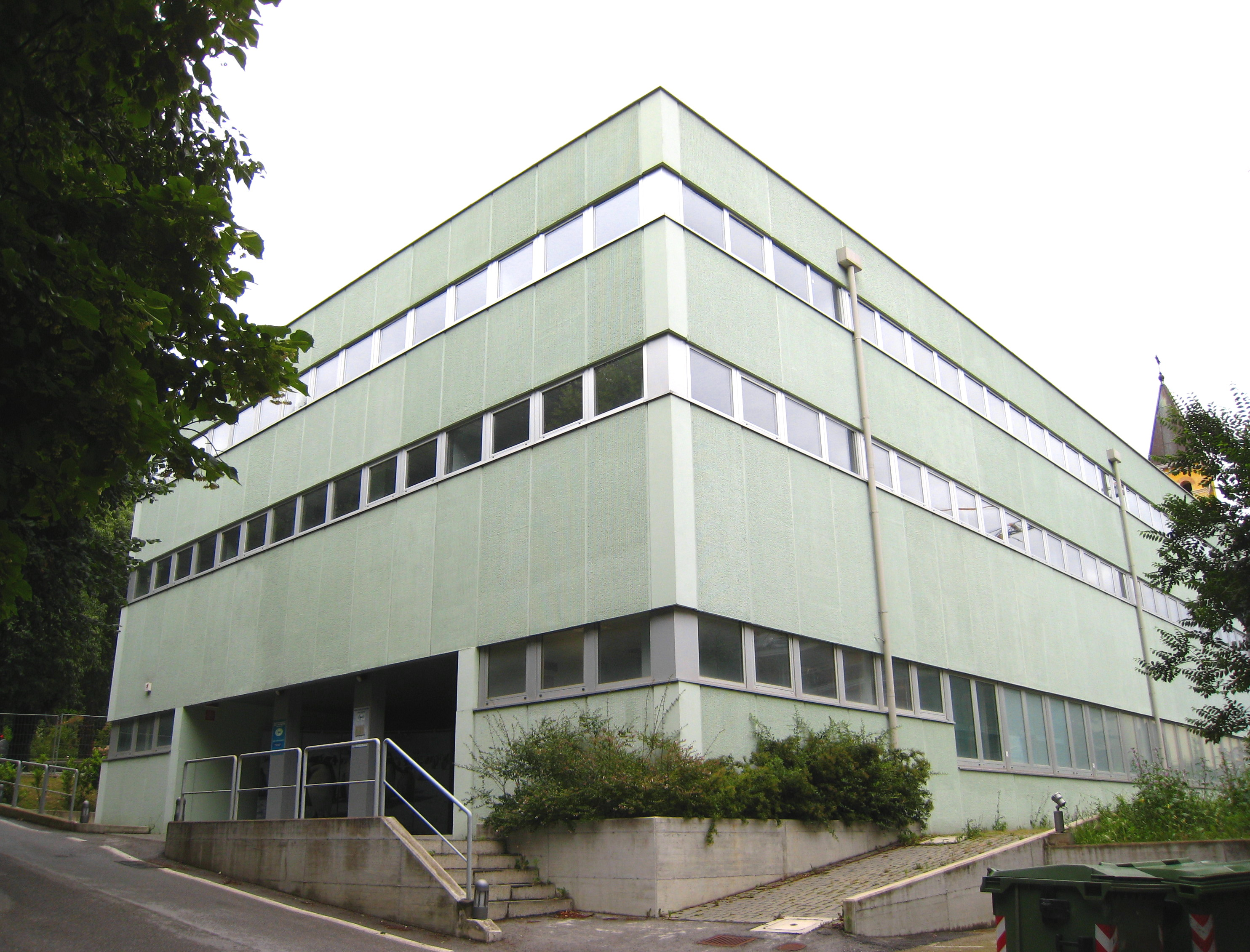
Museo nazionale dell'Antartide Felice Ippolito

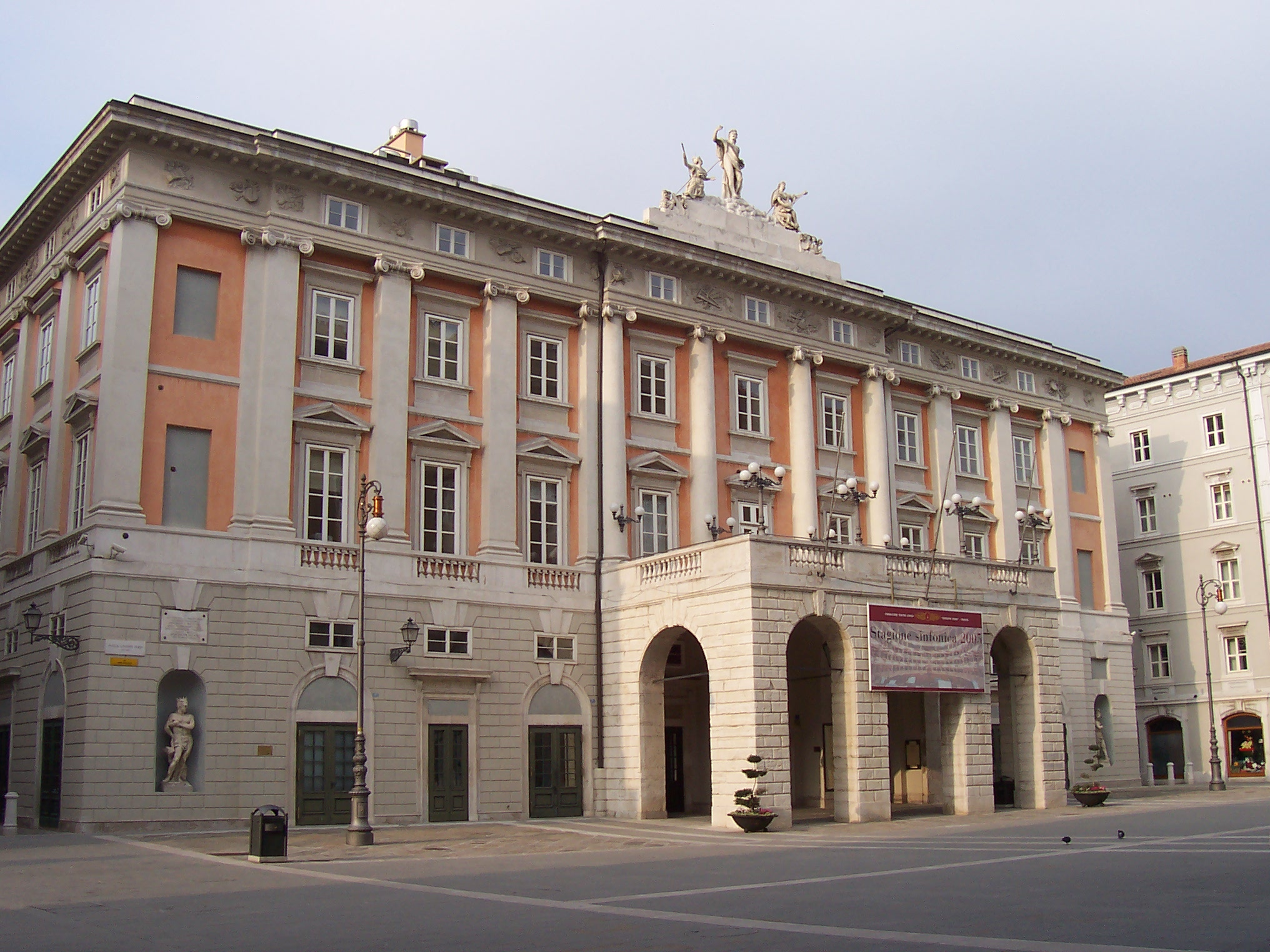
Teatro Comunale Giuseppe Verdi

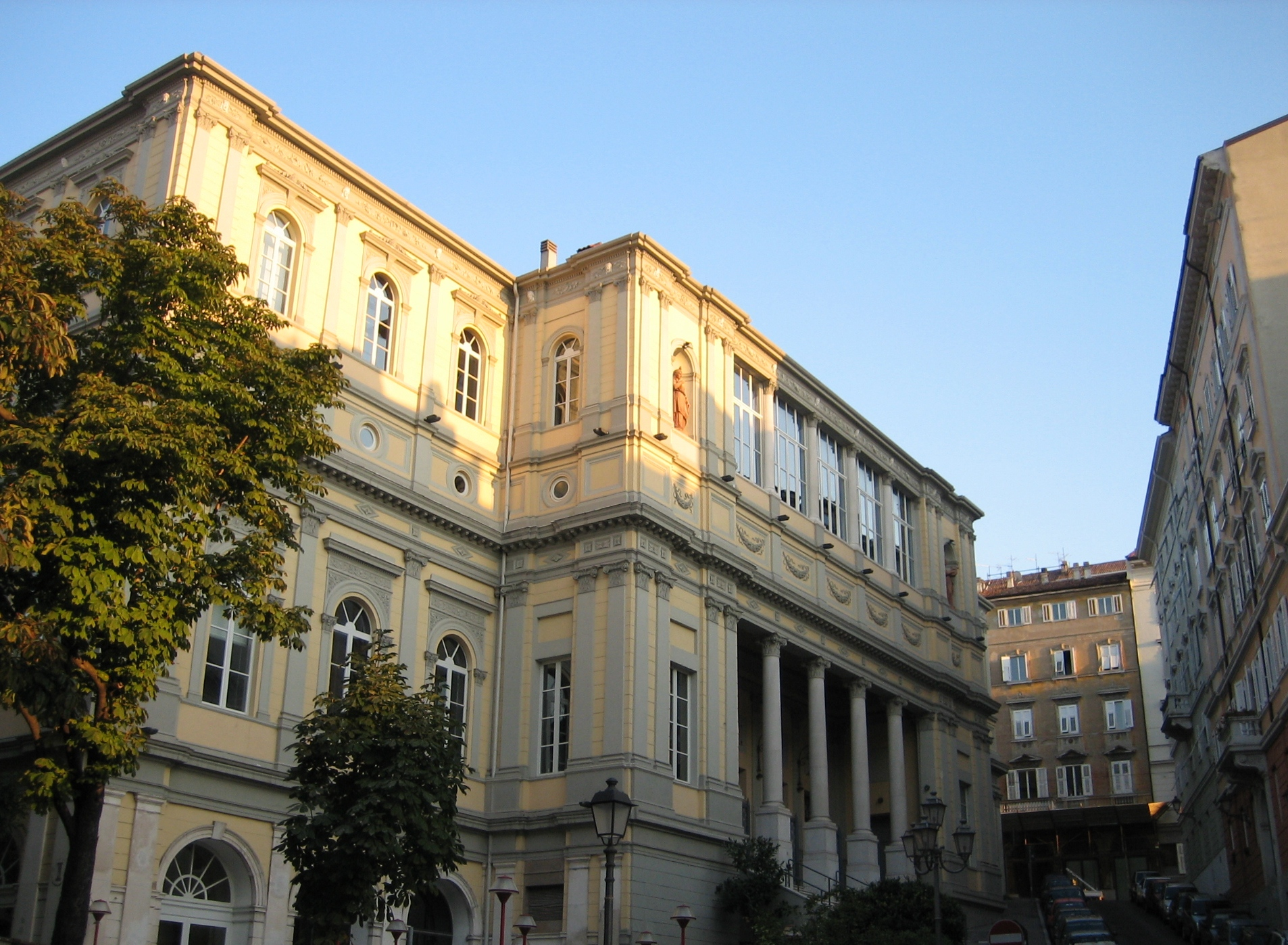
Teatro Rossetti - Stabile del Friuli-Venezia Giulia

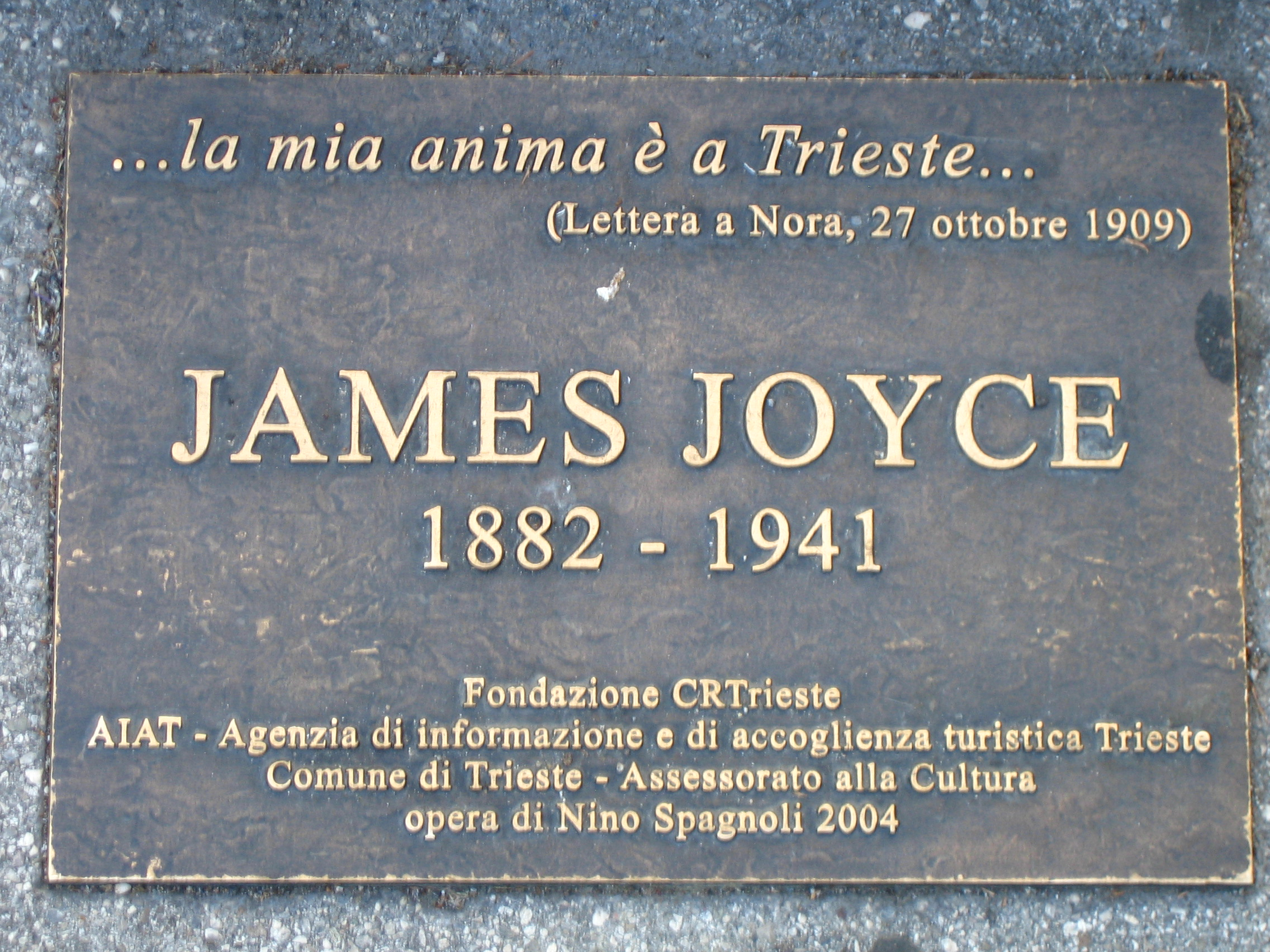
"... la mia anima è a Trieste ...", James Joyce, lettera a Nora, 27 ottobre 1909

- Civico museo del castello e armeria, dedicato alla storia del Castello di San Giusto e ospitato nei locali dello stesso castello, acquisito dal comune nel 1932 e restaurato nel 1936 l'armeria raccoglie armi tra il XII e il XIX secolo.
- Civico museo di storia patria, nato come sezione del Museo di storia ed arte, fu ospitato dal 1925 nella palazzina Basevi. Doveva raccogliere i materiali della vita pubblica e privata della città, ma se ne distaccarono nel 1934 i materiali risorgimentali e nel dopoguerra, in seguito ai danni subiti dalla palazzina e lo spostamento alla sede attuale di via Imbriani 5, la collezione di dipinti fu distaccata presso il Museo Sartorio.
- Civico museo del Risorgimento e sacrario Oberdan, raccoglie cimeli rinascimentali cittadini, precedentemente parte della raccolta del Museo di storia patria, ospitati in un edificio costruito nel 1934 dall'architetto Umberto Nordio sul luogo della scomparsa caserma nella quale era stato giustiziato Guglielmo Oberdan, nella piazza omonima.
- Civico museo della Risiera di San Sabba, conserva, in alcune sale del monumento, ristrutturato nel 1965 (architetto Romano Boico), una raccolta di cimeli provenienti dai campi di sterminio tedeschi e oggetti sottratti dai nazisti agli ebrei triestini.
- Civico museo di guerra per la pace "Diego de Henriquez", istituito nel 1997, raccoglie cimeli di storia militare riuniti dal collezionista Diego de Henriquez. Si trova insieme al Civico Museo di Storia naturale nell'ex caserma Duca delle Puglie in via Cumano 22.
- Lapidario tergestino, ospitato in uno dei bastioni del Castello, custodisce reperti provenienti dagli edifici della Trieste romana e precedentemente custoditi nell'Orto lapidario.
- Museo postale e telegrafico della Mitteleuropa, nato dalla collaborazione del Comune con le Poste italiane e ospitato nel palazzo delle Poste del 1894, raccoglie cimeli postali della regione e delle zone limitrofe. Ha sede nell'eclettico Palazzo delle Poste di Piazza Vittorio Veneto.
- Museo etnografico di Servola, sorto nel 1975, per iniziativa di don Dušan Jakomin, con lo scopo di raccogliere, conservare, esporre e mettere a disposizione di studiosi e di quanti siano interessati, documenti e oggetti legati alla storia, alla cultura e al costume del rione di Servola.
- Science centre immaginario scientifico, situato nel Magazzino 26 del Porto Vecchio di Trieste, il Science centre immaginario scientifico (IS) è un museo della scienza interattivo e multimediale. Il centro adotta originali tecniche espositive e innovative metodologie di animazione didattica che lo inseriscono nella tipologia dei cosiddetti “musei di nuova generazione” – ovvero i “science centre” di scuola anglosassone – che rivoluzionano le modalità tipiche di un museo tradizionale: da luogo deputato alla conservazione ed esposizione di reperti e vecchi strumenti, il museo si trasforma in un luogo vivo, dove il visitatore interagisce con gli oggetti presenti e con gli ambienti museali.
- Alinari Image Museum (AIM), inaugurato nel 2016 e sito nel bastione del castello di San Giusto, è un museo della fotografia interattivo e multimediale. Offre un archivio che, collegato informaticamente alla raccolta Fratelli Alinari di Firenze, racconta l'evoluzione dell'immagine dagli albori all'era della tecnologia digitale e permette di intraprendere, tra monitor, proiettori, schermi interattivi e microcomputer di ultima generazione, un percorso visivo, anche tridimensionale, nella storia della fotografia e del vastissimo repertorio del più antico archivio fotografico del mondo.
- Civico museo di storia naturale, inaugurato nel 1846 da un'associazione privata (la "Società di amici della scienza naturale") come "Gabinetto zoologico-zootomico", venne donato alla città nel 1852 e si trasferì nella sede attuale con il nome di "Civico museo Ferdinando Massimiliano". Comprende una sezione botanica, una sezione zoologica, una sezione paleontologica e una mineralogica e svolge attività didattica e di ricerca.
- Civico acquario marino, inaugurato nel 1933 ed ospitato nell'ex "Peschiera Centrale", edificata nel 1913 in stile liberty dall'architetto Giorgio Polli. Ospita esemplari della fauna marina adriatica in un sistema di vasche con acqua prelevata direttamente dal mare.
- Civico museo del mare, inaugurato nel 1904 come "Museo della pesca" dalla "Società di pesca e piscicultura marina". A questo si aggiunsero materiali provenienti dall'Istituto nautico "Tomaso di Savoia Duca di Genova" di Trieste, con la trasformazione in "Esposizione marina permanente", affidato alla "Società adriatica di scienze naturali". Nel 1968 divenne il museo attuale con la nuova sede allestita dall'architetto Umberto Nordio. Ospita i materiali sulla storia della marineria triestina.
- Civico orto botanico, fondato nel 1842 dal "Gremio farmaceutico", a cui seguì nel 1861 un giardino per le specie spontanee dell'ambiente carsico. Nel 1903 ricevette il nome attuale.
- Museo Joyce museum, nato nel 2004 dalla collaborazione tra Comune e Università, come centro di documentazione e studio di James Joyce in Italia. Ora si trova in via Madonna del Mare, 13.
- Museo sveviano, ospitato originariamente a palazzo Biserini presso la Biblioteca civica, ora in via Madonna del Mare 13, è un centro di documentazione e di studio su Italo Svevo (pseudonimo dell'industriale triestino Ettore Schmitz).
- Museo petrarchesco piccolomineo, aperto nel 2003 per l'esposizione delle opere di Francesco Petrarca ed Enea Silvio Piccolomini conservate nella Biblioteca Hortis. La collezione fu lasciata in eredità alla città dal mecenate conte Domenico Rossetti De Scander (Trieste 1774 - Trieste 1842). Ha sede in via Madonna del Mare, 13.
- Civico museo Sartorio, ospitato in una villa settecentesca, ristrutturata nell'Ottocento e appartenente alla famiglia Sartorio. Conserva alcuni ambienti con arredi originali e diverse collezioni donate alla città, il Trittico di Santa Chiara, opera di Paolo e Marco Veneziano del 1328 e disegni di Giambattista Tiepolo. Ha sede in Largo Papa Giovanni XXIII, 1.
- Civico museo Morpurgo de Nilma, ospitato nell'appartamento ottocentesco dei banchieri Morpurgo, con gli arredi originali, donato dalla famiglia al Comune nel 1943. Si trova in via Imbriani 5.
- Museo della Civiltà istriana, fiumana e dalmata
- Museo della bora
- Museo ebraico Carlo e Vera Wagner
- Museo della Fondazione Giuseppe Scaramangà di Altomonte
- Galleria nazionale d'Arte antica
- Museo nazionale dell'Antartide
- Museo ferroviario
- Museo speleologico "Speleovivarium"
- Museo commerciale
- Antiquarium di Borgo San Sergio
- Donazione Sambo
- Museo della pesca del Litorale triestino (Ribiški muzej tržaškega primorja)
- Lavatoio di San Giacomo
- Piccolo Museo
- Museo della comunità ebraica di Trieste
- Museo avventista della Bibbia
- Museo casa Osiride Brovedani
- Museo Greco orientale
- Museum of Art in Fashion
- Centrale Idrodinamica
- Museo della fondazione Giuseppe Scaramangà di Altomonte[126]
- Museo dell'orto Lapidario
- Museo d'Antichità J.J. Winckelmann[127]
- Biodiversitario marino
- Museo del presepio
- Museo del caffè di Trieste[128]
- Museo della letteratura triestina[129]
- Museo della ginnastica triestina
- Museo dell'associazione marinara Aldebaran
- Polo museale del porto vecchio
- Sacrario della Foiba di Basovizza, monumento nazionale[130]
- Foiba di Opicina[131]

### Teatri
Questi sono i principali teatri di Trieste:
- Teatro Comunale Giuseppe Verdi
- Teatro Rossetti - Stabile del Friuli-Venezia Giulia
- Teatro Stabile Sloveno – Slovensko Stalno Gledališče
- Teatro Orazio Bobbio (ex Cristallo – La Contrada)
- Teatro Miela
- Hangar Teatri
- Teatro Sala Tripcovich
- Teatro dei Fabbri
- Teatro Franco e Franca Basaglia
- Teatro dei Salesiani
- Teatro Silvio Pellico

### Letteratura
(Umberto Saba, Trieste, vv. 8-14)
L'ambiente culturale mitteleuropeo e la particolare storia di Trieste hanno favorito fin dall'Ottocento l'affermazione di scrittori triestini e l'arrivo di importanti autori stranieri, come l'irlandese James Joyce, che nella città vissero a lungo, tanto che si può parlare di una letteratura triestina. Si ricordano, a tal proposito, gli scrittori Umberto Saba, Italo Svevo, Scipio Slataper e Boris Pahor.

### Media

#### Stampa

##### Quotidiani
- Il Piccolo
- Primorski dnevnik

##### Periodici
Dopo la chiusura negli anni '10 di storiche pubblicazioni quali Il Mercatino e Vita Nuova, sono rimaste in attività solo poche piccole testate, alcune dalla lunga storia e tradizione:
- Galeb
- Germinal
- Il Lavoratore
- Mladika
- Nord Adriatico Magazine
- La Nuova Alabarda

#### Radio
- Rai Friuli-Venezia Giulia

Nella città giuliana è presente la Sede Rai di Trieste, centro di produzione radiotelevisiva regionale della Rai per la regione autonoma Friuli-Venezia Giulia. Nata nel 1931 con la denominazione Radio Trieste, sotto l'occupazione tedesca della città (1943-1945) assunse il nome Radio Litorale Adriatico, irradiando trasmissioni in tedesco, italiano e sloveno. Il 5 maggio 1945, con l'arrivo delle truppe jugoslave a Trieste, l'emittente assunse il nome di Radio Trieste Libera - Radio svobodni Trst; nel mese di giugno essa passò sotto il controllo del governo militare alleato. Nel 1954 la città di Trieste tornò all'Italia; nel giro di un anno, il 1º luglio 1955, Radio Trieste divenne formalmente la filiale regionale della Rai Radiotelevisione italiana per il Friuli-Venezia Giulia.
- Radio Attività
- Radio Fragola
- Radio Nuova Trieste
- Radio Punto Zero
- Radio Romantica
- Radio Diffusione Europea (attiva solo in onde medie)
- Radio Capodistria

#### Televisione
- Rai Friuli-Venezia Giulia
- Telequattro

### Cucina

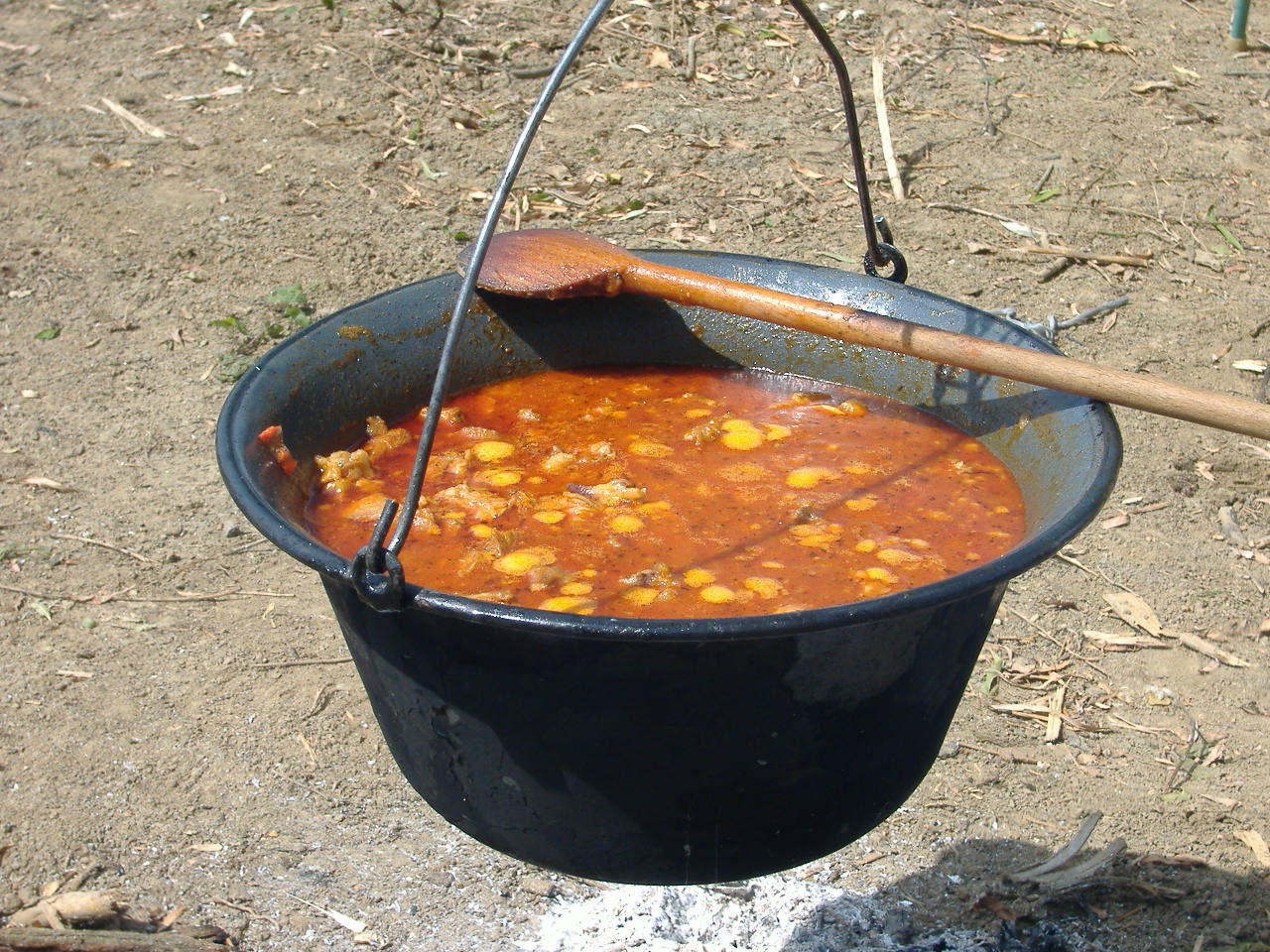
Gulasch

La cucina triestina rispecchia la realtà storica di Trieste. Trieste ha accolto per secoli nel suo seno le genti e le tradizioni culinarie più diverse. Da tale diversità è nata una cucina particolarmente variata e sapida che ha saputo coniugare la gastronomia mediterranea con quella mitteleuropea. Città bimillenaria di fondazione pre-romana, dopo essere diventata un centro urbano di secondaria importanza in epoca romana, Tergeste decadde in età tardoantica e medievale, e fino ai primi secoli dell'età moderna rimase un borgo murato la cui economia si basava essenzialmente sulla pesca e sul commercio del sale. Con l'introduzione del porto franco (1719), inizia una nuova era per la città, contraddistinta da un carattere profondamente cosmopolita, cui si accompagna la nascita di una cucina propriamente triestina che di tale cosmopolitismo sarà specchio fedele.
La cucina tradizionale triestina ha la peculiarità di essere ricca non solo di ricette e piatti di mare, giustificati dalla presenza delle pescose acque dell'Adriatico, ma anche di carne, dati i tradizionali legami della città con l'entroterra carsico e con il bacino danubiano. Se infatti la cucina marinara di Trieste è prevalentemente affine a quella istro-dalmata, quella legata alle carni si riallaccia alle tradizioni culinarie mitteleuropee. Celebri sono anche i primi piatti, mentre dolci e dessert hanno fama di essere fra i più raffinati d'Europa.
Nelle tavole triestine non possono mancare i vini carsolini prodotti nel Carso triestino (e nelle zone adiacenti appartenenti alla Slovenia), né quelli del Collio goriziano, la cui zona di produzione si estende in gran parte della vicina provincia di Gorizia. Particolarmente diffusi e apprezzati in città sono anche i celebri vini friulani sia bianchi che rossi (Colli orientali del Friuli, Friuli-Annia, Friuli-Aquileia, Friuli-Grave ecc.).
Celebre pietanza triestina è il gulasch, tradizionale piatto ungherese a base di spezzatino di manzo e con l'eventuale aggiunta di patate, diffusissimo in città. Sovente vengono utilizzati anche pezzi di prosciutto in aggiunta o talvolta anche in sostituzione delle patate. Se la salvia è facoltativa, l'uso della paprica è d'obbligo. Il gulasch nella sua versione triestina è stato importato nella città giuliana grazie alla dominazione austroungarica, che durò secoli.

### Eventi

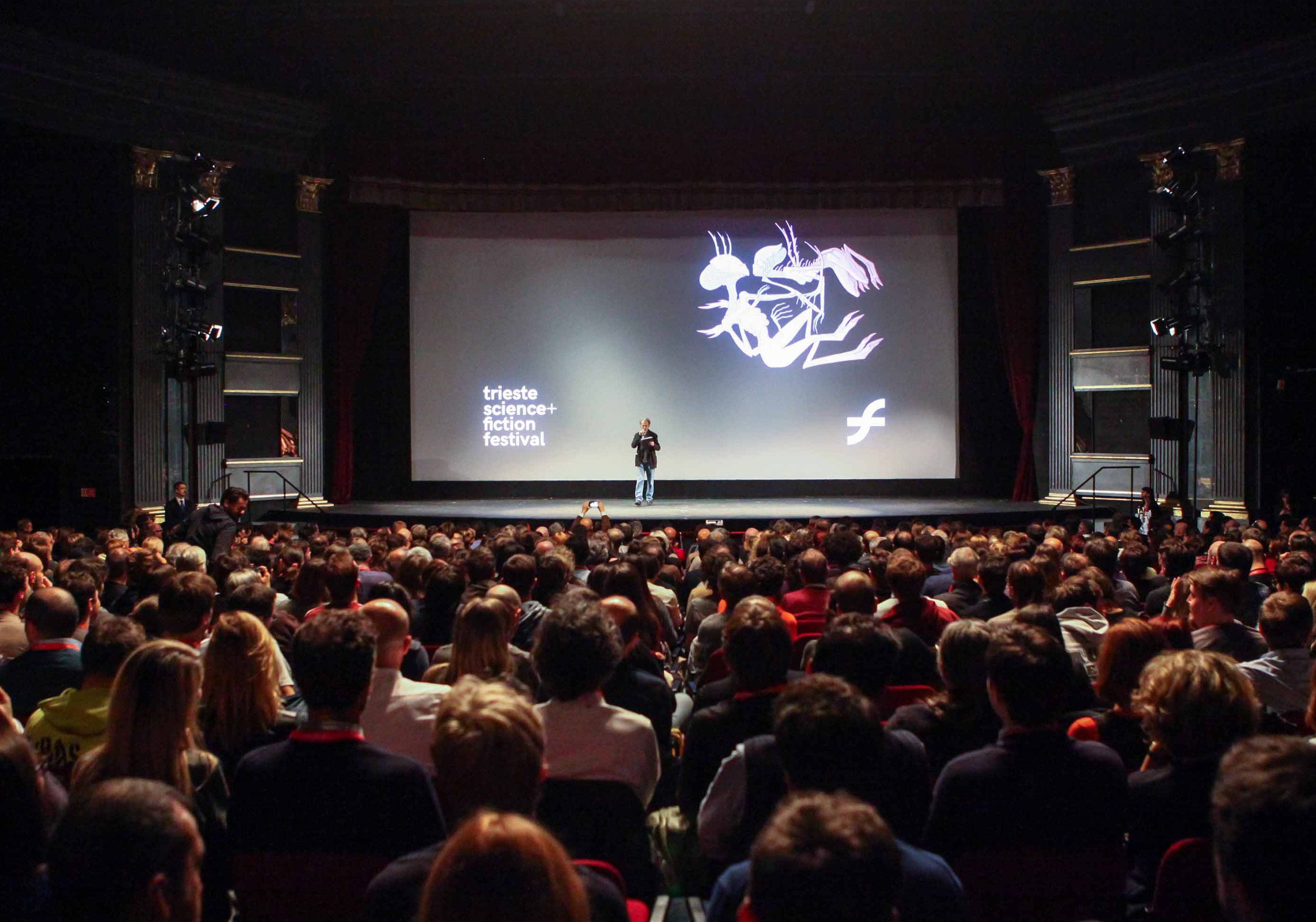
Trieste Science+Fiction Festival 2016

- Trieste Film Festival, festival cinematografico che si tiene in gennaio.[133]
- Trieste Science+Fiction Festival, novembre, festival cinematografico dedicato alla fantascienza.[134]
- Barcolana, la regata velica più affollata del mondo: vi partecipano circa 2000 barche. Si tiene ogni anno la seconda domenica di ottobre.[135]
- ShorTS, luglio, festival internazionale del cortometraggio e delle opere prime.[136]
- Bloomsday, giugno, festa in onore dello scrittore irlandese James Joyce.
- Trieste Next[137], settembre, fiera di divulgazione scientifica a cura dell'Università di Trieste e le varie sedi di ricerca presenti in regione (con la partecipazione di ricercatori mondiali).
- Le vie delle foto, festival di fotografia che si svolge nel mese di aprile[138].

## Geografia antropica

### Urbanistica

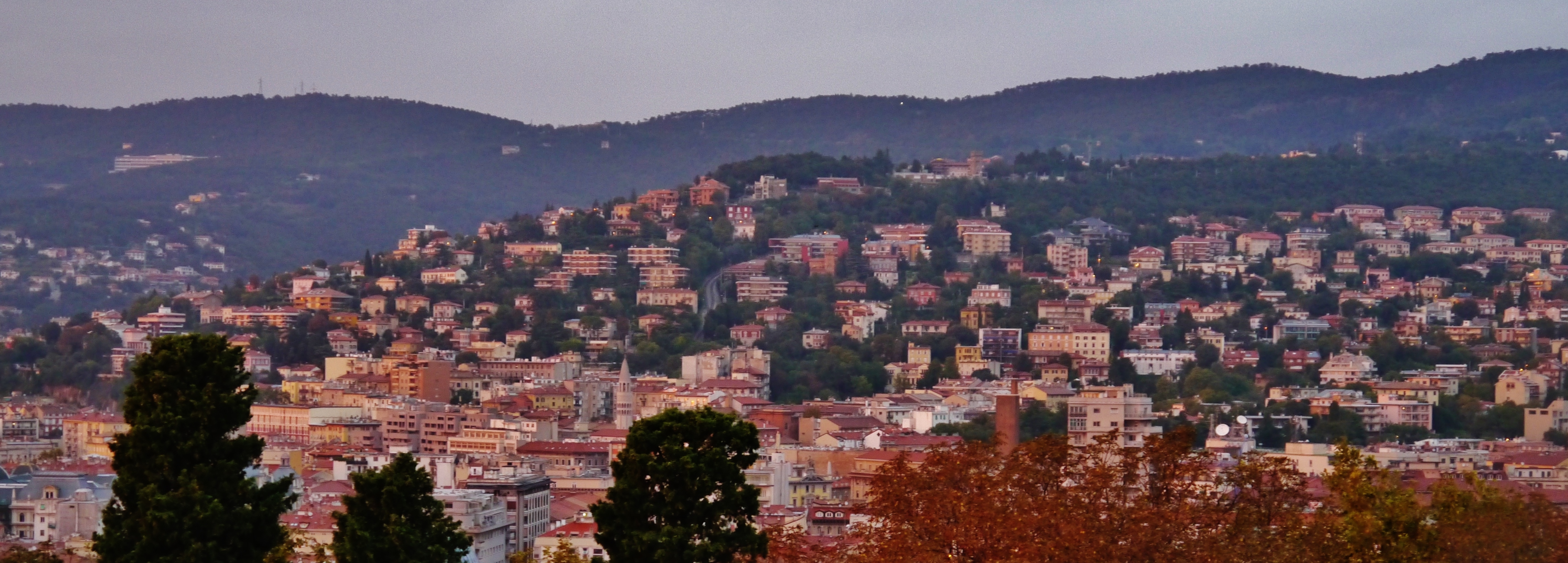
Panorama di Trieste dalle colline circostanti

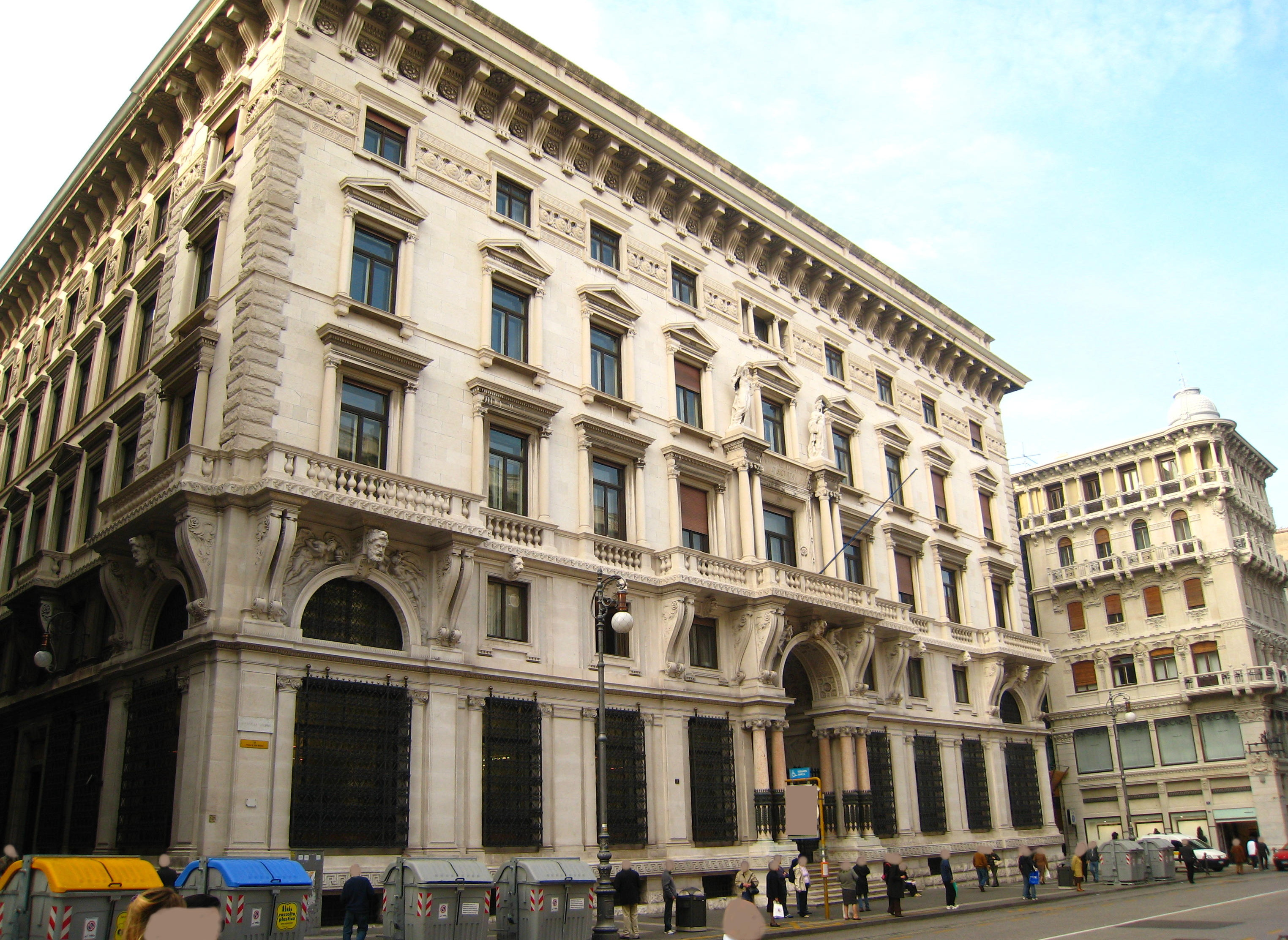
La sede storica della RAS a Trieste. Sullo sfondo l'angolo del palazzo Terni-Smolars

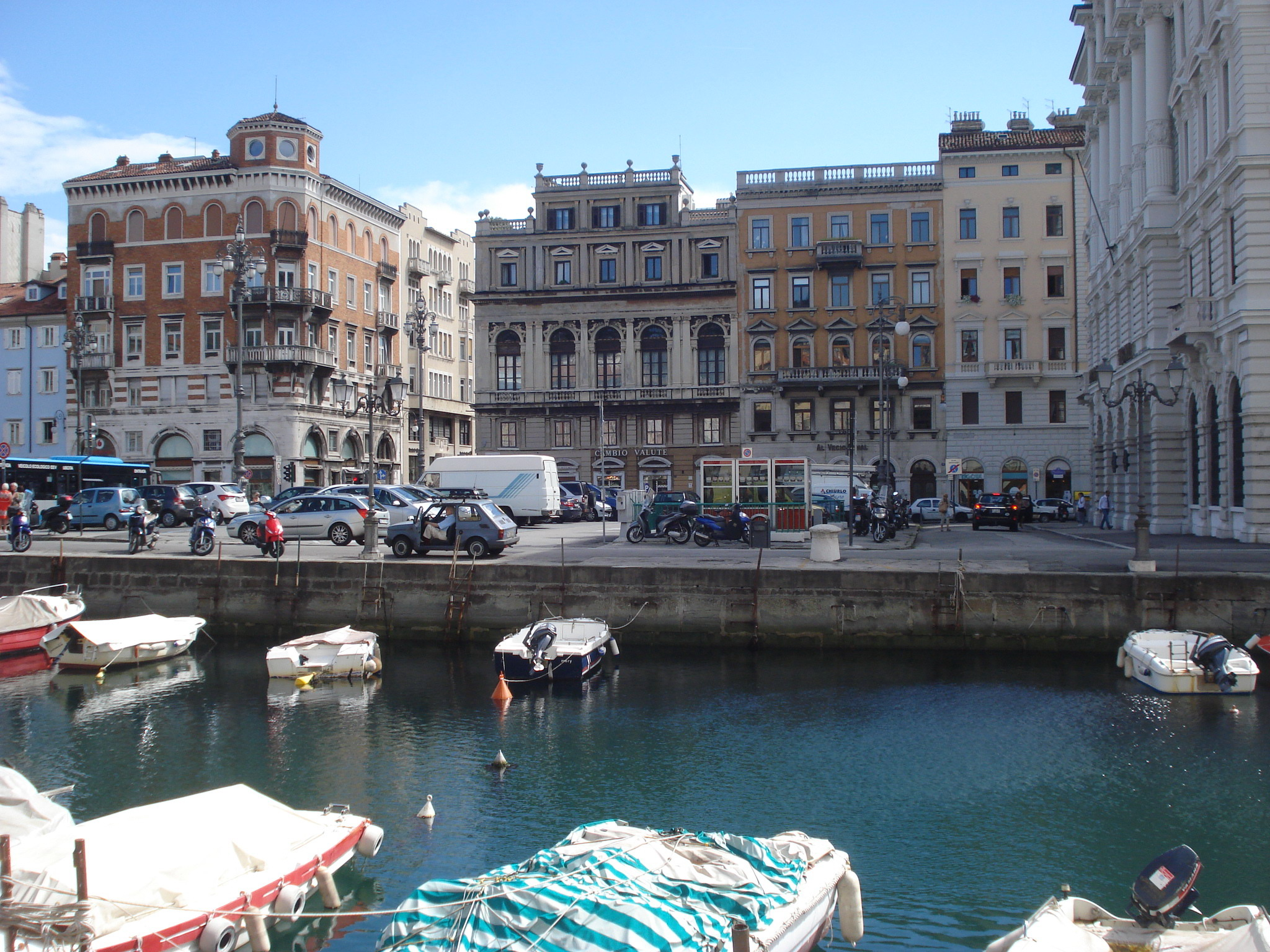
Piazza Ponterosso a Trieste

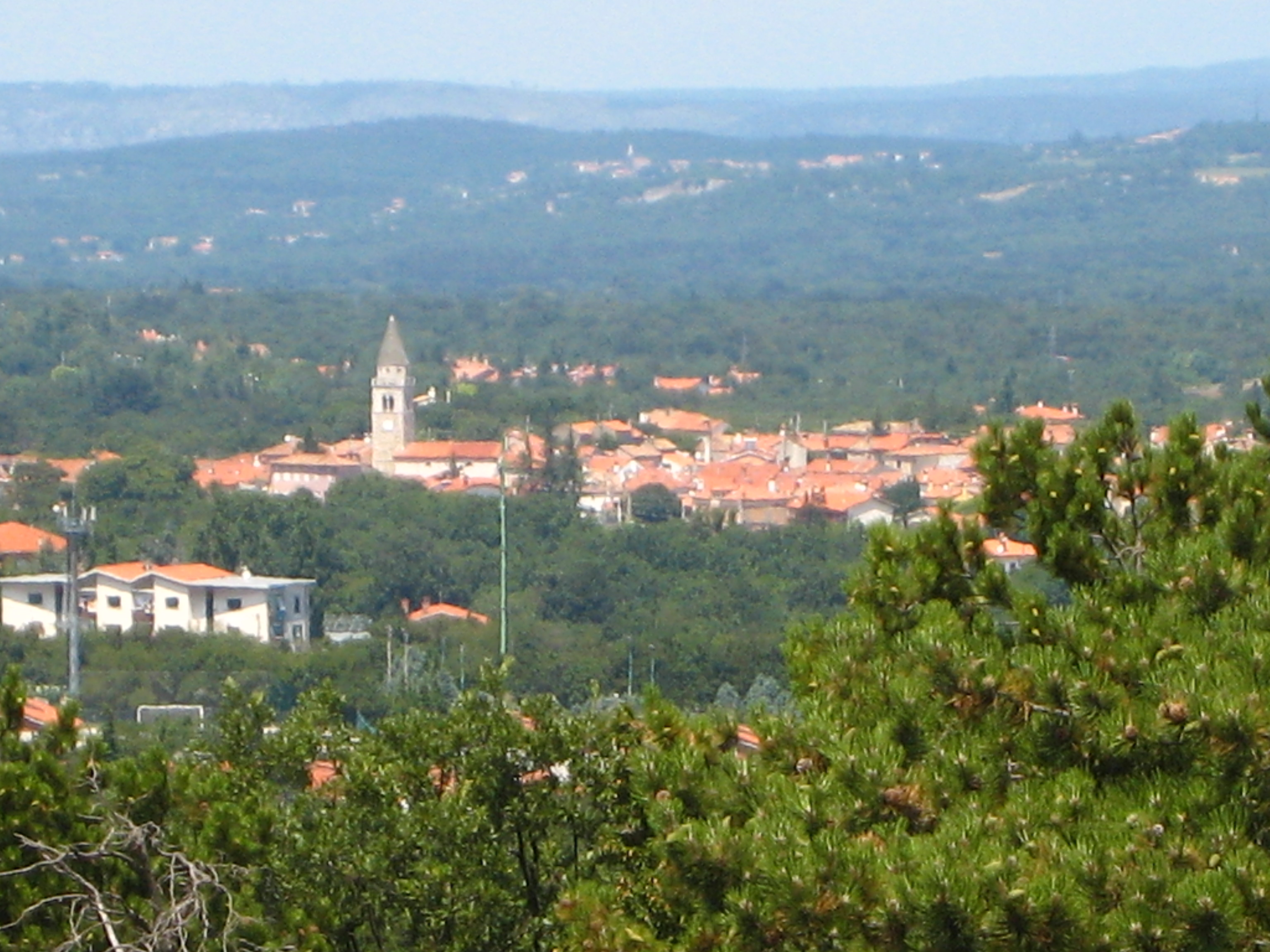
L'abitato di Prosecco visto dalla vedetta Italia. Il quartiere è celebre per aver dato il nome ad uno dei vini più famosi al mondo, il prosecco

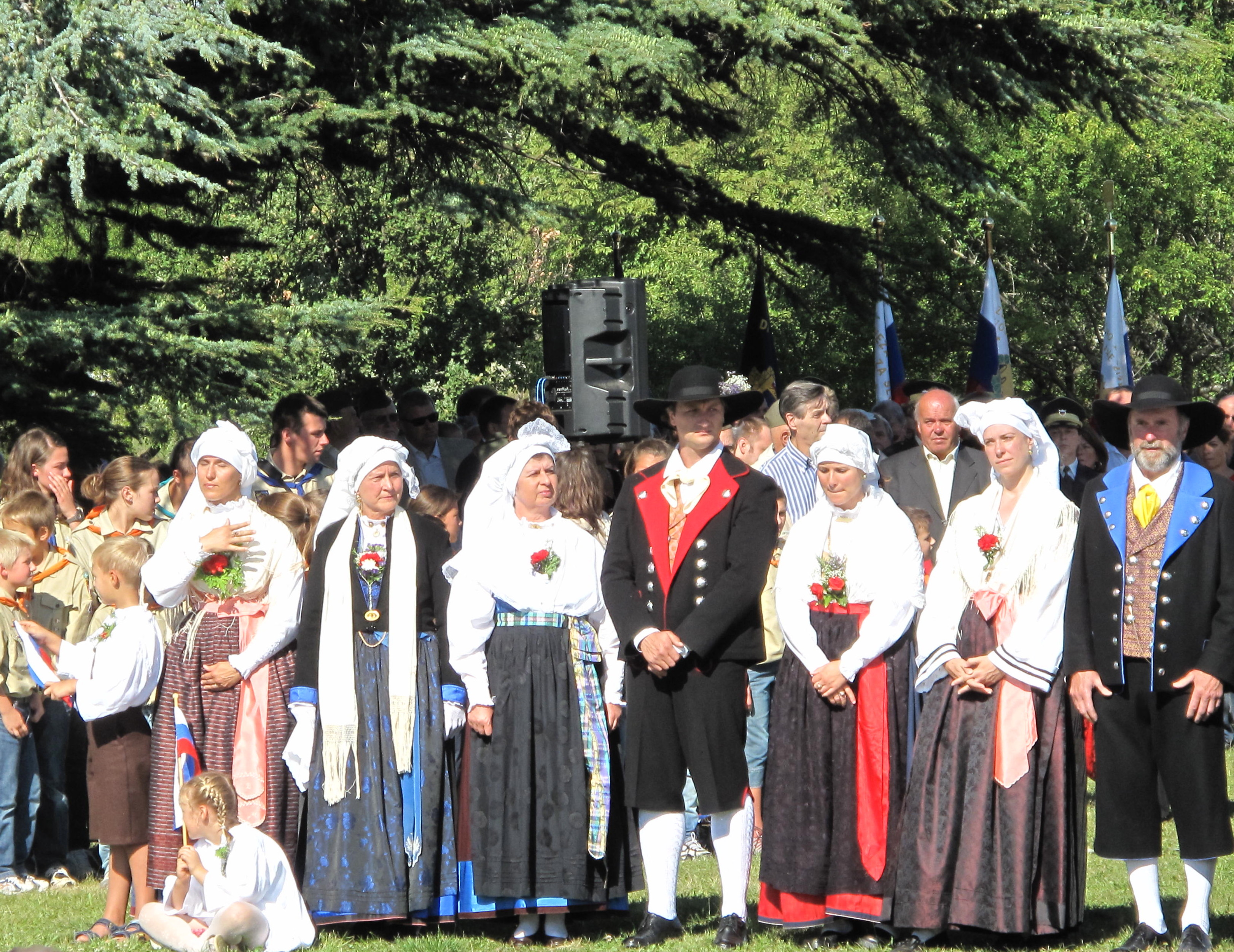
Alcuni abitanti del quartiere triestino di Basovizza durante una celebrazione nei tipici costumi tradizionali dei borghi carsici

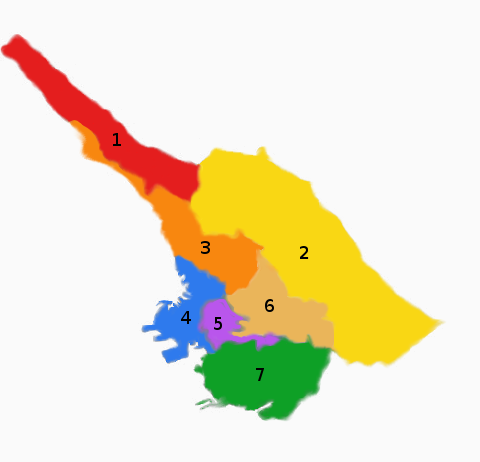
Le sette circoscrizioni comunali di Trieste

La più importante arteria pedonale di Trieste è viale XX Settembre, che era storicamente chiamata via dell'Acquedotto. Il viale si estende per oltre un chilometro lungo il rione storico di Barriera Nuova ed è distribuito su tre delle sette Circoscrizioni comunali di Trieste (ovvero la III Circoscrizione, la IV Circoscrizione e la VI Circoscrizione). Il primo tratto è completamente pedonalizzato mentre nella seconda parte possono circolare le autovetture.
Principale piazza di Trieste è piazza Unità d'Italia, chiamata durante il periodo austriaco Piazza Grande e successivamente nota anche come piazza Francesco Giuseppe. Si trova ai piedi del colle di San Giusto, tra il Borgo Teresiano e Borgo Giuseppino. Di pianta rettangolare, la piazza si apre da un lato sul Golfo di Trieste ed è circondata da numerosi palazzi ed edifici pubblici. Affacciate sulla piazza si trovano le sedi di diversi enti: il municipio di Trieste, il palazzo della Giunta regionale del Friuli-Venezia Giulia e la prefettura del capoluogo.
Altra importante piazza triestina è piazza della Borsa, che è conosciuta anche come il secondo salotto buono cittadino. La piazza è stata il centro economico della città per tutto il XIX secolo ed è immediatamente adiacente a piazza Unità d'Italia.
Restringendosi, prosegue fino all'inizio di corso Italia, un'importante arteria cittadina. Il luogo ove sorge la piazza si trovava anticamente appena fuori dalle mura cittadine. Infatti nel punto dove si trova il passaggio con piazza Unità si trovava la porta di Vienna e le case che delimitano la piazza verso monte seguono la linea delle antiche mura verso la torre di Riborgo.
Piazza della Repubblica, un tempo chiamata piazza Nuova, è una piazza del centro storico di Trieste. Si trova all'interno del borgo Teresiano, borgo storico triestino voluto dall'imperatrice Maria Teresa d'Austria nel XVIII sec. È situata a metà di via Mazzini (un tempo via Nuova) ed è formata da un allargamento della strada stessa. Lo spazio in cui si sviluppa va dall'incrocio con via Dante Alighieri (un tempo via Sant'Antonio) a quello con via Santa Caterina da Siena.
Piazza Oberdan, prima piazza della Caserma, è una delle principali piazze di Trieste. È uno dei principali snodi del trasporto pubblico cittadino, posta a poca distanza dalla stazione Centrale, posta Centrale e tribunale, è sede del Consiglio regionale del Friuli-Venezia Giulia.
Piazza Venezia è situata nel Borgo Giuseppino. La piazza, un tempo nota come piazza Giuseppina (come per il borgo, in onore di Giuseppe II d'Asburgo-Lorena) e piazza Ganza, è accreditata come uno dei centri della movida triestina. Essa presenta un monumento di Massimiliano e diversi palazzi storici.

### Suddivisioni storiche
Rioni tradizionali e località, con segnati attraverso (*) corrispondenti alle circoscrizioni
1. *Altipiano Ovest: Borgo San Nazario: 766 ab., *Borgo Santissimi Quirico e Giulitta: 700 ab., *Contovello (Kontovel): 1 487 ab., *Porto Santa Croce o Santa Croce di Trieste (Križ): 1 452 ab., *Prosecco (Prosek): 1 349 ab.
2. *Altipiano Est: Banne (Bani): 241 ab., *Basovizza (Bazovica): 684 ab., *Gropada: 297 ab., *Opicina o Villa Opicina (Opčine): 7 950 ab., *Padriciano (Padriče): 872 ab., *Trebiciano (Trebče): 589 ab.
3. Barcola (Barkovlje), Cologna (Kolonja), Conconello (Ferlugi), Gretta (Greta), Roiano (Rojan), Scorcola (Škorklja), *Grignano (Grljan): 632 ab., *Miramare (Miramar): 780 ab.
4. Barriera Nuova, Borgo Giuseppino, Borgo Teresiano, Città Nuova, Cittavecchia, San Vito, San Giusto, Campi Elisi, Sant'Andrea, Cavana
5. Barriera Vecchia (Stara mitnica), San Giacomo (Sveti Jakob)
6. Cattinara (Katinara), Chiadino (Kadinj), San Luigi, Guardiella (Vrdela), Longera (Lonjer), San Giovanni (Sveti Ivan), Rozzol (Rocol), Melara
7. Borgo San Sergio, Chiarbola (Čarbola), Coloncovez (Kolonkovec), Santa Maria Maddalena Inferiore (Sveta Marija Magdalena Spodnja), Raute (Rovte), Santa Maria Maddalena Superiore (Sveta Marija Magdalena Zgornja), Servola (Škedenj), Poggi Paese, Poggi Sant'Anna (Sveta Ana), Valmaura, Altura

### Suddivisioni amministrative
1. I Circoscrizione - Altipiano Ovest: l'Altipiano Ovest, ufficialmente I Circoscrizione, è la prima delle sette circoscrizioni del comune di Trieste. Si estende su una superficie di 10,19 km², nel comune di Trieste. Comprende quattro borghi storici della città: Santa Croce, Prosecco, Contovello e Borgo San Nazario. La popolazione è prevalentemente di madrelingua slovena.
2. II Circoscrizione - Altipiano Est: l'Altipiano Est, ufficialmente II Circoscrizione, è la seconda delle sette circoscrizioni del comune di Trieste. Si estende al confine con la Slovenia, nel Carso. Comprende i borghi storici di Villa Opicina, Banne, Trebiciano, Padriciano, Gropada e Basovizza. È la circoscrizione più estesa di Trieste.
3. III Circoscrizione - Roiano-Gretta-Barcola-Cologna-Scorcola: Roiano-Gretta-Barcola-Cologna-Scorcola, ufficialmente III Circoscrizione, è la terza delle sette circoscrizioni del comune di Trieste. Posta a nord dal centro cittadino, comprende i borghi storici di Roiano, Barcola, Gretta, Cologna e Scorcola. La circoscrizione si divide prevalentemente in due ulteriori divisioni: la zona nord-ovest comprendente Barcola e Roiano, che si affaccia sul mare (golfo di Trieste) e la zona sud-est, che comprende i quartieri collinari di Gretta e Scorcola, e la pianeggiante Cologna.
4. IV Circoscrizione - Città Nuova - Barriera Nuova - San Vito - Città Vecchia: Città Nuova-Barriera Nuova-San Vito-Città Vecchia, ufficialmente IV Circoscrizione, è la quarta delle sette circoscrizioni del comune di Trieste. Si estende su una superficie di 5,17 km², nel comune di Trieste. Si trova in pieno centro della città, e comprende la città vecchia e il porto nuovo. Oltre ai borghi che danno il nome alla circoscrizione, troviamo anche il Borgo Teresiano, Borgo Giuseppino, Campi Elisi e Cavana.
5. V Circoscrizione - Barriera Vecchia - San Giacomo: Barriera Vecchia-San Giacomo, ufficialmente V Circoscrizione, è la quinta delle sette circoscrizioni del comune di Trieste. Posta a sud-est dal centro cittadino, comprende i borghi storici di Barriera Vecchia, San Giacomo e Santa Maria Maddalena Superiore. È la circoscrizione più popolosa della città, con quasi un quarto degli abitanti totali del comune. Si registrano anche la più alta densità e la massima concentrazione di residenti stranieri.[139]
6. VI Circoscrizione - San Giovanni - Chiadino - Rozzol: la VI Circoscrizione è la sesta delle sette circoscrizioni del comune di Trieste. Posta a nord-est dal centro cittadino, comprende i rioni di San Giovanni, Chiadino e Rozzol.
7. VII Circoscrizione - Servola - Chiarbola - Valmaura - Borgo San Sergio: La VII Circoscrizione è la settima delle sette circoscrizioni del comune di Trieste. Posta a est dal centro cittadino, comprende i rioni di Servola, Valmaura, Chiarbola, Borgo San Sergio, Altura e Cattinara.

## Economia

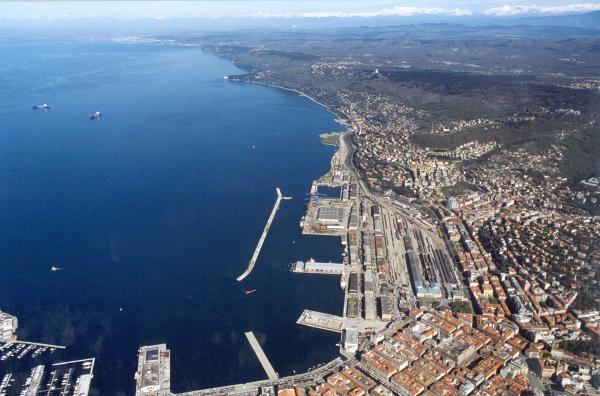
Il porto vecchio di Trieste

Le attività commerciali e industriali della città sono ancora legate, anche se in misura minore rispetto al passato, al porto. Nonostante l'incidenza negativa di quest'ultimo sul piano economico e occupazionale, la popolazione triestina gode di un alto tenore di vita (nel 2008 la Provincia di Trieste era seconda in Italia dopo quella di Milano) e di elevati livelli di reddito.
Alcune fra le maggiori compagnie di assicurazione vennero fondate a Trieste a partire dal periodo Asburgico: Assicurazioni Generali (1831), SASA Assicurazioni (1923 – in seguito incorporata nel gruppo UnipolSai), Lloyd Adriatico (1936) e Riunione Adriatica di Sicurtà (RAS) (1838). Le ultime due oggi sono incorporate nel gruppo tedesco Allianz. Tuttora la direzione generale di Assicurazioni Generali e quella della compagnia assicuratrice telefonica online Genertel hanno sede a Trieste, così come Allianz S.p.A., che nella città conta la sede legale e operativa.
Nel settore dell'industria ci sono stabilimenti che trattano la metallurgia e la meccanica industriale e navale, in funzione dalla fine dell'Ottocento.

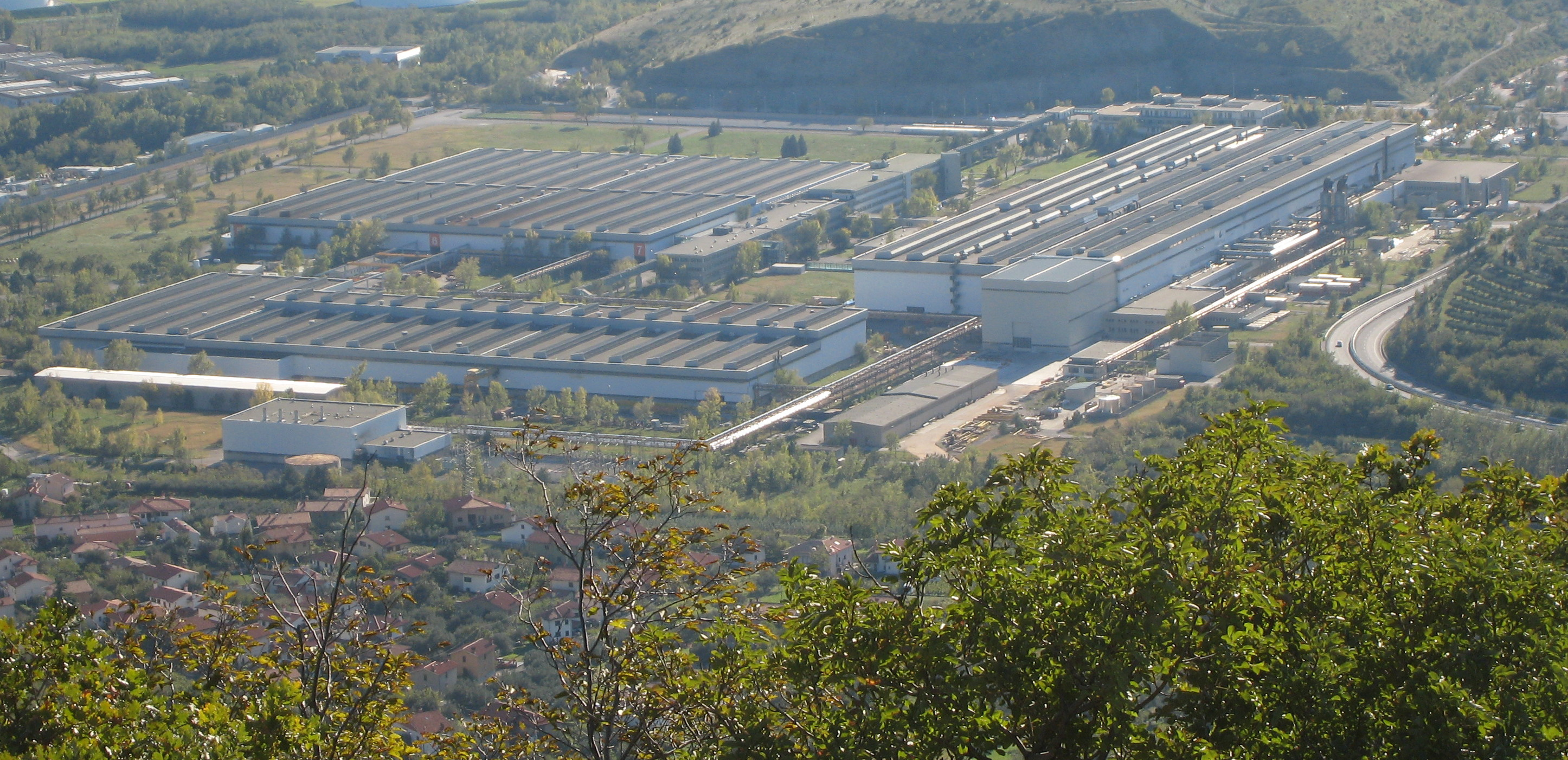
Lo stabilimento della Grandi Motori Trieste, ora Wärtsilä Italia

La Ferriera di Servola è un complesso industriale specializzato nella produzione di ghisa, sito a Servola, un rione di Trieste. Il complesso siderurgico si estende per 560 000 metri quadri e all'ottobre 2012 impiega direttamente circa 500 dipendenti più 300 dell'indotto.
La fabbrica macchine della Wärtsilä Italia, ex Grandi Motori Trieste, è il più grande stabilimento per la produzione di motori navali in Europa e uno dei più importanti di componenti per centrali elettriche. Lo stabilimento, in continua crescita, ha ricevuto anche delle commesse per le ricostruzioni di centrali in Iraq. Trieste è anche sede del gruppo Fincantieri (con cantieri presenti in Italia, Stati Uniti, Norvegia, Romania, Vietnam e Brasile), leader mondiale nella costruzione di navi da crociera e da supporto offshore e in ascesa nel settore della marina militare.

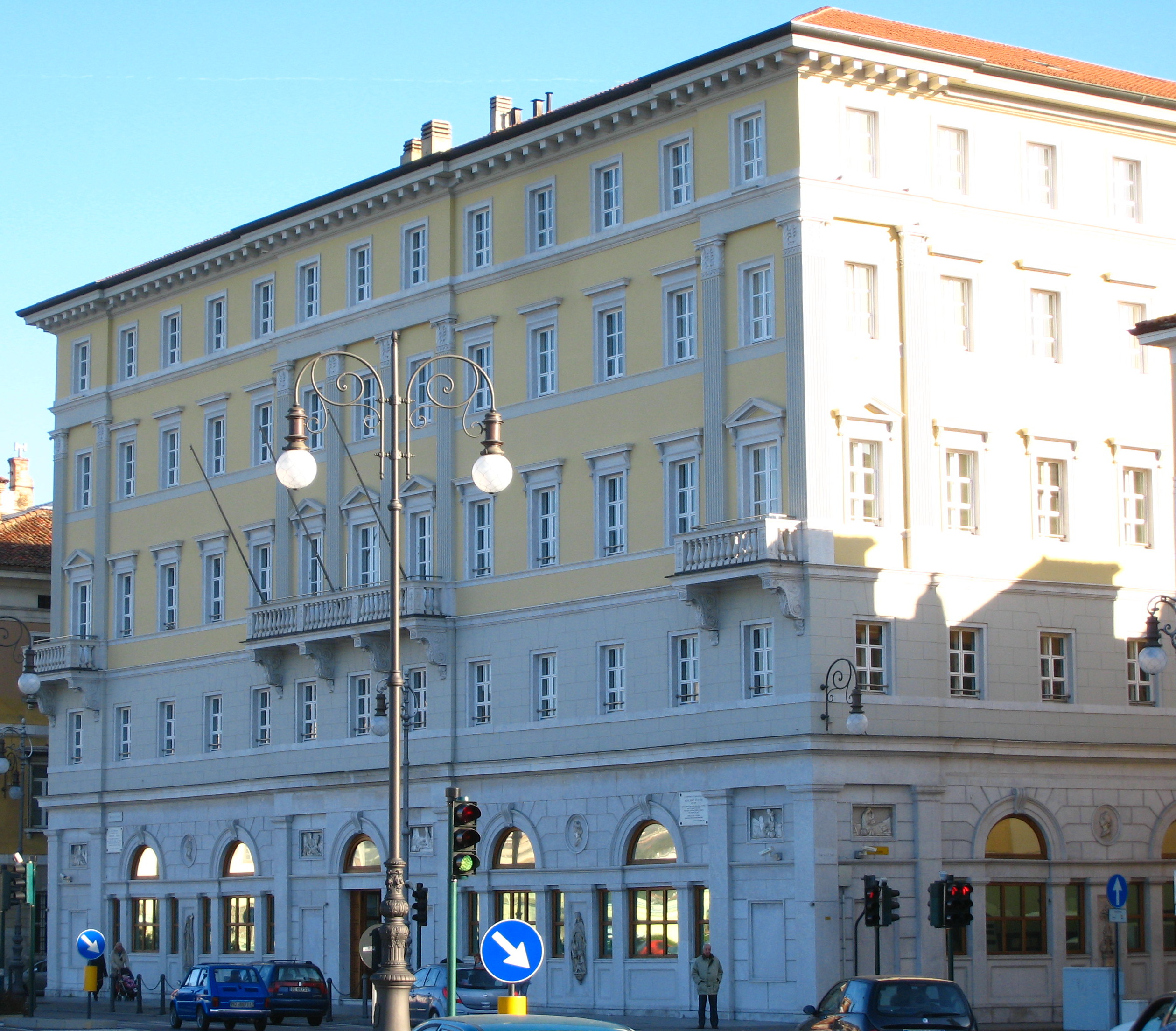
La sede della Fincantieri a Trieste

Grazie allo sviluppo dell'industria meccanica favorito dai numerosi cantieri navali, a partire dai primi anni del XX secolo vennero fondate anche società per la produzione di velivoli e autoveicoli, raggiungendo il massimo sviluppo a partire dal 1922, con l'insediamento di uno stabilimento della Ford e della sede legale della filiale italiana, per poi vedere chiudere le attività produttive dal 1931 in poi a causa delle pressioni della Fiat al regime fascista.. Le ultime imprese attive nella produzione di autoveicoli chiusero nel secondo dopoguerra.
A Trieste si trovano anche i laboratori della Flextronics e della Telit, importanti compagnie operante nel settore delle telecomunicazioni.
Nel settore alimentare possiamo ricordare importanti società come Illy (caffè), Principe e Sfreddo (salumi), Parovel, Potocco, Pasta Zara, Stock. Sono di fondazione triestina anche la Hausbrandt (caffè) e la Dreher.
Oltre il 90% di tutte le aziende industriali e buona parte di quelle artigianali (es. Zona Artigianale Dolina) trovano la loro sede nella zona industriale sita nelle valli di Zaule e delle Noghere, a cavallo dei Comuni di Trieste, Muggia e San Dorligo della Valle, amministrata dall'EZIT.
Nel capoluogo giuliano è presente un settore avanzato della ricerca scientifica, un sincrotrone, un centro avanzato di fisica teorica, e terziario avanzato.
A Trieste c'è anche la sede dell'Italia Marittima (ex Lloyd Triestino) società nata nel 1836 ed a oggi una delle più vecchie e longeve compagnie di navigazione del mondo.
Infine, occorre ricordare che Trieste è, dopo Roma, la città italiana che vanta la maggior concentrazione di dipendenti pubblici sul totale della popolazione residente. La motivazione va ricercata nelle conseguenze dell'esodo istriano: a Trieste, infatti, fu trovata una sistemazione alle migliaia di esuli provenienti dall'Istria, dal Quarnero, dalla Dalmazia, che già lavoravano per lo Stato italiano prima di lasciare le terre di origine.

## Infrastrutture e trasporti

### Strade

Schema della Grande Viabilità Triestina

Trieste è servita dall'A4 attraverso il raccordo autostradale 13 Sistiana-Padriciano ed è inserita nei collegamenti europei E70, E61 ed E751. Il raccordo autostradale 13 diventa, dopo l'uscita di Cattinara, la nuova SS 202/sopraelevata di Trieste e arriva fino al porto della città.
Importante per la città giuliana è la Grande Viabilità Triestina, che è il collegamento stradale, con caratteristiche di autostrada o di strada extraurbana principale, tra la città di Trieste e la rete autostradale italiana e slovena.
La denominazione Grande Viabilità Triestina attualmente non è assegnata ad alcuna strada. Fino al 1997 veniva così chiamata la sopraelevata di Trieste (ora SS 202).
È composta da tratti viari classificati diversamente ma collegati tra loro senza soluzione di continuità.
La GVT ha inizio a Sistiana come continuazione dell'autostrada A4.
Partendo dall'autostrada A4 al molo VII del porto di Trieste, la GVT è così composta:
- raccordo autostradale 13 Sistiana-Padriciano
- nuova strada ANAS 344 Padriciano-Cattinara (successivamente autostrada Sistiana-Rabuiese)
- strada statale 202 Cattinara-porto di Trieste[N 6]

La GVT si compone inoltre di due diramazioni, con caratteristiche di autostrada, verso i confini sloveni, costruite in quanto previste dagli accordi di Osimo del 1975 e dal conseguente decreto del presidente della Repubblica 6 marzo 1978, n. 100 (GU n. 102 suppl. ord. del 13/04/1978):
- raccordo autostradale 14 (valico Fernetti)
- raccordo autostradale per il valico Rabuiese

### Snodi
Nei pressi della città giuliana, nel comune sparso di Monrupino, è situato l'interporto di Trieste Fernetti, un complesso intermodale che costituisce anche un'area retroportuale di supporto ai terminal marittimi del Porto di Trieste e del Porto di Monfalcone ai quali è collegato da una infrastruttura stradale e da una linea ferroviaria. La sua inaugurazione risale al 1972.
Posizionato lungo la direttrice Baltico-Adriatico-Mediterraneo e lungo la direttrice del corridoio multimodale che congiunge Barcellona a Kiev, svolge il ruolo di piattaforma logistica per i traffici terrestri tra l'Europa Occidentale e l'Europa orientale e di hub strategico di connessione per i traffici merci tra i mercati dell'Europa centro-orientale ed il bacino del Mediterraneo.

### Ferrovie

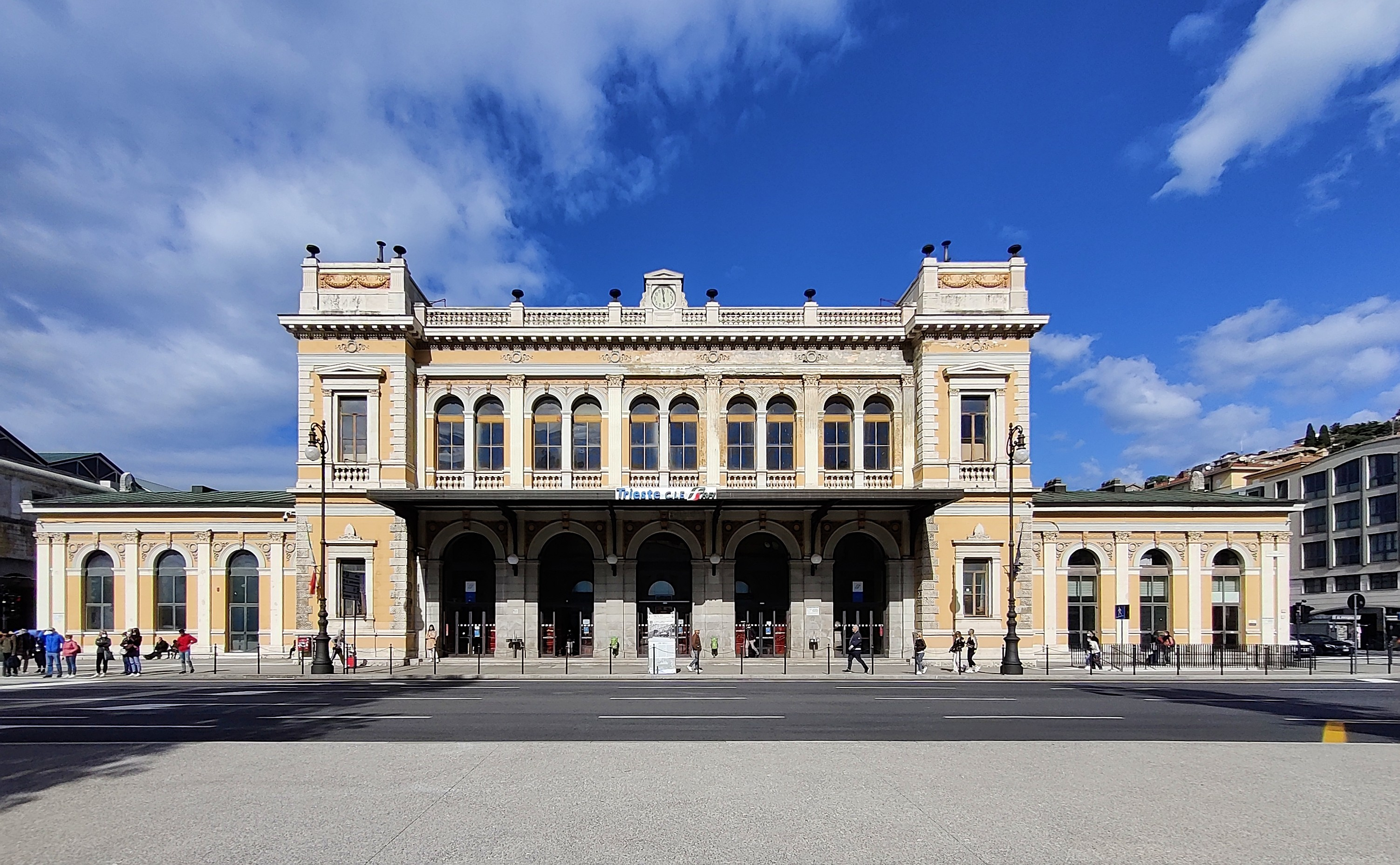
La stazione ferroviaria di Trieste Centrale

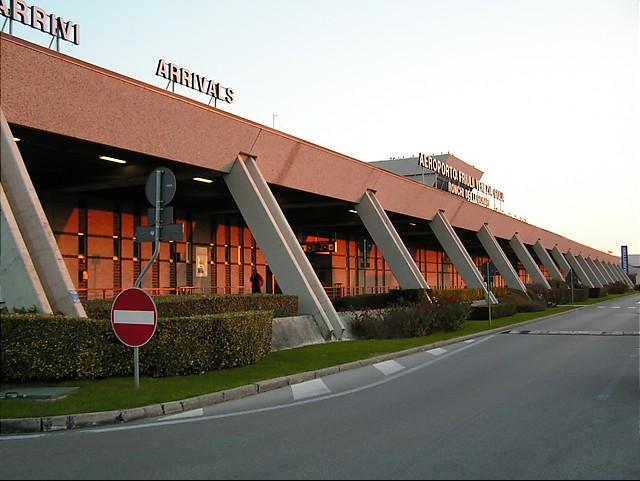
Scorcio dell'aeroporto di Trieste-Ronchi dei Legionari

Trieste è servita dalle ferrovie Venezia-Trieste e Udine-Trieste, dalla ferrovia Meridionale e dalla ferrovia Transalpina, non utilizzata nel breve tratto urbano.
Il traffico passeggeri è concentrato nella stazione di Trieste Centrale, servita da treni regionali svolti da Trenitalia nell'ambito del contratto di servizio stipulato con la Regione Friuli-Venezia Giulia e da collegamenti a lunga percorrenza svolti anch'essi da Trenitalia.

Nella relazione metropolitana (M40) con la stazione di Monfalcone alcuni treni fermano a Miramare, Stazione di Bivio d'Aurisina e Stazione di Sistiana-Visogliano. Dal 2018 è costituita la Stazione di Trieste Airport a servizio dell'aeroporto e della piattaforma intermodale regionale.

I treni per la Slovenia partono dalla stazione di Villa Opicina.
Il traffico merci è generato prevalentemente dal porto; dallo scalo di Campo Marzio partono quotidianamente treni merci in gran parte dedicati al trasporto intermodale e le cosiddette "autostrade viaggianti" in servizio internazionale.

### Aeroporti
L'aeroporto di Trieste-Ronchi dei Legionari è situato a 30 km a nord-ovest dalla città ed è servito da voli nazionali e internazionali. Sito a Ronchi dei Legionari, 21 km a sud-ovest di Gorizia, 30 km a nordovest di Trieste e a 38 km a sud di Udine, lungo la ex strada statale 14 della Venezia Giulia. La struttura, aperta al traffico commerciale, è dotata di una pista in asfalto lunga 3000 m e larga 45 m, con orientamento RWY 09-27 ed è gestita dalla società Aeroporto Friuli Venezia Giulia S.p.A. con il nome commerciale di Trieste Airport – Friuli Venezia Giulia.
Dal 2007 l'aeroporto è stato intitolato alla memoria di Pietro Savorgnan di Brazzà, esploratore friulano.. Guardando l'area compresa tra Alto Adriatico e Alpi Orientali, tra Italia (Friuli-Venezia Giulia e Veneto), Slovenia, Croazia e Austria (Carinzia) il suo bacino d'utenza supera i 5 milioni di persone, calcolati sulla base di un tempo di percorrenza in auto di 90 minuti necessario per raggiungere l'aeroporto.

### Porti

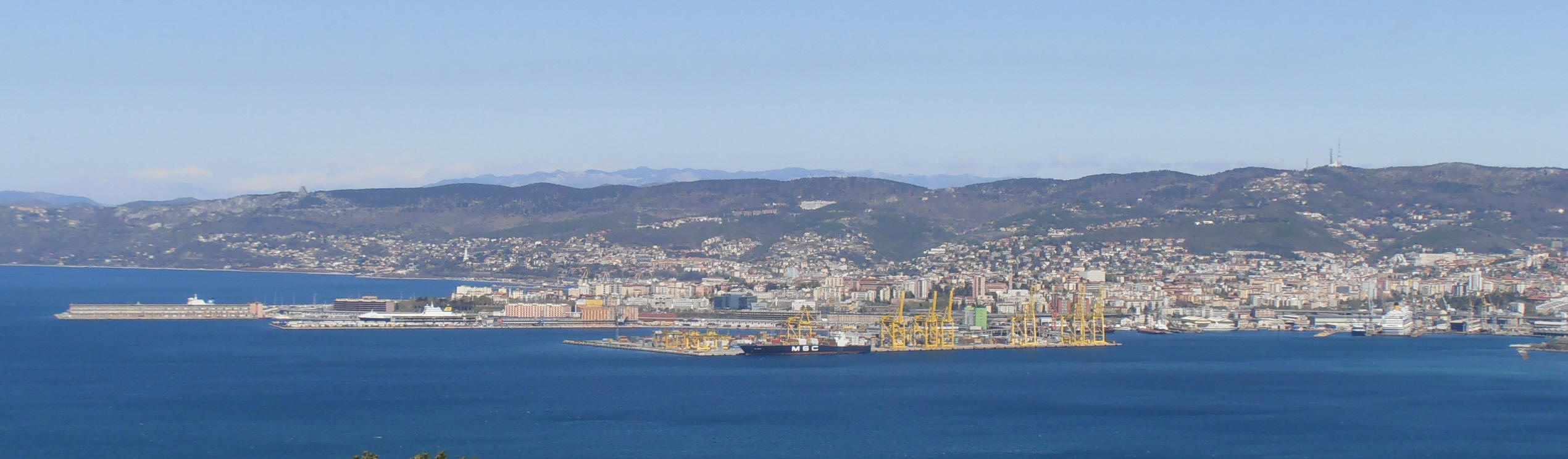
Porto nuovo di Trieste

Il porto di Trieste è il più grande d'Italia per quantità di merci scambiate ed uno dei più importanti nel sud Europa. Nel 2019 ha raggiunto le 62 000 000 tonnellate di merci movimentate grazie soprattutto al traffico marittimo di idrocarburi, che ne costituiscono la parte preponderante.
Storicamente fu il principale sbocco marittimo dell'Impero austriaco, che nel 1719 gli riconobbe lo status di porto franco. Il porto rimane uno snodo internazionale per i flussi di scambio terra-mare di merci dirette principalmente verso l'est Europa e l'Asia.
A Trieste è presente un'intensa attività croceristica che porta ogni estate più di 100 000 passeggeri. Durante il periodo estivo è attivo un collegamento marittimo gestito dall'APT con la cittadina di Grado. La società Trieste Lines, invece, ha in gestione il sistema di collegamenti con la costa istriana, con aliscafi veloci che raggiungono Pirano, Rovigno e Pola.

### Mobilità urbana

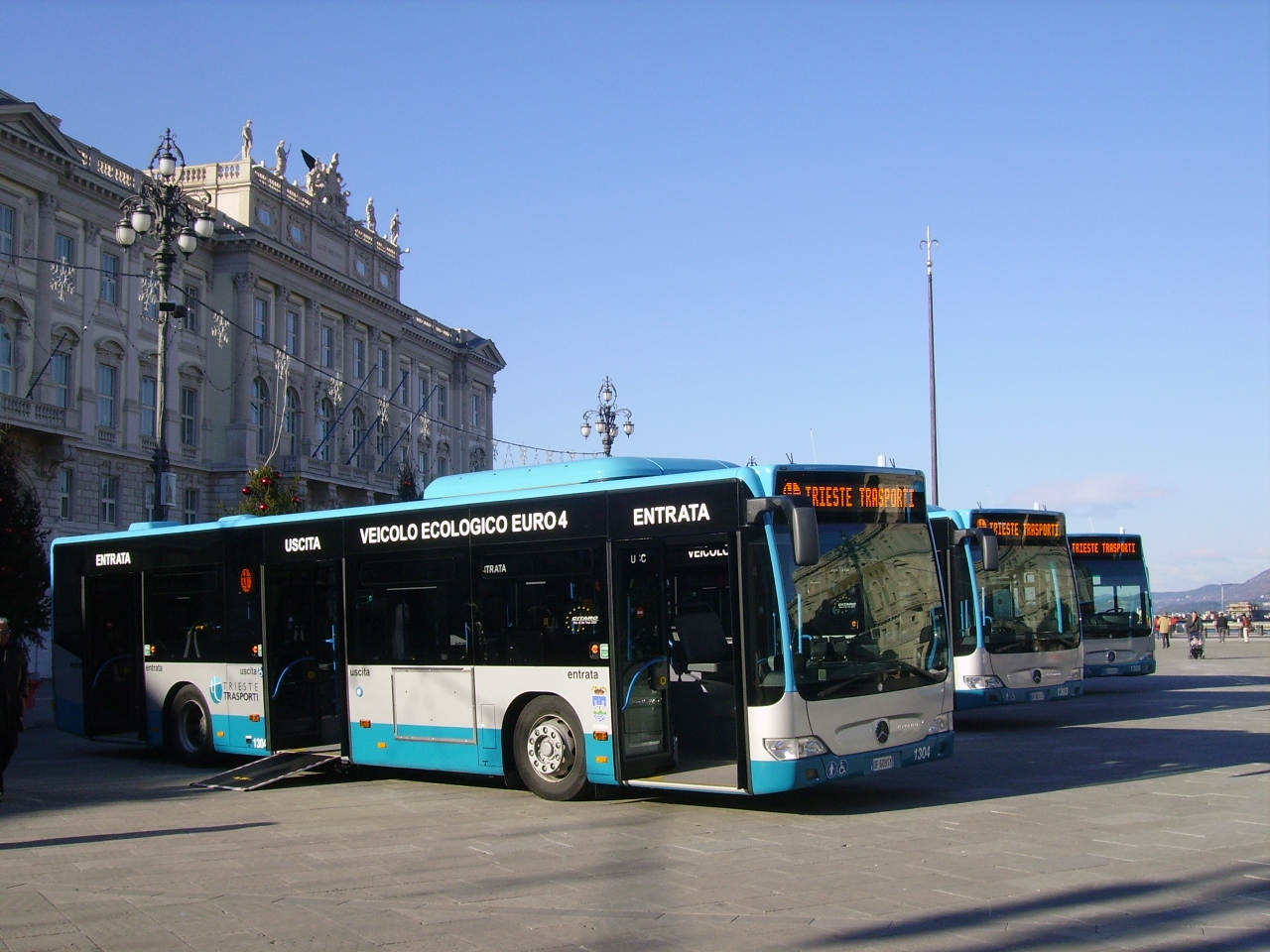
Bus urbani della Trieste Trasporti

Il trasporto pubblico è gestito dalla Trieste Trasporti, che esercisce autolinee urbane, e interurbane, servizi marittimi e la tranvia di Opicina. Nel 2019 risulta 3° in Italia per offerta di trasporto pubblico, ovvero chilometri percorsi dai mezzi pubblici in rapporto al numero di abitanti
In passato la città era dotata di una rete tranviaria di Trieste e una rete filoviaria di Trieste. La prima è stata rappresentata da una vasta rete di linee, poi inesorabilmente soppresse. Dal 1970, l'unica linea rimasta attiva è la Tranvia di Opicina. La rete filoviaria di Trieste fu in esercizio nella città giuliana dal 1935 al 1975. La prima linea filoviaria della città di Trieste fu attivata nel 1935: si trattava della cosiddetta linea dei Colli, da piazza Goldoni alla stazione di Campo Marzio, a cui seguirono altre linee negli anni seguenti. L'11 giugno 2016 era stata inaugurata una nuova linea tranviaria di collegamento tra il centro della città e il porto vecchio, sui binari già esistenti, la quale tuttavia è stata chiusa dopo poco.

## Amministrazione

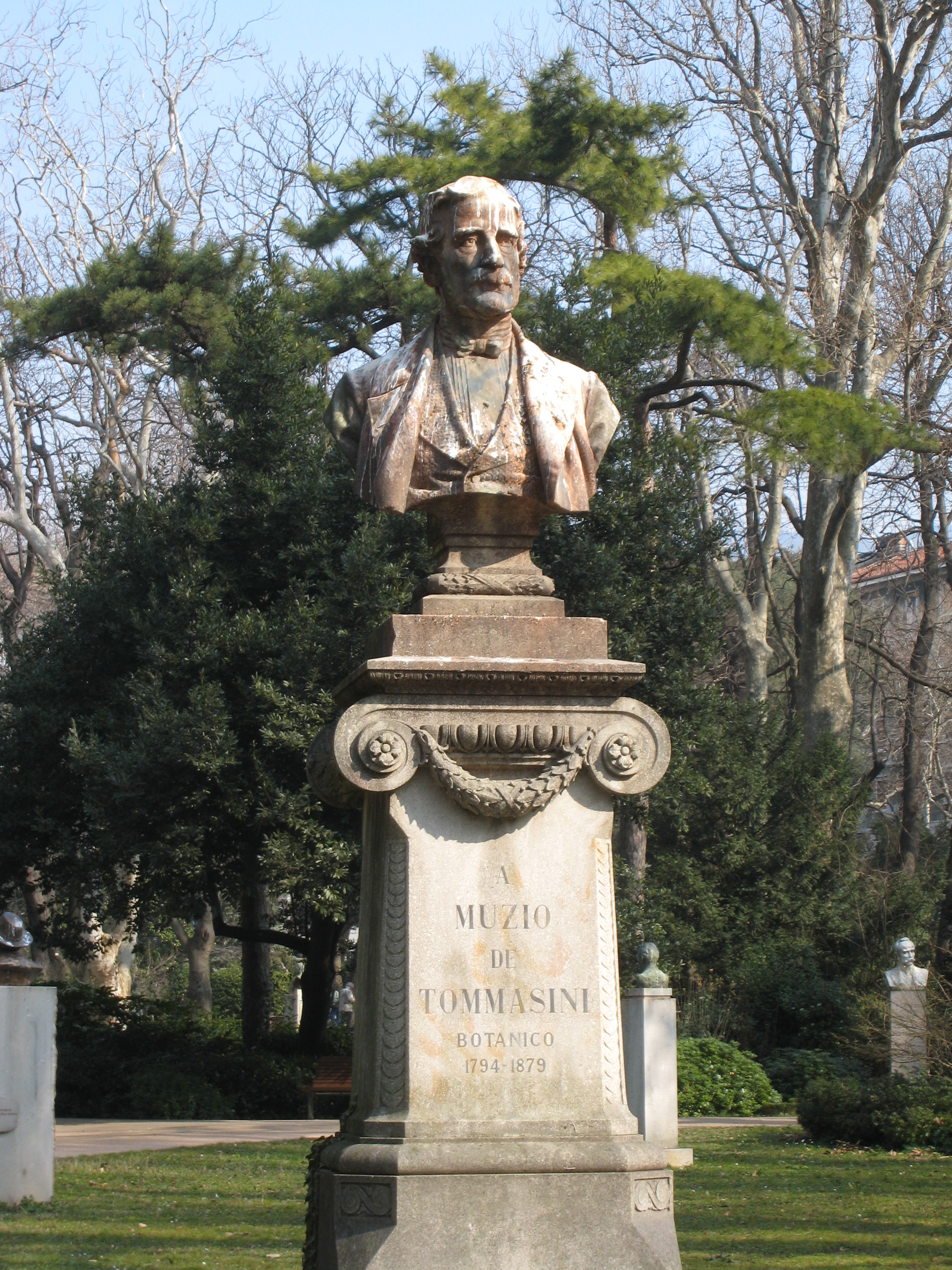
Il busto di Muzio Tommasini, primo podestà di Trieste, in carica dal 1850 al 1861, che si trova nel Giardino Pubblico a lui intitolato

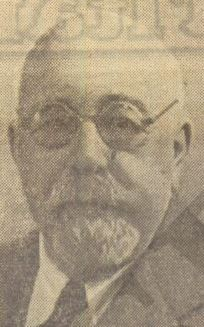
Alfonso Valerio, primo sindaco di Trieste dall'annessione della città all'Italia, in carica dal 1919 al 1921

### Consolati
Il Corpo Consolare di Trieste è composto da 31 rappresentanze consolari, le quali sono:
- Austria Consolato onorario
- Belgio Consolato onorario
- Brasile Consolato onorario
- Cipro Consolato onorario
- Croazia Consolato generale
- Danimarca Consolato onorario
- Francia Consolato onorario
- Grecia Consolato generale onorario
- Malta Consolato onorario
- Montenegro Consolato onorario
- Monaco Consolato onorario
- Norvegia Consolato onorario
- Portogallo Consolato onorario
- Romania Consolato generale
- Serbia Consolato generale
- Slovacchia Consolato onorario
- Slovenia Consolato generale
- Svezia Consolato onorario
- Ungheria Consolato onorario
- Guatemala Consolato onorario
- Perù Consolato generale onorario
- Kazakistan Consolato onorario
- Turchia Consolato generale onorario
- Camerun Consolato onorario
- Eritrea Consolato onorario
- Sudafrica Consolato onorario
- Burkina Faso Consolato onorario

### Gemellaggi
- Beirut, dal 1956[161]
- Douala, dal 1971[161]
- Graz, dal 1973[162]
- Santos, dal 1977[161]
- Southampton, dal 2002[161]
- Le Havre[161]

### Accordi di collaborazione
- Venezia, dal 2008, firmato a Trieste (10 gennaio 2008)
- Lubiana, dal 2008, firmato a Trieste (18 febbraio 2008)
- Milano, dal 2008, firmato a Trieste (24 ottobre 2008)
- Fiume, dal 2011, firmato a Fiume (20 settembre 2011)
- Rostock, dal 2011, firmato a Trieste (5 ottobre 2011)

## Sport

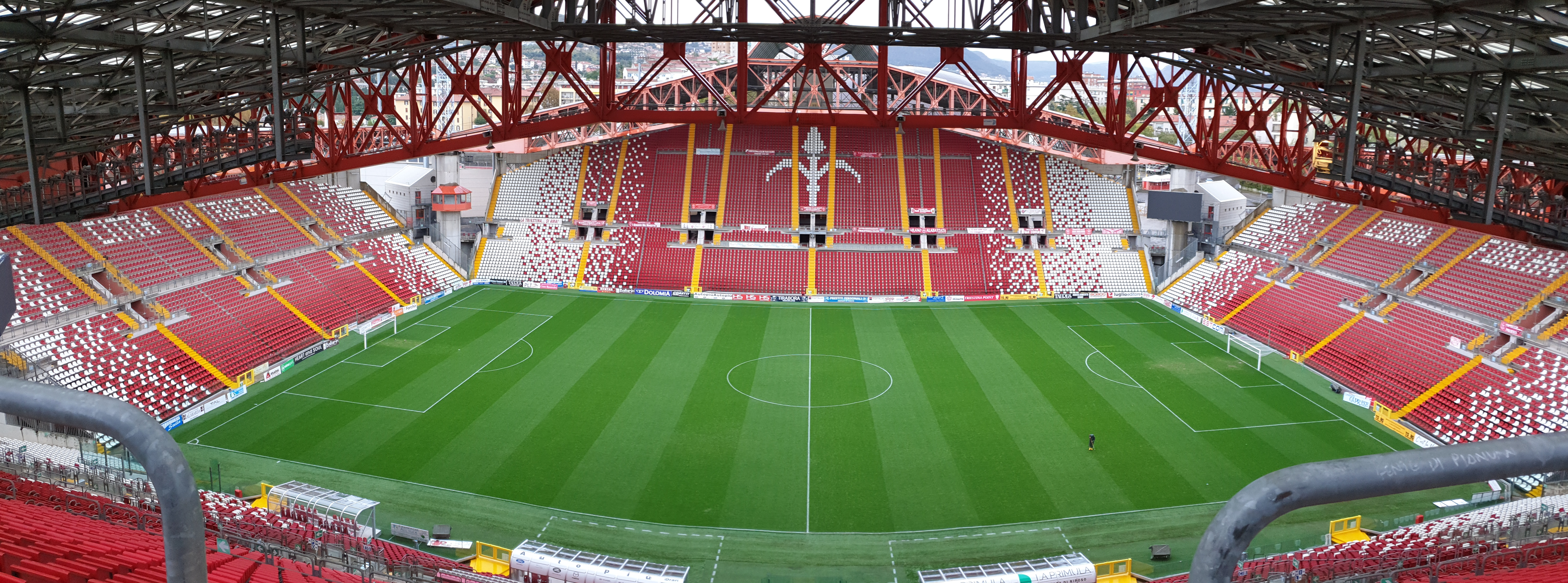
Panoramica dello Stadio Nereo Rocco di Trieste

### Società sportive

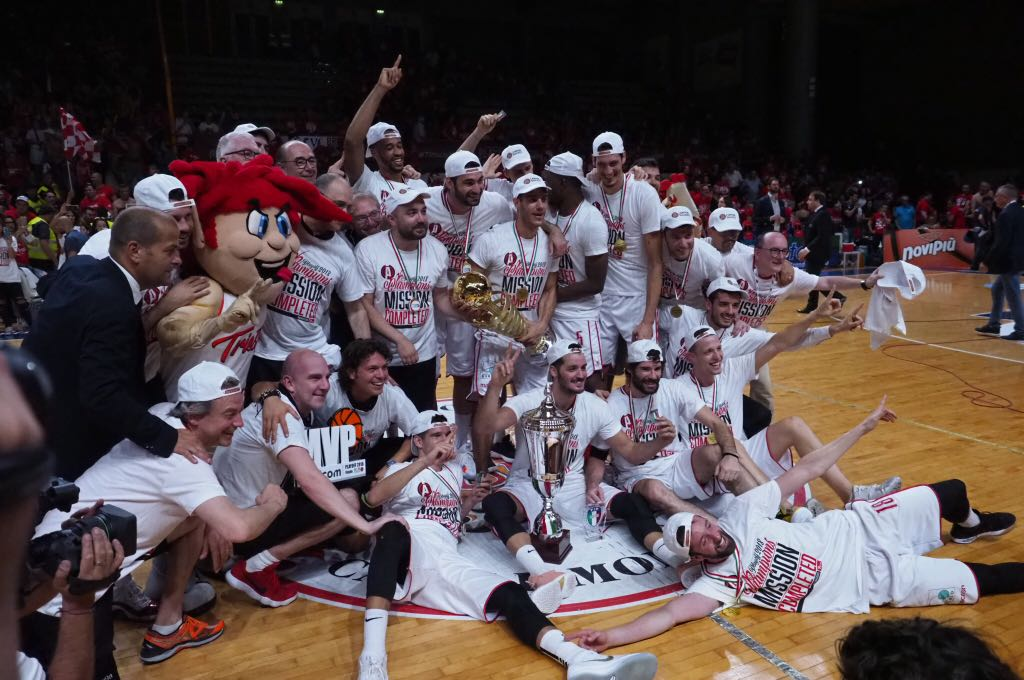
La vittoria del campionato di A2 2017-2018 della Pallacanestro Trieste

Nella città sono presenti numerose società sportive, tra le quali l'Unione Sportiva Triestina Calcio 1918, uno dei più antichi club calcistici italiani che riuscì, nella stagione 1947-1948, a concludere la Serie A al secondo posto appaiata al Milan e alla Juventus, dietro al Torino campione d'Italia.
Durante l'esistenza del Territorio Libero di Trieste la città giuliana ebbe due squadre calcistiche partecipanti a due campionati di due nazioni differenti, la Triestina nel campionato italiano, mentre il Circolo Sportivo Ponziana 1912 giocò, invitato ufficialmente dalla Federazione calcistica della Serbia, nel campionato jugoslavo, con il nome Amatori Ponziana Trst. La Triestina fallì nel 1994 per poi essere rifondata nel 2012 e nel 2016. La Ponziana, dal 1949, tornò a partecipare a campionati italiani.

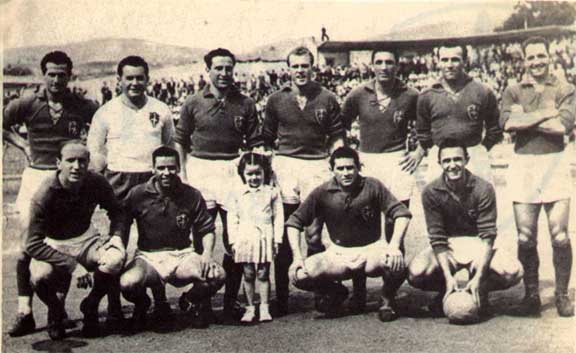
L'Unione Sportiva Triestina 1947-1948

Altra importante società sportiva triestina è la Pallacanestro Trieste, che è la principale società di pallacanestro maschile della città giuliana, erede della storica Pallacanestro Trieste fallita nel 2004. Milita in Serie A1. Gioca le sue partite interne all'Allianz Dome. Nel suo palmarès conta la vittoria di cinque scudetti tra il 1930 e il 1941. Nel 1984 la società venne acquistata dal magnate del tessile Giuseppe Stefanel. Al momento dell'acquisto la società militava nella seconda serie nazionale (A2) ma il presidente intendeva farne una squadra da scudetto. Le prime mosse furono l'acquisto di un nuovo capo allenatore il bosniaco Bogdan Tanjević, senza però ottenere i risultati sperati.

La Pallamano Trieste 1982-1983

Rilevanti per la storia sportiva di Trieste sono i vari club velici storici, come lo Yacht Club Adriaco e la Società velica di Barcola e Grignano, che testimoniano la lunga storia della città giuliana in questo sport. Di rilievo assoluto è la Barcolana, storica regata velica internazionale che si tiene ogni anno nel Golfo di Trieste nella seconda domenica di ottobre. Nota per essere una delle regate con più alta partecipazione, dall’edizione 2018, la Barcolana, con 2 689 imbarcazioni iscritte, si pone in vetta nella classifica delle regate più affollate al mondo, un traguardo ambito e raggiunto con impegno da tutta la Società Velica di Barcola e Grignano. Attualmente dunque la Barcolana è la regata più grande del mondo.
Il capoluogo giuliano vanta anche un'antica e radicata tradizione remiera che risale alla metà del XIX secolo. Attualmente sono sette le società di canottaggio presenti a Trieste. Le più note e titolate sono la Canottieri Adria 1877, la Canottieri Trieste, il Circolo Canottieri Saturnia, la Società Ginnastica Triestina Nautica e la Società Nautica Canottieri Nettuno.

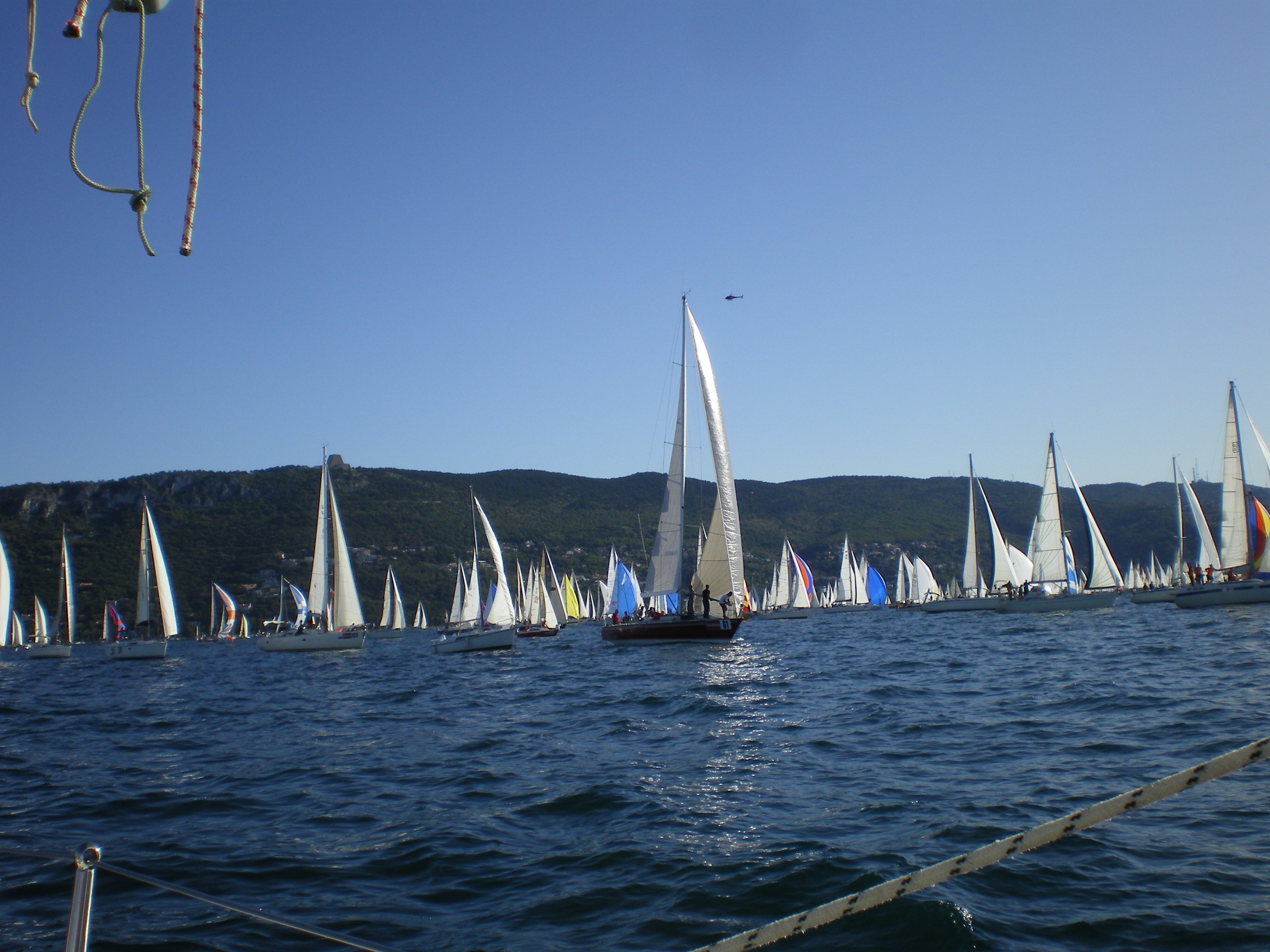
Primo lato della 41ª Barcolana, la regata velica più affollata del mondo con circa 2000 barche

Altre squadre sportive maschili triestine sono la Pallamano Trieste che vanta 17 scudetti e milita in Serie A Gold, i Muli Trieste, società di football americano che partecipa alla Lega Nazionale American Football, la Pallanuoto Trieste, che partecipa alla serie A1, l'Edera Trieste (Campioni d'Italia 2010-2011) e la Kwins Polet Trieste, squadre di hockey in line che militano in A1. Sono di rilievo anche l'Hockey Club Trieste, squadra di Hockey su prato, che milita nella serie B, l'U.S. Š.Z. Bor, associazione polisportiva, il Circolo Sportivo Ponziana 1912, squadra di calcio attualmente non in attività, l'A.S.D. San Luigi Calcio, squadra di calcio che milita in Serie D la Junior Alpina Trieste, squadra di baseball e softball con varie categorie (dal minibaseball all'under21) e il Venjulia Rugby Trieste, squadra di rugby militante in Serie B con diverse categorie, dal minirugby alla Prima Squadra, Femminile e Old.
Il baseball a Trieste risale alla fine della seconda guerra mondiale, durante l'amministrazione del governo militare alleato, quando Trieste faceva parte del Territorio Libero di Trieste e i 5 000 militari statunitensi di stanza nella Zona A del territorio ne diffusero l'uso. Per quanto riguarda le squadre femminili sono di rilievo la società Ginnastica Artistica '81, che partecipa alla Serie A1 di Ginnastica Artistica Femminile, la Pallanuoto Trieste che partecipa alla serie A2, la Ginnastica Triestina, che vanta 5 Scudetti, partecipa alla serie A2 di basket e la ASD Futurosa basket Trieste, società che partecipa a tutte le categorie giovanili e minibasket.

### Impianti sportivi

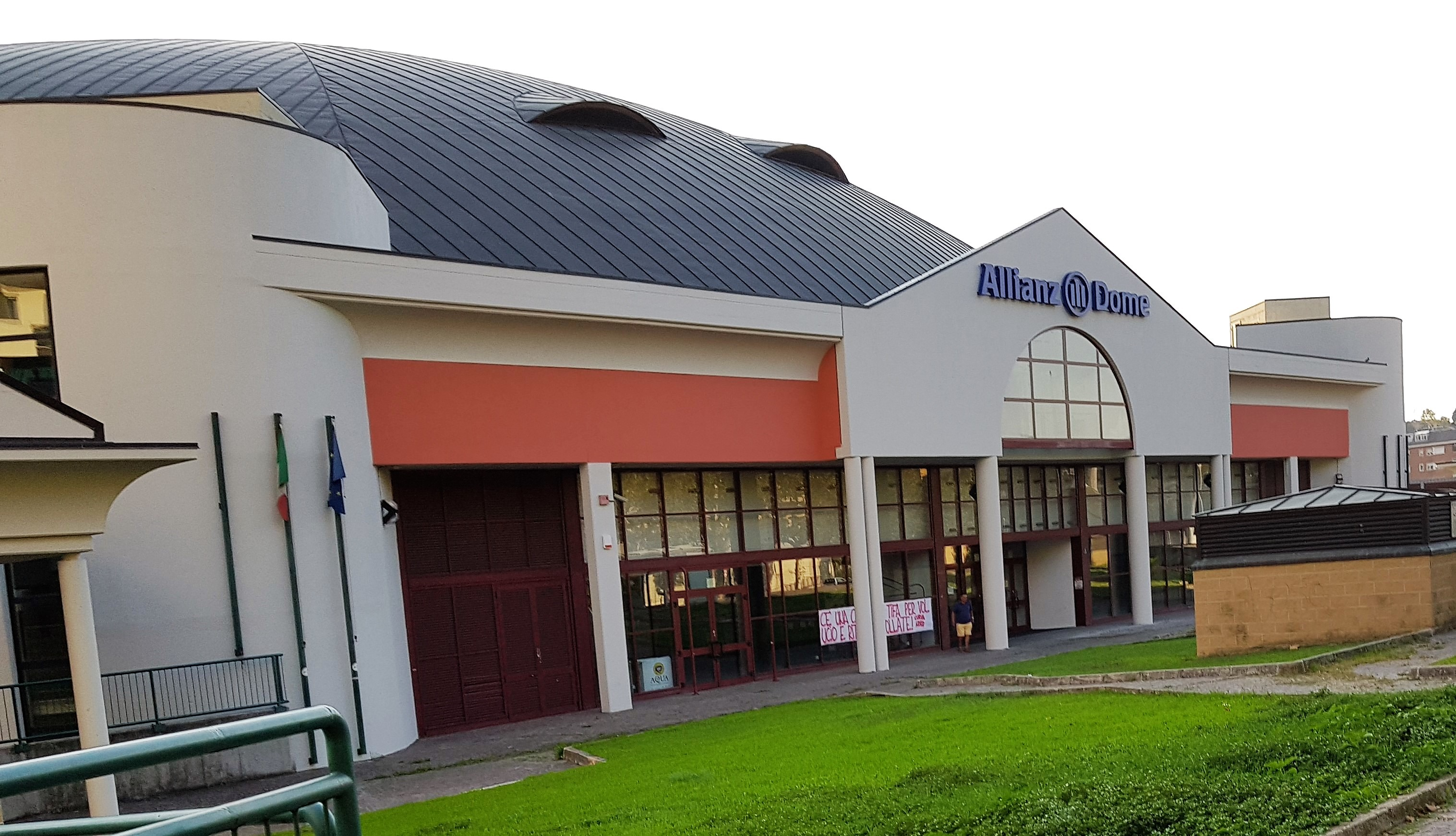
Scorcio del PalaTrieste

Degno di nota, da un punto di vista infrastrutturale, è lo Stadio Nereo Rocco, che rappresenta il principale impianto calcistico di Trieste, dedicato a Nereo Rocco, celebre calciatore e allenatore giuliano. Allo stadio Nereo Rocco si svolgono gli incontri interni della Triestina; ospita inoltre la sede della stessa società nonché degli uffici provinciali del CONI e il dipartimento di medicina sportiva; in talune occasioni è stato teatro di importanti concerti musicali, tra cui Vasco Rossi, Pearl Jam, Bruce Springsteen e Zucchero Fornaciari. Lo stadio sorge nel quartiere di Valmaura, alla periferia sud della città, nei pressi dell'uscita della SS 202, vicino al vecchio stadio Giuseppe Grezar.
Lo stadio Giuseppe Grezar, in particolare, è un impianto sportivo di Trieste, il secondo più importante della città dopo il più recente stadio Nereo Rocco. Nato come "Littorio", poi dal dopoguerra fino al 1967 chiamato "Comunale", fu successivamente intitolato al calciatore triestino Giuseppe Grezar, che faceva parte della squadra del Grande Torino e che fu tra le vittime della tragedia di Superga del 1949. Per molte stagioni impianto interno della Triestina, è stato trasformato in un impianto polifunzionale, con una pista di otto corsie dedicata all'atletica leggera.

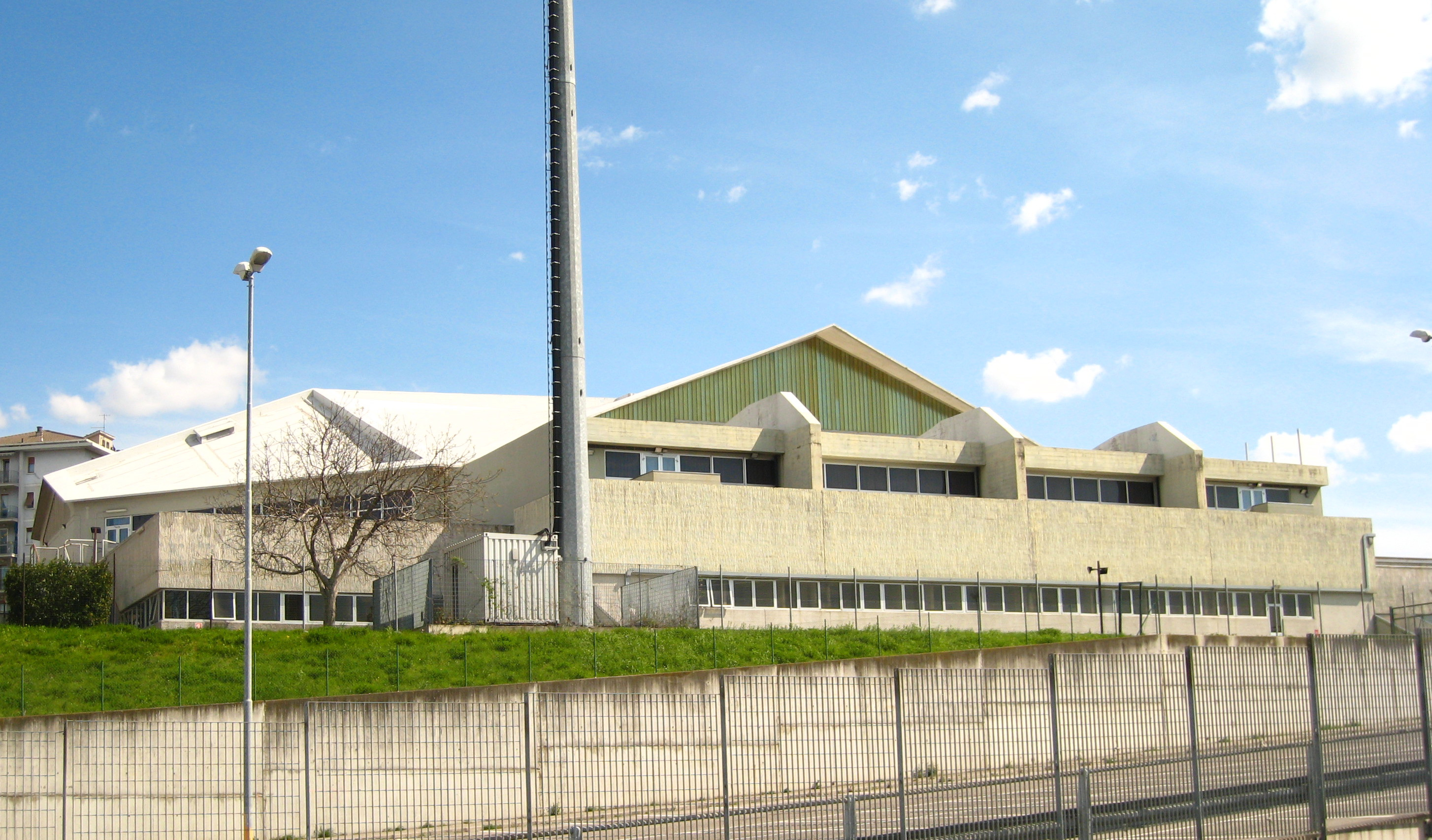
Scorcio del PalaChiarbola

Altri impianti sportivi triestini degni di nota sono il PalaChiarbola, palazzetto utilizzato principalmente per la pallamano primo palazzo dello sport della città di Trieste, costruito nella prima metà degli anni settanta del XX secolo, ed intitolato successivamente a Giorgio Calza. Si trova nel rione di Chiarbola, con accessi da Via Visinada e da Piazzale delle Puglie. Adatto a tutte le discipline che si praticano al chiuso, è utilizzato prevalentemente per il gioco della pallamano. Ha una capienza di poco superiore ai 2000 posti a sedere, suddivisi tra una tribuna e due curve. Dispone anche una di una palestra secondaria di misure regolamentari, nonché di tre palestrine dedicate al pugilato e alle discipline dell'atletica pesante.
Il PalaTrieste, palazzetto di gestione della Pallacanestro Trieste 2004, è un'arena coperta di Trieste. È dotato di 6 943 posti a sedere, disposti ad anello attorno al parquet di gioco. Il 25 maggio 2011 è stato formalmente intitolato al grande poliatleta triestino Cesare Rubini, scomparso nello stesso anno. L'impianto, di proprietà del Comune di Trieste, ospita le partite casalinghe delle principali squadre di pallacanestro cittadine, mentre in passato è stato sede delle gare casalinghe delle principali squadre triestine di pallavolo (come l'AdriaVolley Trieste e la Virtus Pallavolo Trieste, quest'ultima femminile).

### Eventi sportivi

#### Ciclismo
Giro d'Italia
Trieste è stata sede della cosiddetta "Grande Partenza" del Giro d'Italia nell'edizione del 1981, con il via ufficiale della corsa dato il 13 maggio da piazza Unità d'Italia per effettuare un prologo tra le strade cittadine, che si concluse con la vittoria del norvegese Knud Knudsen.
È stata inoltre sede di arrivo finale del Giro d'Italia in tre occasioni: 
- 1966, con il traguardo del 9 giugno posto all'Ippodromo di Montebello, dove si concluse l'ultima tappa (proveniente da Vittorio Veneto) con la vittoria di Mino Bariviera e successo finale di Gianni Motta;[167]
- 1973, con il traguardo del 9 giugno posto in piazza Unità d'Italia, dove si concluse l'ultima tappa (proveniente da Auronzo di Cadore) con la vittoria di Marino Basso e successo finale del belga Eddy Merckx;[167]
- 2014, con il traguardo del 1º giugno posto in Riva III novembre, dove si concluse l'ultima tappa (proveniente da Gemona del Friuli) con la vittoria dello sloveno Luka Mezgec e successo finale del colombiano Nairo Quintana.[167]

In totale, la città è stata sede di tappa della "Corsa Rosa" in quaranta occasioni (diciotto partenze e ventidue arrivi). Pertanto, Trieste si colloca al nono posto nella classifica delle sedi di tappa più ricorrenti nella storia della corsa.

### Esplicative
1. ↑  . I secolari contatti della città con culture e lingue diverse ha facilitato tuttavia l'introduzione di alcuni termini, di origine per lo più tedesca e slovena e, in minor misura, friulana e croata (ma anche ungherese, greca, ebraica, francese e persino turca e di altre lingue), nel lessico triestino. Cfr. a tale proposito: G. Pinguentini, Dizionario storico etimologico fraseologico del dialetto triestino Trieste, Borsatti, 1954.
2. ↑  Le informazioni sul numero dei volontari e quello relativo ai deceduti sono tratte da: Elio Apih, op. cit. p. 99.
3. ↑  Il faro è stato inaugurato il 24 maggio 1927 alla presenza del re Vittorio Emanuele III in ricordo dell'inizio delle operazioni militari dell'Italia nella prima guerra mondiale. Il 24 maggio 1915, da Forte Verena, che si trovava sull'altopiano di Asiago, partì il primo colpo di cannone verso le fortezze austriache situate sulla Piana di Vezzena. Ai primi fanti del Regio Esercito che varcarono poi il confine nella medesima data è dedicata la prima strofa de La canzone del Piave
4. ↑  Qui di seguito si elencano i 6 parametri utilizzati da Il Sole 24 Ore per la determinazione del tenore di vita: 1) Pil pro capite; 2) depositi bancari pro capite; 3) importo medio delle pensioni; 4) consumi delle famiglie (per auto, mobili ed elettrodomestici); 5) indice Foi sul costo della vita; 6) costo delle abitazioni (Elaborazione de Il Sole 24 Ore su dati dell'Istituto Tagliacarne, ABI-Bankitalia, Istat, Inps, Findomestic, Centro Studi Sintesi ed Orizzonti Immobiliari). Cfr. Il Sole 24 Ore del 29 dicembre 2008 (Inserto: Dossier del Lunedì pag. 4)
5. ↑  La Provincia di Trieste, corrispondente sotto il profilo demografico in massima parte alla città di Trieste, aveva, secondo le ultime rilevazioni del 2007 (Il Sole 24 Ore / Istituto Tagliacarne) un Pil di Euro 28.941,25 pro capite (del 17,2% superiore alla media nazionale). Cfr. Il Sole 24 Ore del 29 dicembre 2008 (Inserto: Dossier del Lunedì pag. 4)
6. ↑  Non tutta la SS 202 fa parte della GVT. Alcuni km della SS 202 non sono a carreggiate separate e questo tratto, non compreso nella GVT, si sviluppa parallelamente alla NSA 344. Di conseguenza solo il tratto a 2 corsie per senso di marcia della SS 202, la cosiddetta sopraelevata, è parte integrante della GVT.

### Bibliografiche
1. 1 2   Bilancio demografico mensile anno 2025 (dati provvisori), su demo.istat.it, ISTAT.
2. ↑   Classificazione sismica (XLS), su rischi.protezionecivile.gov.it.
3. ↑   Tabella dei gradi/giorno dei Comuni italiani raggruppati per Regione e Provincia (PDF), in Legge 26 agosto 1993, n. 412, allegato A, Agenzia nazionale per le nuove tecnologie, l'energia e lo sviluppo economico sostenibile, 1º marzo 2011,  p. 151. URL consultato il 25 aprile 2012 (archiviato dall'url originale il 1º gennaio 2017).
4. ↑   Luciano Canepari, Trieste, in Il DiPI: dizionario di pronuncia italiana, Bologna, Zanichelli, 1999, ISBN 88-08-09344-1.
5. ↑  La denominazione in sloveno non è ufficiale, ma la minoranza linguistica slovena in Italia è soggetta a tutela, cfr.:  Comune di Trieste - Statuto (PDF), su incomune.interno.it..
6. ↑   Lista di comuni del Friuli-Venezia Giulia per popolazione.
7. ↑   Comuni del FVG per densità di popolazione.
8. 1 2   Trieste è il primo porto italiano e supera Genova, su Corriere della Sera, MCS Mediagroup. URL consultato il 29 maggio 2016.
9. 1 2   I 10 Porti più grandi d'Italia. URL consultato il 5 gennaio 2017.
10. ↑  Sandro Toniolo, I perché e i nomi della geografia, Istituto Geografico Militare, Firenze 2005, p. 106, n. 204.
11. ↑   Giorgio Tagliaferra, Relazione Geologica (PDF), in Piano regolatore generale comunale - Variante generale n. 118 di revisione dei vincoli, Trieste, Comune di Trieste, agosto 2009. URL consultato il 24 novembre 2021 (archiviato dall'url originale il 30 gennaio 2022).
12. ↑   Atlante Enciclopedia Geografica Garzanti, 15ª ed., Milano, Garzanti, 1974, SBN RAV0126496.
13. ↑  (EN) Updated world map of the Köppen-Geiger climate classification (PDF), su hydrol-earth-syst-sci.net,  p. 1641.
14. ↑  Atlante Climatico d'Italia del Servizio Meteorologico dell'Aeronautica Militare, data 1971-2011.
15. ↑   La neve sulle coste del Mediterraneo, in Rivista Ligure.
16. ↑   Tabelle climatiche 1961-1990 del Sistema nazionale di raccolta, elaborazione e diffusione di dati Climatologici di Interesse Ambientale dell'APAT, su scia.sinanet.apat.it. URL consultato il 3 maggio 2019 (archiviato dall'url originale il 12 agosto 2018).
17. ↑   Average sea-level pressure, su worldclimate.com. URL consultato il 3 maggio 2019.
18. ↑   Fabrizio Martini (a cura di), Flora Vascolare spontanea di Trieste, Trieste, Lint, 2009,  p. 338, ISBN 978-88-8190-270-5.
19. ↑  Cfr. il sito  Portale sulla flora urbana di Trieste, su dryades.units.it.
20. ↑  Cfr. il sito  Archeologica, su archeologia.beniculturali.it, Ministero per i Beni e le Attività Culturali (archiviato dall'url originale il 14 febbraio 2006).
21. ↑  Ezio Godoli, Le Città nella Storia d'Italia, Trieste, Editori Laterza, Roma-Bari, 1984, p. 4
22. ↑  Geogr., V, 1, 9; VII, 5, 2
23. ↑  Ezio Godoli, op. cit., p. 4.
24. ↑  Strabone, V, 1.10.
25. ↑  Artemidoro fr. 9; Cesare, De bello gallico, VIII, 24; Strabone, V, 1.9; VII, 5.2; Velleio Patercolo, II, 110.4; Tolomeo, I, 15.3; III, 1.27.
26. ↑  Plinio il Vecchio, III, 127.
27. ↑  Plinio il Vecchio, III, 22.15.
28. ↑  Ezio Godoli, op. cit., p. 8
29. ↑  Cesare, De bello Gallico, VII, 1.1.
30. ↑  Aulo Irzio, De bello Gallico, VIII, 24.3; Appiano di Alessandria, Guerra illirica, pp. 18 e 52.
31. ↑   Reinhart Härtel, Procedura orale e documentazione scritta nel Placito di Risano e in altri documenti giudiziari fra Danubio e mare Adriatico, in Acta Histriae, vol. 13, n. 1, 2005.
32. 1 2  Janko Jež - Monumenta Frisingensia: la prima presentazione in Italia dei Monumenti letterari sloveni di Frisinga del X-XI secolo...: con traduzione dei testi, cenni di storia del popolo sloveno e dati sugli Sloveni in Italia – Trieste: Mladika; Firenze: Vallecchi Editore, 1994 - ISBN 88-8252-024-2
33. ↑   Copia archiviata, su liceopetrarcats.it. URL consultato l'11 novembre 2012 (archiviato dall'url originale il 24 agosto 2012). Liceo F. Petrarca – Trieste - a.s. 2001/2002 - Il Carso tra natura e cultura
34. ↑  Gabrio De Szombathely, Un itinerario di 2000 anni nella storia di Trieste (op. cit.)
35. ↑  Fulvio Colombo, Renzo Arcon (a cura di), Quaternus domorum et decimarus civitatis Tergesti. Quaderno delle case e delle decime della città di Trieste, Deputazione di Storia patria per la Venezia Giulia, Trieste 2009.
36. ↑  Fulvio Colombo, Prosecco patrimonio del nordest, Luglio editore, Trieste 2014.
37. ↑  Elio Apih, Trieste, Roma-Bari, Editori Laterza, p. 11
38. ↑  Paolo Merkù, La presenza slovena nella città preemporiale. In R. Finzi/G. Panjek/L. Panariti: Storia economica e sociale di Trieste, vol. 1, pp. 288-289
39. 1 2  Tedesco 2018.
40. ↑  Migliorini 2014.
41. ↑   Censimento austriaco del 1910 (PDF), su kozina.com. URL consultato il 12 giugno 2015 (archiviato dall'url originale il 20 dicembre 2013).
42. ↑   ÖNB-ANNO - Österreichische Statistik, 1880-, su anno.onb.ac.at. URL consultato il 5 gennaio 2021.
43. ↑   VG.pdf, su Google Docs. URL consultato il 5 gennaio 2021.
44. ↑   Francesco Bruni, Irredentismo, su Storia della Lingua Italiana, italica.rai.it (archiviato dall'url originale il 30 marzo 2009).
«Con "irredentismo" si designa l'aspirazione di un popolo a completare sul piano territoriale la sua unità nazionale, liberando le terre soggette al dominio straniero. La paternità di questa parola va attribuita al patriota e uomo politico Matteo Renato Imbriani, che nel 1877, ai funerali del padre Paolo Emilio, usò l'espressione "terre irredente", ovvero non salvate; subito dopo, un giornalista viennese lo definì "irredentista" per dileggiarlo.»
45. ↑  Die Protokolle des Österreichischen Ministerrates 1848/1867. V Abteilung: Die Ministerien Rainer und Mensdorff. VI Abteilung: Das Ministerium Belcredi, Wien, Österreichischer Bundesverlag für Unterricht, Wissenschaft und Kunst 1971
46. ↑  (DE) Jürgen Baurmann, Hartmut Gunther e Ulrich Knoop, Homo scribens : Perspektiven der Schriftlichkeitsforschung, Tübingen, 1993,  p. 279, ISBN 3-484-31134-7.
47. ↑  Vedi pag. 10 in Guerrino Guglielmo Corbanese, Il Friuli, Trieste e l'Istria: Tra la fine dell'Ottocento e l'inizio del novecento, Del Bianco ed., 1999
48. ↑  Vedi pag. 162 in Luigi Carnovale, Why Italy entered into the great war, Italian-American publishing company, 1917.
49. ↑  Dizionario Enciclopedico Italiano (Vol. III, pag. 730), Roma, Ed. Istituto dell'Enciclopedia Italiana, fondata da Giovanni Treccani, 1970.
50. ↑  Marina Cattaruzza, L'Italia e il Confine Orientale, Bologna, Società editrice Il Mulino, 2007, p. 97
51. ↑   Londra, in Treccani.it – Enciclopedie on line, Roma, Istituto dell'Enciclopedia Italiana. URL consultato il 21 marzo 2017.
52. ↑  Claudio Silvestri, Dalla Redenzione al Fascismo. Trieste 1918-1922, Udine 1959, pp. 55 sg; citato in Renzo De Felice, Mussolini il rivoluzionario 1883-1920, Einaudi, Torino 1965, pag. 625.
53. ↑  Alojz Zidar,"Il popolo sloveno ricorda e accusa, Založba Lipa, Koper-Capodistria 2001"
54. ↑   Miro Tasso, Un onomasticidio di Stato, Trieste, Mladika, 2010.
55. ↑   Miro Tasso, Fascismo e cognomi: italianizzazioni coatte nella provincia di Trieste, in Quaderni Italiani di RIOn, 3, pp. 309-335. Lo spettacolo delle parole. Studi di storia linguistica e di onomastica in ricordo di Sergio Raffaelli. Enzo Caffarelli e Massimo Fanfani (a cura di) - Società Editrice Romana, 2011.
56. ↑   Miro Tasso, Le mutazioni dei cognomi nella provincia di Trieste durante il fascismo, in Rivista Italiana di Onomastica, 20: 57-66, 2014..
57. ↑   Tristano Matta racconta “la Risiera di San Sabba”, su video.ilpiccolo.gelocal.it. URL consultato il 3 giugno 2024.
58. ↑   L’eccidio di Opicina e la drammatica fuga del superstite Stevo, in Il Piccolo Trieste, 4 aprile 2016. URL consultato il 22 novembre 2020.
59. ↑  YouTube|_CKNNO-qLgE|25 aprile con l'Irsrec - Tristano Matta racconta "la Risiera di San Sabba a Trieste"|accesso=28 maggio 2024|pubblicazione=Il Piccolo su piattaforma web You Tube, sequenza al 3 min e 13 s
60. ↑   Il processo della Risiera di San Sabba, mostra a cura di Dunja Nanut e Franco Ceccotti, pagina web pubblicata da Associazione Nazionale ex deportati nei campi| - A pagina 10 elenco nominativo di alcune vittime (PDF), su deportati.it. URL consultato il 27 maggio 2024.
61. ↑   La Risiera | Comunità Ebraica di Trieste, su triestebraica.it. URL consultato il 27 maggio 2024.
62. ↑  Decreto del presidente della Repubblica 15 aprile 1965, n. 510, in materia di "Dichiarazione di monumento nazionale della Risiera di San Sabba, in Trieste"
63. ↑  F. Longo e M. Moder, Storia della Venezia Giulia 1918-1998, pag.62 (op. cit.), AA. VV., Krajevni leksikon Slovencev v Italiji, pag.194 (op. cit.), De Szombathely Gabrio, Un itinerario di 2000 anni nella storia di Trieste, pag.184 (op. cit.)
64. ↑  Slovenski zgodovinski atlas, Nova revija d.o.o., Ljubljana 2011
65. ↑  P.A. Quarantotti Gambini, Primavera a Trieste, Mondadori, Milano 1951
66. ↑  Marina Cattaruzza, "L'Italia e il confine orientale", Società editrice Il Mulino, Bologna, 2007, pag. 291
67. ↑   United Nations, United Nations Treaty Series, volume 1466 (PDF), su treaties.un.org, United Nations, 1996. URL consultato il 2016.
68. ↑  « [...] Dal 2007 il confine fra Italia e Slovenia cesserà praticamente di esistere chiudendo l'epoca storica trattata...» Cit. da Marina Cattaruzza, L'Italia e il Confine Orientale, Bologna, Società editrice Il Mulino, 2007, p. 360
69. ↑   Lo spazio e la cooperazione Schengen, su EUR-Lex, Unione europea. URL consultato il 29 gennaio 2016.
70. ↑   D.C.G. di riconoscimento del 3 luglio 1930 (PDF).
71. ↑   Bozzetto del gonfalone del Comune di Trieste, su ACS, Raccolta dei disegni degli stemmi di comuni e città. URL consultato il 26 settembre 2024.
72. ↑  http://www.quirinale.it/onorificenze/insigniti/18425
73. ↑   ROTTA, Daniela Climich, Il colle e la Cattedrale di San Giusto, Trieste, Edizione Italo Svevo, 2005,  p. 64.
74. ↑   Cattedrale di San Giusto, su turismofvg.it. URL consultato il 19 ottobre 2021.
75. ↑   Catholic.org Basilicas in Italy.
76. ↑   Santa Maria Maggiore – Santuario Diocesano, su Diocesi di Trieste.
77. ↑   Luca Svetina, Fratelli di Sangue, Cavinato Editore Internatio, 2016,  p. 50.
78. ↑   Sant'Antonio Nuovo - Trieste, Italy - Yahoo! Travel, su travel.yahoo.com. URL consultato il 5 maggio 2019 (archiviato dall'url originale il 29 luglio 2012).
79. ↑   San Pasquale Baylon e Sant'Eufemia, su Diocesi di Trieste. URL consultato il 21 aprile 2019 (archiviato dall'url originale il 20 agosto 2018).
80. ↑   Vivere l'ottocento a Trieste, Palazzo Economo, su movio.beniculturali.it. URL consultato il 9 agosto 2022.
81. ↑   La storia, su Tribunale di Trieste. URL consultato il 14 marzo 2018 (archiviato l'8 settembre 2017).
82. ↑   La costruzione del Palazzo di Giustizia di Trieste nei documenti dell'Archivio di Stato, su Tribunale di Trieste (archiviato il 10 settembre 2017).
83. ↑   Daniele De Marco, Casa Terni Smolars, su ScoprendoTrieste.it, 21 novembre 2013. URL consultato il 13 gennaio 2021.
84. ↑   Palazzo Aedes, il primo grattacielo di Trieste, su triesteprima.it.
85. 1 2   Trieste, Stazione marittima, Umberto Nordio con Giacomo Zammattio, 1926-1930, su SAN - Portale degli archivi degli architetti. URL consultato il 21 marzo 2018.
86. ↑   Noel Malcolm, Storia del Kosovo, Bompiani, 1999,  pp. 90-93.
87. ↑   Eugenio Geiringer | quitrieste, su quitrieste.it. URL consultato il 7 novembre 2020.
88. ↑   Dati visitatori dei siti museali italiani statali nel 2016 (PDF), su beniculturali.it. URL consultato il 17 gennaio 2017 (archiviato dall'url originale il 10 gennaio 2017)..
89. ↑  Guide d'Italia TCI. Friuli-Venezia Giulia 2010, Touring Editore, p. 72.
90. ↑   Google Planimeter.
91. ↑  CIL V, 7989.
92. ↑  Pais 216 = InscrAqu-2, 2901 = AE 2007, +00264.
93. ↑  Strabone, VII, 5.3.
94. ↑  Veneto, Trentino-Alto Adige, Friuli-Venezia Giulia, Emilia-Romagna, Volume 2 di Guida rapida d'Italia, Touring Editore, 2002, ISBN 8836523862
95. ↑  Mangani, Rebecchi e Strazzulla, p. 273.
96. ↑   Arco di Riccardo (archiviato dall'url originale il 14 ottobre 2011). Una pagina nuova non menziona la teoria del santuario:  Itinerario archeologico.
97. ↑   DGBA - Antiquarium. URL consultato il 16 aprile 2018 (archiviato dall'url originale il 10 dicembre 2005).
98. ↑   Trieste di ieri e di oggi, su triestestoria.it. URL consultato il 23 aprile 2019 (archiviato dall'url originale il 10 novembre 2018).
99. ↑   Raoul Pupo, Il lungo esodo. Istria: le persecuzioni, le foibe, l'esilio, Milano, Rizzoli, 2005,  p. 227, ISBN 88-17-00562-2.
100. ↑   Serie storica della popolazione residente di Trieste. in  Statistica. nella rete civica del comune di Trieste.
101. ↑  Eugen Gelcich, Studien über die Entwicklungs-Geschichte der Schiffahrt mit besonderer Berücksichtigung der nautischen Wissenschaft, Laibach, 1882.
102. ↑  Dati tratti da:
  -  Popolazione residente dei comuni. Censimenti dal 1861 al 1991 (PDF), su ebiblio.istat.it, ISTAT.
  -  Popolazione residente per territorio – serie storica, su esploradati.censimentopopolazione.istat.it.
Nota bene: il dato del 2021 si riferisce al dato del censimento permanente al 31 dicembre di quell'anno.[101]
103. ↑  Statistiche I.Stat ISTAT  URL consultato in data 28-12-2012.
Nota bene: il dato del 2021 si riferisce al dato del censimento permanente al 31 dicembre di quell'anno. Fonte:  Popolazione residente per territorio - serie storica, su esploradati.censimentopopolazione.istat.it.
104. ↑   Popolazione residente per cittadinanza o paese di nascita, su demo.istat.it. URL consultato il 15 luglio 2025.
105. ↑  Legge 482 del 1999: Norme in materia di tutela delle minoranze linguistiche storiche
106. ↑  Legge 38 del 2001: Norme a tutela della minoranza linguistica slovena della regione Friuli Venezia Giulia
107. ↑  Legge regionale 16 del 2007: Norme regionali per la tutela della minoranza linguistica slovena
108. ↑   Copia archiviata, su liceopetrarcats.it. URL consultato l'11 novembre 2012 (archiviato dall'url originale il 24 agosto 2012). Liceo F. Petrarca – Trieste - a.s. 2001/2002 - Il Carso tra natura e cultura
109. ↑  Boris Gombač, Atlante storico dell'Adriatico orientale, Bandecchi &Vivaldi, Pontedera, 2007 - ISBN 978-88-86413-27-5
110. ↑  C. Schiffrer, "Autour de Trieste", Fasquelle Éditeurs, Parigi 1946, p.48; G. Valdevit, "Trieste. Storia di una periferia insicura", Bruno Mondadori, Milano 2004, p. 5; Angelo Vivante, Irredentismo adriatico, Firenze 1912 (ristampato 1945), p. 158-164; Carlo Schiffrer, Historic Glance at the Relations between Italians and Slavs in Venezia Giulia, Trieste 1946, p. 25-34; Pavel Stranj, Slovensko prebivalstvo Furlanije-Julijske krajine v družbeni in zgodovinski perspektivi, Trieste 1999, p. 296-302; Jean-Baptiste Duroselle, Le conflit de Trieste 1943-1954, Bruxelles 1966, p. 35-41
111. ↑  Censimento 1971
112. ↑   Alberto Zamboni, Le caratteristiche essenziali dei dialetti veneti, in Manlio Cortelazzo (a cura di), Guida ai dialetti veneti, Padova, CLEUP, 1979,  pp. 18-19.
113. ↑   Sabine Heinemann e Luca Melchior, Manuale di linguistica friulana, Walter de Gruyter GmbH & Co KG, 16 giugno 2015, ISBN 978-3-11-031077-1. URL consultato il 28 gennaio 2016.
114. ↑  Bojan Brezigar, Tra le Alpi e l'Adriatico - Gli Sloveni nell'Unione Europea, pg.21, Centro d'Informazione di Bruxelles - Ufficio Europeo per le Lingue Meno Diffuse, 1996, ISBN 90-74851-30-4.
115. ↑  Silva Bon, Gli ebrei a Trieste. Identità, persecuzioni, risposte, Gorizia, Istituto regionale per la storia del movimento di liberazione del Friuli-Venezia Giulia e Libreria Editrice Goriziana, 2000, pag. 29
116. ↑   Italo Veneziani, Trieste è la dodicesima città “più sicura al mondo”, la quinta in Europa, in Triestenews, 20 settembre 2021.
117. ↑   Marco Ragonese, The Urbanism Award nomina Trieste città europea 2022, ma l’assessore all’Urbanistica latita da più di un anno, su ilgiornaledellarchitettura.com, 9 gennaio 2023.
118. ↑   Report Legambiente, Trieste quarta per verde pubblico, male sulla differenziata, su triesteprima.it.
119. ↑   Laura Tonero, A Trieste la raccolta differenziata si ferma al 45%. La media regionale è al 69%, in Il Piccolo, 18 dicembre 2022.
120. ↑   Traffico cittadino: Trieste al 16º posto tra le peggiori città italiane, su triestecafe.it, 23 gennaio 2023.
121. ↑   Giulia Basso, Acquisti immobiliari saliti del 6% nel 2022, Trieste al top in Italia per velocità di vendita, in il Piccolo, 20 gennaio 2023.
122. ↑   Francesco Codagnone, Trieste, mutui impossibili per i giovani precari: ecco la generazione in affitto, in il Piccolo, 19 gennaio 2023.
123. ↑   Capitale europea della scienza 2020.
124. ↑   Euroscience.[collegamento interrotto].
125. ↑   Davide Ludovisi e Federica Sgorbissa, Trieste e la Scienza - Storia e personaggi, Trieste, MgsPress, 2018, ISBN 978-88-97271-58-1. URL consultato il 19 maggio 2020 (archiviato dall'url originale il 16 maggio 2021).
126. ↑   Musei, su triestecultura.it.
127. ↑   Torna in uso il nome "Civico Museo d'Antichità" con l'intitolazione a J.J. Winckelmann, su triestemusei.com.
128. ↑   TRIESTE, su museionline.info.
129. ↑   LETS! Il nuovo museo della letteratura di Trieste, su turismofvg.it.
130. ↑   Sacrario della Foiba di Basovizza, su triestemusei.com.
131. ↑   Foiba di Opicina n°149, su superchineadventures.com.
132. ↑   Guido Botteri e Roberto Collini, Radio Trieste: 1931-2006: un microfono che registra 75 anni di storia, Rai Eri, 2007, ISBN 88-397-1410-3, OCLC 799573495.
133. ↑   www.grandpixels.com, Trieste Film Festival › Alpe Adria Cinema, su triestefilmfestival.it. URL consultato il 21 agosto 2016.
134. ↑   Trieste Science+Fiction - Festival della Fantascienza - Festival della Fantascienza di Trieste, su Trieste Science+Fiction - Festival della Fantascienza. URL consultato il 21 agosto 2016.
135. 1 2   Barcolana, su barcolana.it.
136. ↑   ShorTS – Trieste 1-9 luglio 2016, su maremetraggio.com. URL consultato il 21 agosto 2016.
137. ↑   Trieste Next 2019 | Festival della Ricerca Scientifica, su Trieste Next | 25-27 settembre 2020. URL consultato il 24 maggio 2020.
138. ↑   leviedellefoto.it,  https://www.leviedellefoto.it/. URL consultato il 3 maggio 2025.
139. ↑  Pari al 17,5% della suddivisione e al 4,29% del totale http://www.retecivica.trieste.it//new/stats/annuario/ann73_2011.gif Archiviato il 4 marzo 2016 in Internet Archive.
140. ↑   Contatti, su allianz.it.
141. ↑   Forum Trieste 2011 (PDF), su forumtrieste2011.files.wordpress.com.
142. ↑   IlSole24Ore, su ilsole24ore.com.
143. ↑   Between Agnelli and Mussolini: Ford's unsuccessful attempt to penetrate the Italian automobile market in the interwar period, Università di MIlano-Bicocca, pag.6 (PDF), su dipeco.economia.unimib.it (archiviato dall'url originale il 14 novembre 2011).
144. ↑   media.ford.com Ford Timeline, su media.ford.com (archiviato dall'url originale il 16 dicembre 2005).
145. ↑   Between Agnelli and Mussolini: Ford's unsuccessful attempt to penetrate the Italian automobile market in the interwar period, Università di MIlano-Bicocca, pag.8, 12 (PDF), su dipeco.economia.unimib.it (archiviato dall'url originale il 14 novembre 2011).
146. ↑   Sergio Rizzo e Gian Antonio Stella, 1861-2011 Visioni d'Italia, su coordinamentoadriatico.it, Corriere della Sera. URL consultato il 3 maggio 2019.
147. ↑  Decreto del presidente della Repubblica 6 marzo 1978, n. 100
148. 1 2 3   INTERPORTO DI TRIESTE S.P.A., su friulia.it. URL consultato il 2 luglio 2019 (archiviato dall'url originale il 14 gennaio 2019).
149. ↑   TERMINAL INTERMODALE DI TRIESTE FERNETTI SPA, su trail.unioncamere.it. URL consultato il 1º gennaio 2023 (archiviato dall'url originale il 14 gennaio 2019).
150. ↑   Interporto di Trieste, su unioneinterportiriuniti.org. URL consultato il 2 luglio 2019 (archiviato dall'url originale il 14 gennaio 2019).
151. ↑   Trieste Airport - Friuli Venezia Giulia - HOME, su aeroporto.fvg.it. URL consultato il 18 novembre 2016 (archiviato dall'url originale il 24 novembre 2016).
152. ↑   Ronchi, nasce il Trieste Airport Friuli Venezia Giulia, in Il Piccolo, 18 novembre 2016. URL consultato il 18 novembre 2016.
153. ↑   Aeroporto Friuli Venezia Giulia - Intitolazione aeroporto, su aeroporto.fvg.it. URL consultato il 6 dicembre 2011 (archiviato dall'url originale il 9 gennaio 2012).
154. ↑   Trieste si conferma primo porto italiano e fa segnare il record storico per i container: +9%, in Il Piccolo, 13 febbraio 2020. URL consultato il 4 luglio 2020.
155. ↑   Autorità Portuale di Trieste.
156. ↑   Qualità della vita 2019: la classifica delle città italiane dove si vive meglio. Milano la migliore, su lab24.ilsole24ore.com. URL consultato il 14 agosto 2020.
157. ↑   Dario Cafagna, Trasporto pubblico locale a Trieste 1942-1982 (PDF), su inbusclub.it. URL consultato il 25 settembre 2013 (archiviato dall'url originale il 27 settembre 2013).
158. ↑   Al via il Tramway di Trieste, su ferrovie.it. URL consultato il 14 giugno 2016.
159. ↑   Rappresentanze Diplomatiche straniere in Italia, su esteri.it. URL consultato il 3 maggio 2019.
160. ↑   Consolato di Burkina Faso in Italia, su comune-italia.it. URL consultato il 15 agosto 2021.
161. 1 2 3 4 5   ELENCO AGGIORNATO A GENNAIO 2011 DEI GEMELLAGGI (ED EVENTUALI PROTOCOLLI D’AMICIZIA, D’INTESA ETC.) STIPULATI DAI COMUNI DEL F.V.G. (PDF), su anci.fvg.it. URL consultato il 24 settembre 2016 (archiviato dall'url originale il 24 settembre 2016).
162. ↑   Città gemellate dal sito web del Comune di Graz, su graz.at. URL consultato il 24 settembre 2016 (archiviato dall'url originale il 24 settembre 2016).
163. ↑   Stadio Grezar: a novembre 2004 partiranno i lavori di ristrutturazione, su retecivica.trieste.it, 10 giugno 2004. URL consultato il 30 dicembre 2009.
164. ↑   Città e Palazzetti della World League 2003, su fivb.ch, FIVB. URL consultato il 7 ottobre 2010 (archiviato dall'url originale il 6 giugno 2011).
165. ↑   Scheda sul PalaTrieste, su triestecultura.it, Comune di Trieste. URL consultato il 7 ottobre 2010 (archiviato dall'url originale il 13 marzo 2008).
166. ↑   INTITOLATO ALLA MEMORIA DI CESARE RUBINI IL PALATRIESTE. Ufficio Stampa del Comune di Trieste, 25 maggio 2011.
167. 1 2 3 4 5   Giro d'Italia, su sitodelciclismo.net.
168. ↑  (EN) Most visited cities, su procyclingstats.com.